# Auvergne
Cet article concerne la région culturelle et historique. Pour l'ancienne région administrative, voir Auvergne (ancienne région administrative). Pour les homonymes, voir Auvergne (homonymie).

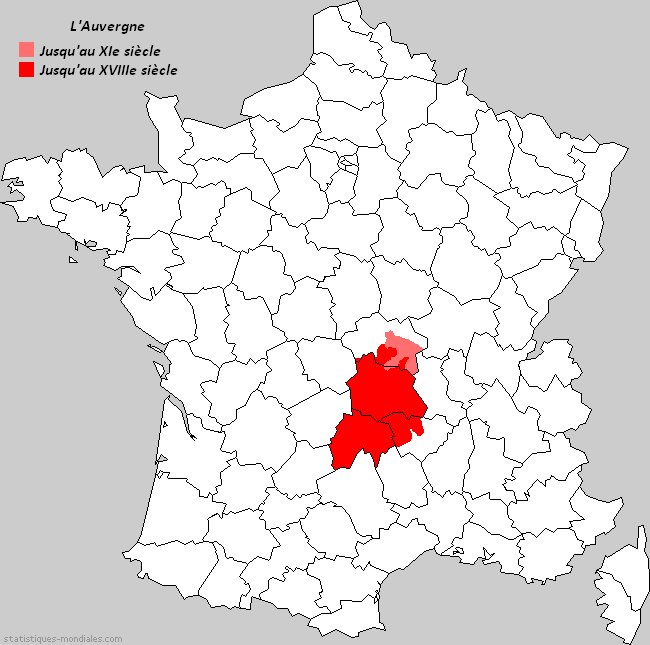
La province d'Auvergne superposée à la carte des départements français.

L'Auvergne (en auvergnat Auvèrnha, ou Euvarnhà) est une région historique et culturelle située dans le centre de la France, au cœur du Massif central.
De 1941 à 1946 et de 1956 à 2015, la région Auvergne fut également une région administrative française composée des quatre départements de l'Allier, du Cantal, de la Haute-Loire et du Puy-de-Dôme. Sa plus grande ville, Clermont-Ferrand, en était le chef-lieu. Cette région a été supprimée le 1er janvier 2016 par la loi sur l'Acte III de la décentralisation. Les départements qui la composaient font maintenant partie de la nouvelle région Auvergne-Rhône-Alpes.
Avec plus de 2 600 ans d'histoire, l'Auvergne est une des plus anciennes régions de France et une des mieux identifiées. Toutefois, son territoire est perçu de façon variable et le géographe Pierre Bonnaud compte quatre définitions possibles pour les contours de la région. Ainsi, en plus de l’ancienne région administrative, il y a deux Auvergne historiques. La première a existé jusqu'au XIe siècle et correspond à la cité des Arvernes ou Arvernie qui se perpétua avec le diocèse primitif de Clermont. La constitution du duché de Bourbon confisqua le nord de son territoire et laissa une province plus petite au XVIIIe siècle,.
Enfin, dans l'imaginaire parisien, l'Auvergne apparaît souvent comme une région plus vaste. Au XIXe siècle et au XXe siècle une vague d'immigration venant d'Auvergne, de l'Aveyron, de la Lozère et de la montagne limousine a submergé la capitale. Elle y a imposé son folklore et a été identifiée comme celle des « Auvergnats de Paris » ou « bougnats ». Il n'est pas rare que toute la partie sud du Massif central soit ainsi assimilée à l'Auvergne. Clin d’œil à l'histoire, cette aire territoriale fait penser à celle des peuples vassaux des Arvernes sous l’Antiquité.
Même si cette région n’a plus de concrétisation administrative, son histoire et sa géographie lui donnent une profonde cohérence. Sa métropole, Clermont-Ferrand, la polarise en totalité et confirme cette unité.

## Dénomination et blason
L'Auvergne tient son nom du peuple des Arvernes, dont le nom est généralement interprété comme « ceux qui vivent devant des terres plantées d'aulnes » par composition du préfixe gaulois are (« près de », « devant ») et de verno ou uerno (« aulnes » ou « aulnaies »). Le nom Auvergne est écrit en roman médiéval ou en auvergnat Arvernha, Auvernha, Auvernhe ou dans le nord de la Lozère Alvernhe. La chaîne évolutive de ce toponyme est : Arvernia › Alvernia › Alvernha › Auvernha › Auvergne.
Le blason de l'Auvergne, d’or au gonfanon de gueules bordé de sinople, a été pris par les comtes d'Auvergne depuis au moins le XIIe siècle, les sceaux et l'iconographie des comtes Robert IV et Guy II présentant déjà le gonfanon pour emblème de l'Auvergne. L'origine de cet emblème n'est pas certaine. Il pourrait s'agir de la bannière de l'abbé d’Aurillac autour de laquelle se rallièrent les chevaliers de la nation d'Auvergne lors de la conquête de Jérusalem ou alors de celle d'Eustache III, aïeul d'Adélaïde de Brabant, la mère du comte. Eustache III avait le titre de comte de Boulogne-sur-Mer et était le frère de Godefroy de Bouillon.

Ancienne bannière de l'abbaye d'Aurillac utilisée pendant la première croisade.
Bannière de l'abbaye d'Aurillac XIe siècle.
Blason adopté des comtes d'Auvergne (XIIe siècle).

## Histoire

### Pays des Arvernes

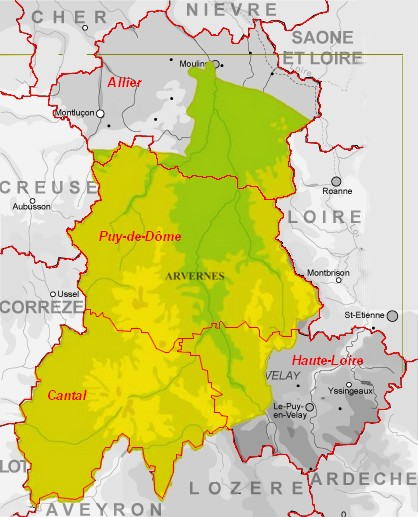
La cité des Arvernes superposée aux quatre départements de l'Allier, du Cantal, de la Haute-Loire et du Puy-de-Dôme.

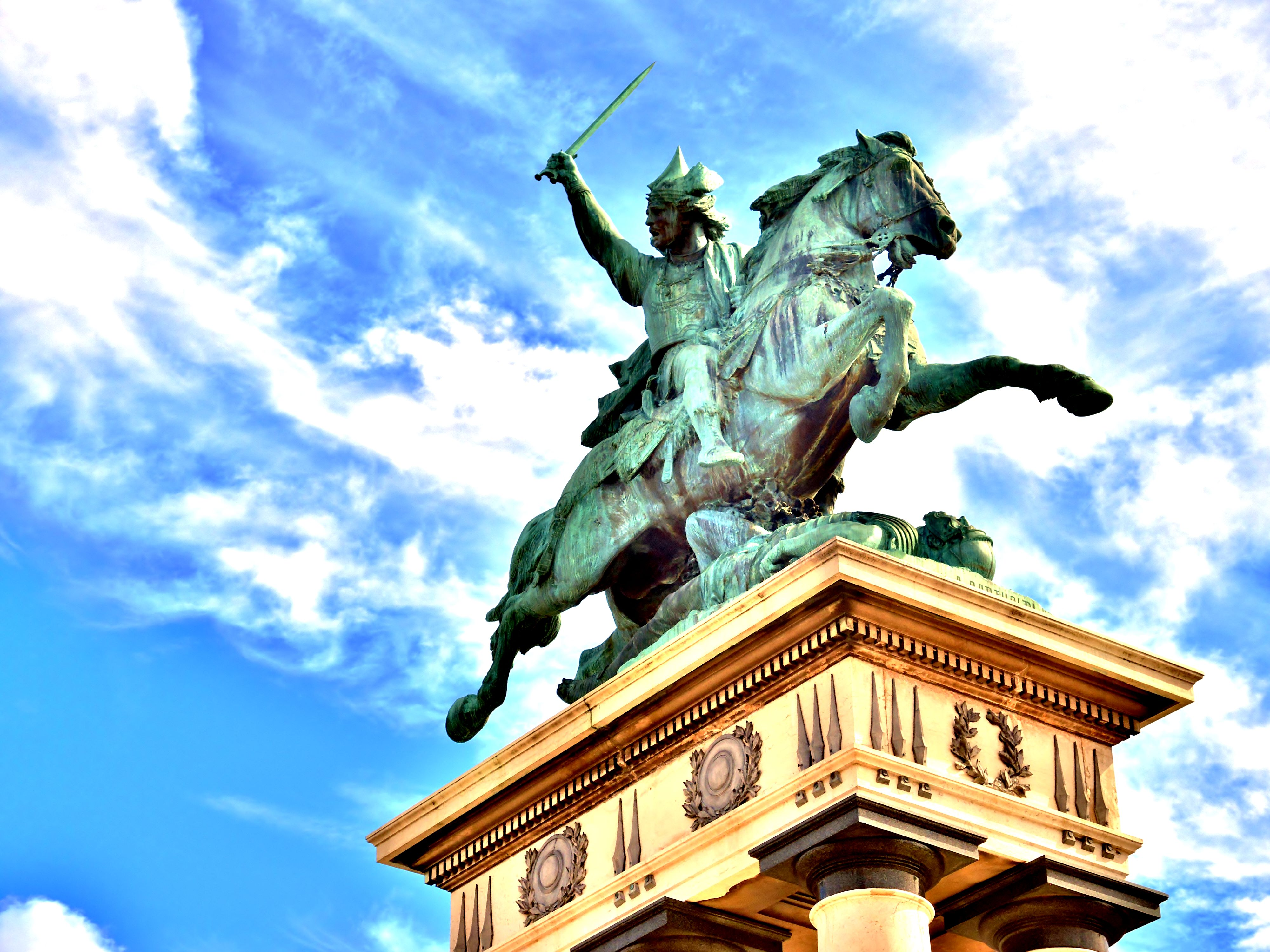
Statue équestre de Vercingétorix (Auguste Bartholdi).

L'Auvergne doit son nom au peuple gaulois des Arvernes. C'était l'une des tribus les plus puissantes et les plus riches de la Gaule antique. Cette prédominance s’explique par plusieurs raisons. Le territoire arverne donnait à ses occupants une totale autonomie agricole, il se composait au centre de la grande plaine très fertile de la Limagne, de coteaux fruiticoles sur le pourtour et enfin de grandes prairies de moyenne montagne idéales pour l'élevage. Ces zones d'autosubsistance étaient noyées dans un dense massif forestier qui fournissait l'énergie nécessaire à la mise en place d'industries prospères : la céramique et la métallurgie. Lezoux devint à l'époque gallo-romaine un des plus grands centres de production de poteries (en particulier sigillées) d'Europe. Ces poteries font partie du matériel archéologique courant que l'on retrouve partout dans le nord de l'Europe et servent à la datation des lieux fouillés. L'exploitation de nombreuses mines d'or, d'argent et d'autres métaux (exploitées depuis 400 av. J.-C. au minimum) permit de faire de la métallurgie, de la forge et de l'orfèvrerie (en particulier du travail du cuivre) une grande spécialité arverne. Dans la Guerre des Gaules de César, Vercingétorix est décrit avec « une grande armure faite de nombreuses pièces d'argent assemblées et reflétant le soleil ». Les Arvernes frappaient leur propre monnaie et multipliaient les échanges commerciaux avec les tribus voisines (moins de 15 monnaies connues pour 57 peuples gaulois). Ils développèrent au centre du monde gaulois un commerce est-ouest et nord-sud engendrant une grande richesse. La puissance militaire des arvernes était importante, elle s’appuyait sur un territoire difficile à atteindre par les armées adverses car entouré sur quasiment tous ses côtés par des massifs montagneux (seul le nord était ouvert sur les plaines du centre de la Gaule). Enfin, il y avait au sommet du puy de Dôme un sanctuaire d'une importance majeure pour plusieurs nations gauloises qui s'y retrouvaient.
Les recherches archéologiques les plus récentes situent la capitale des Arvernes de la fin du second âge du fer à l'oppidum de Corent,.

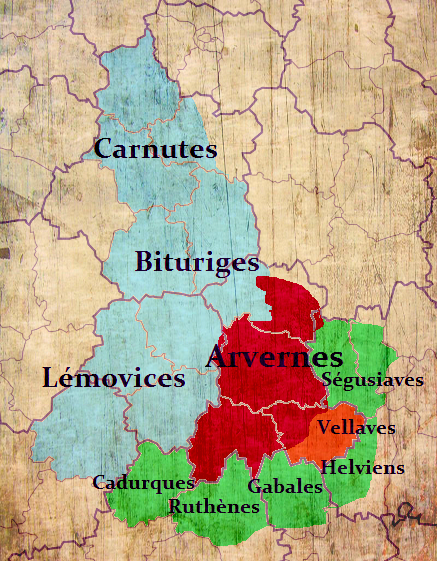
La Confédération arverne. En rouge, la cité des Arvernes. En orange, les Vellaves : peuple client des Arvernes, mais d'après Strabon ce sont des Arvernes ayant fait sécession. En vert : les peuples clients, vassaux. En bleu : Les alliés des Arvernes.

Strabon décrit une royauté arverne puissante qui impose au IIe siècle av. J.-C. son hégémonie sur les peuples gaulois avec notamment les règnes des rois arvernes Luern et Bituit. Si beaucoup d'historiens, dans la ligne de Camille Jullian, ont décrit la Gaule Celtique comme un « empire arverne », on parle plutôt aujourd'hui d'une « hégémonie » similaire à celle de certaines cités grecques classiques, comme celle qu'exercèrent Athènes ou Sparte, c'est-à-dire non pas une structure politique, mais une ascendance diplomatique, militaire, culturelle et économique. La confédération arverne regroupait les Gabales, les Vellaves, les Cadurques, les Rutènes, et son aire d'influence comprenait une partie du Languedoc et de l'Aquitaine.
Vercingétorix prit le titre de roi en 52 av. J.-C. Son père, Celtillos, qui avait tenu cette fonction auparavant, fut exécuté par ses compagnons après avoir tenté de rendre le titre héréditaire. Au cours de l'hiver 53/52 av. J.-C., Vercingétorix profita d'une révolte des Carnutes dans Bourges pour constituer une alliance contre les Romains avec la plupart des 57 peuples celtes des deux tiers nord de la Gaule. Pour la consolider et en gage de fidélité, il réclama et obtient de chaque peuple gaulois des « otages » (fils ou filles de rois).
Un des hauts lieux historiques d'Auvergne est celui de la bataille de Gergovie, situé à 12 km au sud de Clermont-Ferrand, où Vercingétorix battit Jules César en 52 av. J.-C., avant de le poursuivre avec ses cavaliers et ses troupes vers le nord.
Beaucoup plus tard, le siège d'Alésia se termina par une victoire romaine et marqua la fin du roi arverne. Pour enfermer les troupes Arvernes dans Alésia, les légionnaires romains construisirent pendant des mois 14 lignes de pièges (fosses avec pieux entre autres) et de fortifications sur plusieurs centaines de mètres. L'arrivée trop tardive des secours des Gaulois de l'ouest (pourtant fortes de plus de 300 000 hommes) fut déterminante dans la défaite. Par deux fois, les troupes gauloises dirigées par plusieurs chefs furent à deux doigts d'établir une jonction avec les assiégés. Ces tentatives menées à la tombée de la nuit permirent à Vercingétorix et ses cavaliers de faire des échappées mais coûtèrent de nombreux morts aux troupes arvernes. Vercingétorix négocia sa reddition contre la vie sauve pour les 60 000 rescapés d'Alésia. Après le départ des Gaulois de l'ouest, on l'emprisonna à Rome et on le fit figurer au triomphe de César ; après quoi il fut exécuté.
Les Romains créèrent par la suite la ville d'Augustonemetum sur l'un des cinq sites urbains arvernes existants, lui-même site d'un ancien volcan. Cette ville deviendra plus tard Clermont-Ferrand. La partie est de la commune actuelle était d'ailleurs occupé par une agglomération de plaine importante (site d'Aulnat-Gandaillat).

### Auvergne romaine

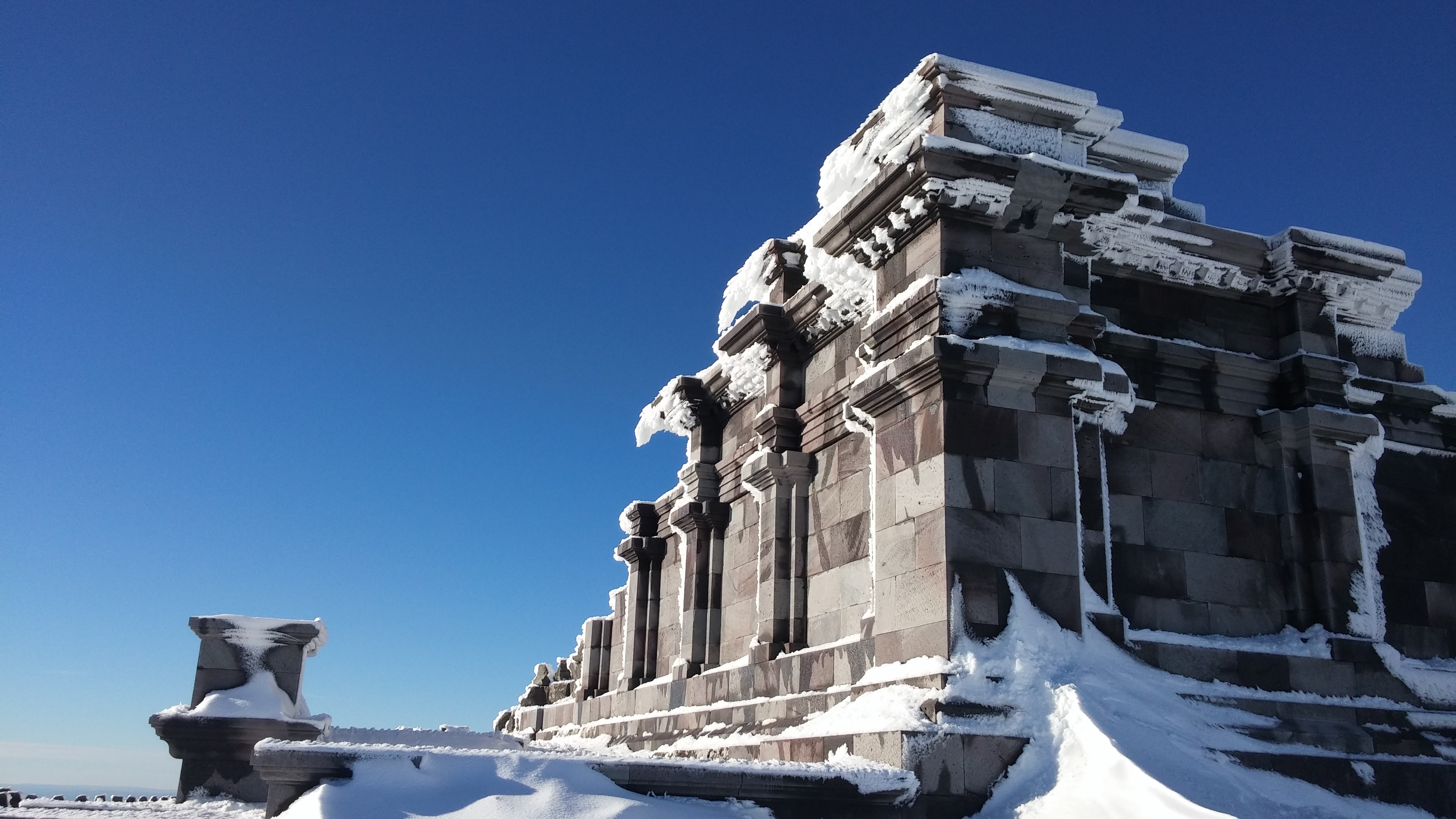
Temple de Mercure au sommet du puy de Dôme.

Après sa victoire sur les Arvernes, César amorce une politique habile qui les ménage et les associe au pouvoir. Les deux siècles qui suivent la colonisation correspondent à une période de paix et de prospérité. L’Auvergne fait partie de la province d’Aquitaine, les quelques Romains qui viennent s’y installer sont rapidement assimilés, les modes de vie arvernes et romains sont peu différents et facilitent l’association. Le latin s’impose tardivement sur la langue gauloise. La capitale gallo-romaine, Augustonemetum, prend le nom d’Arvernis au IIIe siècle.
À la fin du IIIe siècle ou au IVe siècle, saint Austremoine évangélise l’Auvergne. À cette époque, la province est menacée par la poussée des peuples germaniques et l'affaiblissement de l'empire. En 469, l’autorité de Rome est toujours reconnue mais la province est encerclée par les Burgondes et les Wisigoths. Ces derniers, menés par le roi Euric, déferlent sur le pays en 471. Sidoine Apollinaire, onzième évêque d'Auvergne, mène alors la résistance et la défense d'Arvernis pendant quatre ans aux côtés d'Ecdicius, son beau-frère. Il fournit un riche témoignage sur l'Auvergne à la fin de l'Antiquité,,.

### Moyen Âge

#### Haut Moyen Âge

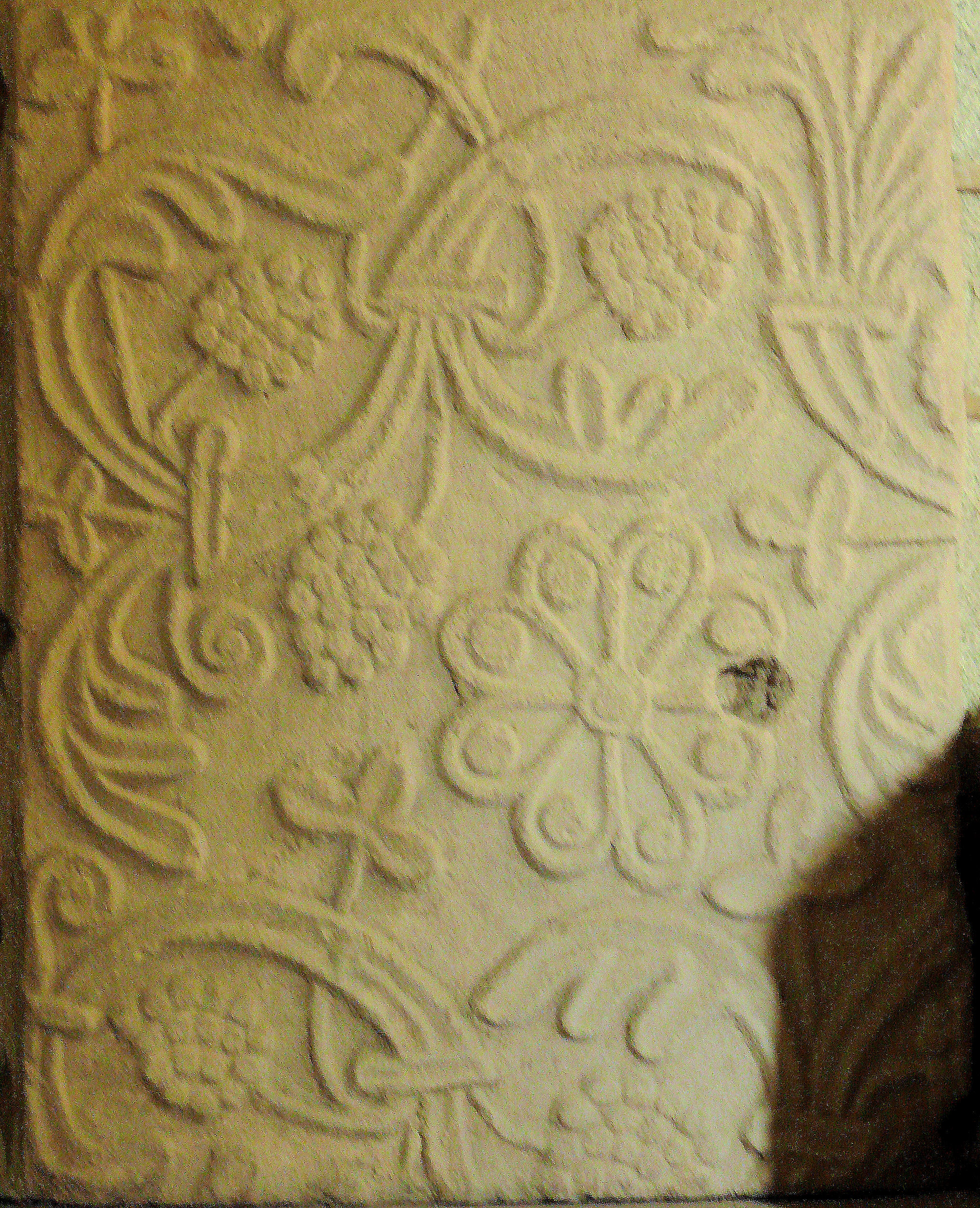
Plaque de chancel du VIe siècle - Église Saint-Sébastien de Manglieu.

En 475, et malgré une résistance victorieuse, Rome choisit de céder l'Auvergne aux wisigoths afin de conserver la Provence, plus proche géographiquement et culturellement du cœur de l'Empire. L'Auvergne et sa capitale Clermont sont intégrées au royaume wisigoth d'Euric et en deviennent une pièce majeure. Habilement, le roi wisigoth choisit le catholique arverne Victorius pour devenir comte d'Auvergne et duc des provinces d'Aquitaine. Il libère ensuite Sidoine Apollinaire qui retrouve son siège épiscopal après deux années de captivité. À la suite du décès de Victor, le successeur d'Euric, Alaric II, place Apollinaire (le fils de Sidoine) sur le trône comtal. Ce dernier a la charge d'une part importante de l'armée wisigothique et mène le combat avec de nombreux auvergnats contre les Francs lors de la bataille de Vouillé. Après la chute du royaume wisigoth de Toulouse, l'Auvergne passe sous la domination de Clovis, le roi des Francs. L'aristocratie pro-wisigothe d'Auvergne résiste à cette nouvelle domination comme en témoigne la révolte de Placidina et Arcade. Conquise militairement par Thierry en 536, l'Auvergne est rattachée à l'Austrasie pendant un siècle. Des aristocrates gallo-romains locaux sont nommés comtes et dirigent la province avec les évêques d'Auvergne.
À la fin du VIIe siècle ou au début du VIIIe siècle, l'Auvergne passe sous l'influence du duché d'Aquitaine. Gouvernée par les ducs d'Aquitaine qui portent également le titre de comte d'Auvergne, elle fait l'objet de convoitises entre francs et aquitains. Durant cette période, ce sont les évêques d'Auvergne qui exercent concrètement le pouvoir. Ils fondent partout en Auvergne de nombreux monastères (Brioude, Manglieu, Thiers ou encore Mozac), qui mènent une grande activité intellectuelle et scolaire et font de l'Auvergne une importante place de la Chrétienté.
À ces troubles politiques, se rajoutent pendant ces siècles de grandes calamités telles que les épidémies au VIe siècle et les incursions des troupes du califat ommeyade. En 760 Pépin le Bref, dans sa lutte contre le duc d'Aquitaine, fait deux incursions dévastatrices qui détruisent la province et sa capitale. Les normands attaquent la région à partir du IXe siècle. Ils assiègent et incendient la capitale avant d'être chassés de la région par les milices et nobles locaux. Les puissantes familles seigneuriales auvergnates, livrées à elles-mêmes, se mènent des guerres privées incessantes, et pillent la région sans relâche. L'insécurité permanente culmine au Xe siècle.
Cette insécurité est à l'origine du mouvement de la « Paix de Dieu », qui naît en Auvergne au milieu du Xe siècle, et qui aura un retentissement formidable dans le monde occidental. Il fondera les bases morales de la société médiévale.

#### Moyen Âge central

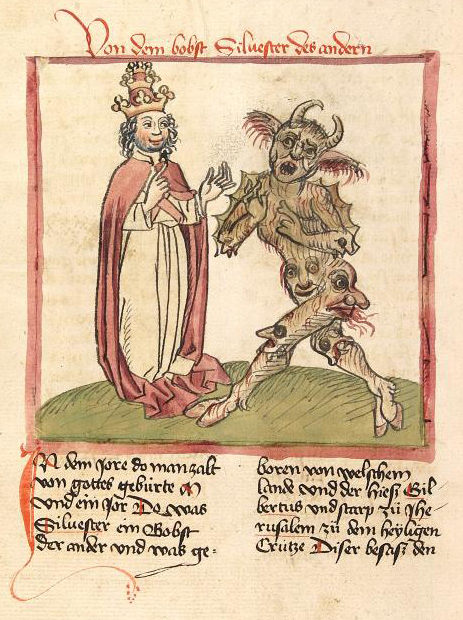
Gerbert d'Aurillac alias Sylvestre II et le démon : illustration datant de 1460.

Gouvernée jusqu'alors par les ducs d'Aquitaine et d'Auvergne la province connaît un changement politique majeur à la fin du Xe siècle quand Guy, vicomte de Clermont et d'Auvergne, se proclame comte d'Auvergne et crée la dynastie comtale héréditaire. Les comtes d'Auvergne s'affranchissent de plus en plus de leurs suzerains directs. À mesure que leur autonomie s'affirme, l'Auvergne s'intègre progressivement au royaume de France. Les comtes sont eux-mêmes suzerains de grands seigneurs. À la même époque les évêques d'Auvergne deviennent maîtres de grands domaines centrés sur Clermont qui constituent la « seigneurie épiscopale de Clermont ».
Du fait de la concurrence politique des comtes, une longue rivalité entre Clermont et Montferrand voit le jour. Le comte d'Auvergne n'avait pas un grand réseau de vassaux, sans doute parce qu'il n'était que le descendant d'un modeste vicomte. Il possédait en propre de nombreuses terres en Basse-Auvergne, la majeure partie de la Limagne, des terres en Brivadois mais très peu de choses en Haute-Auvergne. Il n'était pas le maître de la capitale qui appartenait aux évêques qui avaient aussi de nombreux vassaux en Haute-Auvergne. Le domaine de l'Abbaye d'Aurillac était libre et exempt de toute juridiction et ne relevait que du pape (il forma par la suite la vicomté de Carlat).

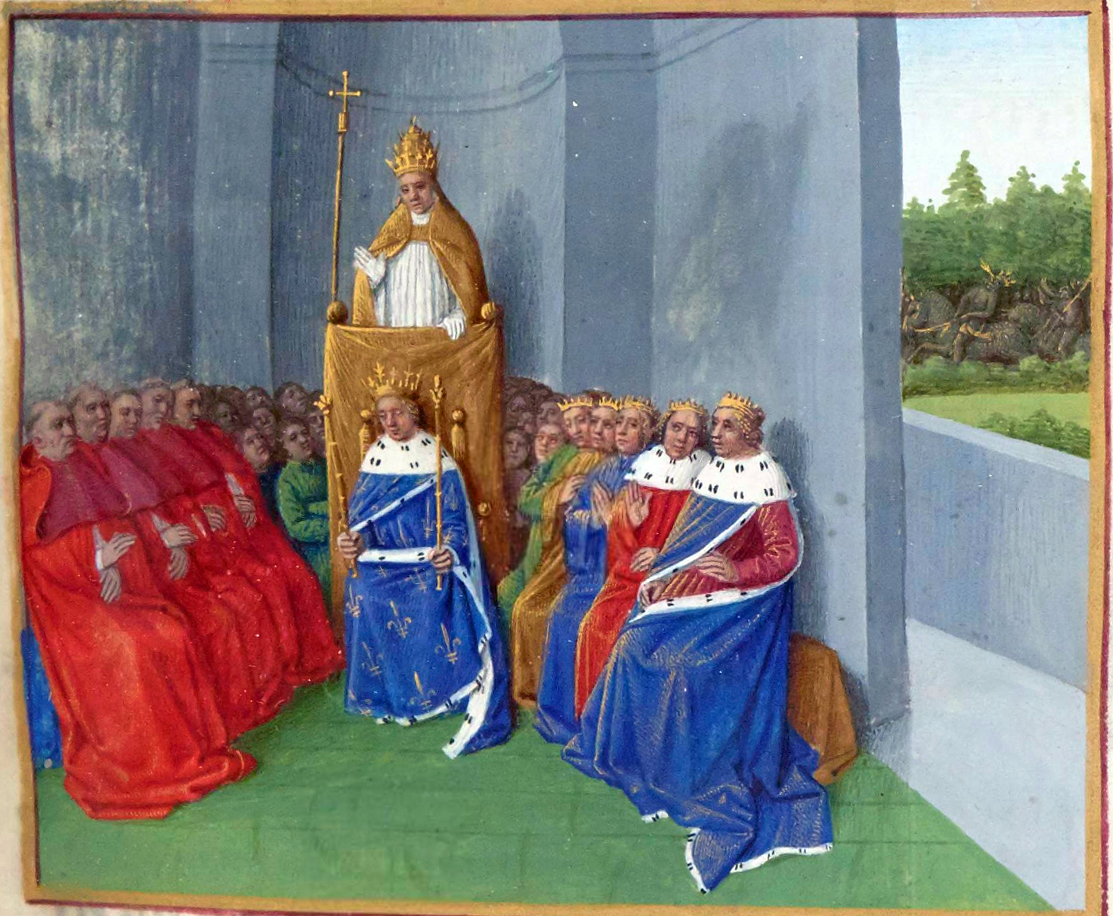
Urbain II prêchant la croisade à Clermont

Les abbayes d'Auvergne voient leur renommée s'étendre très largement dans la Chrétienté et se bâtissent une solide réputation en Occident. Véritables foyers intellectuels, elles sont particulièrement prospères du XIe au XIIIe siècle. Les abbayes d'Aurillac et de la Chaise-Dieu sont les plus célèbres. Gerbert d'Aurillac (926-1003), grand savant et mathématicien favorise l'introduction des chiffres arabes en Occident. Entre 950 et 1150 environ, l'Auvergne se couvre d'admirables églises romanes d'une grande homogénéité de style. C'est la naissance de l'art roman auvergnat.
En 1095 le pape Urbain II convoque un concile à Clermont. À la fin du concile, il lance l'appel de Clermont et adjure les chrétiens d’Occident de cesser leurs guerres fratricides et de partir pour la Terre Sainte pour délivrer Jérusalem. Une foule considérable de « pauvres gens » se met en route pour Jérusalem et sera massacrée par les Turcs. Les seigneurs partent à leur tour, de tout le royaume, dont le comte d'Auvergne Guillaume VI, et de très nombreux seigneurs auvergnats. Ils prendront Jérusalem en 1099.

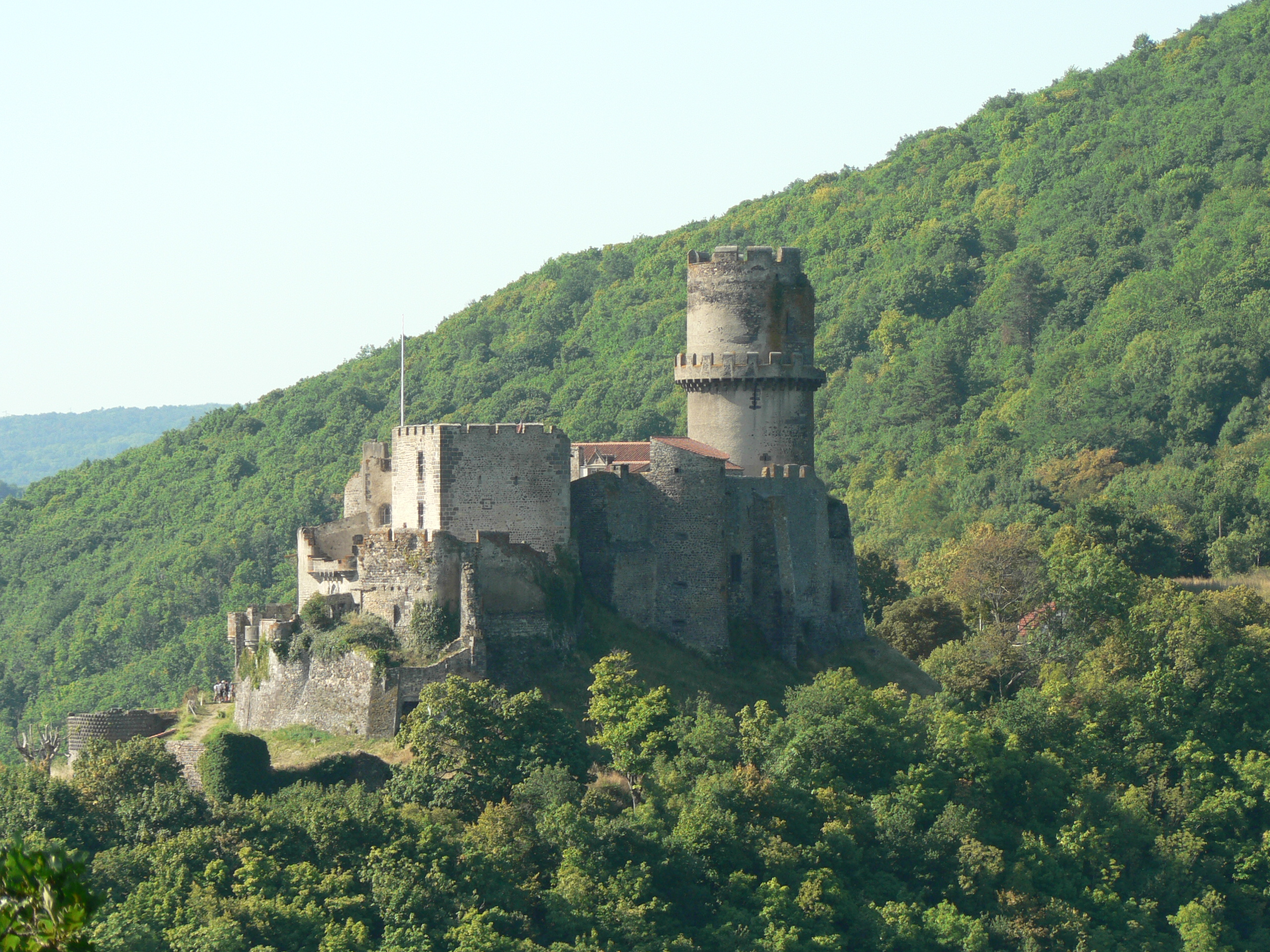
Le château de Tournoël fut assiégé en 1212 par les troupes royales

En 1147 Robert III d'Auvergne meurt en Terre Sainte. À son retour en Auvergne, son fils Guillaume « le jeune », se trouve dépossédé par son oncle Guillaume « l'Ancien » à qui l'on avait confié les biens et prérogatives pendant l'absence du comte d'Auvergne. Le conflit aboutit à un partage des terres du comté : Guillaume l'Ancien (ou Guillaume VIII) garde la plus grande partie des terres et conserve le nom de comté d'Auvergne ;
Guillaume le Jeune (ou Guillaume VII) conserve Montferrand, la capitale comtale, ainsi que quelques terres autour de Pontgibaud et en Limagne (Dauphiné d'Auvergne).
En 1212 le roi de France Philippe-Auguste envoie une armée en Auvergne et dépouille Guy II de presque tout son comté. L'Auvergne tombe à la suite du siège de Tournoël en 1213. Les territoires confisqués, qui représentent la plus grande partie de l'Auvergne, sont annexés au domaine royal et nommés « Terre d'Auvergne ». Ainsi, à partir du début du XIIIe siècle, l'ancien comté d'Auvergne se trouve morcelée en quatre entités politiques aux statuts inégaux : Le comté d'Auvergne, petite région centrée sur Vic-le-Comte, le Dauphiné d'Auvergne, région située à l'ouest d'une ligne Clermont-Issoire, la seigneurie épiscopale de Clermont, propriété de l'évêque de Clermont et la Terre d'Auvergne qui devient en 1360 le duché d'Auvergne avec Riom pour capitale.

#### Moyen Âge tardif

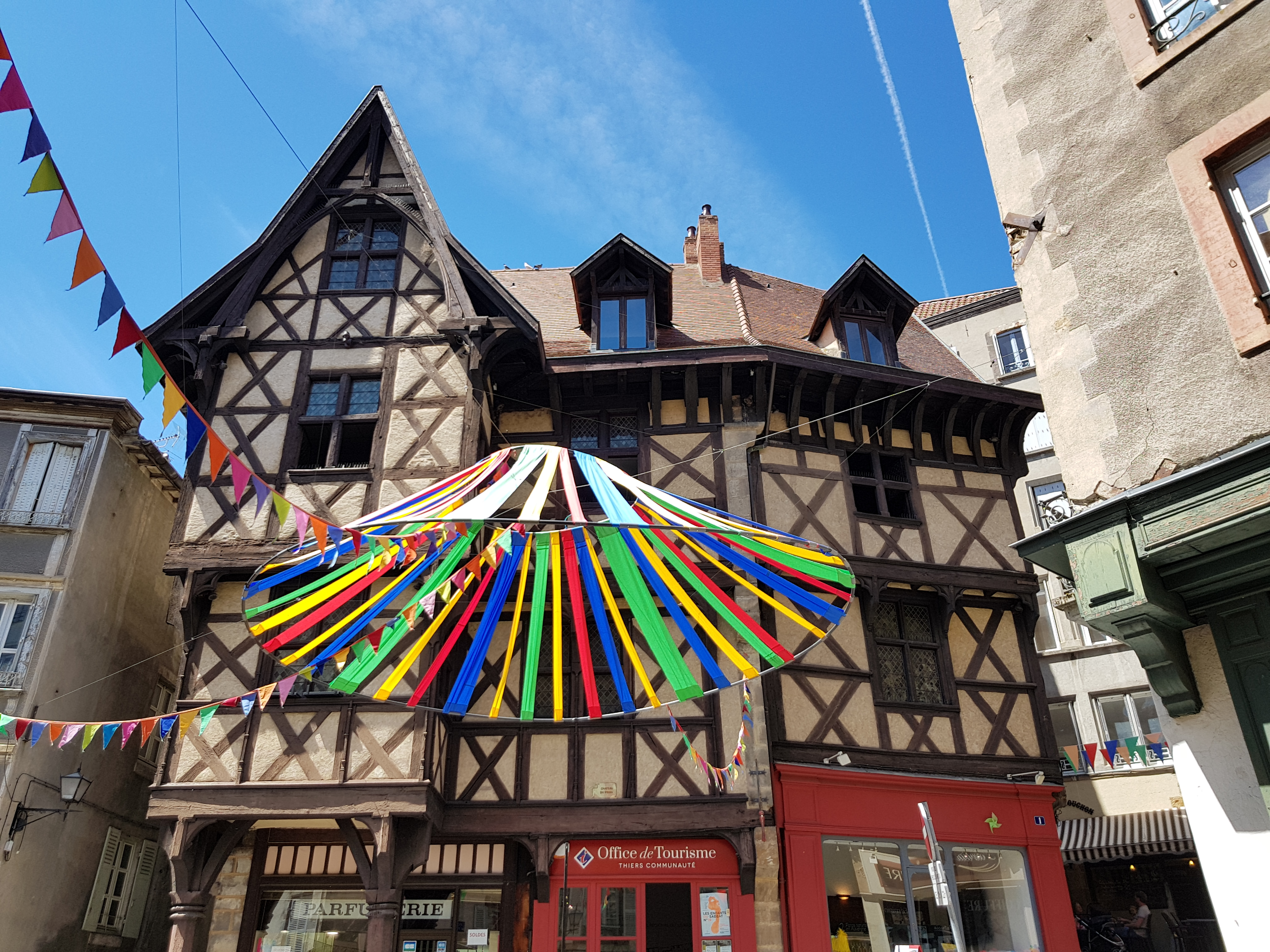
Le château du Pirou à Thiers, bâti en 1410 par Louis II de Bourbon alors seigneur de la Ville.

Au XIVe siècle la province reste dans le giron de la famille capétienne. Elle est donnée en apanage à Alphonse de Poitiers, puis en 1360 comme duché à Jean Ier de Berry (qui rachète aussi la vicomté de Carlat). Une de ses filles épouse le duc de Bourbon qui devient alors duc d'Auvergne. Tous leurs domaines sont finalement confisqués par François Ier en 1527.
La peste noire frappe durement l'Auvergne, en particulier en 1348, 1349, 1360 et 1383. La mortalité très élevée diminue fortement l'activité de la région.
Pendant la guerre de Cent Ans des hommes d'armes français recrutés sur les terres soumises à l'Angleterre et groupés en grandes compagnies pillent et rançonnent les villes auvergnates. Après 1375, les routiers s'implantent solidement en Haute-Auvergne et ne seront chassés que par une forte expédition royale en 1392.

### Auvergne des Bourbons

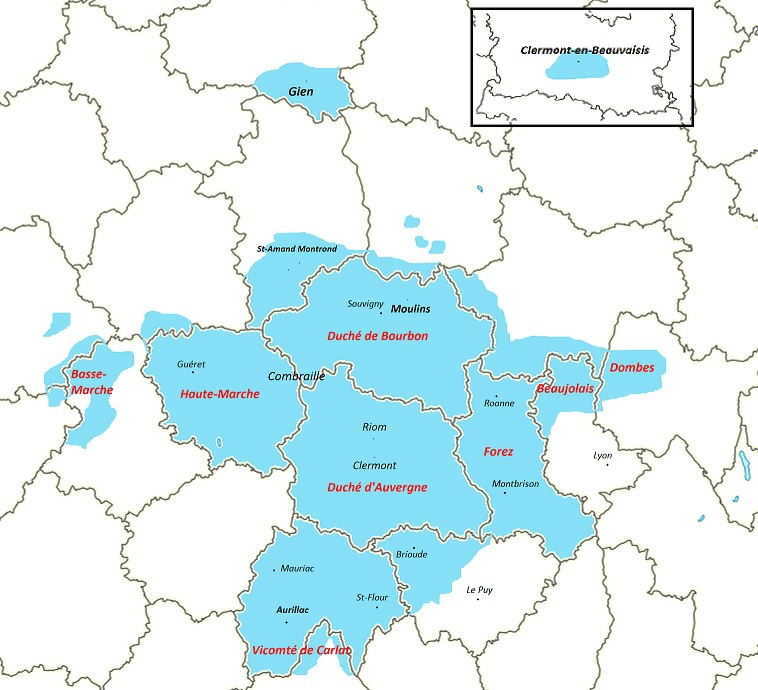
Duchés de Bourbon et Auvergne sous Charles III de Bourbon avant l'annexion de 1531 par.

La maison de Bourbon apparaît au Xe siècle à Bourbon-l'Archambault. Ses domaines s'agrandissent rapidement et finissent par constituer un duché situé au nord de l'Auvergne. En 1416, les princes de Bourbon parviennent à commander toute la province. Cette situation se prolongera pendant un siècle. Les Bourbons s'opposent régulièrement aux rois de France au cours de cette période. En 1523, spolié par le roi François Ier et sa mère Louise de Savoie, Charles III, duc d'Auvergne et de Bourbon se réfugie auprès de l'empereur Charles Quint, qui était également son suzerain pour la principauté des Dombes, et change ainsi de camp pour préserver l'indépendance de ses domaines et la possession de ses biens familiaux. Ses domaines sont finalement confisqués, et l'Auvergne retourne au domaine royal en 1527. Depuis 1012, les comtes d'Auvergne avaient maintenu un petit fief en plein cœur de l’Auvergne à Vic-le-Comte. Catherine de Médicis en hérita par sa mère Madeleine de La Tour d'Auvergne à la mort de sa tante Anne d'Auvergne en 1524. Son mariage en 1533 avec le futur Henri II permit la réunion de ce dernier morceau de l'Auvergne à la couronne de France.

### Temps modernes

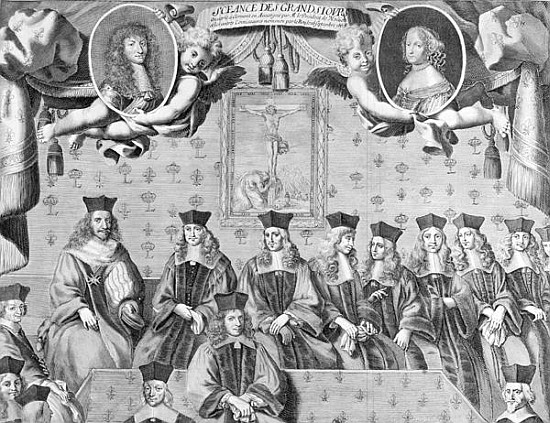
Session des Grands Jours d'Auvergne, 26 septembre 1665.

L'Auvergne dans ses limites du XVIIIe siècle et les communes et départements actuels.

Un siècle après la guerre de Cent Ans, l'Auvergne plonge dans les guerres de religion. Des milices calvinistes font des incursions dans le Haut-Pays, et prennent par surprise des châteaux ou des bourgs catholiques qu'ils rendent ensuite en contrepartie d'une rançon, pillant et détruisant les abbayes. Le capitaine Merle en particulier, solidement implanté dans le Gévaudan voisin, rançonne Issoire mais échoue devant Saint-Flour. C'est ainsi que l'année qui suit la destruction de l'Abbaye de Vabres, la ville d'Aurillac est prise en 1569, ses habitants rançonnés, et son abbaye entièrement pillée, ses trésors fondus et emportés à Genève, ses richesses vendues aux enchères, ses archives incendiées et ses bâtiments détruits.
En 1623, Blaise Pascal naît le 19 juin au pied de la Cathédrale de Clermont-Ferrand. Il est le fils d'Étienne Pascal (1588-1651), conseiller du roi pour l'élection de Basse Auvergne, puis second président à la Cour des aides de Montferrand, et passionné par les sciences (ami de Leibnitz, Mersenne, Roberval et Descartes). Il décidera d'éduquer seul ses enfants (dont Blaise), avec la visite régulière de ses amis scientifiques.
En 1665, Louis XIV instaure temporairement à Clermont et au Puy une cour criminelle d'exception, les Grands jours d'Auvergne, afin de faire droit à de nombreuses plaintes de personnes du peuple victimes des violences et des exactions de certains fonctionnaires ou membres de la noblesse d'Auvergne. La vie des magistrats est relatée par Esprit Fléchier, de nombreuses condamnations à mort et confiscations sont prononcées.
Au XVIIIe siècle, la condition économique de la paysannerie s'améliore considérablement grâce à la politique avisée des intendants et des subdélégués d'Auvergne qui prennent le relais des abbayes et développent l'élevage, la fabrication du fromage, l'agriculture, les verreries, les forges, les routes. Le contrebandier Mandrin marque la région par ses activités. L'Auvergne voit naître à cette période le général révolutionnaire Desaix.
En 1750 naît la première Loge maçonnique de Clermont. La franc-maçonnerie se développe très rapidement en Auvergne et devient très influente à Clermont où on compte cinq loges à la veille de la Révolution.
Au moment de la révolution française, quelques auvergnats se distinguèrent : Georges Couthon, proche de Robespierre, combattit les cléricaux, Le cantalien Jean-Baptiste Carrier joua un rôle important dans la chute des girondins et Charles-Gilbert Romme créa le calendrier républicain et mit fin à la convention montagnarde.
En 1789, les provinces françaises sont supprimées et sont remplacées par les départements. La partie nord de l'Auvergne donne naissance au Puy-de-Dôme. Les représentants de la région de Clermont, comme le franc-maçon Gaultier de Biauzat, craignaient que l'on choisisse Riom comme chef-lieu. Aussi, ils préférèrent que la partie nord de l'ancienne province fasse partie du département de l'Allier. Cela permettait de mettre Clermont-Ferrand au centre du département et lui garantissait ainsi l'assurance d'être siège de la préfecture. Le nouveau département devait s’appeler "département du Mont-Dore" mais les élus locaux craignirent qu'à Paris, on imagine qu'il y avait de l'or dans la région et qu'on la taxe plus que de raison. Ce fut donc le volcan du puy de Dôme qui donna son nom au nouveau département.
Le département du Cantal correspond à l'ancien bailliage des montagnes d'Auvergne agrandi d'une large partie du Cézallier et de l'Artense, ainsi que de la région de Massiac. Les deux villes d'Aurillac et Saint-Flour se disputèrent âprement le siège de la préfecture. Après une période d'alternance, ce fut Aurillac qui l’emporta. La région de Brioude fut associée au Velay pour former le département de la Haute-Loire. Si les limites extérieures des trois départements reposent sur les frontières historiques des provinces, la ligne qui les sépare reste arbitraire.

### XIXesiècleetXXesiècle

#### XIXesiècle

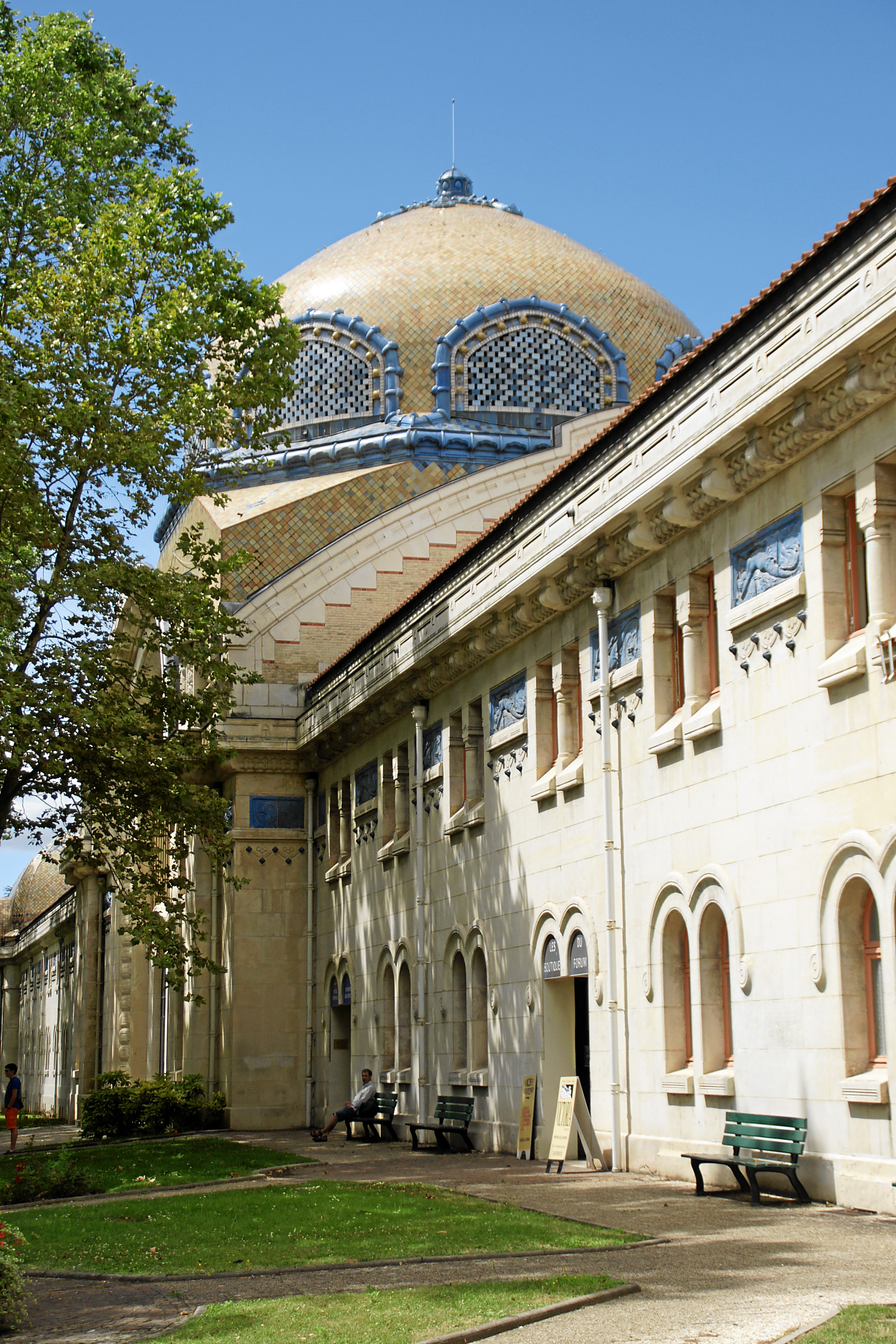
Centre thermal des dômes, à Vichy.

Au XIXe siècle, Napoléon III fit beaucoup pour l'Auvergne. Il se soignait à Vichy et souhaita en faire la plus belle station thermale de France. Pour cela, il prit modèle sur la station allemande de Baden-Baden. Il fit tracer dans la ville de grandes avenues, fit construire un casino, de grands hôtels, l'église, le chemin de fer et la gare. Il ajouta de grands parcs et installa une digue fluviale sur l'Allier pour former un lac de plaisance. Lui et l'impératrice Eugénie fréquentèrent également la station de Royat. Intéressé par l'Histoire, il encouragea les fouilles de Gergovie et fit connaître Vercingétorix. Il était membre de plusieurs sociétés savantes d'Auvergne comme la Société de la Haute-Auvergne.

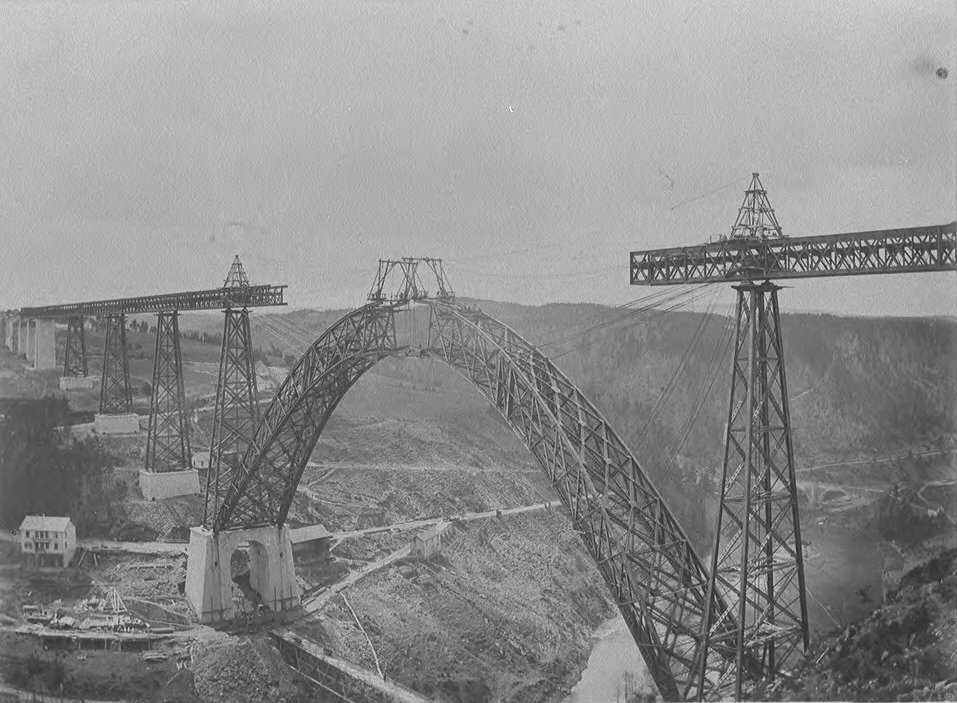
Construction du Viaduc de Garabit en 1884

Le train n'arriva à Clermont-Ferrand qu'en 1858. Le reste de l'Auvergne fut desservi encore plus tardivement. C'est la société du Grand Central qui fut chargée d'établir des voies entre Clermont et le sud-ouest et entre Lyon et Bordeaux. Le franchissement des montagnes du Massif central nécessita des travaux considérables et la construction de nombreux ouvrages d'art. Paradoxalement, l'arrivée de ce moyen de transport n'eut pas que des effets positifs. Le phénomène d’exode rural vers Paris s'accéléra et les campagnes très densément peuplées commencèrent à se vider de façon accélérée.
En 1889, André Michelin et son frère Édouard fondèrent à Clermont-Ferrand la société Michelin et Cie, c'était le début d'une aventure industrielle qui allait transformer le paysage économique et humain de la région.

#### XXesiècle
Pendant la Seconde Guerre mondiale, le maréchal Pétain et Pierre Laval décidèrent de faire de la ville de Vichy le siège de l'État français et de son gouvernement. Les importantes capacités hôtelières et la position en zone libre de la ville furent déterminantes dans ce choix. La ville n'a été délivrée de cette occupation qu'à la libération. L'Université de Strasbourg se replia avec ses professeurs et de nombreux intellectuels à Clermont-Ferrand. En avril 1942, le maréchal Pétain intenta le célèbre procès de Riom dans l'intention de montrer la responsabilité politique des hommes de la IIIe République dans la défaite de 1940. Cette tentative se solda par un échec, Léon Blum et Édouard Daladier montrèrent que l'Armée française avait été incapable de préparer et conduire la guerre.
À la même époque, la capitale auvergnate vit la création du premier réseau de résistance de France : Libération-Sud. Le maquis des Résistants d'Auvergne fut l'un des plus grands et des plus actifs de France. Il livra une guerre de guérilla meurtrière face aux Allemands et libéra la région avant l'arrivée de troupes françaises. En 1944, les maquis d'Auvergne menèrent la terrible bataille du Mont Mouchet qui causa d'importantes pertes civiles. Dans les années 1960, Clermont devient une ville universitaire importante, avec un afflux d'étudiants tandis que les lycées de plusieurs villes de la région plus petites vont participer à une version originale de Mai 68, qui va s'étendre rapidement aux entreprises auvergnates.

### Région administrative

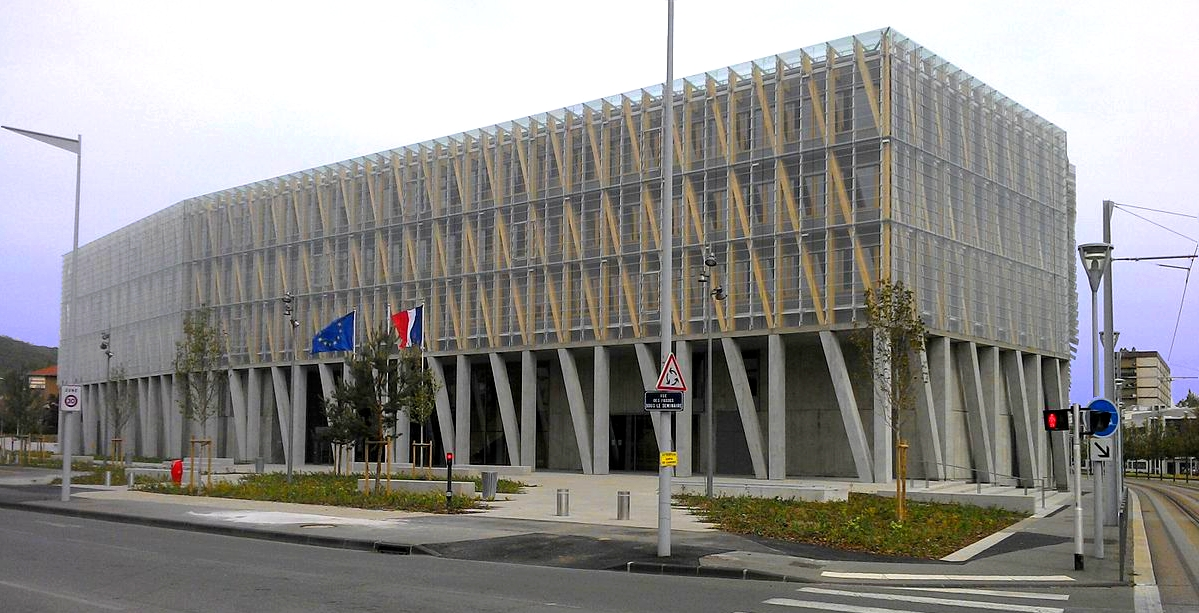
Siège de l'ancienne Région Auvergne à Clermont-Ferrand.

En 1941, l’État français créa la région de Clermont-Ferrand, qui regroupait les quatre départements de l'Allier, du Cantal, de la Haute-Loire et du Puy-de-Dôme. En 1955, la France se dota de nouvelles structures régionales, la nouvelle région administrative Auvergne regroupait les quatre mêmes départements. En 1972, la loi fit de la région Auvergne un établissement public régional et la loi de décentralisation de 1982 en fit une collectivité territoriale à part entière.
Le 1er janvier 2016, la région Auvergne a été réunie à la région Rhône-Alpes pour former une grande région administrative qui a reçu le nom de « Région Auvergne-Rhône-Alpes ». Dans cette nouvelle structure, les quatre départements auvergnats ne représentent plus que 14 % du PNB et 18 % de la population totale. Cette marginalisation a été critiquée par plusieurs élus locaux,,. À l'occasion de cette réforme, l'ensemble des administrations régionales a quitté la région et a été relocalisé à Lyon ; de nombreuses directions régionales, comme celle de la SNCF par exemple, ont également suivi le même chemin. L'Auvergne a ainsi perdu plusieurs centaines d'emplois qualifiés. L'éloignement des centres de décisions régionaux est devenue considérable. Il faut par exemple 4 h 30 min de route pour rejoindre Lyon depuis Aurillac ou plus de 6 h de voyage en train.

## Géographie

Les 15 pays traditionnels d'Auvergne, les 4 pays du Bourbonnais et le Velay.

### Paysages
L'Auvergne apparaît comme une région bien individualisée du Massif central. Cependant, si elle est limitée à l'ouest par le Limousin et les gorges de la Dordogne, et à l'est par les monts du Forez, sa bordure méridionale reste plus indécise. On peut néanmoins la jalonner par l'Aubrac et la Margeride. La morphologie d'ensemble de la région se présente comme un entonnoir ouvert au nord et resserré au sud. Au centre, l'Allier forme un axe orienté nord-sud le long duquel s'étendent de vastes plaines : les Limagnes. De part et d'autre s'élèvent les formations collinéennes et de moyenne montagne.
Si le trait dominant de l'Auvergne est son compartimentage en massifs et bassins, un des caractères les plus originaux est la présence de massifs volcaniques remarquablement conservés.

#### Massifs cristallins

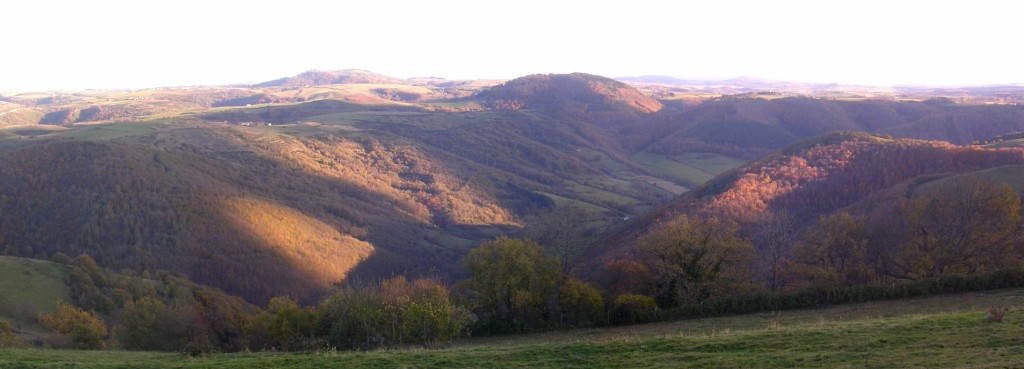
Monts de la Margeride vus depuis le plateau de Tempel.

Les fragments de la vieille chaîne hercynienne qui dataient de la fin du Tertiaire ont été fracturés et portés à des altitudes variables à cette époque lors de l'apparition des Alpes. Les blocs cristallins ont été soulevés le long de failles et délimitent de petits fossés : la plaine d'Ambert, surplombée par le massif du Livradois (Bois Noirs, 1 215 mètres), et les monts du Forez (Pierre-sur-Haute, 1 631 mètres). Ces horsts granitiques sont prolongés au nord par la Montagne bourbonnaise et au sud par les monts de la Margeride (signal de Randon, 1 551 mètres) qui se prolongent dans la Lozère. Du nord-ouest au sud-ouest, les masses cristallines conservent une allure de plateau. Les Combrailles sont profondément entaillées par l'érosion fluviale (gorges de la Dordogne et de la Sioule). L'érosion glaciaire intense est à l'origine des nombreux lacs de l'Artense qui lui donnent des aspects de Scandinavie. Au sud-ouest, la Châtaigneraie offre un paysage de collines et un climat adouci, aux accents méditerranéens.

#### Massifs volcaniques

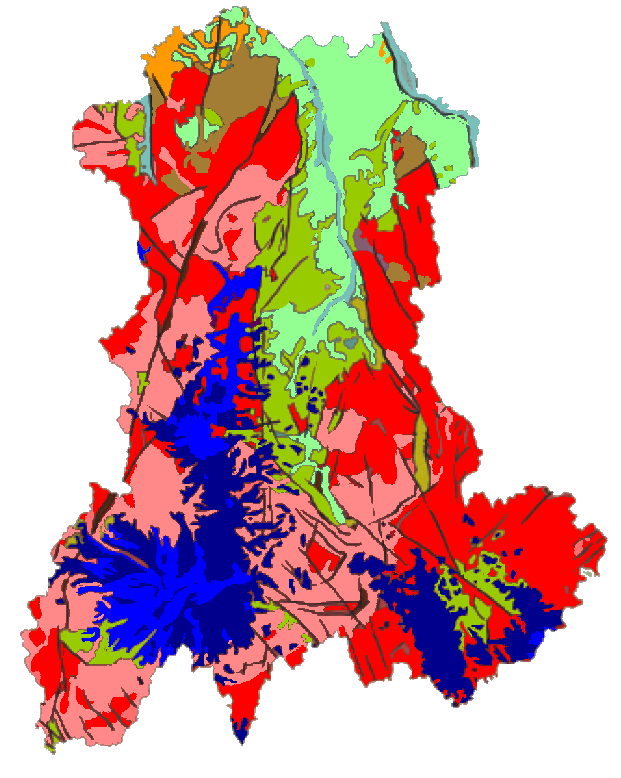
Carte géologique de l'Auvergne :
Terrains sédimentaires du secondaire
Terrains sédimentaires du tertiaire
Argiles et sables du quaternaire ancien
Argiles et sables du quaternaire
Grès et schistes du Paléozoïque
Granite
Roches métamorphiques
Roches volcaniques acides
Roches volcaniques basiques

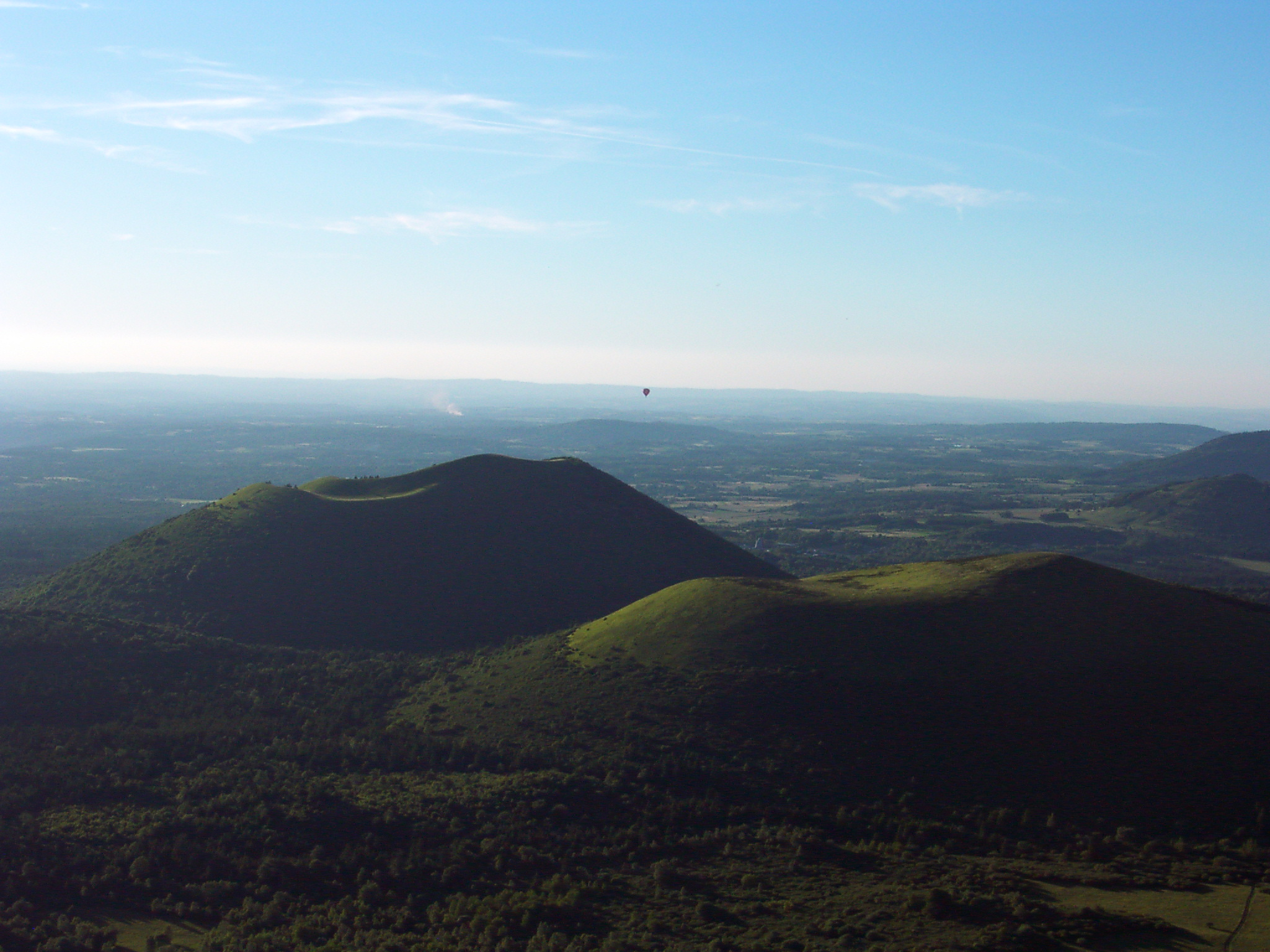
Le puy de Côme.

Au-dessus du socle cristallin, surgissent les édifices volcaniques. Le volcanisme auvergnat a principalement été actif durant les périodes tertiaire et quaternaire, l'âge des volcans s'étageant de 65 millions d'années pour les plus anciens à seulement 7 000 ans pour la chaîne des Puys. Les volcans d'Auvergne sont donc les plus anciens volcans d'Europe mais parmi ceux-ci se cache également le plus grand volcan d'Europe. Ce qu'on appelle les monts du Cantal et qui compte plusieurs sommets volcaniques ne représente en fait qu'un seul et même volcan s'étalant sur 70 km de longueur, 60 km de large et culminant à 1 855 mètres (on estime que sa hauteur originelle aurait pu dépasser les 4 000 m d'altitude).
Les monts Dôme alignent 80 volcans. Tous les types y sont représentés, même si les volcans de type strombolien sont les plus nombreux. Ce sont des volcans récents et bien conservés ; ils sont dominés par le puy de Dôme (1 465 mètres). Le site a été inscrit au patrimoine mondial de l'UNESCO le 2 juillet 2018. Au sud, se situent ensuite les monts Dore qui culminent au puy de Sancy (1 885 mètres), point culminant du Massif central. Ce sont de grands stratovolcans plus anciens qui ont été démembrés par l'érosion fluviatile et glaciaire. Ils emprisonnent des lacs d'origines diverses : lacs de cratère (maar) tel que le lac Pavin, lacs de barrage volcanique comme le lac d'Aydat ou le lac Chambon ou lacs morainiques comme le lac de Guéry. Plus au sud, s'enchaînent d'abord le plateau basaltique du Cézallier, qui évoque parfois les paysages de l'Écosse, puis le puissant ensemble volcanique du Cantal d'où rayonnent, à partir du puy Mary (1 783 mètres) et du Plomb du Cantal (1 855 mètres), des vallées en auge (Cère, Maronne, Rhue, Alagnon). Celles-ci séparent de vastes plateaux basaltiques, aux sols fertiles : les planèzes. La plus grande est la planèze de Saint-Flour. Cet ensemble bénéficie de la protection du parc des Volcans d'Auvergne. Au sud de la Truyère, l'Aubrac conserve une allure de plateau où terrains granitiques et volcaniques se mêlent. À l'est de l'Allier, les volcans du Livradois paraissent plus modestes et le massif du Devès se prolonge jusqu'à Langogne.
Le volcanisme en Auvergne est encore actif. Plusieurs volcans ne sont pas éteints mais seulement endormis et le réveil de l'un d'entre eux reste possible.

#### Plaines

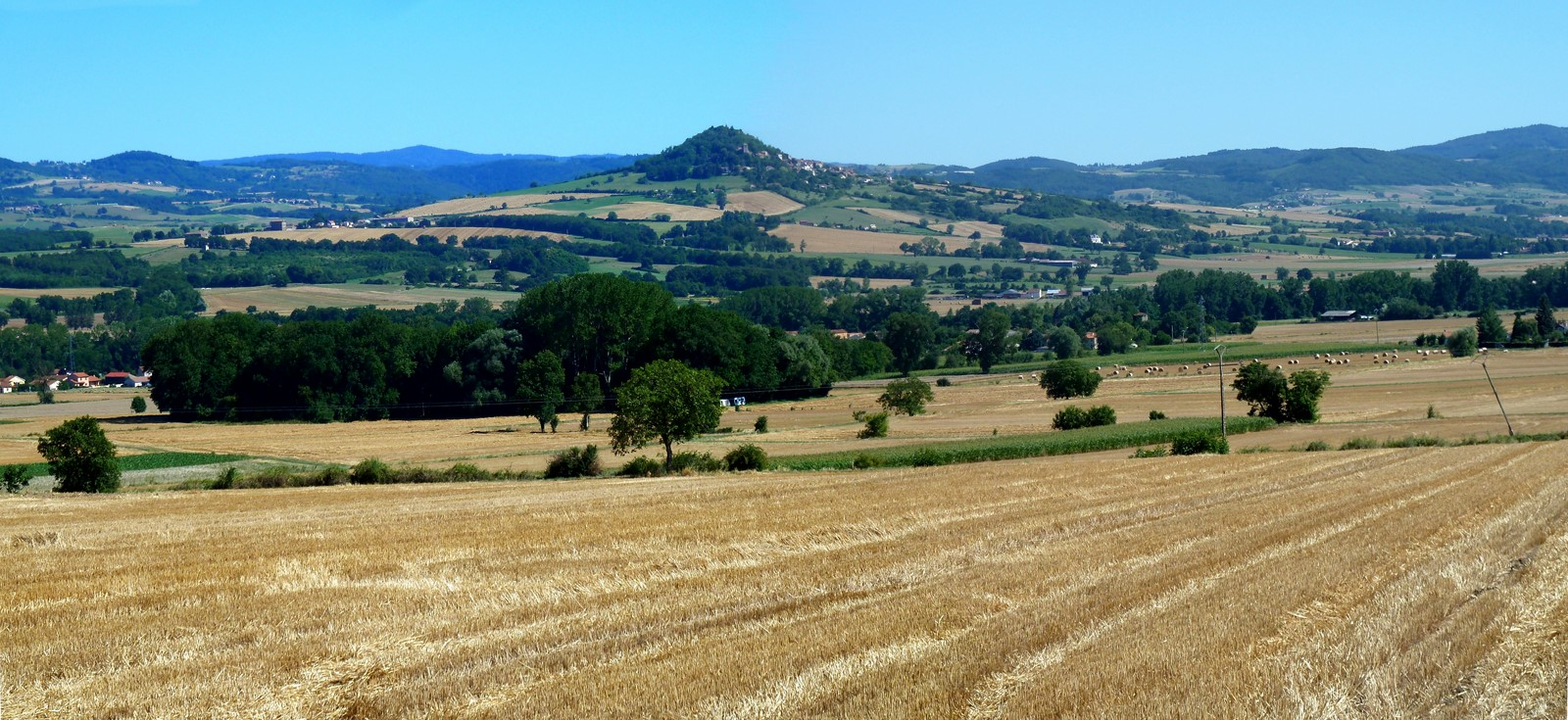
La Limagne d'Issoire vers Aulhat-Flat.

Les bassins d'effondrement, dans lesquels les mers tertiaires ont déposé plusieurs centaines de mètres de sédiments, ont fixé les cours de l'Allier le long duquel se succèdent les plaines fertiles. Ces plaines sont appelées « Limagnes » : Limagne de Brioude, d'Issoire, Grande Limagne, Limagne bourbonnaise…
Ces plaines sont parmi les plus basses, les plus plates et les plus fertiles d'Europe. Elles s'étalent sur quatre-vingt-dix kilomètres de long et forment une bande de terre noire en forme de triangle pointé vers le sud et évasé au nord. On y cultive les oléagineux, la betterave mais aussi la vigne et les fruits. Les rendements obtenus sont parmi les plus élevés d'Europe.

### Hydrographie

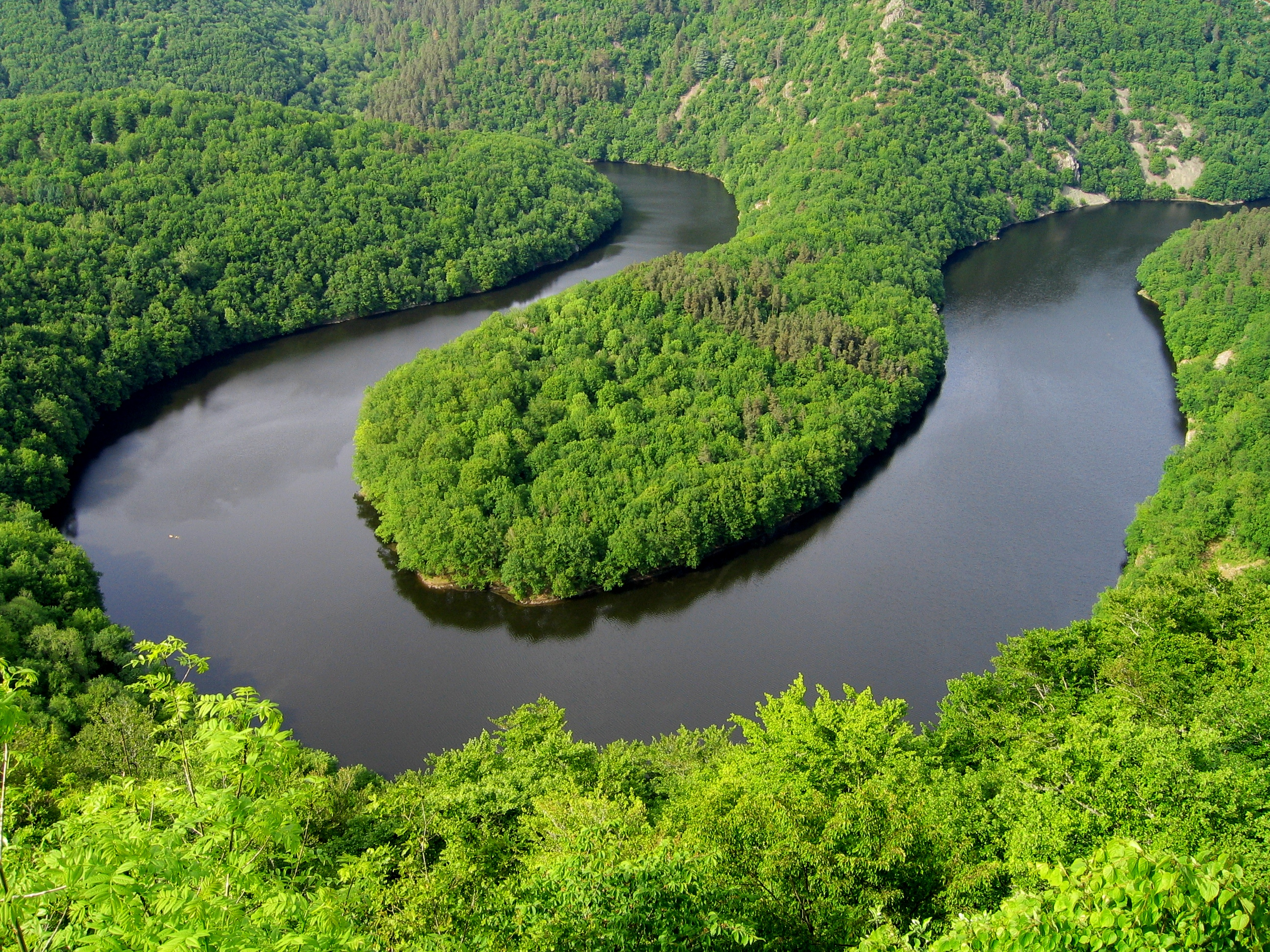
La Sioule (Méandre de Queuille - communes de Saint-Gervais d'Auvergne et Queuille).

L'Allier est la grande rivière de l'Auvergne ; après avoir pris sa source dans les monts de la Margeride elle la traverse de part en part en formant un axe orienté nord-sud. Elle fait comme une colonne vertébrale et structure le territoire. L'Auvergne, c'est la vallée de l'Allier, ses coteaux et les montagnes qui l'encadrent. Cette même structure se retrouvait dans l'ancienne région Auvergne.
Le débit de l'Allier dépasse parfois celui de la Loire et cette dernière donne l'impression d'en être l'affluent au point de confluence. L'Allier est une rivière peu domestiquée et qui reste très sauvage. Son lit varie fortement, la faune (notamment les oiseaux) est riche et les zones humides nombreuses. Son débit est très irrégulier, les eaux les plus hautes sont en hiver, les plus basses en été. La Dore dans le Livradois, l'Alagnon dans les monts du Cantal et la Sioule dans les monts Dôme et les Combrailles sont trois de ses affluents principaux. Au sud, la Truyère, affluent du Lot, fait frontière avec les départements de la Lozère et de l'Aveyron et la Cère avec celui de la Corrèze. À l'ouest, la Dordogne fait transition avec le midi aquitain.

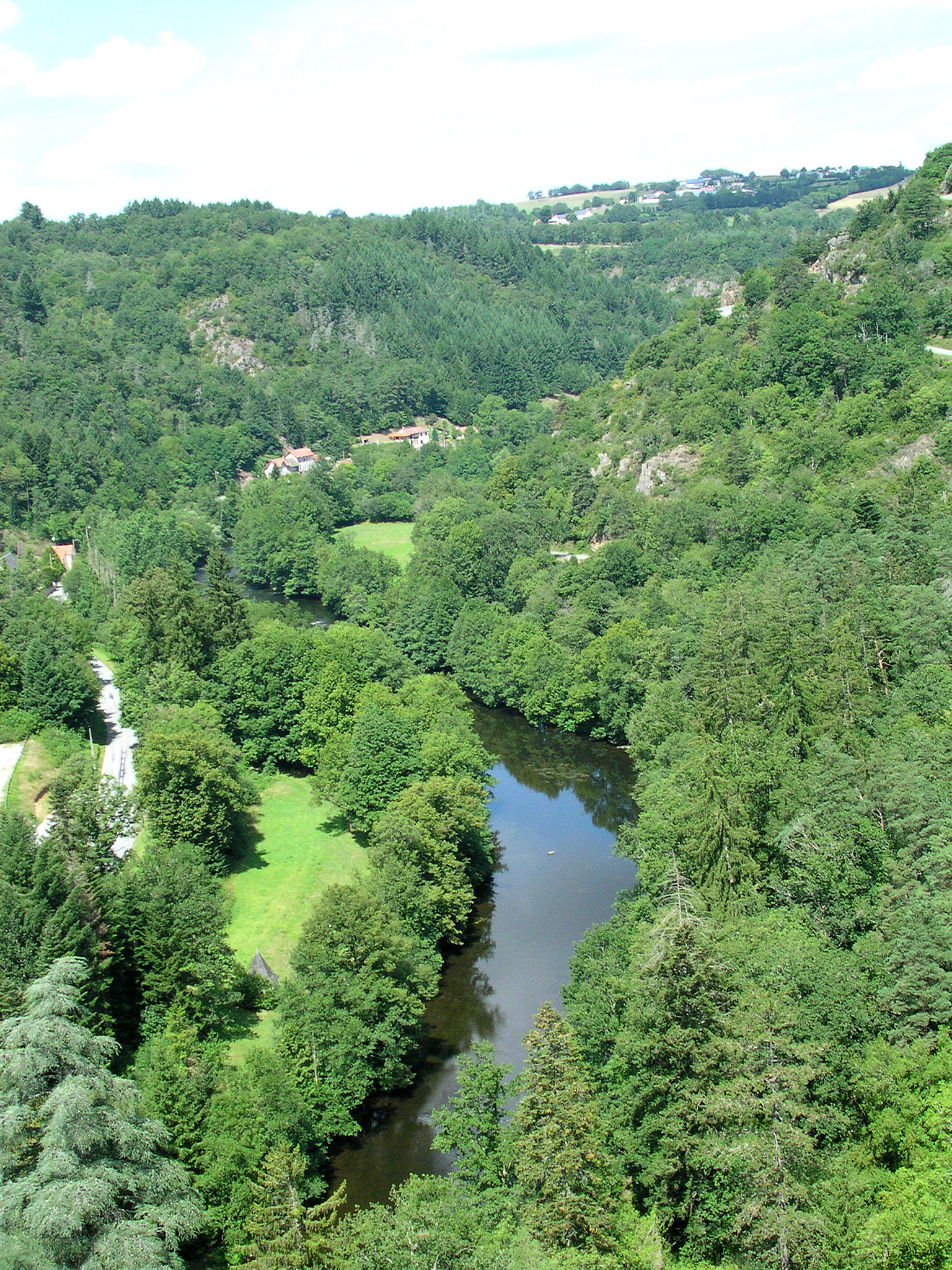
La Sioule.
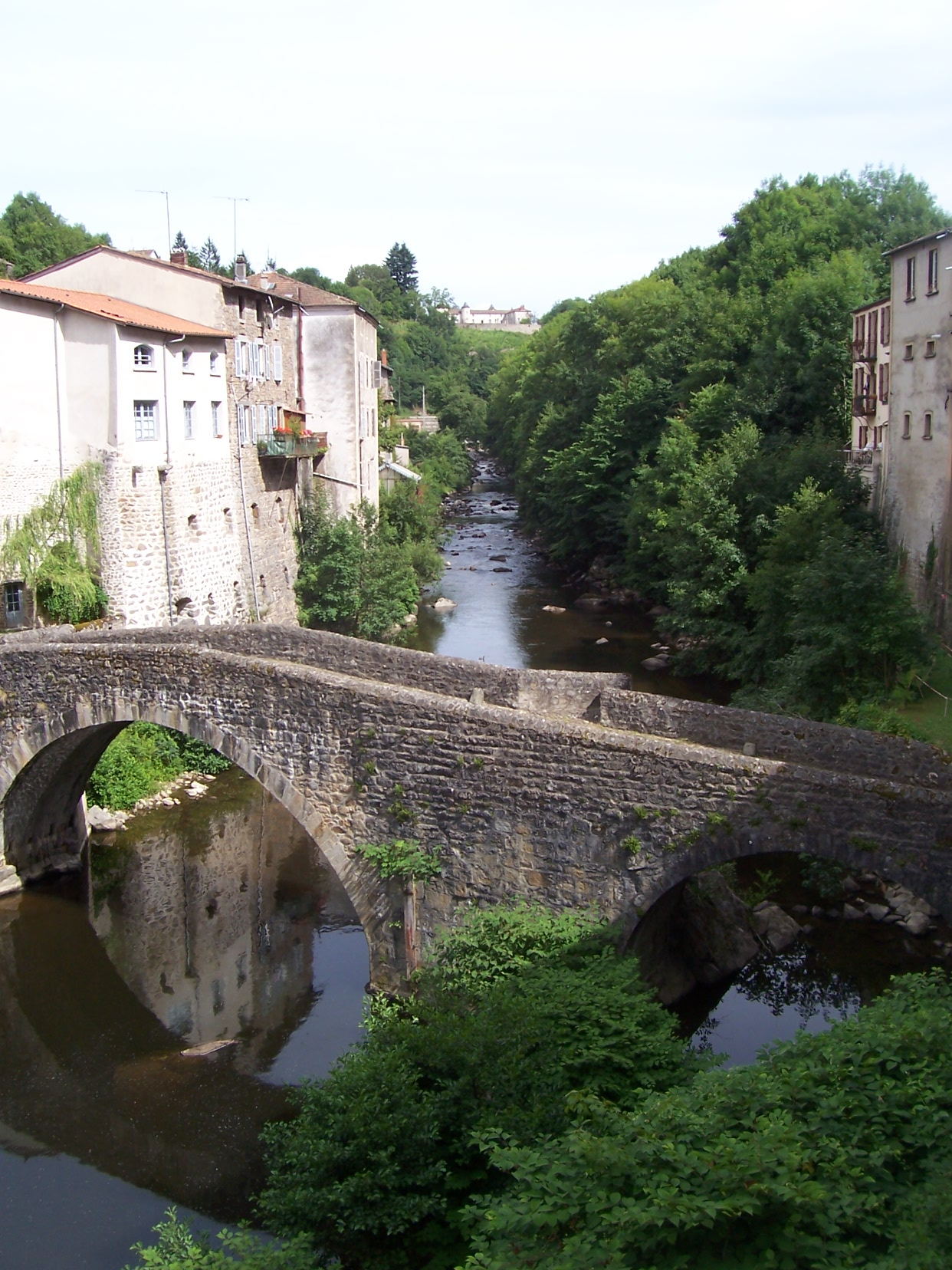
La Dore à Olliergues.
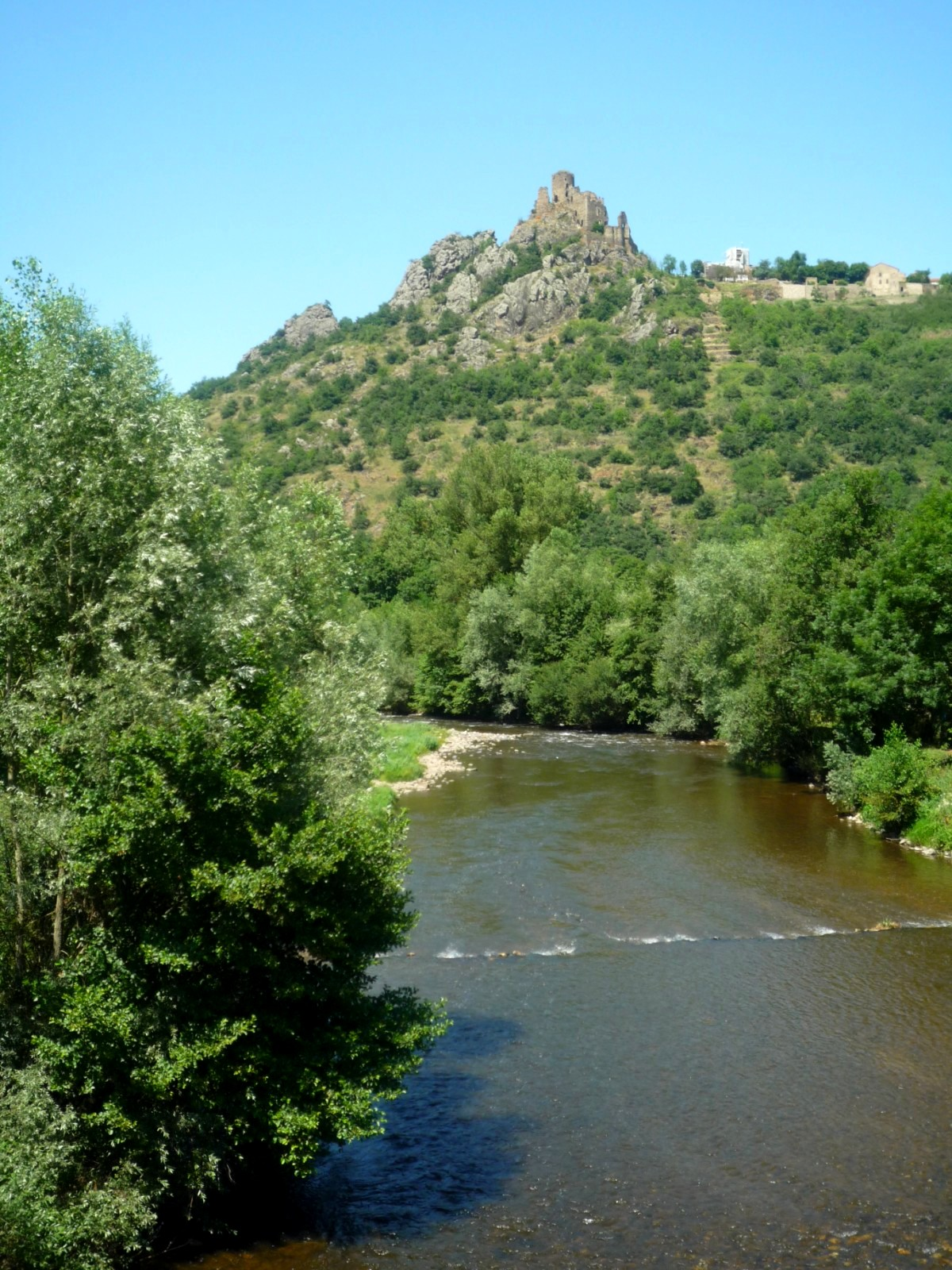
L'Alagnon à Léotoing.
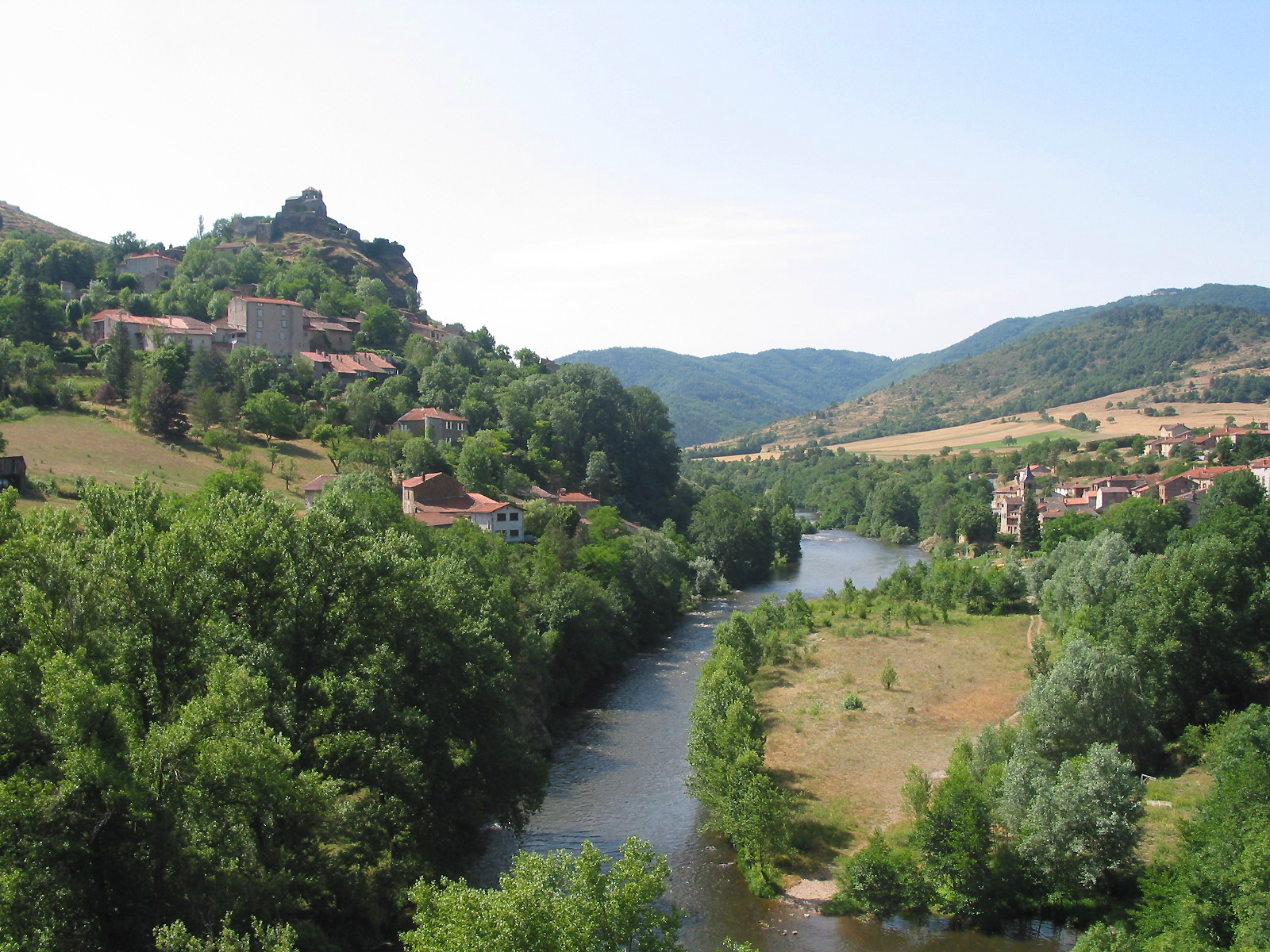
L'Allier à Saint-Ilpize.
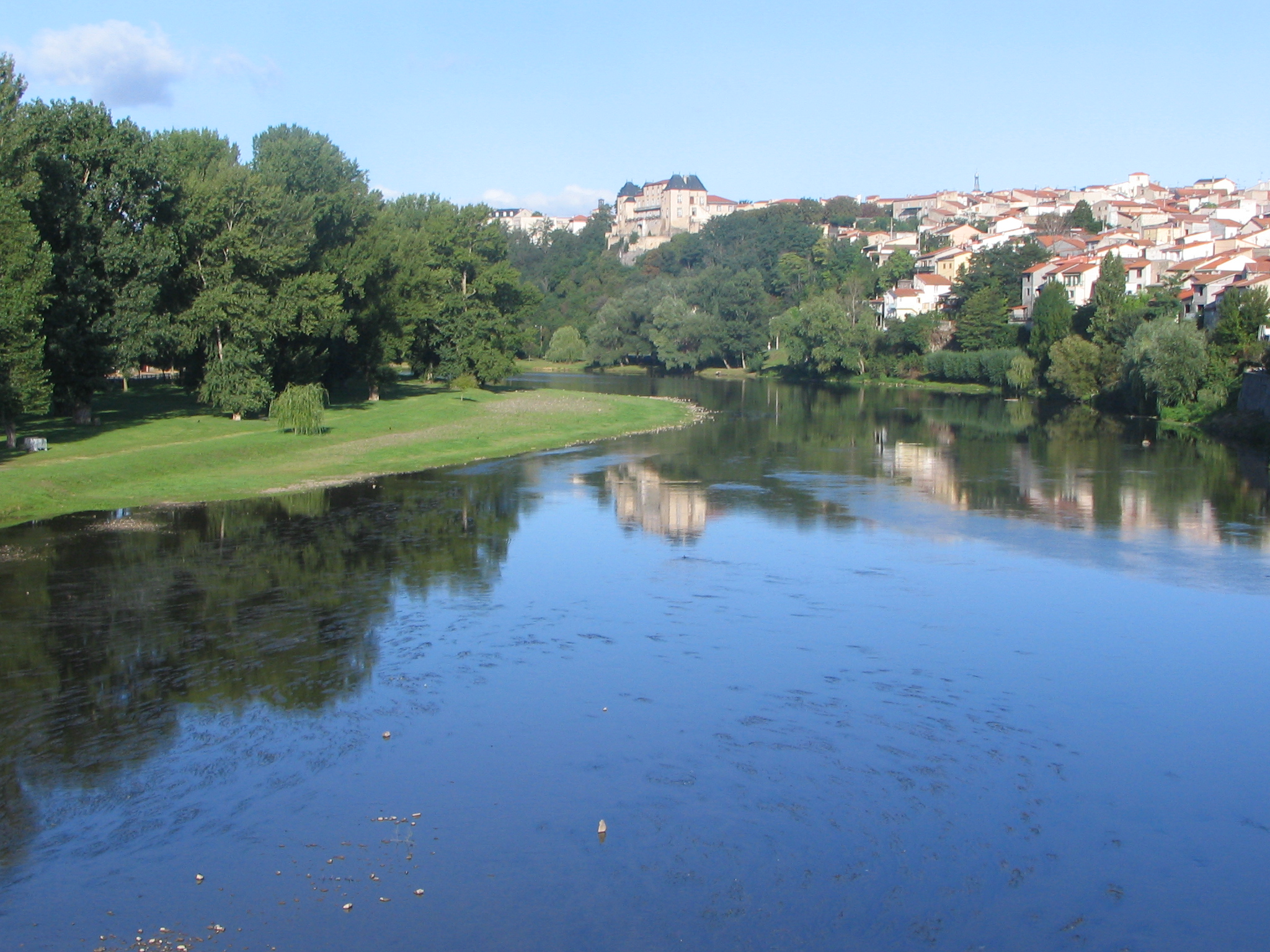
L'Allier à Pont-du-Château.
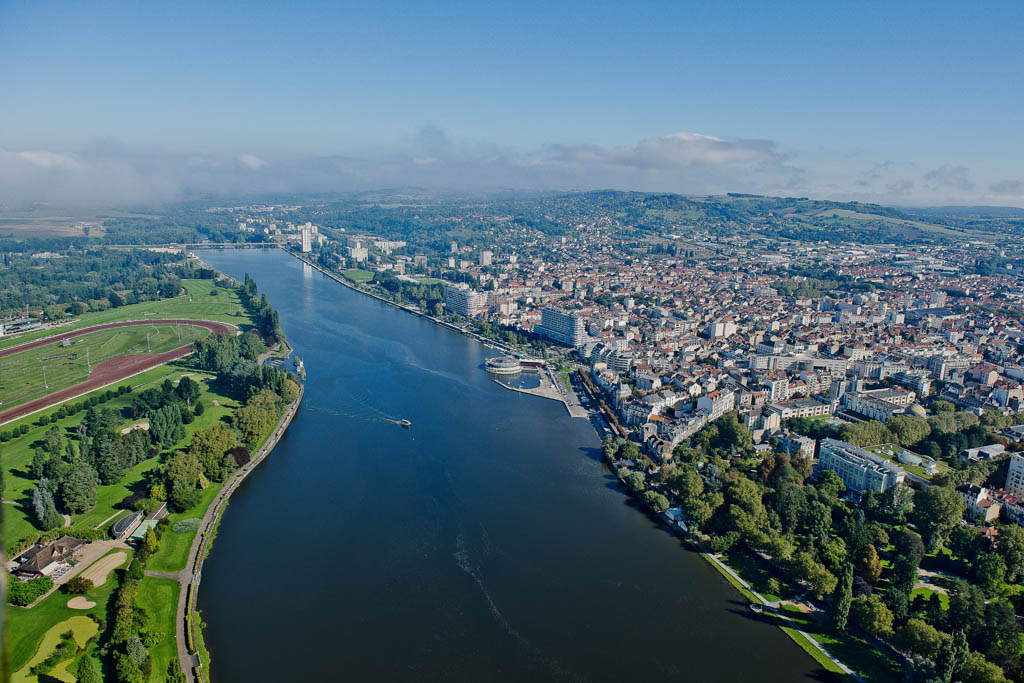
L'Allier à Vichy.

### Nature et environnement

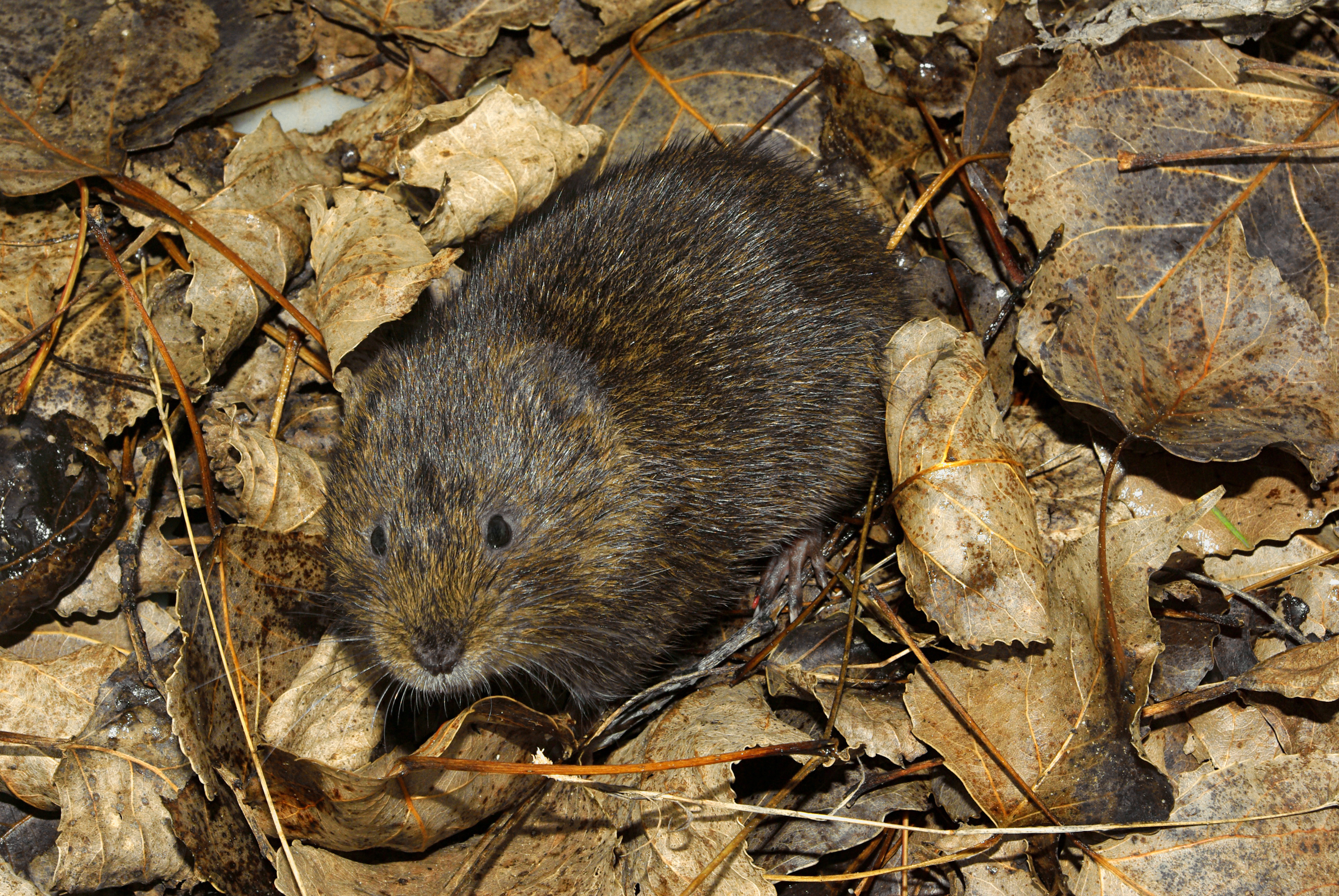
Campagnol amphibie.

L'Auvergne présente une très grande variété de milieux naturels et d'espèces animales et végétales. On y trouve par exemple 80 % des espèces de libellules présentes en France et 56 % des espèces de papillons. D'importantes populations d'espèces rares comme le Grand Murin, le Campagnol amphibie le Cuivré de la bistorte ou le Milan royal arrivent à se maintenir. En 2017, on comptait 51 espèces de mammifères en Auvergne.

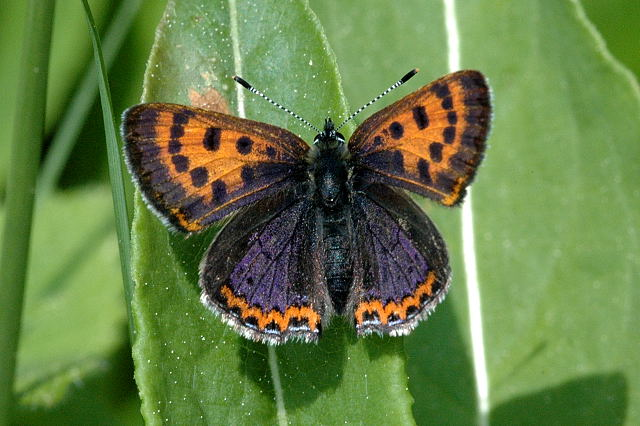
Cuivré de la bistorte.

La richesse naturelle de l'Auvergne s'explique par la diversité de ses caractéristiques physiques (climats, substrats, sols, reliefs), un réseau hydrographique important et tête de bassin versant, un territoire rural et peu urbanisé (51 hab./km2) et des pratiques agricoles et sylvicoles globalement moins intensives qu’ailleurs en France.

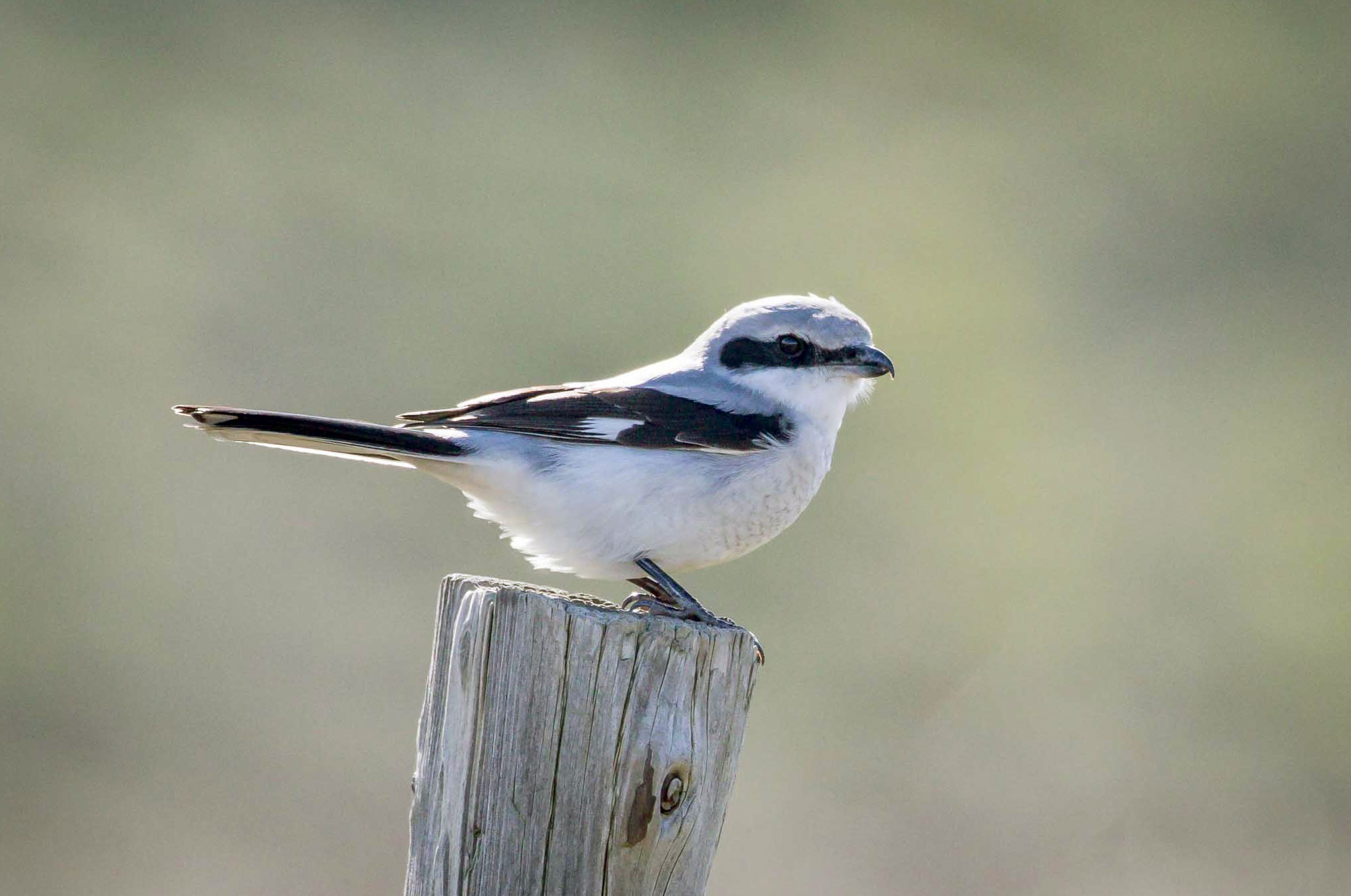
Pie-grièche grise.

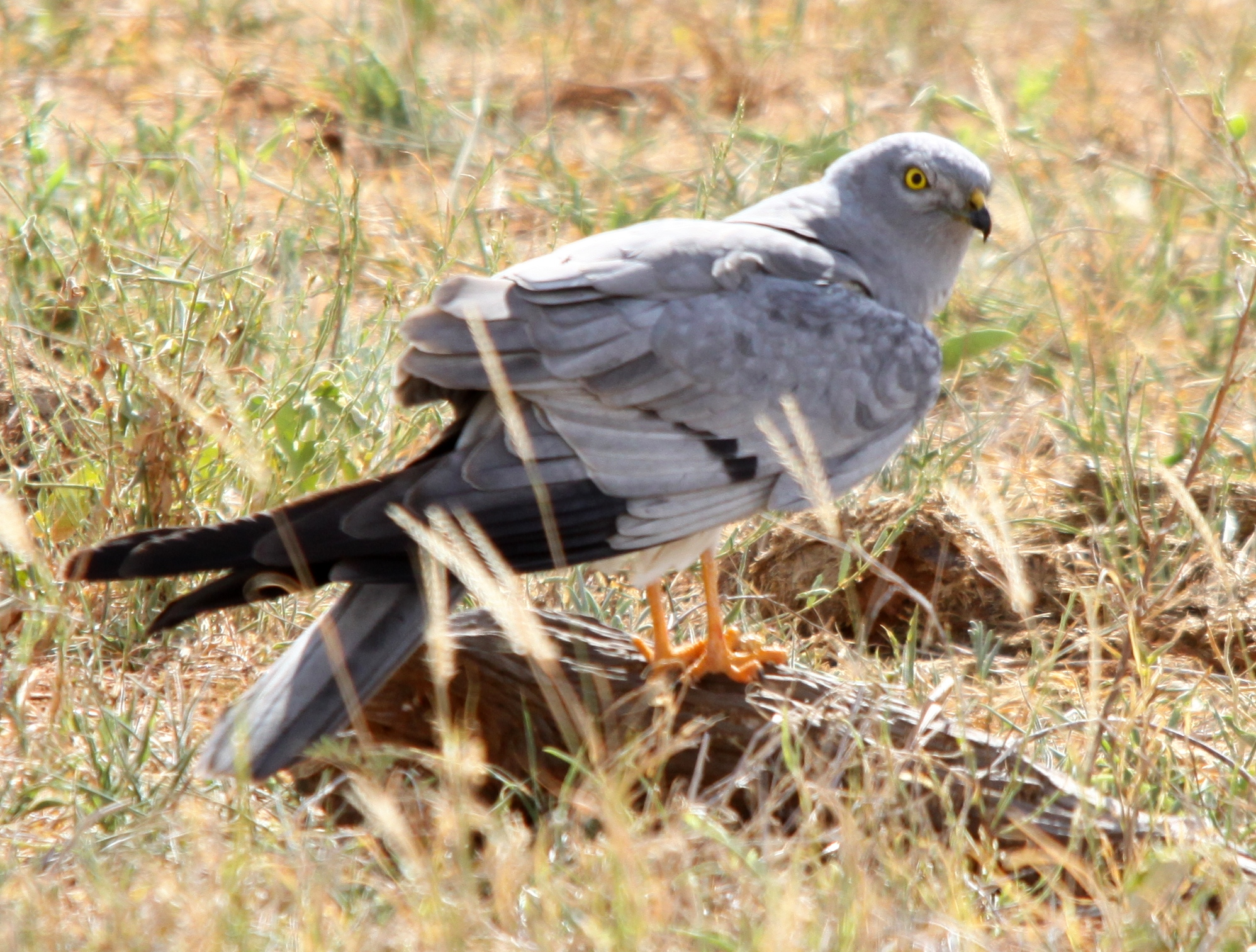
Busard cendré.

La région n'échappe toutefois pas au déclin de la biodiversité même s'il est plus modéré qu'ailleurs. La fragmentation des espaces naturels et l'appauvrissement ou la destruction des habitats (simplification des milieux agricoles, urbanisation), la pollution (engrais, assainissement domestique), l'arrivée d'espèces exotiques envahissantes et les changements climatiques sont les principales menaces auxquelles l'Auvergne doit faire face.

#### Parc des Volcans d'Auvergne

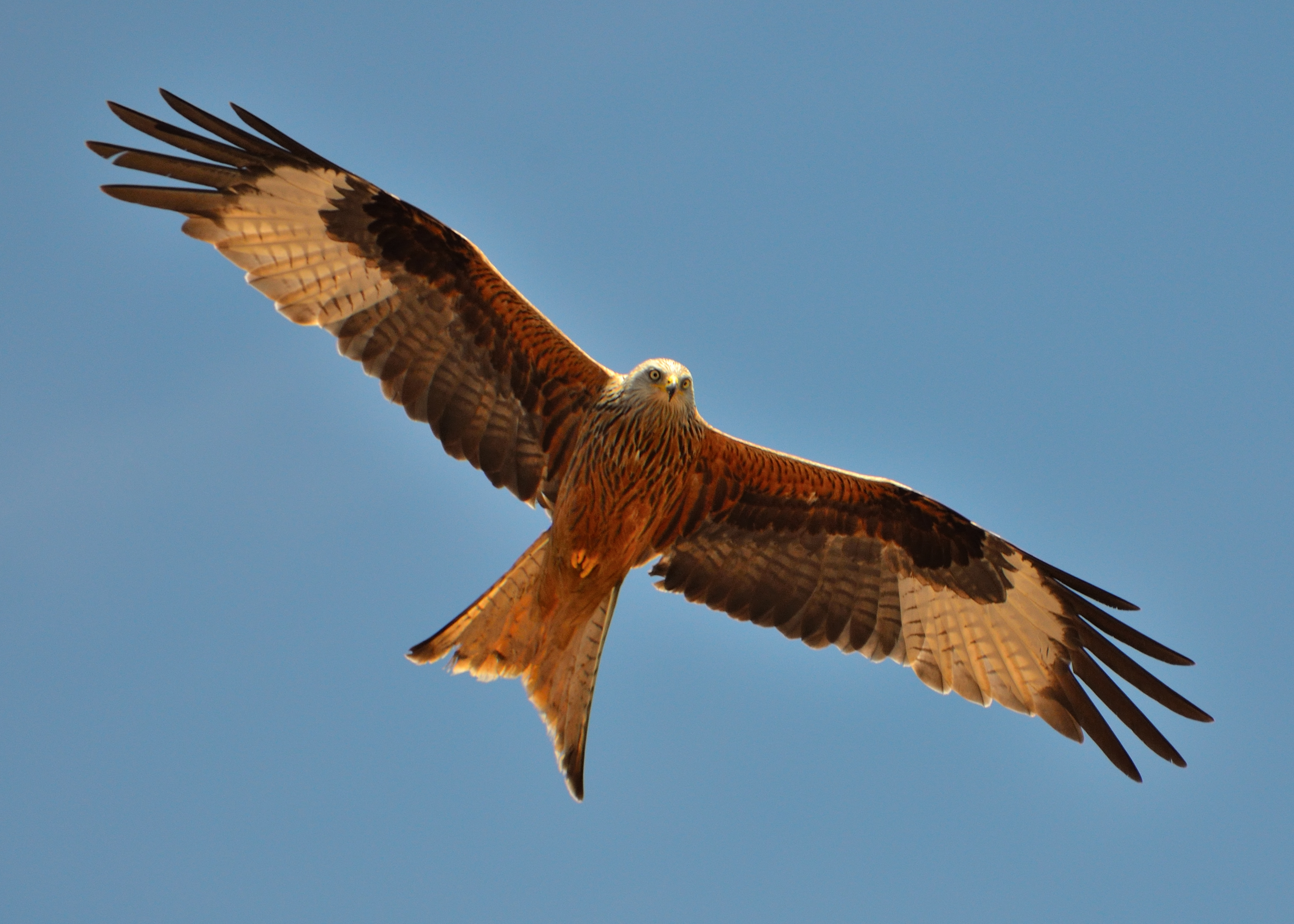
Milan royal.

Situé au cœur de l'Auvergne, le parc naturel régional des Volcans d'Auvergne abrite des paysages, une faune et une flore remarquables. Du nord au sud, il s'étire sur 120 km et sa superficie de 388 957 hectares en fait le plus vaste parc naturel régional de France. Son altitude varie de 400  à   1 885 m d'altitude. Il se compose de quatre régions volcaniques : le Cézallier, les monts du Cantal, les monts Dore et les monts Dômes, ainsi que d'une région granitique : l'Artense. Ses ressources aquatiques sont d'une grande qualité, il ne compte pas moins de 4 000 km de cours d'eau, de nombreux lacs naturels, tourbières ou zones humides ; 60 % de son territoire est reconnu pour sa biodiversité remarquable. La diversité géologique, les reliefs et le climat du parc expliquent son exceptionnelle variété de faune, de flore et de milieux naturels (prairies, landes d'altitude, tourbières, lacs naturels, forêts, falaises).
Les prairies et les pelouses d'altitude et landes couvrent 60 % du parc de façon continue. Leur diversité floristique est considérée comme unique en Europe. On y trouve la plus importante population nationale de Pies-grièches grises d'Europe. Les forêts couvrent 30 % du territoire, leur diversité et leur richesse varient selon l'altitude et l’exposition et sur des substrats variés et forment le milieu terrestre le plus riche en biodiversité. On compte 133 tourbières de plus de 1 ha sur le territoire du parc. Elles restent majoritairement en bon état de conservation et abritent des populations d'espèces animales et végétales remarquables comme la Ligulaire de Sibérie, l'Azuré des mouillères, le Criquet palustre, l'Agrion à lunules. On y trouve aussi une exceptionnelle diversité de mousses bryophytes comme les sphaignes. Le parc compte de nombreux lacs, dont plus d'une trentaine sont d'origine naturelle. Ces lacs de montagne d'origine volcanique ou glaciaire sont relativement préservés mais fragiles et présentent une exceptionnelle biodiversité. La plupart abritent des herbiers aquatiques oligotrophes,.

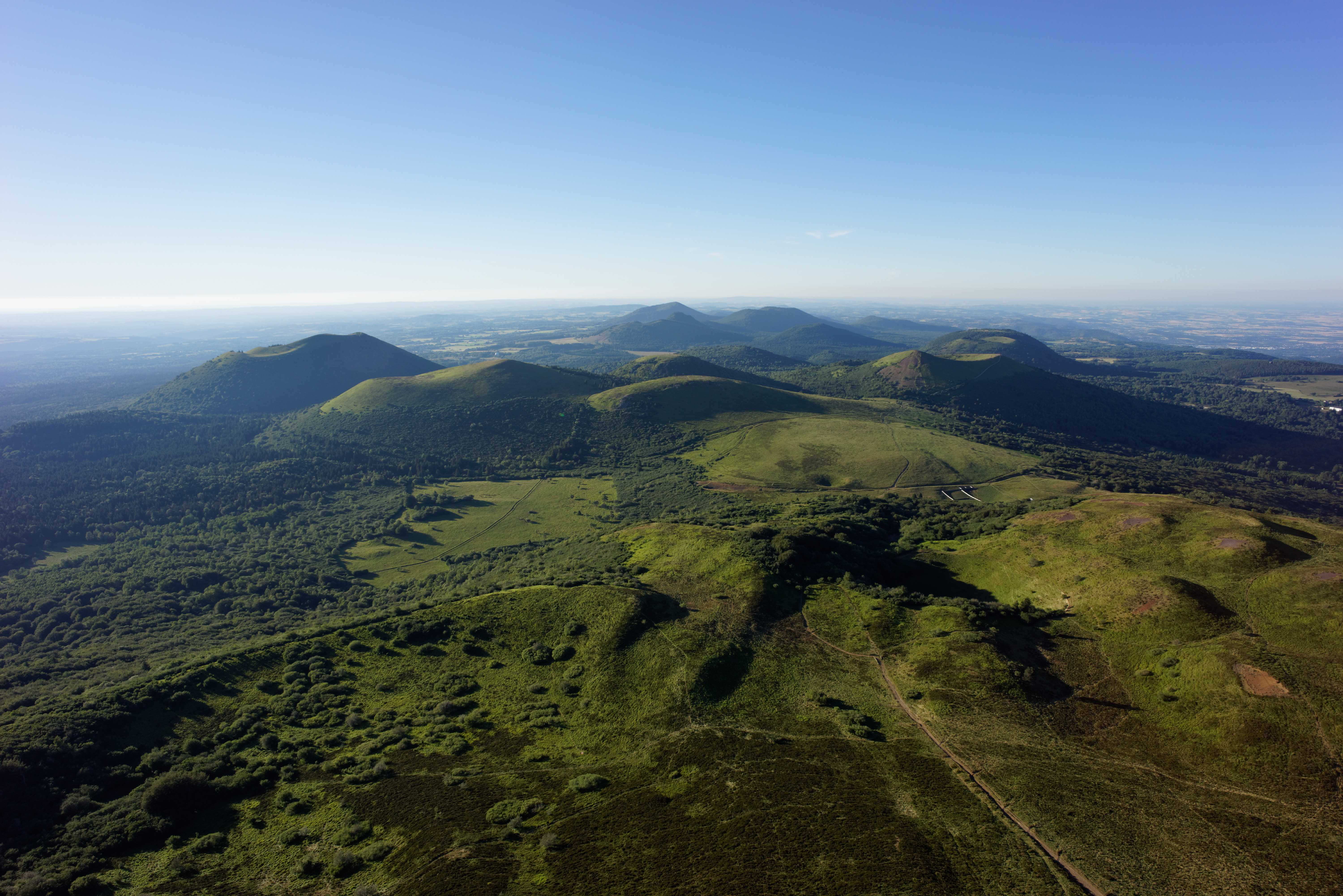
Volcans d'Auvergne.
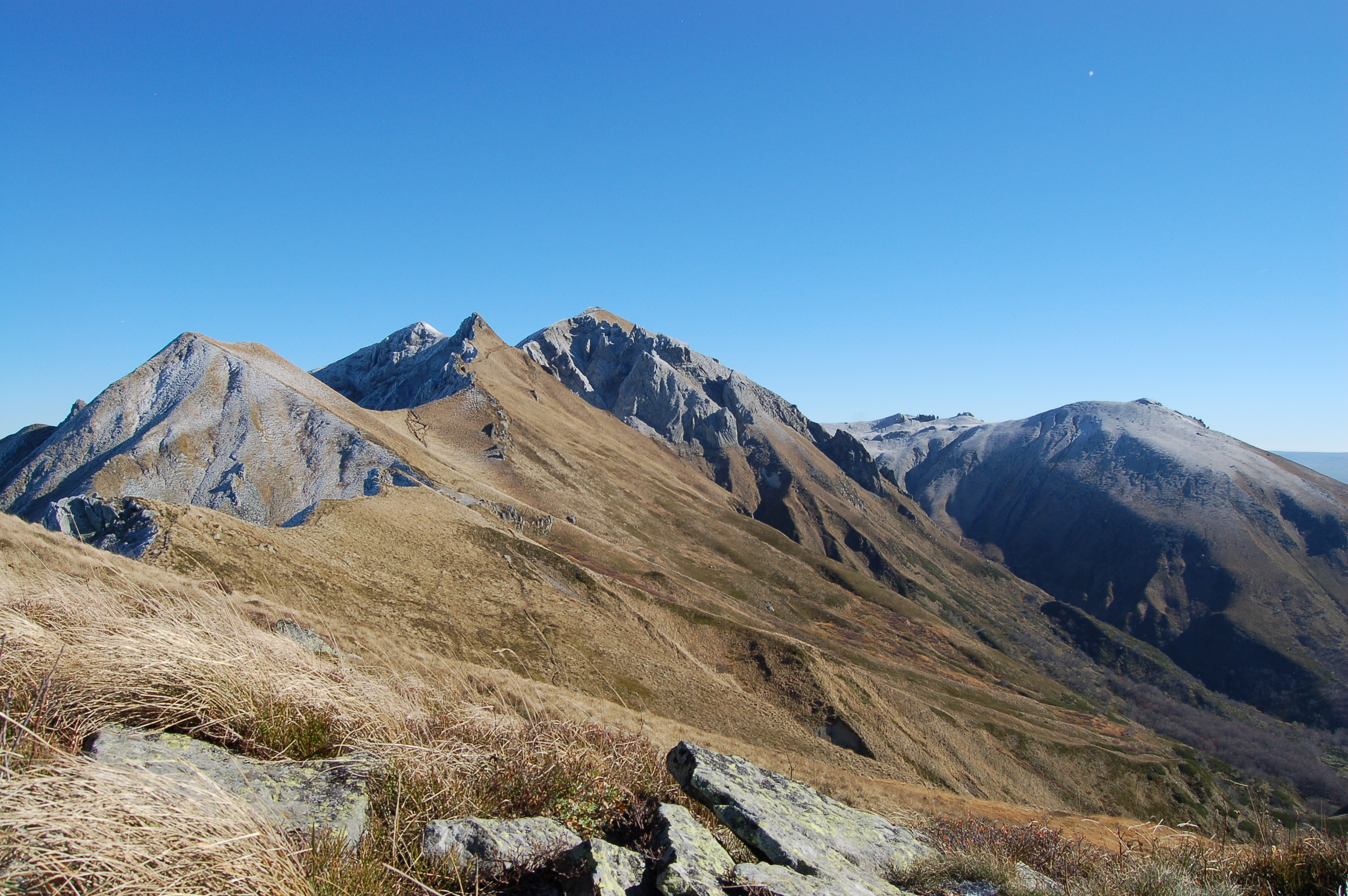
Puy de Sancy.
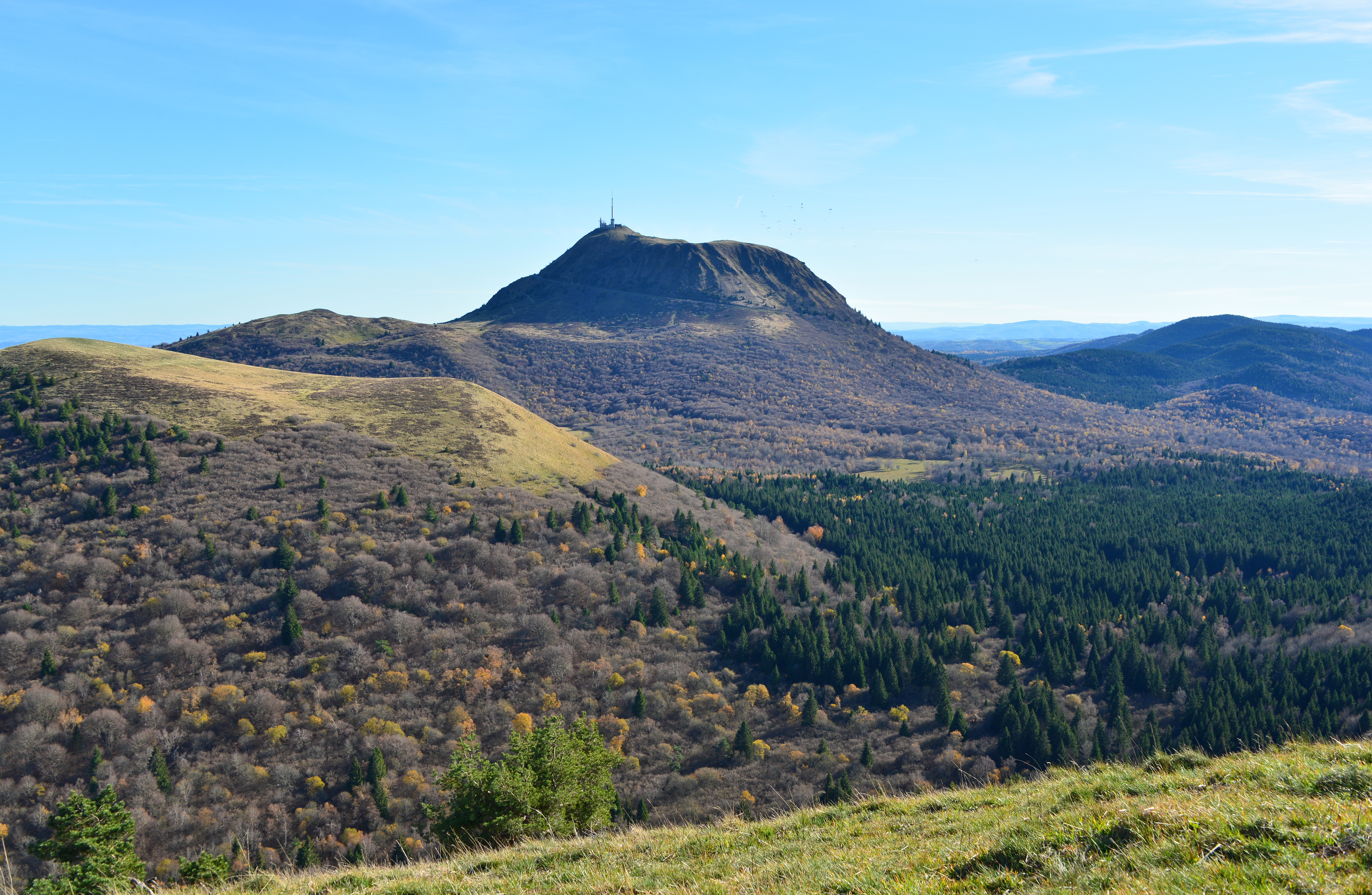
Puy de Dôme.
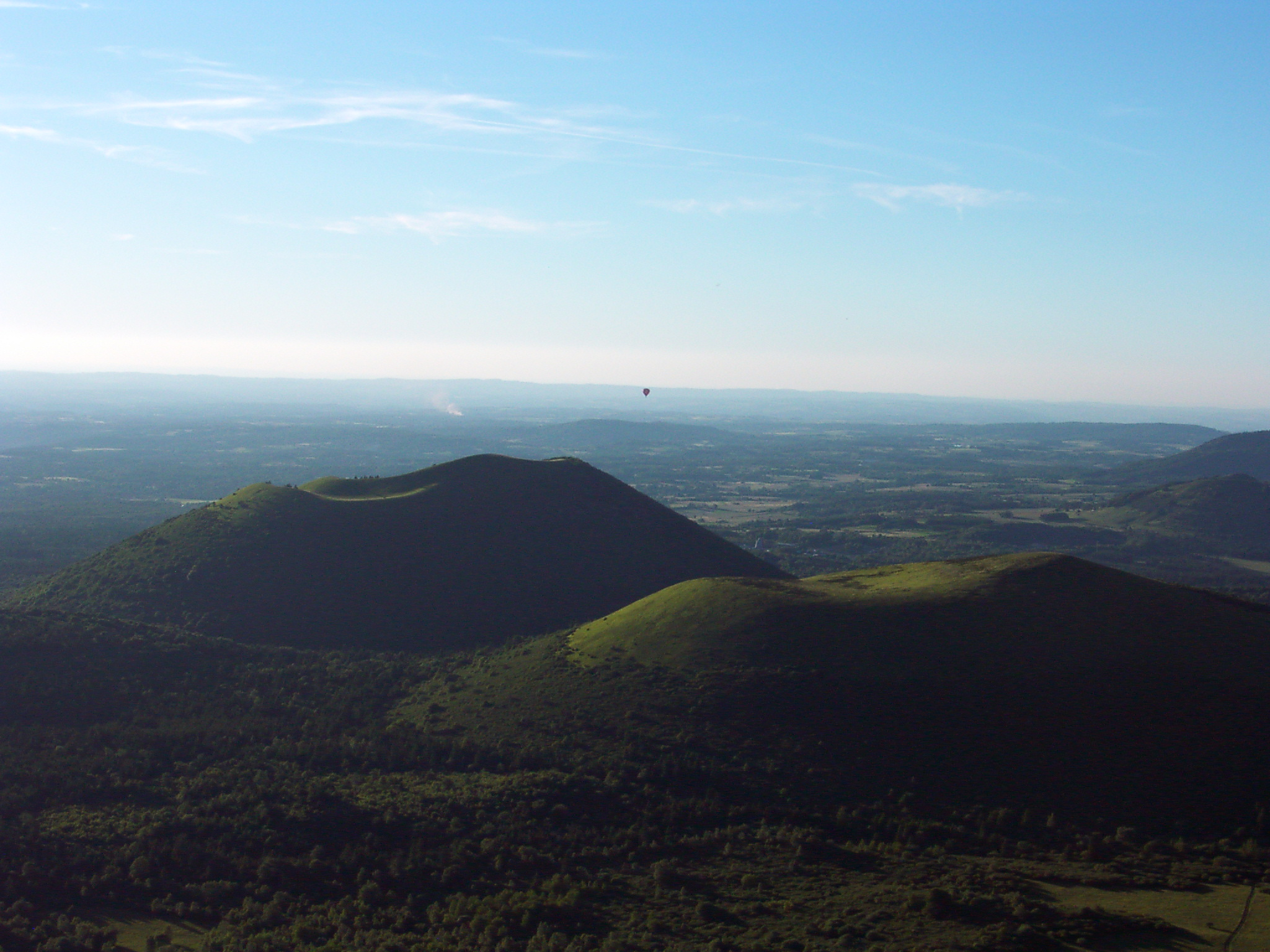
Puy de Côme.
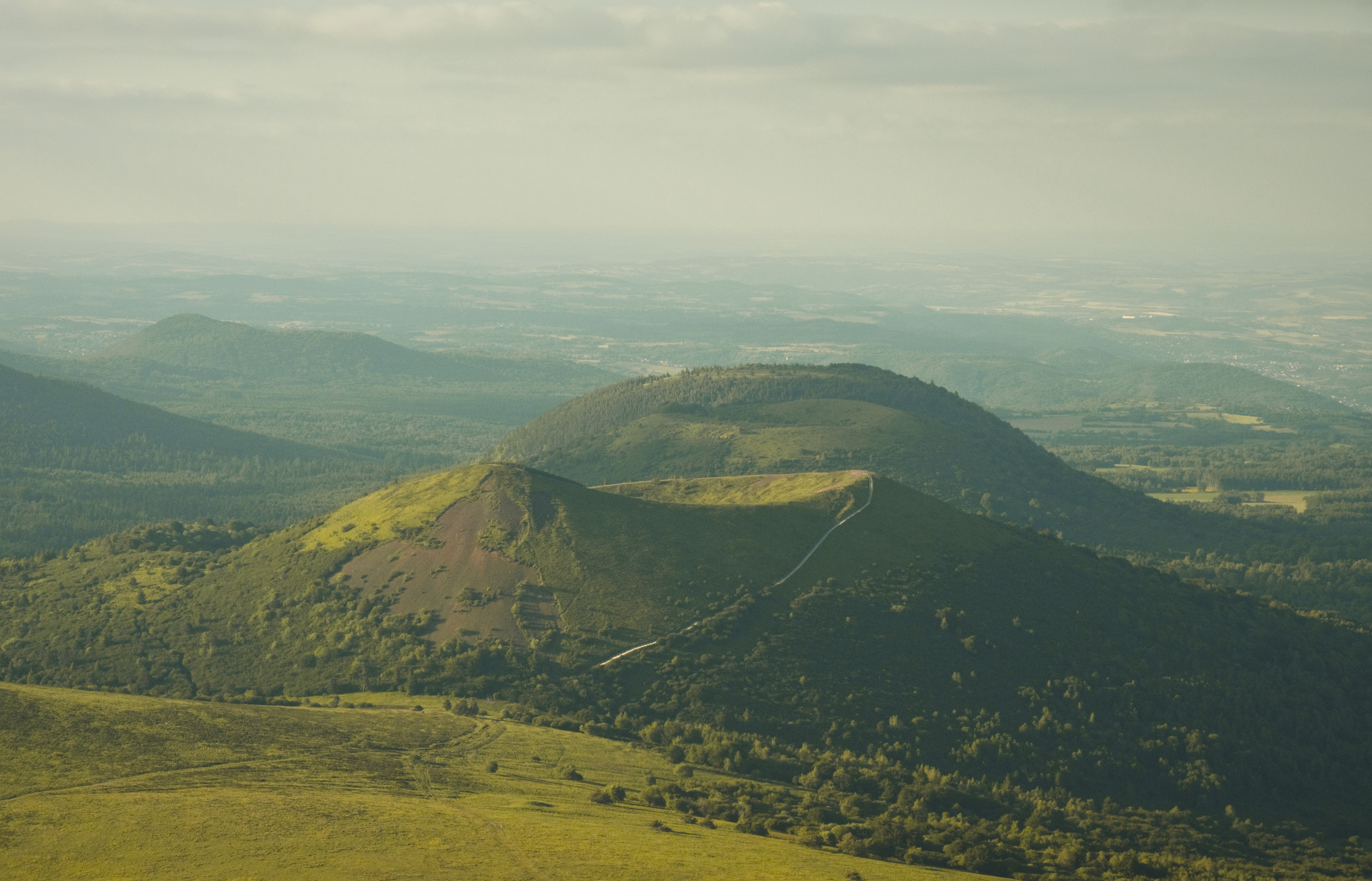
Puy de Pariou.
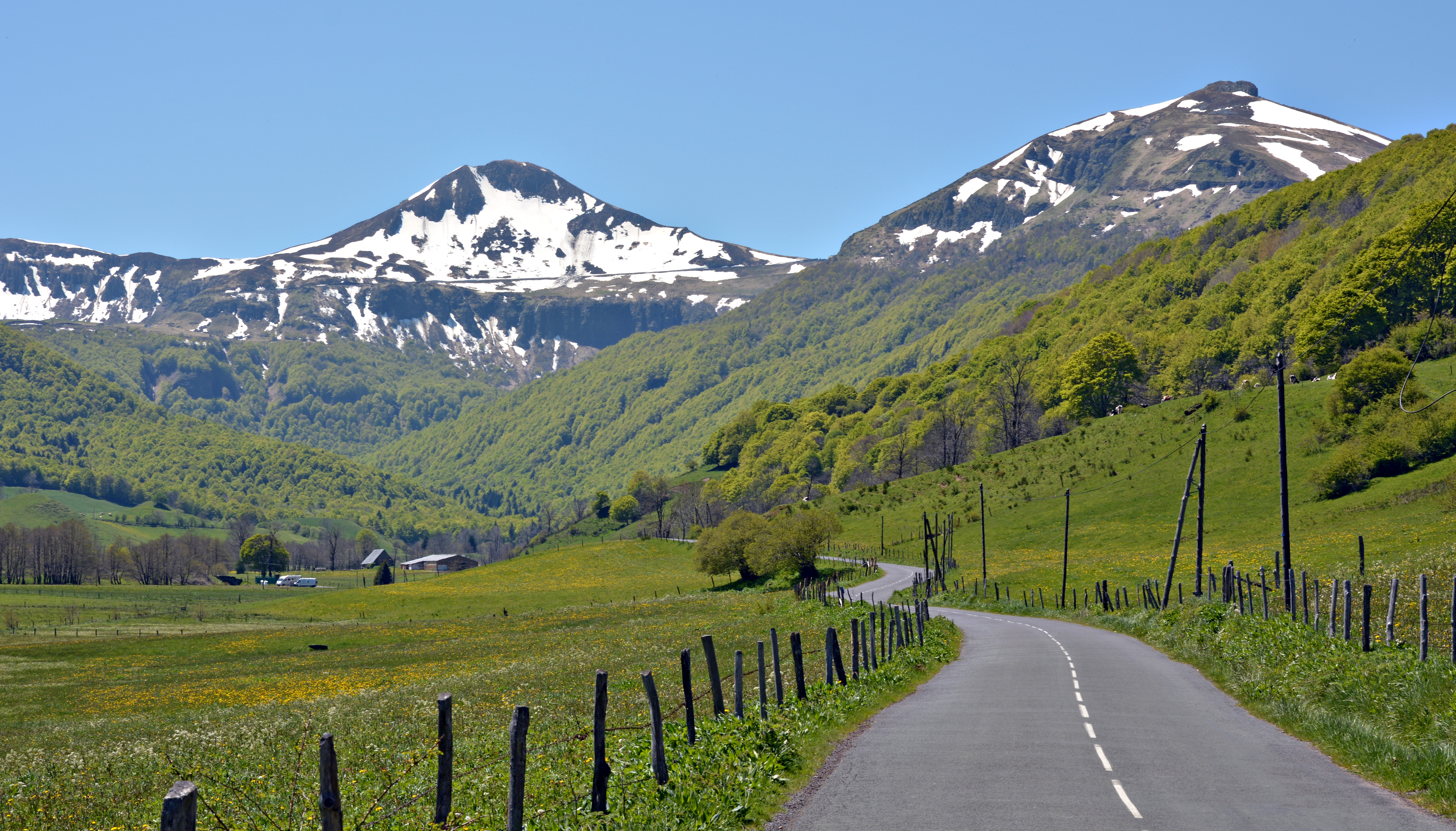
Puy Mary.

#### Parc régional du Livradois-Forez

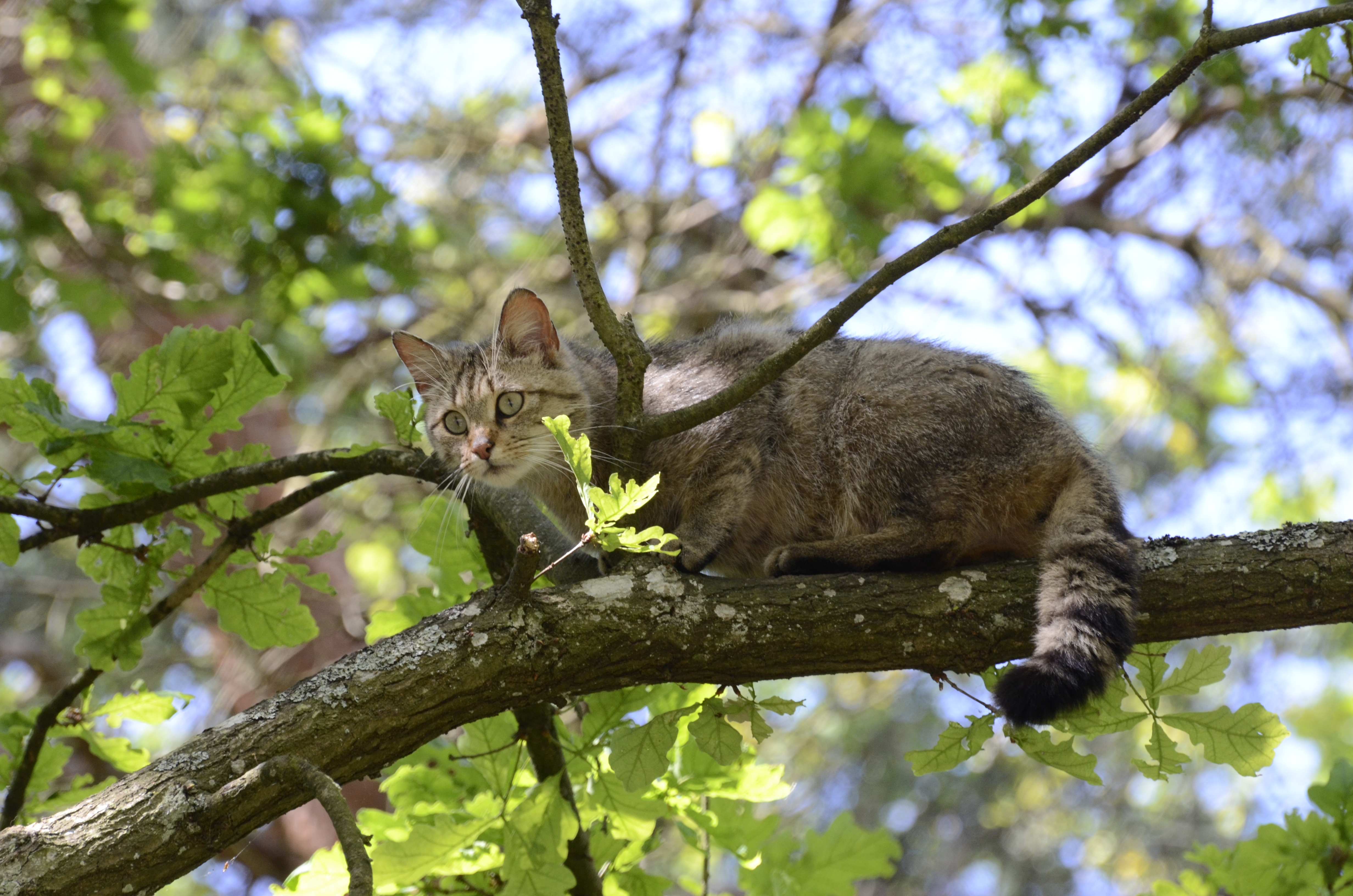
Chat forestier.

Le parc du Livradois-Forez est le quatrième plus grand parc naturel régional de France. Cette région de moyenne montagne est située sur la partie orientale de l'Auvergne et possède une grande variété de milieux naturels : tourbières et lacs tourbeux, landes montagnardes des Hautes Chaumes du Forez, hêtraies et sapinières, forêts alluviales, buttes et coteaux secs de Limagne, prairies naturelles de fauche, rivières et torrents où l'on trouve encore la moule perlière. Ce territoire, à l'origine consacré à la polyculture et l'élevage, est aujourd'hui très faiblement peuplé. La moitié de sa surface est constituée de vastes espaces boisés. La totalité des 51 espèces de mammifères représenté en Auvergne est présente dans le parc.
Entre le parc et l'Allier, le bois de la Comté est une forêt a fort degré de naturalité qui couvre une surface comprise entre 900 ha et 1 500 ha. Cette tillaie-frênaie constitue un des massifs les plus diversifiés et floristiquement les plus riches de France.

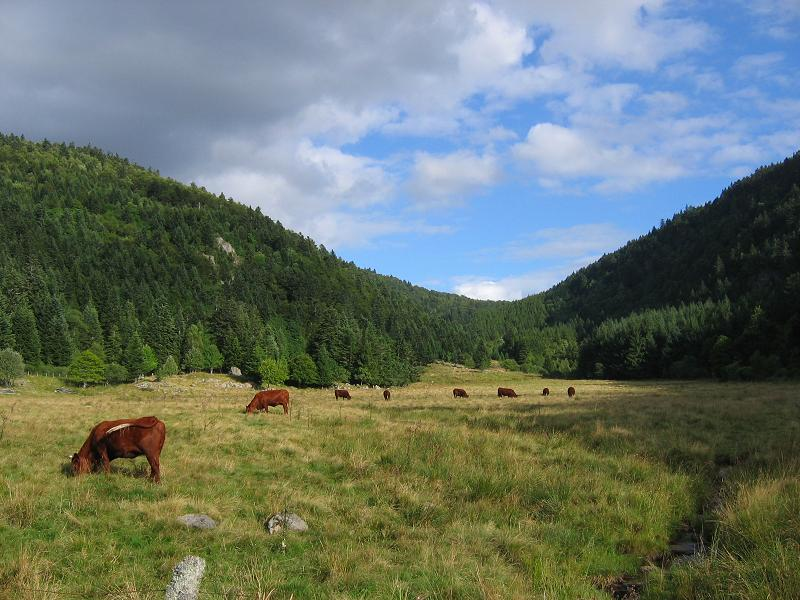
Vallée glaciaire du Fossat.
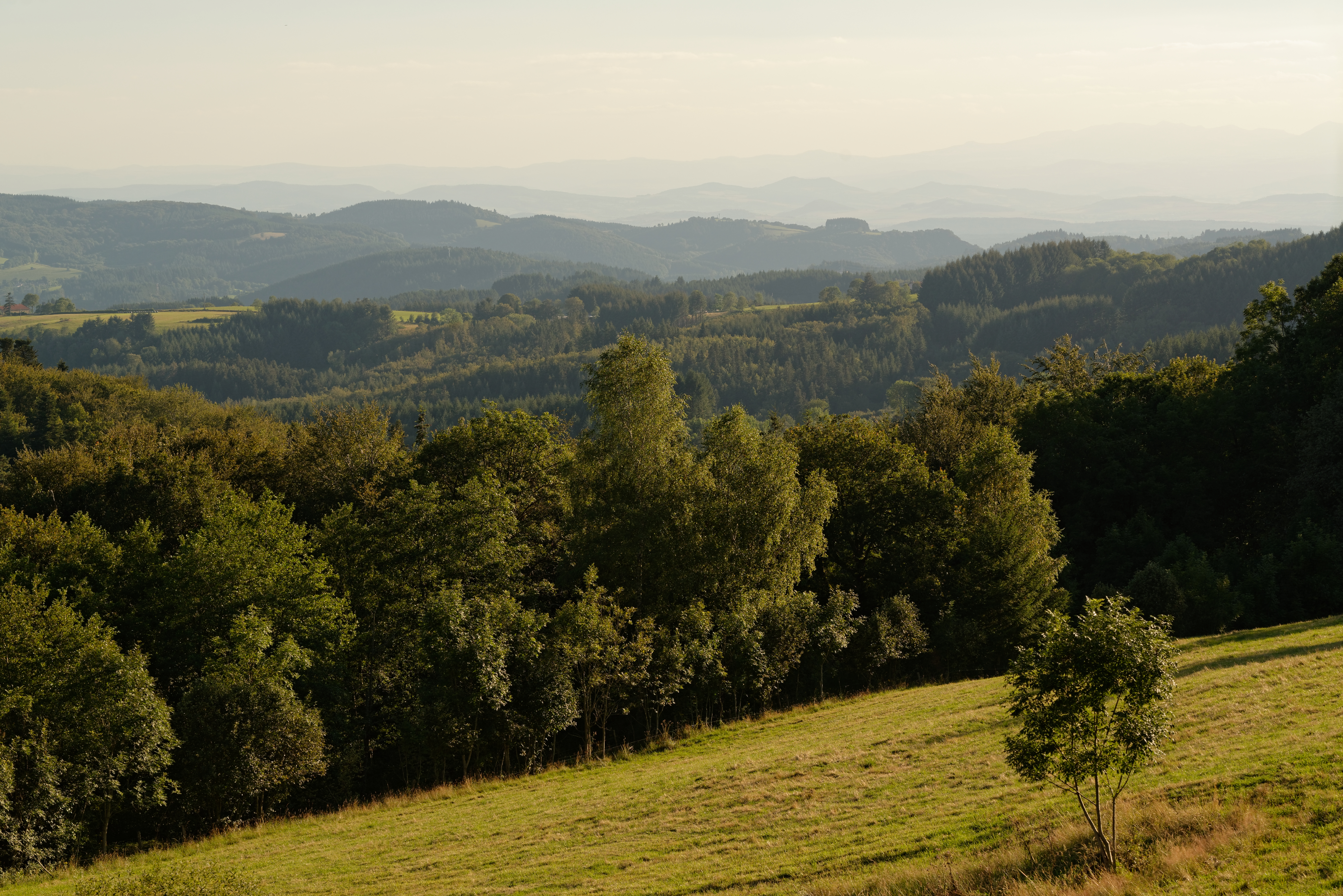
Celles-sur-Durolle.
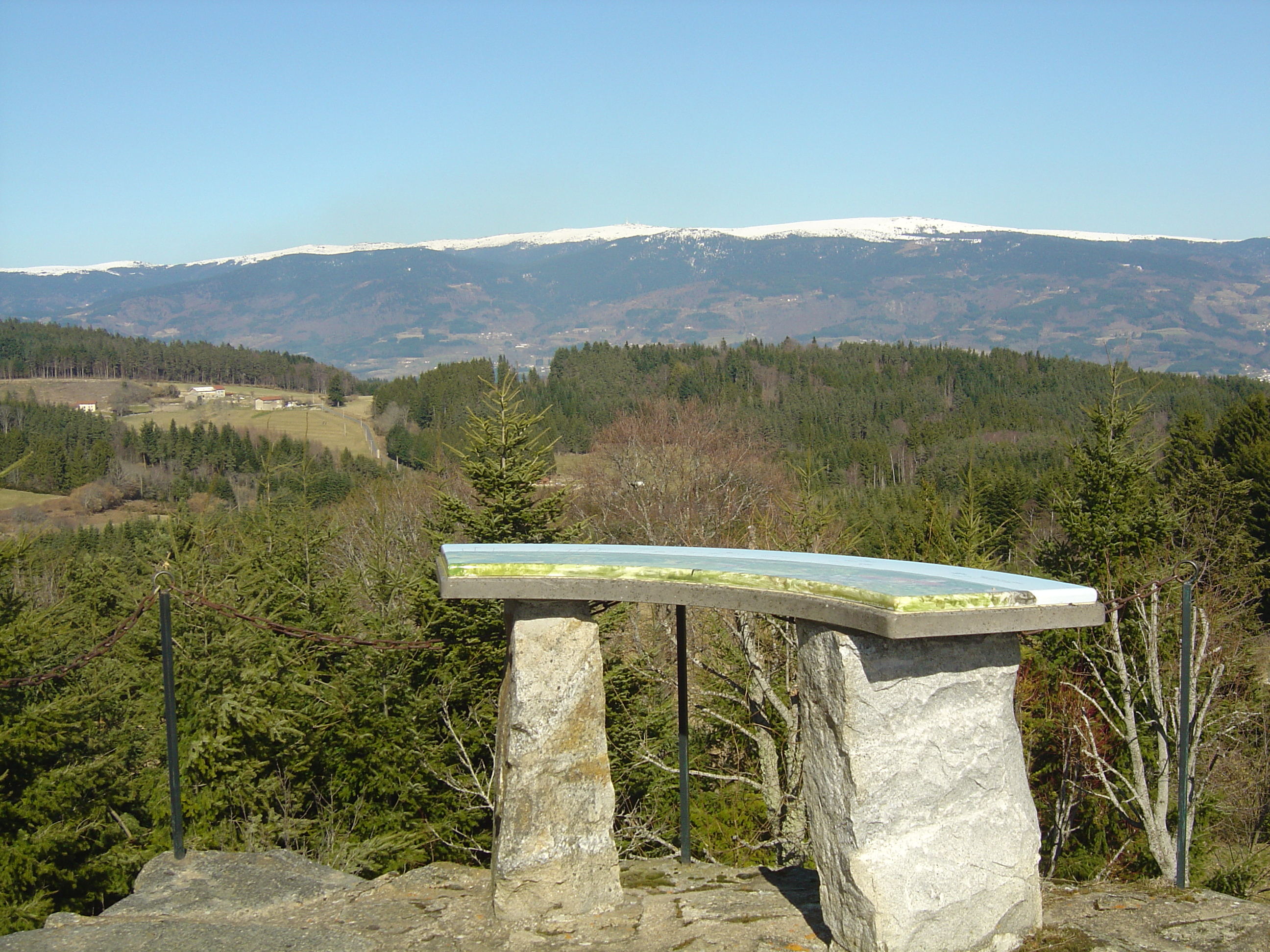
Vue sur Pierre-sur-Haute.
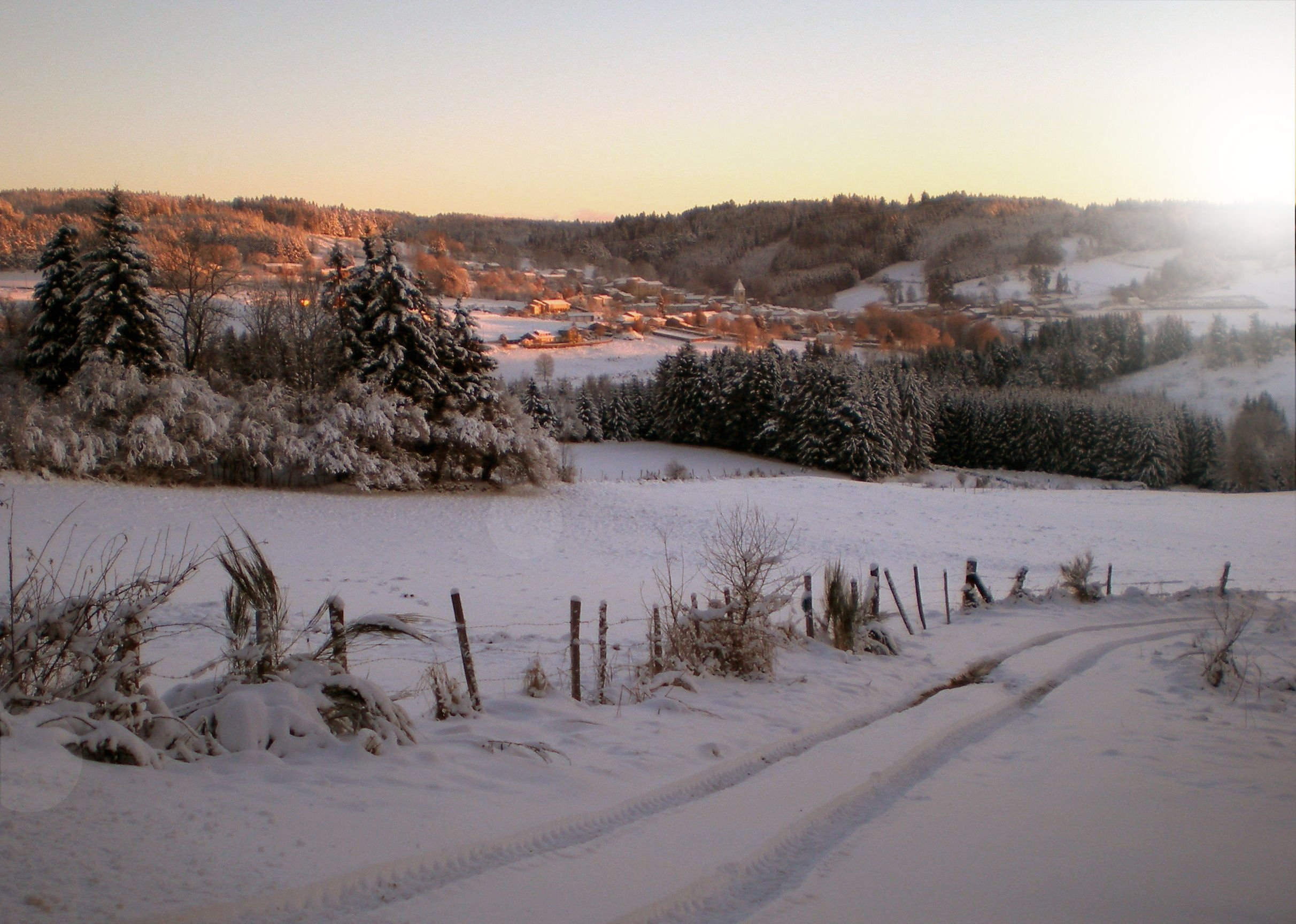
Saint-Bonnet-le-Chastel.
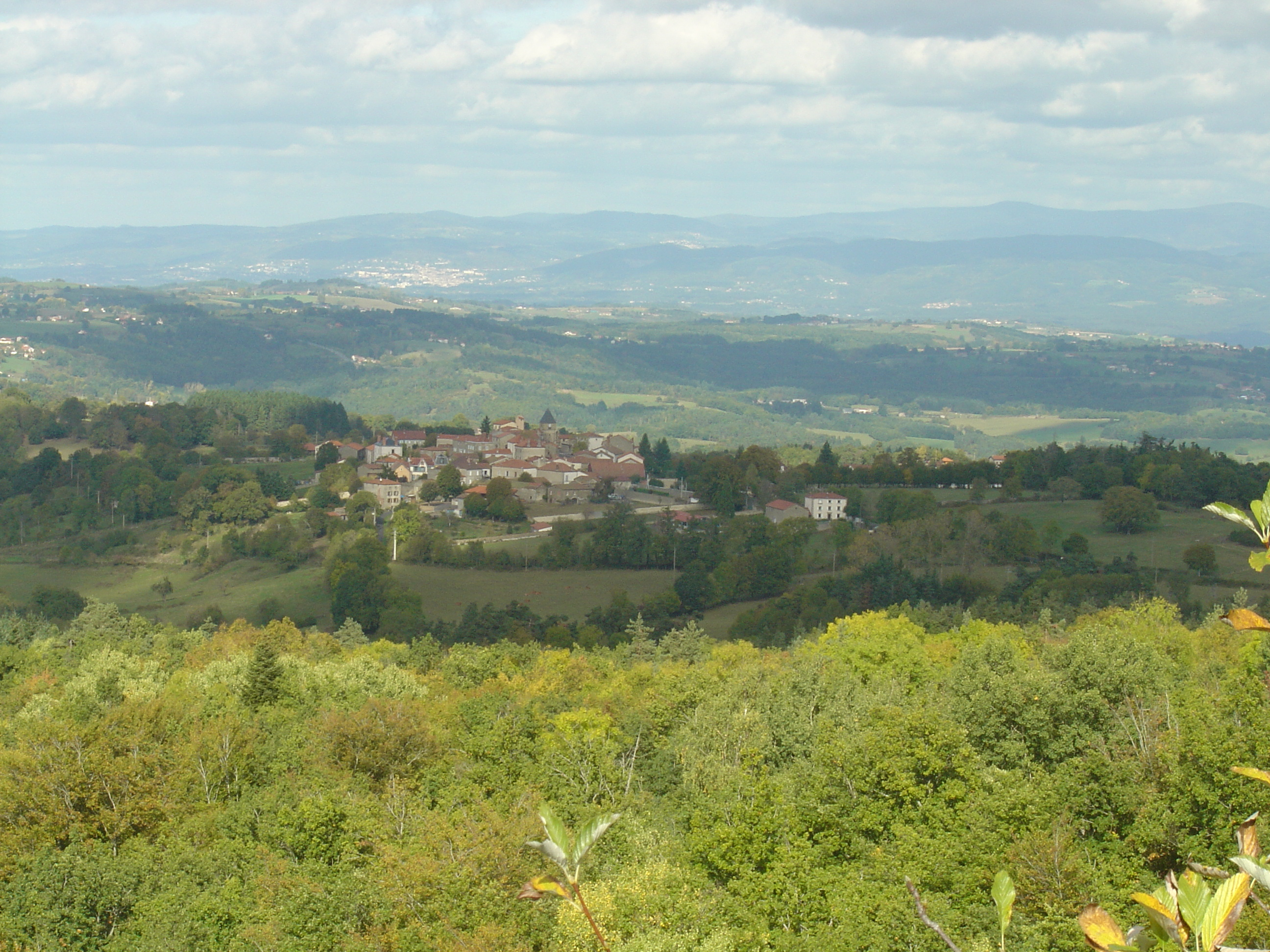
Saint-Jean-des-Ollières.
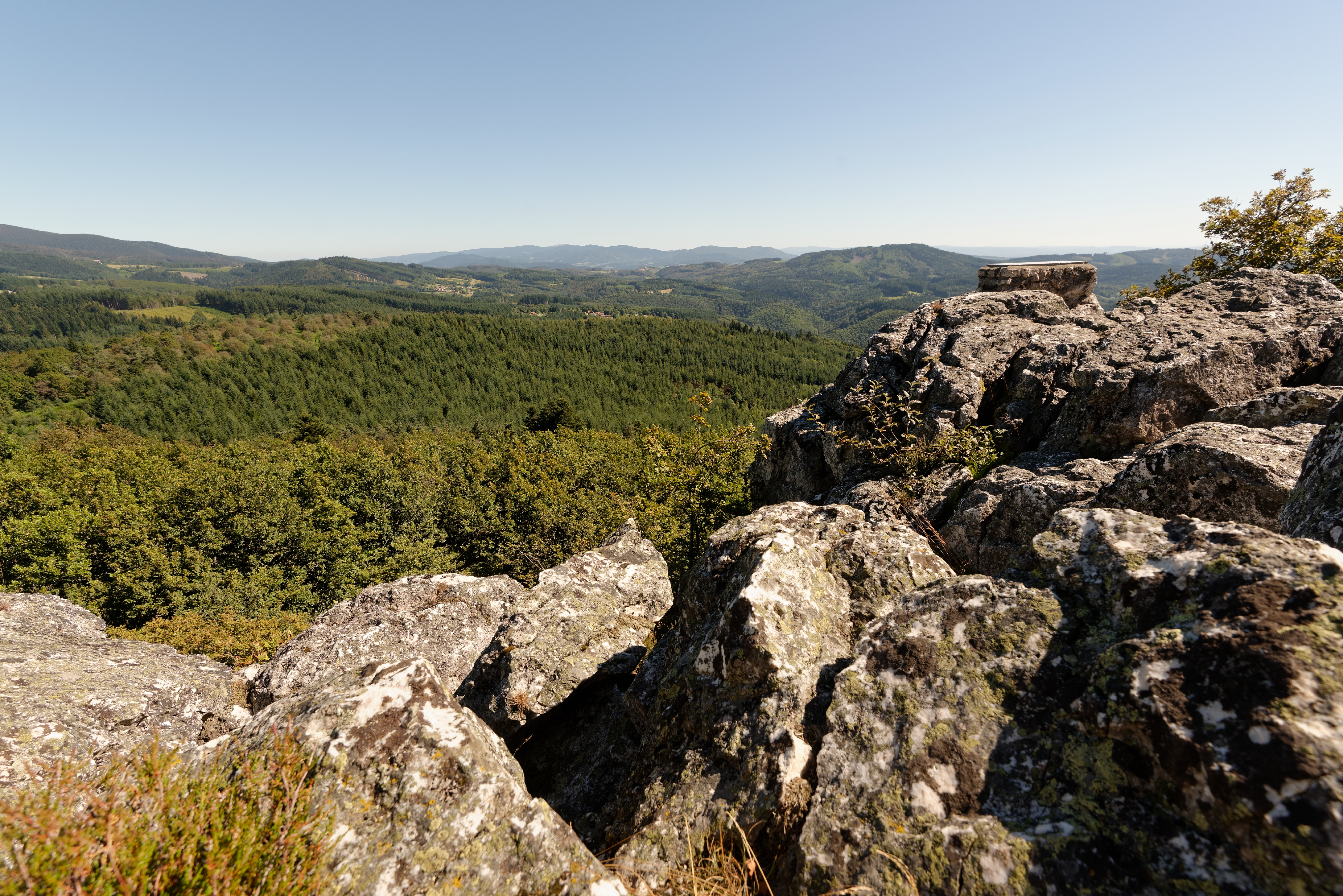
Vers le sommet du Rez de Sol.

#### Sites naturels protégés

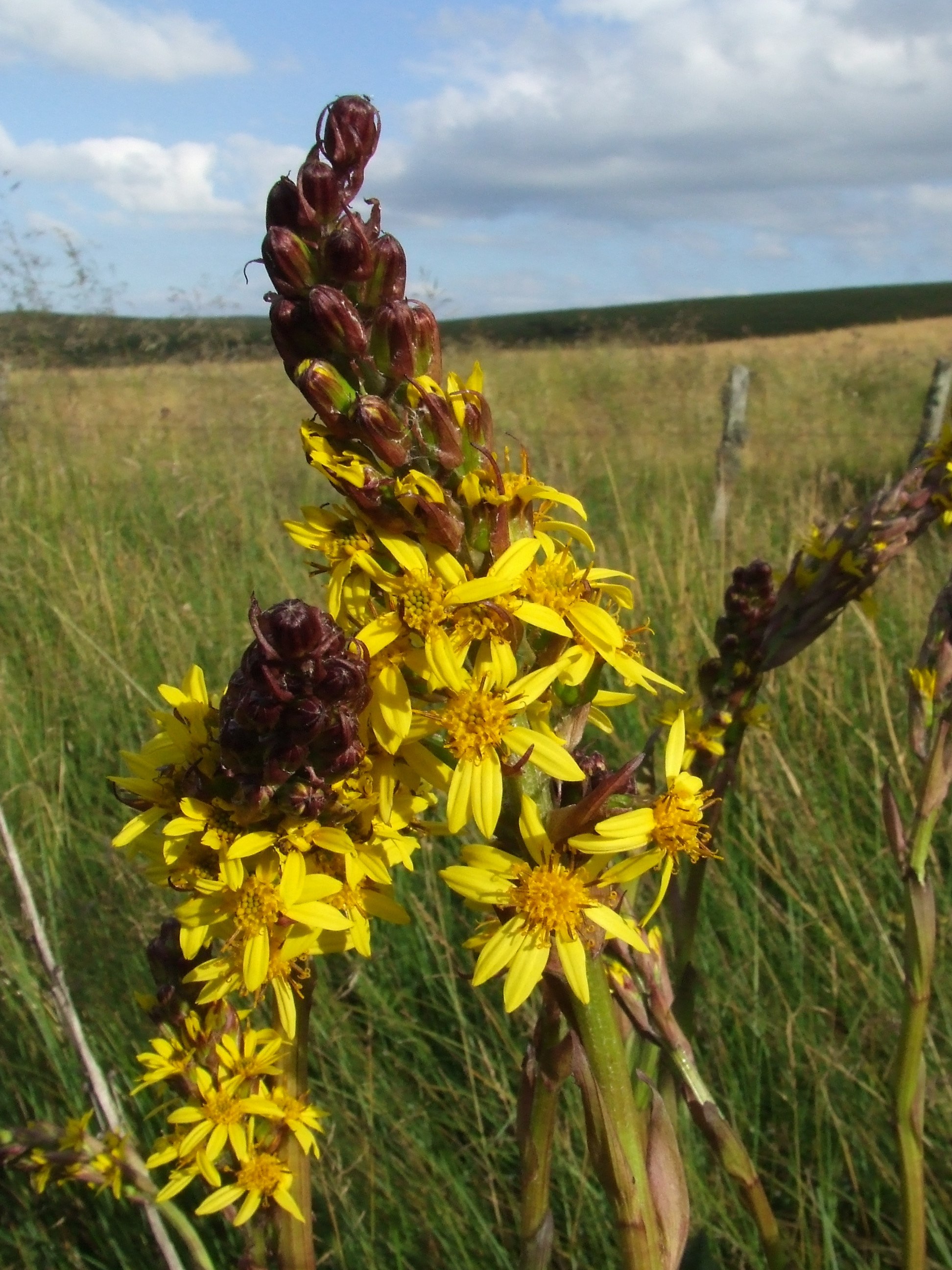
Ligulaire de Sibérie.

On compte cinq réserves naturelles nationales et cinq réserves naturelles régionales en Auvergne. Il y a également 79 sites « habitats Natura 2000 » ainsi que 12 sites « oiseaux » pour une superficie 389 550 ha (15 % de la région). On y trouve 65 espèces d'oiseaux inscrites en annexe I de la directive Oiseaux, 48 espèces (animales - hors oiseaux - ou végétales) d'intérêt communautaire et 47 habitats naturels retenus au sein de la directive Habitats.
| Réserves naturelles nationales                                                                           | Réserves naturelles régionales                                                                                    | Conservatoire du littoral                     | Sites Natura 2000 |
| --- | --- | --------------------------------------------- | --- |
| - Val d'Allier - Chastreix-Sancy - Rocher de la Jaquette - Sagnes de La Godivelle - Vallée de Chaudefour | - Val de Loire Bourbonnais - Lac de Malaguet - Cheires et grottes de Volvic - Puy de Marmant - Tourbière du Jolan | - Rives auvergnates du lac de Bort-les-Orgues | - Sites Natura 2000 de l'Allier - Sites Natura 2000 du Cantal - Sites Natura 2000 de la Haute-Loire - Sites Natura 2000 du Puy-de-Dôme |

### Climat

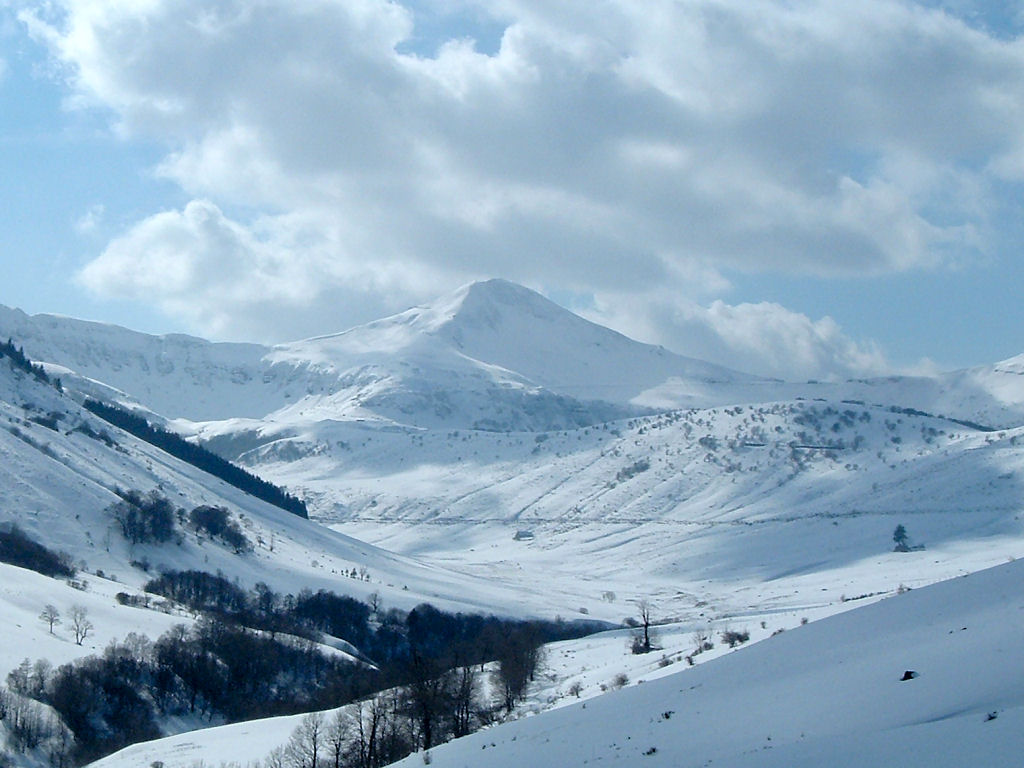
Le puy Mary en hiver.

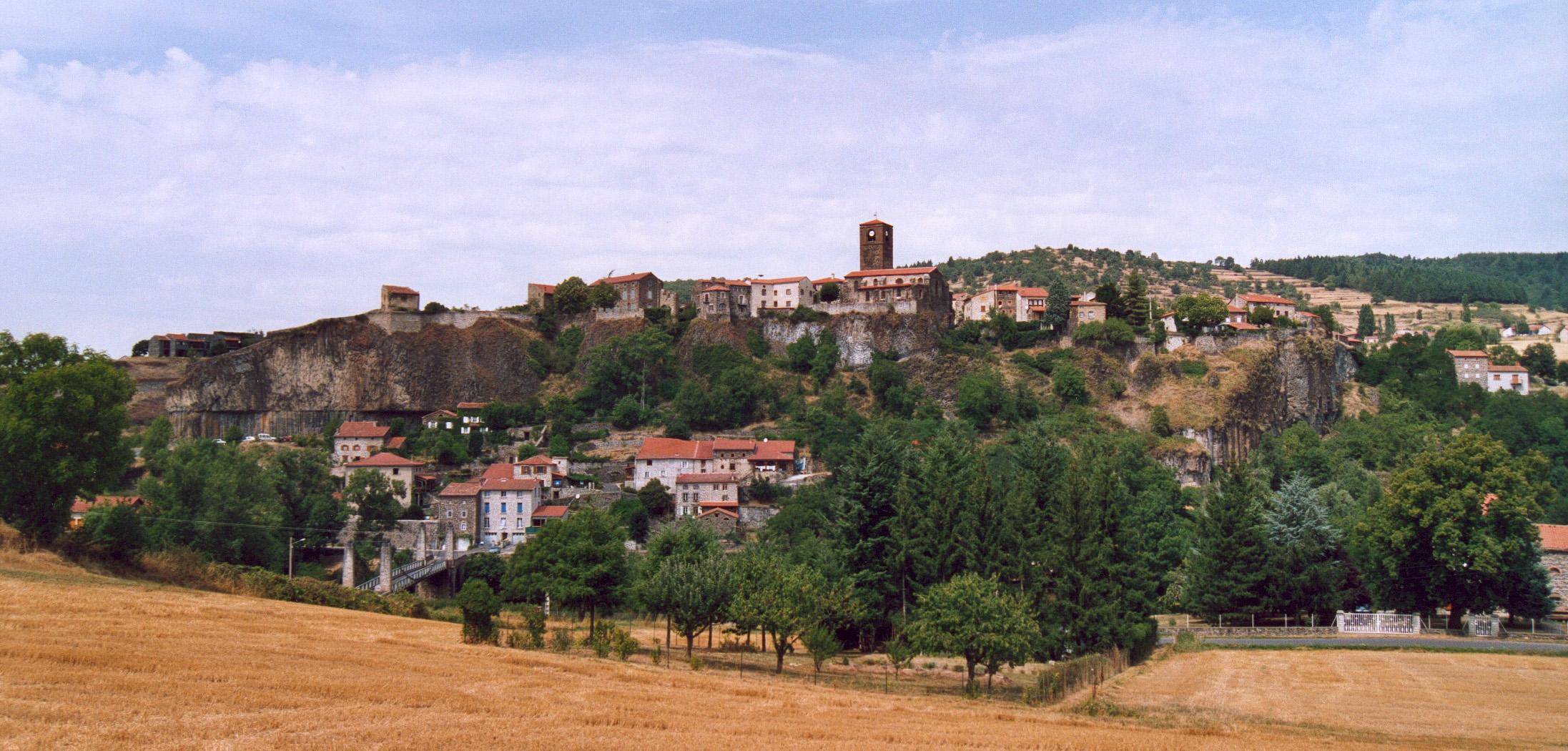
Le village de Chilhac et sa végétation supra-méditerranéenne.

Adossée aux versants septentrional et méridional du Massif central, la région présente d'importants contrastes climatiques générés par le relief, avec une continentalisation rapide d'ouest en est. Trois influences interagissent sur cette région :
- au sud-ouest l'influence océanique est très sensible, le relief réactivant les perturbations d'origine atlantique (flux de sud-ouest à nord-ouest). Les précipitations sont régulières, partout supérieures à 110 cm/an, abondantes en montagne — optimum estimé à 250 cm dans les monts du Cantal — occasionnant un enneigement important bien qu'irrégulier en raison de redoux marqués. Cette région porte bien son surnom de « pays vert » ; on la compare aussi à l'Irlande ou aux Highlands d'Écosse (l'ensoleillement y est néanmoins supérieur). Le versant méridional de l'alignement montagneux allant des monts Dore aux monts d'Aubrac constitue une franche limite climatique, caractérisée par un effet de foehn et une altération de l'influence océanique ;
- à l'est et au nord de cette ligne - soit sur l'essentiel du territoire régional - la tendance continentale se renforce, avec un accroissement de l'amplitude thermique été-hiver et de la part des orages dans le total des précipitations. À altitude égale, les hivers sont plus froids et beaucoup plus secs, et les étés plus chauds (la température peut dépasser 40 °C en plaine). Les précipitations sont de l'ordre de 50 à 80 cm/an en plaine (on relève localement des records d'aridité pour la France continentale), 100 à 140 cm en montagne (où l'enneigement est généralement moins abondant mais plus régulier que sur les montagnes du sud-ouest) ;
- une timide influence méditerranéenne peut se manifester lors de cycles perturbés dans le Brivadois et la Châtaigneraie.

### Transports et voies de communication

#### Transport aérien

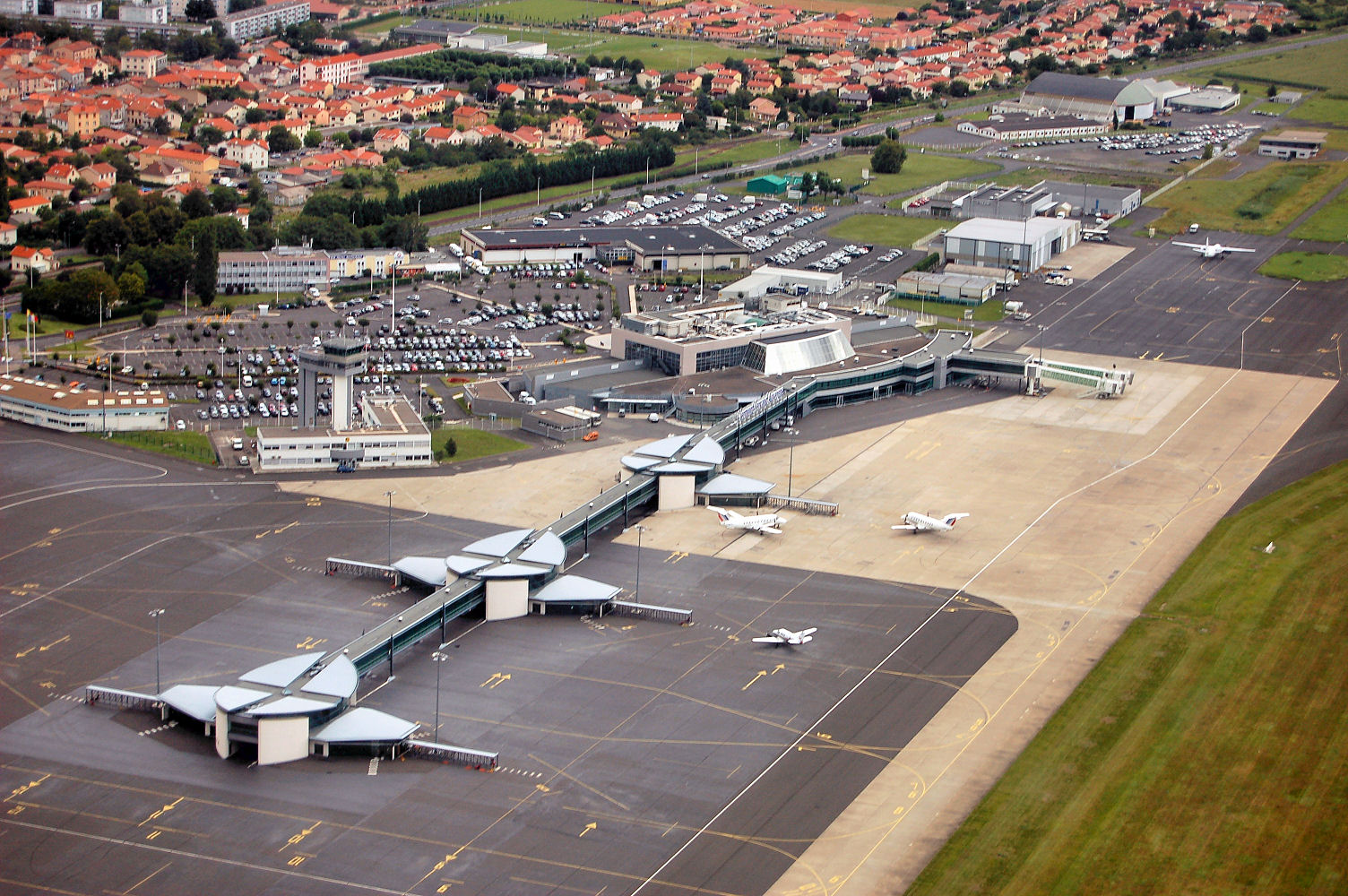
La plate-forme de correspondance de l'aéroport de Clermont-Ferrand-Auvergne.

L'aéroport de Clermont-Ferrand-Auvergne a accueilli jusqu'à 1 090 417 passagers en 2002, il est retombé à 398 934 en 2011, à la suite du rachat de Regional Airlines par Air France et à la délocalisation du hub de cette compagnie sur l'aéroport de Lyon en 2003. Depuis le site aéroportuaire a du mal à se relever du préjudice. L'arrivée sur la plate-forme des compagnies Fly Kiss puis de Ryanair en 2013 avait malgré tout contribué à relever le trafic à 416 451 passagers en 2014. Les aéroports d'Aurillac et du Puy-en-Velay sont reliés à Paris respectivement par Chal'air et Hex'air.

#### Transport routier

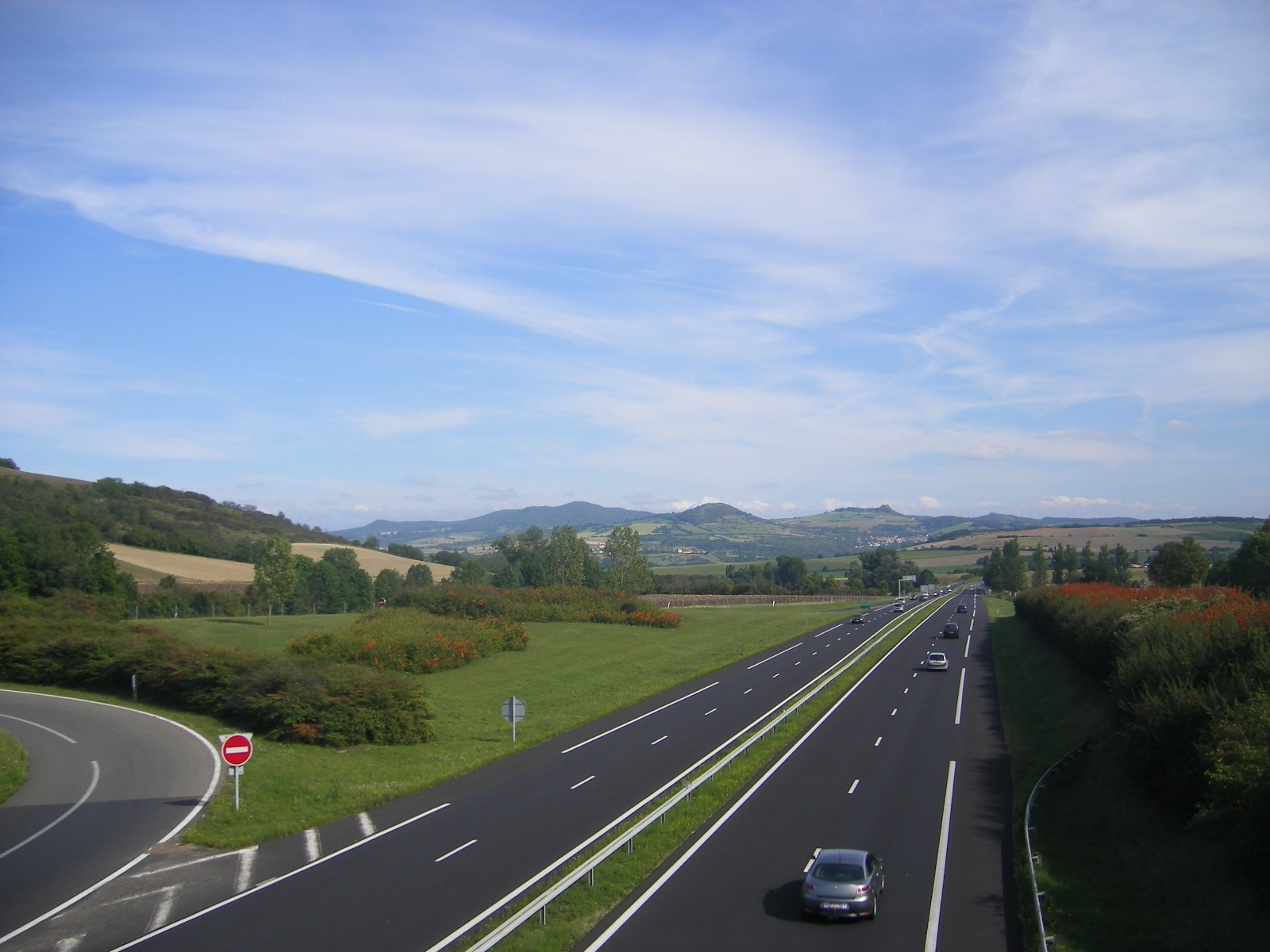
L'autoroute A75 à La Sauvetat.

Les deux autoroutes A71 et A75 constituent un axe nord-sud Paris – Montpellier – Espagne qui se croise à Clermont-Ferrand avec l'axe est-ouest formé par l'A89 Bordeaux – Lyon – Genève. Ils permettent désormais de relier toutes les grandes métropoles nationales. La Méditerranée n'est plus qu'à 3 h 48 de l'ancienne capitale régionale depuis l'ouverture du viaduc de Millau en 2004. L'autoroute A89, prolongée hors de l'Auvergne en autoroute A72, relie Clermont-Ferrand à Saint-Étienne. L'autoroute A77, dite « Autoroute de l'Arbre », poursuit l'autoroute A6 au départ de Paris pour la prolonger et aller (en tant que route nationale 7) jusqu'à Moulins, dans l'Allier.
La qualité des routes est excellente sur tout le réseau des nationales et départementales et ce réseau permet de relier Paris à Moulins (RN 7) et Clermont-Ferrand en 4 h 30, et Moulins à Montluçon (A71, RN 79 et RN 7).
Le réseau routier régional compte d'importantes routes nationales comme la RN 102 qui relie l'A75 à Brioude, Le Puy-en-Velay et la vallée du Rhône, la RN 122 reliant l'A75 à Aurillac ou la RN 88 formant l'axe transversal Lyon – Saint-Étienne – Le Puy – Toulouse.

#### Transport ferroviaire

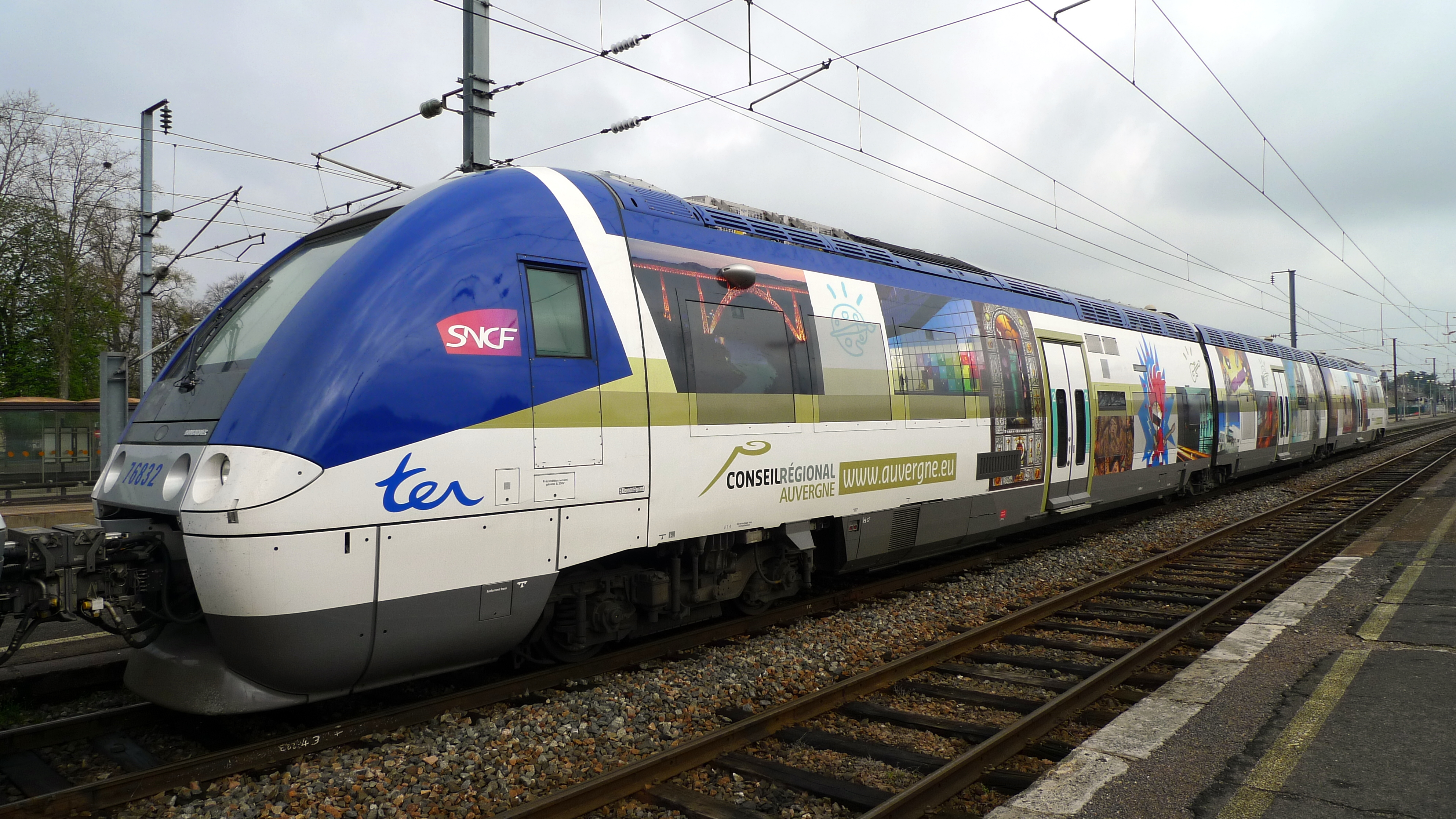
TER Auvergne.

La ligne SNCF Paris – Clermont-Ferrand a été électrifiée en 1990 et a reçu des améliorations dans le passé. En 2003 le temps de trajet le plus court entre les deux villes était de 2 h 59, il peut s'élever à 3 h 24 pour les trains desservant Nevers, Moulins, Vichy et Riom. Depuis 2012 les trains en provenance d'Auvergne arrivent en gare de Paris-Bercy.
Aucune ligne à grande vitesse n'est prévue à court terme pour la région. Le projet d'une ligne TGV Paris – Bourges – Clermont-Ferrand – Lyon a été plusieurs fois évoqué, notamment en 2015, lors de la création des nouvelles régions administratives. Une telle ligne mettrait Clermont-Ferrand à 2 h 15 de Paris et permettrait de dédoubler l'axe TGV rhodanien très chargé. D'autres projets moins ambitieux mais plus réalistes ont également été proposés, comme le projet « Des trains pour tous » qui propose la modernisation des voies existantes et l'utilisation de trains à haut niveau de service. Les temps de parcours seraient alors de 2 h 30 mais avec des prix de billets plus faibles et une meilleure desserte des villes moyennes du centre.
Le Plan Rail Auvergne 2009-2013 a permis, en cinq ans, de rénover significativement le réseau ferré auvergnat. Toutefois Aurillac et Le Puy-en-Velay ne disposent pas de relation directe en train avec l'Île-de-France.
La ligne qui relie Clermont-Ferrand à Lyon comporte des tronçons sinueux et non électrifiés, notamment entre Roanne et Lozanne. En 2016, il fallait entre 2 h 15 et 2 h 44 pour relier les deux villes. L'amélioration de cette liaison est souhaitable car elle permettrait à l'Auvergne de bénéficier des avantages de la gare de la Part-Dieu pour l'accès à la LGV Méditerranée et aux futures lignes Rhin-Rhône porté par l'association ALTRO.
Les lignes Clermont – Nîmes et Clermont – Béziers souffrent d'une faible fréquentation et leur avenir reste incertain.
Depuis le 1er janvier 2002, la région gère le service TER régional dans le cadre d'une convention avec la SNCF. Le périurbain allant de Moulins à Brioude (via Vichy principalement) concentre la plus importante part des services avec un cadencement lentement mis en place depuis décembre 2011. En novembre 2015, le service TER Auvergne comptait 266 trains en circulation par jour, quinze lignes, 7,1 millions de voyages annuels et 84 gares pour un budget de 140 millions d'euros (22,4 millions de recettes commerciales).

## Population et société

### Démographie

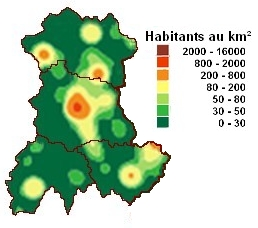
Densité de population en 2006.

L'Auvergne est habitée depuis plus de 15 000 ans. Ses habitants ont donc pu voir les éruptions volcaniques à l'origine des volcans les plus jeunes de la chaîne des Puys (4 000 à 12 000 ans av. J.-C.). On estime qu'avant la bataille de Gergovie, vers 250 à 50 av. J.-C., la population des Arvernes (les Gaulois les plus riches de la Gaule Antique) était de l'ordre de 200 000 à 300 000 personnes.

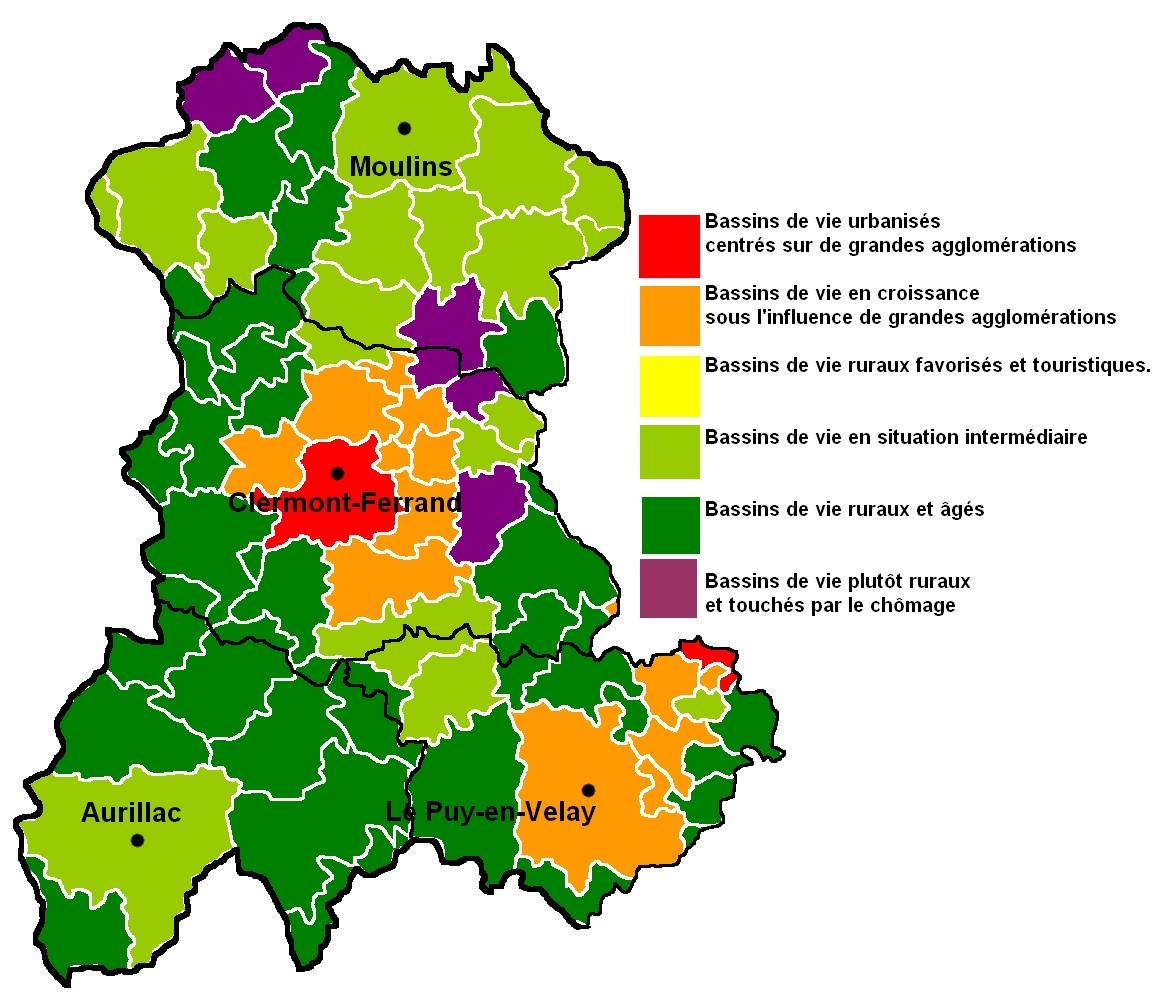
Typologie des bassins de vie en 2016.

En 2013, la Région Auvergne comptait 1 357 668 habitants mais la partie correspondant à l'ancienne province ne compte que 885 288 habitants. Les quatre départements auvergnats sont ceux où la population vit en moyenne le plus en altitude et s'inscrivent dans la diagonale du vide. Leur densité de population moyenne n’est que de 52 habitants/km2. Les départements de l’Allier, du Cantal, et la moitié ouest de la Haute-Loire sont marqués par une faible natalité et un vieillissement de la population.
À l'origine très rurale, la population auvergnate tend à s'urbaniser : plus de sept habitants sur dix vivaient en ville en 2016. Grâce à l'attractivité de l’agglomération clermontoise et l’arrivée de jeunes familles, le Puy-de-Dôme limite cette tendance à la baisse et concentre plus de 50 % de la population régionale.
Clermont-Ferrand se trouve au milieu d’un couloir urbain dynamique de 601 000 habitants qui s'étend de Vichy à Issoire en suivant l’Allier. Grâce au solde migratoire positif, les quatre départements ont malgré tout gagné 20 000 habitants entre 2007 et 2014.
L'Agence régionale de développement des territoires d'Auvergne (ARDTA) et l'INSEE ont établi une typologie des « bassins de vie » de la région qui identifie six types de bassins de vie aux caractéristiques différentes. La première est constituée par la grande agglomération de Clermont-Ferrand. Celle-ci stimule des bassins de vie suburbains grâce à son attraction économique. Les agglomérations moyennes de Moulins, Vichy, Montluçon et Aurillac se placent en situation intermédiaire.
À l'opposé, deux types de zones rurales en difficultés se font face. La première correspond à des territoires de moyenne montagne habités par une population âgée et majoritairement agricole. Dans le Cantal, près de 17 % des personnes âgées de plus de 75 ans vivent sous le seuil de pauvreté alors qu'elles ne sont que 9,3 % en Auvergne-Rhône-Alpes. La deuxième se retrouve en Bocage bourbonnais ou dans le Livradois. Il s'agit de bassins de vie ruraux socialement fragiles et plus touchées par le chômage.

### Villes

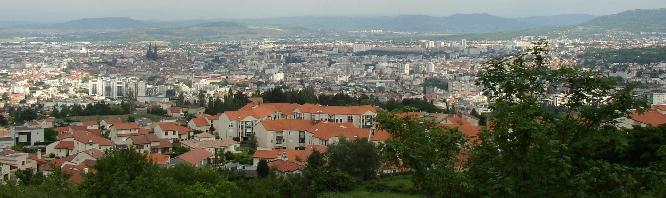
Clermont-Ferrand, la plus grande agglomération auvergnate.

Les principaux foyers de peuplement se trouvent près des cours d'eau (Allier, Tiretaine), les places de marché (Brioude) et les bassins industriels : Clermont-Ferrand, Cournon, Thiers (coutellerie), Vichy, Aurillac. Les villes représentent plus de 70 % de la population, tandis que les campagnes, après un fort exode rural au début du XXe siècle ont perdu l'essentiel de leur population. L'Auvergne compte six villes dont l'aire urbaine dépasse 50 000 habitants. Clermont-Ferrand représentait plus du quart de la population de l'ancienne région Auvergne et quasiment la moitié de celle de la région historique. L'ensemble urbain a accédé au rang de métropole le 1er janvier 2018.
| Ville            | Population 1999 | Population 1999 | Population 1999  |
| Ville            | Commune         | Agglomération   | Aire urbaine     |
| ---------------- | --------------- | --------------- | ---------------- |
| Clermont-Ferrand | 141 004         | 258 541         | 409 558          |
| Vichy            | 26 915          | 60 877          | 80 194           |
| Montluçon        | 44 074          | 60 993          | 78 477           |
| Le Puy-en-Velay  | 22 010          | 42 608          | 66 129           |
| Moulins          | 22 667          | 40 050          | 58 355           |
| Aurillac         | 32 718          | 36 096          | 56 830           |
| Thiers           | 14 950          | 18 281          | 51 492           |
| Issoire          | 14 778          | 14 548          | 27 502           |
| Riom             | 19 324          | 25 052          | Clermont-Ferrand |

### Tendances politiques

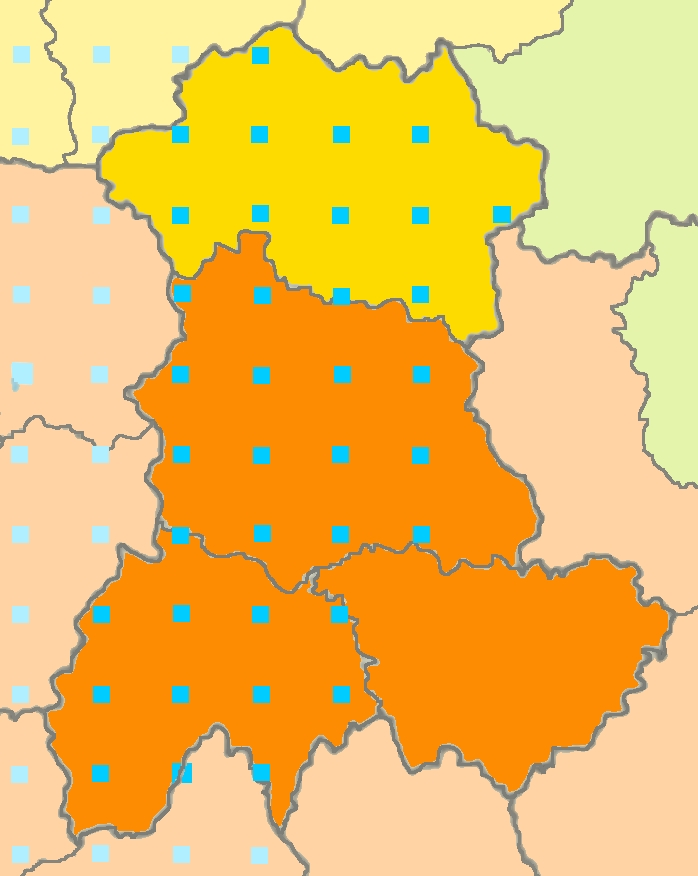
Systèmes familiaux en Auvergne :
Famille souche
Famille souche incomplète
Présence significative de familles communautaires
Famille nucléaire absolue

Les recherches d'Emmanuel Todd ont montré que le système familial dominant en Auvergne est celui de la famille souche, avec une nuance pour le département de l'Allier où on voit la domination de la famille souche de type incomplet. Ce schéma anthropologique tend à favoriser une attitude d'acceptation de la société telle qu’elle est, sans contestation majeure, mais avec le souhait constant d'améliorer les conditions de vie sociale. Ce type familial exalte sa différence, son ethnocentrisme et son attachement aux liens du sang. Dans les deux tiers ouest de la région on note également la présence sporadique de familles communautaires, notamment à l'ouest de l'Allier ce qui expliquerait certaines tendances électorales.
La région se trouve sous l'influence de deux aires culturelles et politiques contradictoires. La première, celle du « mouvement », trouve son centre directeur vers Montluçon et les Combrailles. La seconde, celle de « l'ordre établi », a son centre directeur en Aubrac. Dans la première, le vote communiste a eu longtemps une place prépondérante. Dans la seconde, les valeurs de la droite traditionnelle et de la religion catholique restent profondément ancrées. Entre les deux, une large bande médiane allant du bocage bourbonnais à la Châtaigneraie oscille entre ces deux tendances. La région de Clermont-Ferrand, ville où la franc-maçonnerie a une implantation très ancienne, est une terre socialiste. La région d'Aurillac a longtemps été radicale, la région de Saint-Flour est très conservatrice et celle de Brioude a longtemps été anticléricale.
Pierre Charbonnier note qu'en Auvergne, le « notable » a longtemps tenu une place essentielle dans la vie politique. Propriétaires terriens, industriels ou alors médecins, on a vu de véritables lignées dynastiques se constituer, comme celles des Dormoy.
Parmi les hommes politiques auvergnats célèbres, figurent Étienne Clémentel, un des pères de la technocratie et de l'intervention de l'État dans l'économie en France, et plusieurs présidents de la république : Paul Doumer, Georges Pompidou et Valéry Giscard d'Estaing.

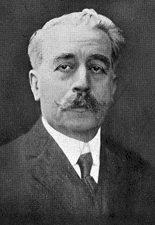
Etienne Clémentel
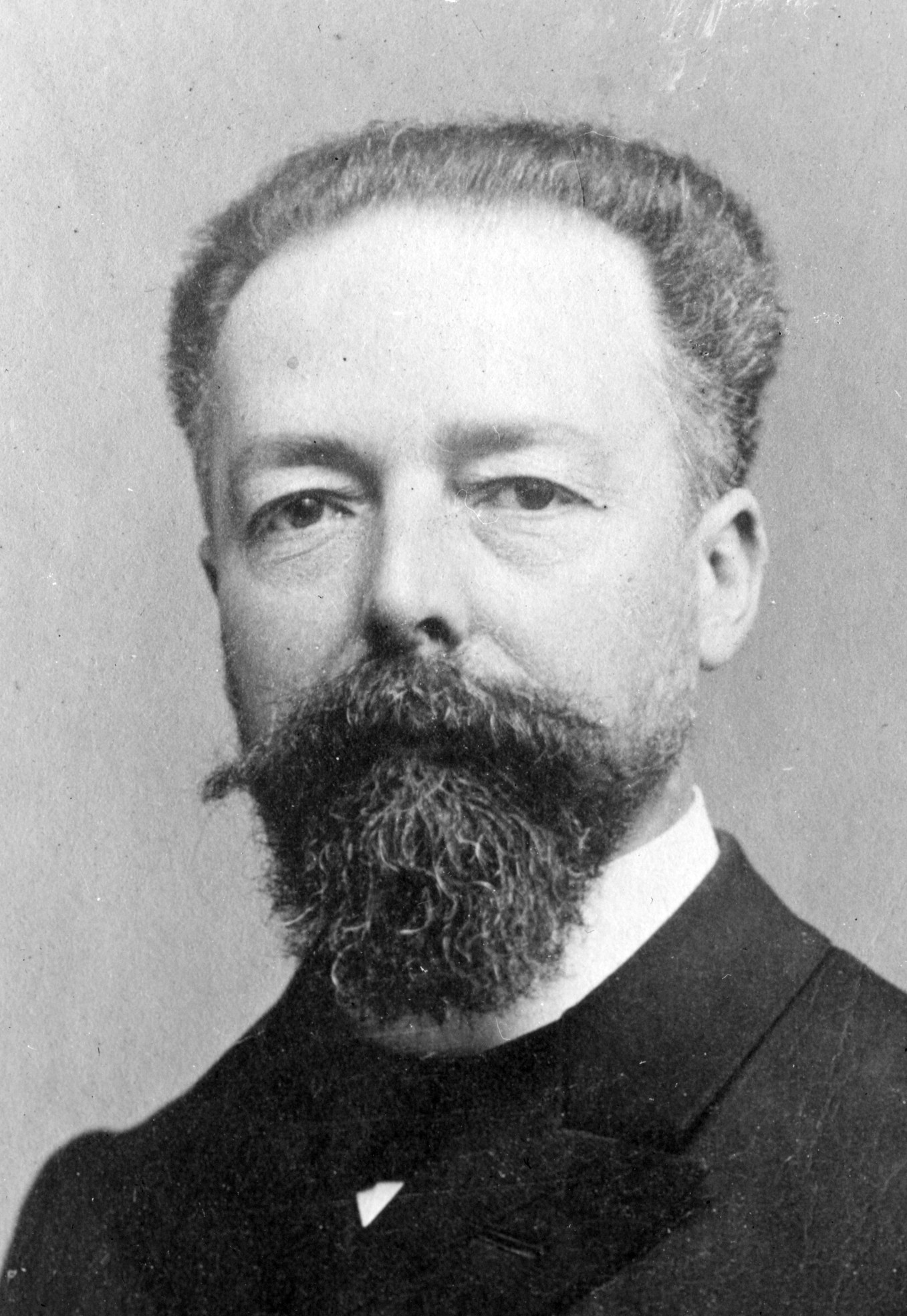
Paul Doumer
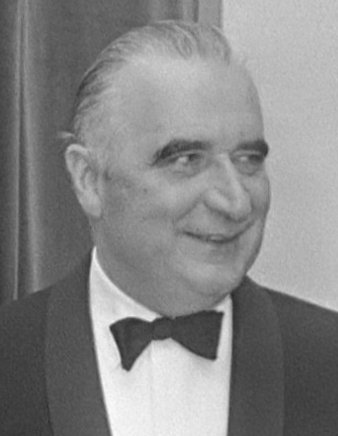
Georges Pompidou
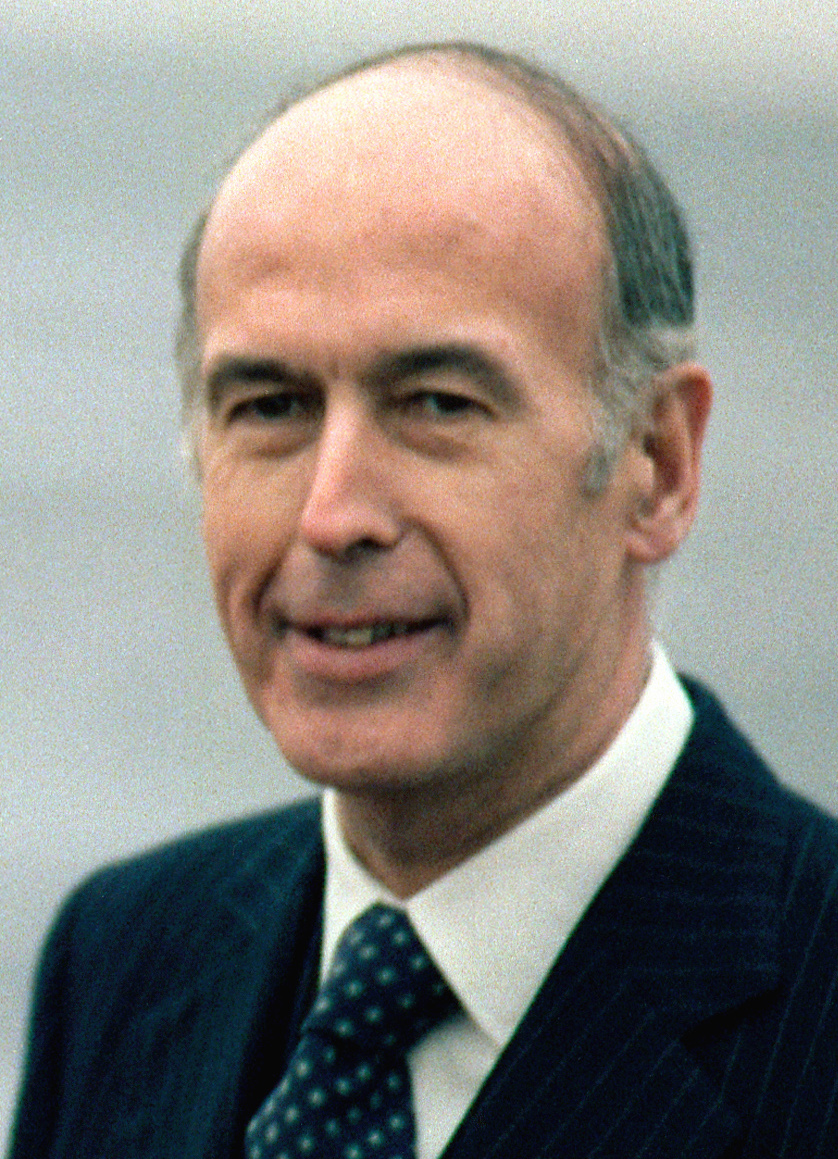
Valéry Giscard d’Estaing

### Emploi et logement
L'Auvergne connaissait en 2016 un des taux d'emploi les plus élevés de France (91,1 % contre 89,8 % en moyenne nationale). Ce score est à la fois dû à la présence d'industries dynamiques mais aussi à une forte propension de la jeunesse à chercher du travail dans les régions voisines.
En 2018, les quatre départements auvergnats comptaient environ 533 182 emplois. L'emploi public et l'agriculture sont très représentés ainsi que les activités industrielles (26 % du total contre 18 % en France). Le secteur tertiaire, très varié dans sa composition, représente 64 % du total. Cette proportion est inférieure à la moyenne nationale et les activités scientifiques, techniques et de service aux entreprises y sont insuffisamment développées.
Les cinq principaux employeurs se concentrent sur l'agglomération clermontoise : Michelin, le CHU de Clermont-Ferrand, Limagrain, le conseil départemental du Puy-de-Dôme et la ville de Clermont-Ferrand.

### Sports

#### Rugby

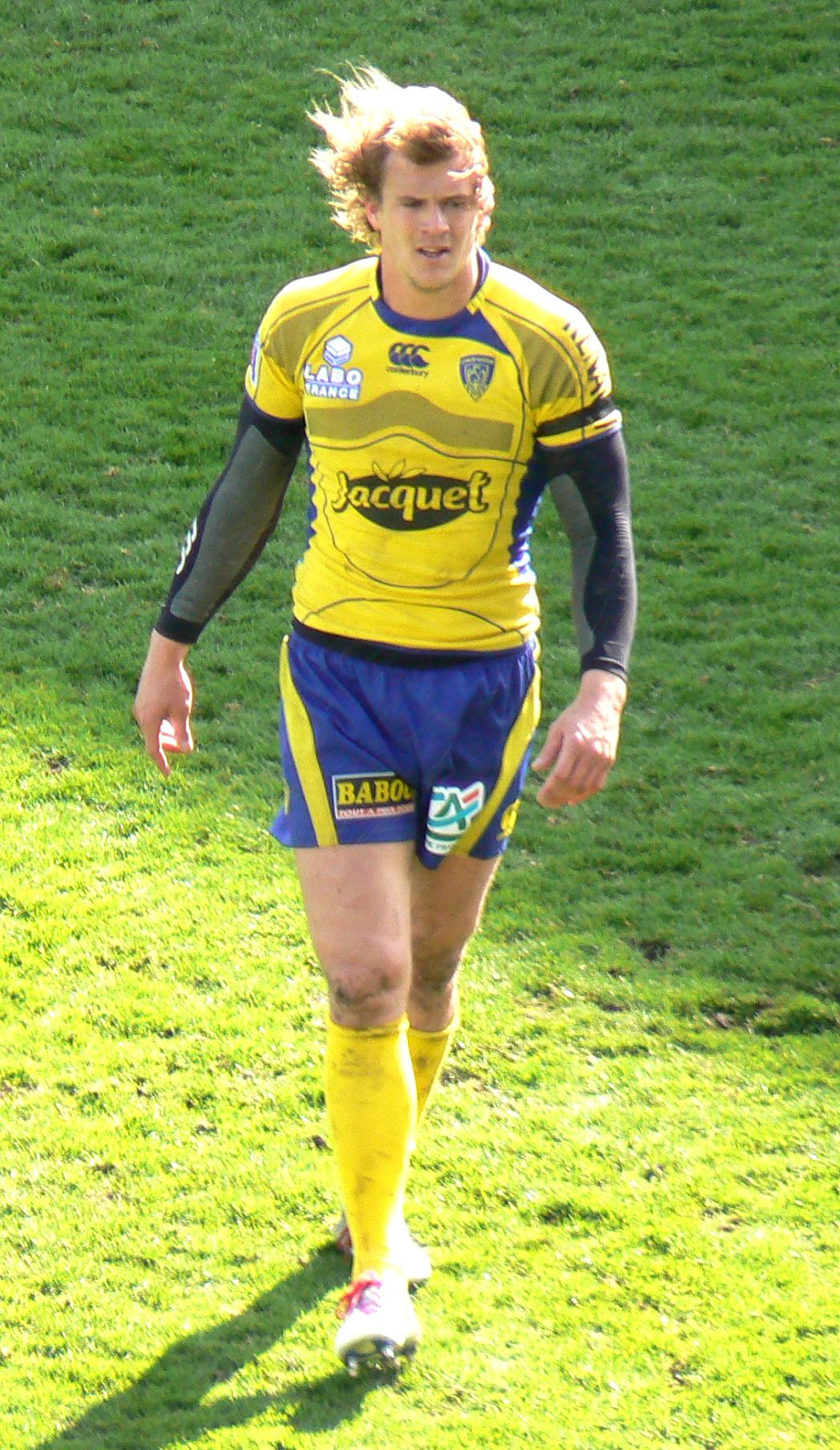
Aurélien Rougerie, capitaine emblématique de l'ASM Clermont Auvergne

L'Auvergne est une terre de prédilection pour le rugby:
- Le club de rugby à XV phare de la région est l'ASM Clermont Auvergne. Il a été créé en 1911 par Marcel Michelin et dès la saison 1925 il a accédé à l'élite pour ne plus la quitter[76]. Il a atteint la finale du championnat 14 fois entre 1936 et 2019 mais n'a rapporté chez lui que deux fois le bouclier de Brennus, en 2010 et en 2017. Il a également remporté le Challenge européen à trois reprises en 1999, 2007 et 2019. Le club suscite un véritable engouement dans la région. Sur la saison 2012-2013, le Stade Marcel-Michelin (18 030 places) a connu un taux de remplissage de 96 % et les supporteurs clermontois, plusieurs fois élus « Meilleur public de France », sont souvent considérés comme un des publics les plus fervents et accueillants d'Europe.
- Le Stade aurillacois a été fondé le 25 août 1904. L'équipe est montée en Honneur en 1932 puis en Excellence en 1933. Elle évolue ensuite en division 1 jusqu’en 1987. Au cours de la saison 2015-2016, le Stade aurillacois a remporté la demi-finale d'accession au Top 14[77].

#### Football
Le Clermont Foot 63 est un club de football fondé en 1984 et basé à Clermont-Ferrand. Il a été créé sous le nom de Clermont Football Club par la fusion de deux clubs de la ville, le Stade clermontois et l'Association sportive montferrandaise. Après avoir connu de graves difficultés en 1990, le club est reparti sous le nom de Clermont Foot et a accédé à la Ligue 2 en 2003 puis à la Ligue 1 en 2021. C'est le premier club auvergnat à évoluer à ce niveau. Il dispute ses matchs à domicile au stade Gabriel-Montpied. Ce succès fait de Clermont-Ferrand une des rares villes françaises à posséder à la fois une équipe de football évoluant en Ligue 1 et une équipe de rugby dans le Top14,.

#### Athlétisme
Le club d'athlétisme Clermont Athlétisme Auvergne est lui aussi très dynamique. Créé en 2002 il comptait cinq sections locales et 2 769 licenciés en 2015. Il a toujours figuré dans le top 5 du classement des clubs FFA et a terminé premier en 2015 au palmarès FFA national mixte. Plusieurs de ses membres sont des champions de classe mondiale comme le perchiste Renaud Lavillenie et le coureur de haies Garfield Darien.

### Médias

#### Presse écrite
Le journal clermontois La Montagne a été créé en 1919. Il est devenu le grand quotidien régional du Massif Central à partir des années 1960. En 1972, le journal donnera naissance au groupe de presse Centre-France. Celui-ci a pris progressivement des parts majoritaires dans de nombreux quotidiens régionaux. En 2017, il couvre non seulement les quatre départements auvergnats et les trois départements limousins mais aussi cinq des six départements du Centre-Val de Loire ainsi que les départements de la Nièvre et de la Loire. Au total il distribue plus de 400 000 exemplaires par jour et réalise une audience de plus de 1,3 million de lecteurs par jour.

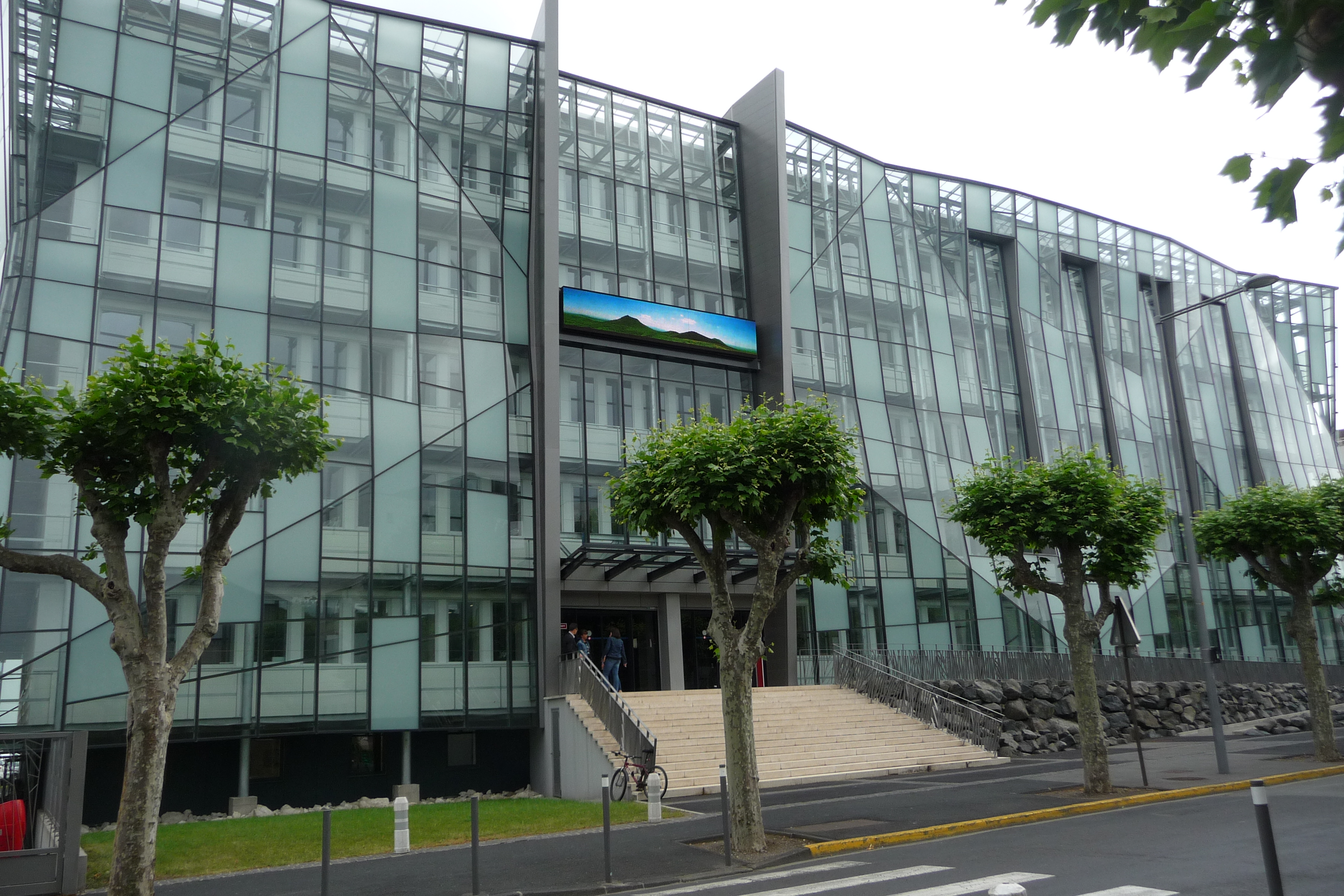
Le journal La Montagne, groupe Centre France, à Clermont-Ferrand.

#### Radio
En 1945 l'État crée la station régionale « Radio Clermont-Auvergne ». Celle-ci est devenu après différentes évolutions la station France Bleu Pays d'Auvergne. Elle couvre la totalité des départements de l'Allier, du Cantal et du Puy-de-Dôme ainsi que l'ouest du département de la Haute-Loire. C'est une des stations les plus écoutées dans la région de Clermont-Ferrand. Logos FM est une station musicale et culturelle régionale qui est née à Vichy puis s'est installé à Chamalières. Elle couvre aujourd'hui un bassin d'un million d'habitants. RVA est une radio créée au milieu des années 1980, elle diffuse un programme généraliste sur une grande partie des quatre départements régionaux.
Dans le sud de l'Auvergne, Jordanne FM est une radio associative d'Aurillac qui s'est développée et est devenu une station régionale diffusant sur le Cantal, le Lot, l'Aveyron et la Corrèze. Aucune radio commerciale auvergnate n'a su imposer un réseau sur la totalité de la région. C'est une radio Aveyronnaise, Radio Totem, qui a réussi à développer un réseau qui couvre une grande partie du Sud de l'Auvergne après avoir établi un bureau à Aurillac. Celui-ci produit un programme spécifique pour la région.

#### Télévision
France 3 Auvergne est une des vingt-quatre antennes de la chaîne France 3 du groupe France Télévisions. Elle a été créée en 1964 à son emplacement actuel, au château Saint-Victor à Chamalières. Elle dispose de bureaux dans l'Allier (à Moulins), le Cantal (à Aurillac) et la Haute-Loire (au Puy-en-Velay). Elle produit quotidiennement des journaux régionaux et des journaux locaux pour l'agglomération clermontoise ainsi que des magazines sportifs, économiques et politiques.

### Recherche et enseignement

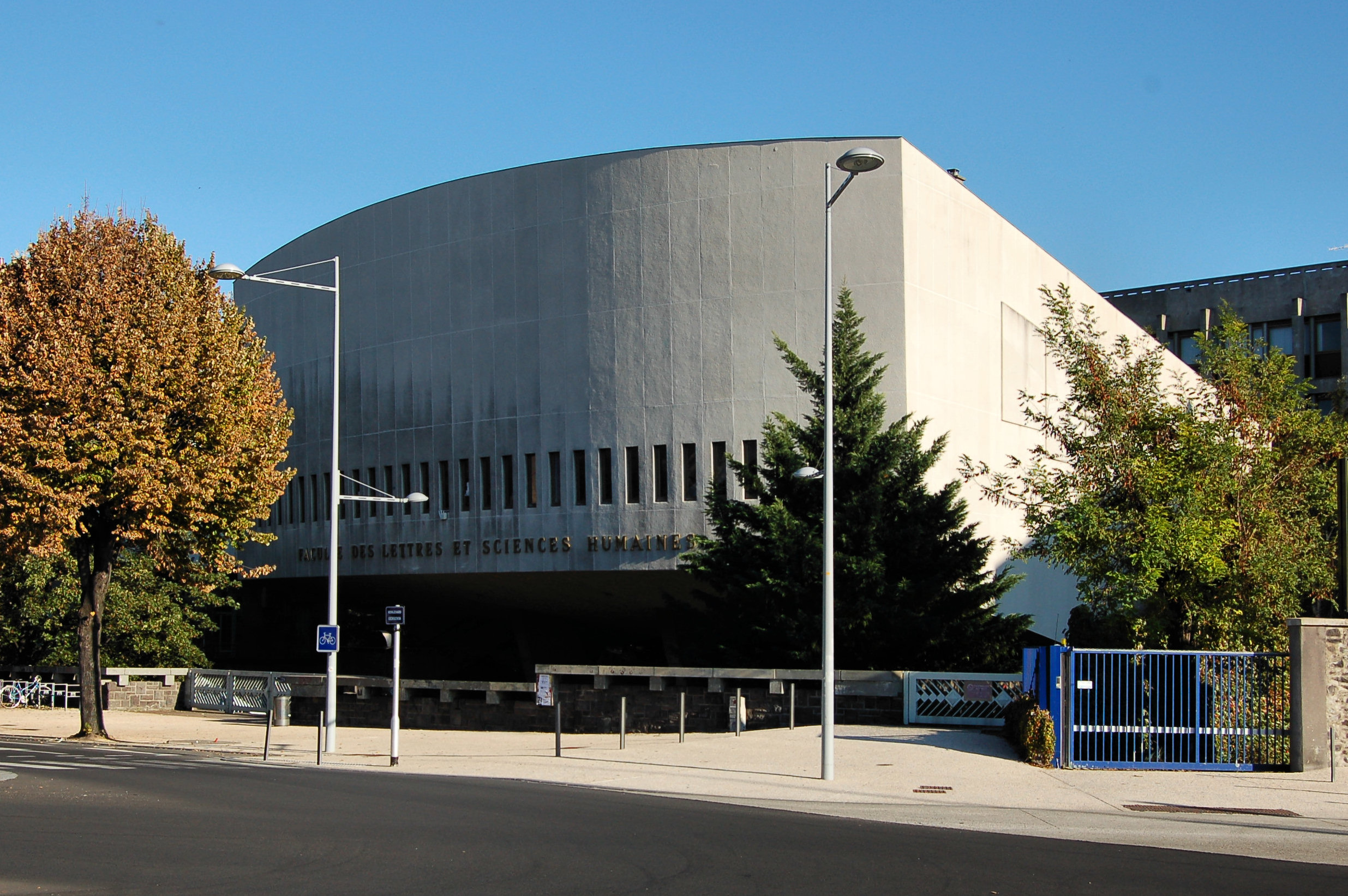
Faculté de lettres et sciences humaines de Clermont-Ferrand.

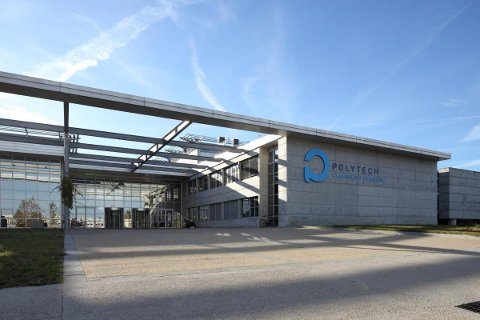
Polytech Clermont

À la rentrée 2014, les collèges et lycées des quatre départements accueillaient plus de 105 500 élèves et les établissements de l'enseignement supérieur près de 45 000 étudiants, dont plus de 32.000 dans l'Université Clermont-Auvergne. Cette dernière a obtenu la marque d'excellence « Label I-Site » en 2017. L'apprentissage a concerné plus de 9 000 jeunes. Les jeunes auvergnats présentent un taux de scolarisation plus élevé que la moyenne nationale aussi bien dans le secondaire que dans le supérieur. Leurs résultats aux examens sont plus favorables (89 % de réussite à l'ensemble des Bac contre 87 %, 85 % contre 84 % au CAP). Les jeunes sans diplôme et ne poursuivant pas leurs études sont moins nombreux que dans le reste du pays (10 % contre 12 %).
L'Auvergne est également l'un des premiers pôles de recherche en France. En plus de ses 45 000 étudiants elle n'accueillait pas moins de 6 000 chercheurs en 2011, dans les domaines de la chimie, des pneumatiques, de l'acier, des sciences médicales et pharmaceutiques, dans la recherche agronomique, dans les biotechnologies, la sismologie, la météorologie. Elle compte aujourd'hui quatre EPST (INRA, CNRS, Inserm, IRSTEA), le BRGM, deux pôles de compétitivité dynamiques (Céréales Vallée et ViaMéca), elle participe au Cancéropôle CLARA et au pôle de compétitivité Elastopôle.
Six grandes écoles d'ingénieurs sont reconnues internationalement : l'ISIMA (Institut supérieur d'informatique, de modélisation et de leurs applications), Polytech-Clermont (Institut des sciences de l'ingénieur), SIGMA Clermont (mécanique et chimie), l'ESC Clermont (École supérieure de commerce de Clermont-Ferrand), Agro Paris Tech ENGREF (École Nationale du Génie Rural des Eaux et des Forêts), VetAgro Sup (Institut d'enseignement supérieur et de recherche en alimentation, santé animale, sciences agronomiques et de l'environnement).

## Économie
Malgré son faible marché local la région a développé de nombreux champions nationaux et internationaux tournés vers l'exportation tels que Michelin, Limagrain (semences), Aubert et Duval (aéronautique), MSD-Chibret (pharmacie), Bigard (entreprise) & SOCOPA (viande), Centre-France-La Montagne (presse quotidienne régionale), Volvic-groupe Danone (eau minérale). La plupart de ces champions exportent plus de 75 % de leur production dans le monde entier. L'Auvergne compte aussi de nombreuses PME dynamiques qui bénéficient d'un réseau de formation supérieure de qualité centré sur la capitale régionale. Clermont-Ferrand comptait six grandes écoles et 45 000 étudiants en 2015, ses deux universités ont été réunies en une seule en 2017. Le thermalisme et le tourisme offrent une ressource non négligeable à la région.

### Industrie

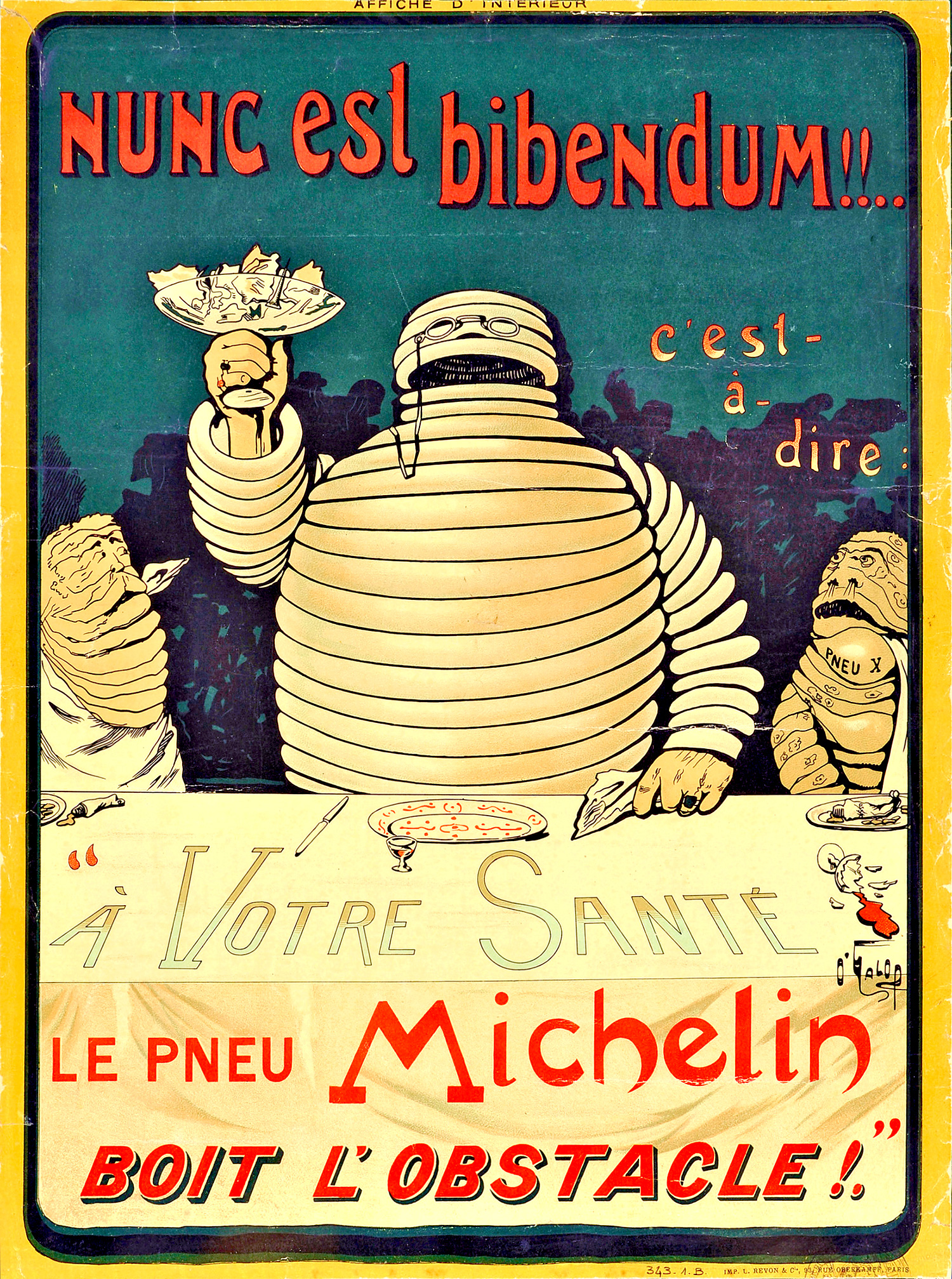
Affiche Michelin de 1898.

L'Auvergne est une région relativement industrielle, puisque la part de l'industrie dans la population active en 2015 s'élevait à 18 % (80 000 emplois) contre 13 % pour la moyenne nationale. Toutefois, de 2005 à 2015, l'industrie auvergnate a perdu un cinquième de ses emplois,. Le tissu industriel est diversifié : pneumatiques (Michelin), élastomères (Trelleborg Industrie), industries métallurgiques (Aubert et Duval, Constellium), mécaniques (Valeo), pharmaceutiques (MSD-Chibret, Thea), Câbleries (Groupe Omerin)… Il s'appuie aussi sur des traditions industrielles anciennes (coutellerie à Thiers, métallurgie à Issoire, dentellerie au Puy, parapluies à Aurillac).

#### Pneumatiques et caoutchouc
La principale industrie auvergnate est celle du pneumatique. Michelin était la première entreprise mondiale du secteur en 2021,, elle est implantée dans 195 pays. L'entreprise a gardé son siège social et son centre directeur à Clermont-Ferrand, c'est un cas unique en France car la quasi-totalité des autres entreprises du CAC40 a son siège à Paris ou en région parisienne. Aujourd'hui encore l'entreprise emploie 14 000 personnes à Clermont-Ferrand notamment dans les services administratifs ou dans la R&D. Au nord de la ville, le centre de recherche de Ladoux reste le plus important du groupe au niveau mondial (2 500 salariés). L'entreprise concurrente Dunlop est installée à Montluçon.

#### Pharmacie
En 2016 l'Auvergne se situait au 4e rang national pour son industrie pharmaceutique. Le secteur représentait 1,8 milliard d’euros de chiffre d’affaires et faisait vivre 3 600 salariés. Trois sites majeurs sont installés près de Clermont-Ferrand. À Vertolaye le site de Sanofi produit des corticostéroïdes. À Riom MSD Chibret produit des médicaments ophtalmologiques, antibiotiques et antiparasitaires. Thea, également spécialisée dans l'ophtalmologie, est le premier groupe européen indépendant dans ce domaine et possède des filiales dans vingt pays d'Europe. Le Groupement des Industries du Médicament de la Région Auvergne (Gimra) réunit 37 entreprises comme Quantel Medical (équipement laser et à ultrasons) ou TVM (ophtalmologie vétérinaire).

#### Métallurgie et travail des métaux

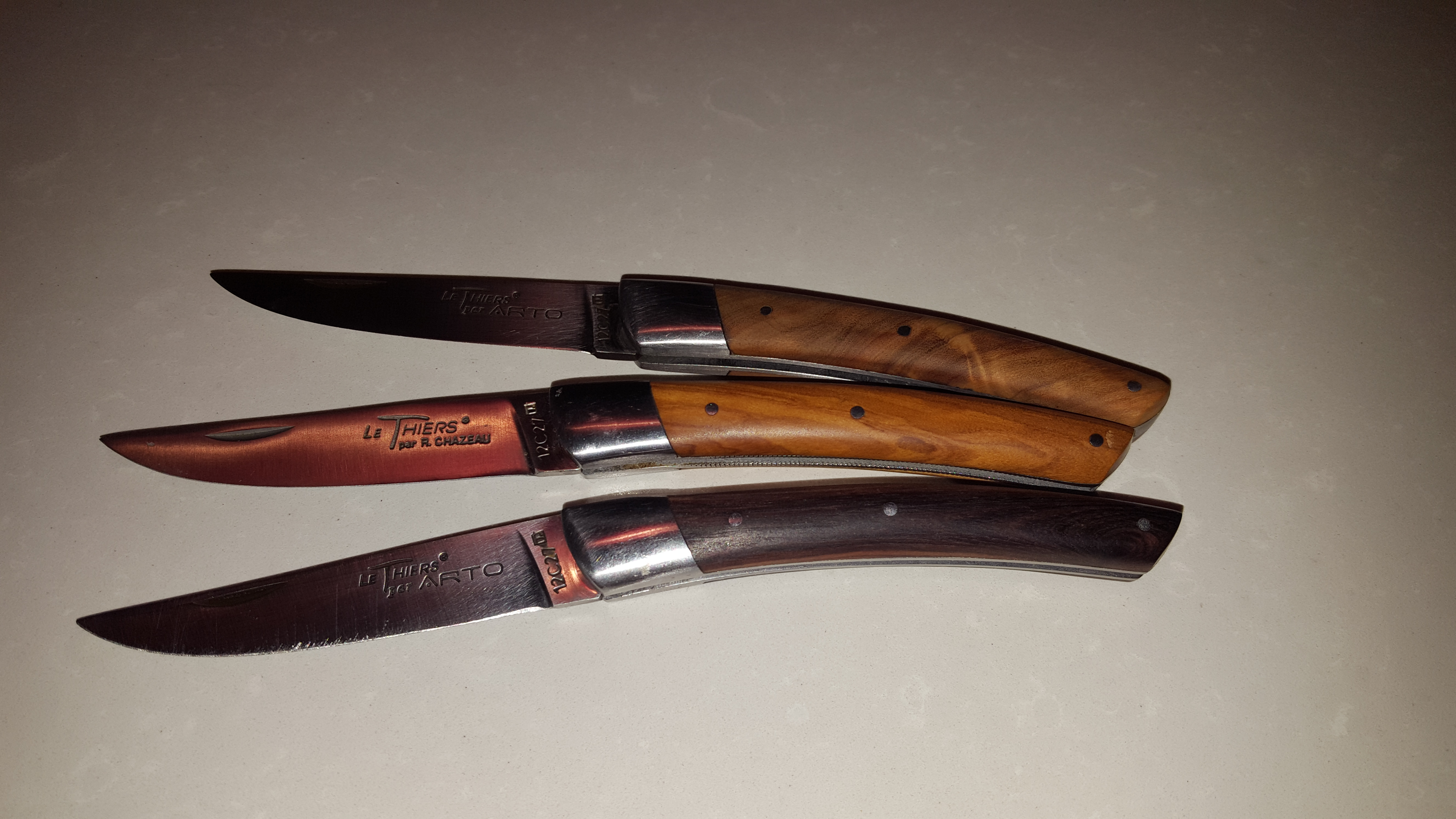
Couteaux « Le Thiers », uniquement fabriqués à Thiers.

En 2003 le secteur de la métallurgie et des équipements mécaniques en Auvergne représentait 23 000 salariés soit 23 % des salariés industriels. L'activité liée aux métaux se concentre dans les environs de Thiers, Issoire et Dompierre-sur-Besbre.
À Thiers, la coutellerie est une activité multiséculaire et fournit encore 80 % de la production nationale. De nombreuses PME y exercent leurs activités principalement dans le décolletage. Aujourd'hui, la ville est reconnue comme étant la capitale française de la coutellerie et représente un important bassin coutelier au niveau mondial. Aubert et Duval (aciers spéciaux) exploite la plus puissante presse hydraulique du monde occidental avec 65 000 tonnes de puissance installée en 1974 à Issoire et une aciérie électrique aux Ancizes. Toujours à Issoire, Constellium produit des pièces d'aluminium pour l'industrie aéronautique et Issoire Aviation produit également des pièces pour l'aéronautique et des avions légers. L’équipementier Valeo produit des accessoires pour automobiles et PSA Peugeot Citroën exploite à Dompierre-sur-Besbre une fonderie où l'on fabrique des pièces de freinage. À Ambert, le Groupe Omerin est devenu un chef de file mondial dans le secteur des câbles électriques, gaines tressées et éléments flexibles spéciaux, il est devenu le 1er fabricant mondial de fils et câbles isolés en silicone et le 1er tresseur européen de fil de verre.

### Agriculture et secteur agro-alimentaire

Au XIXe siècle selon Rosa Bonheur
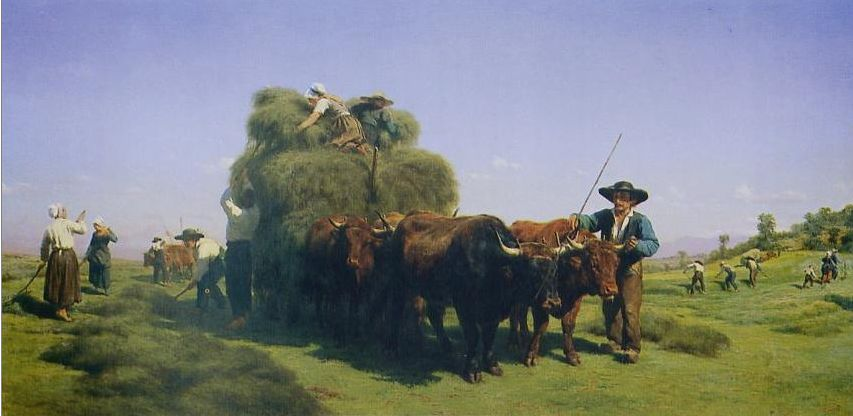
La Fenaison (Auvergne), 1855 Château de Fontainebleau
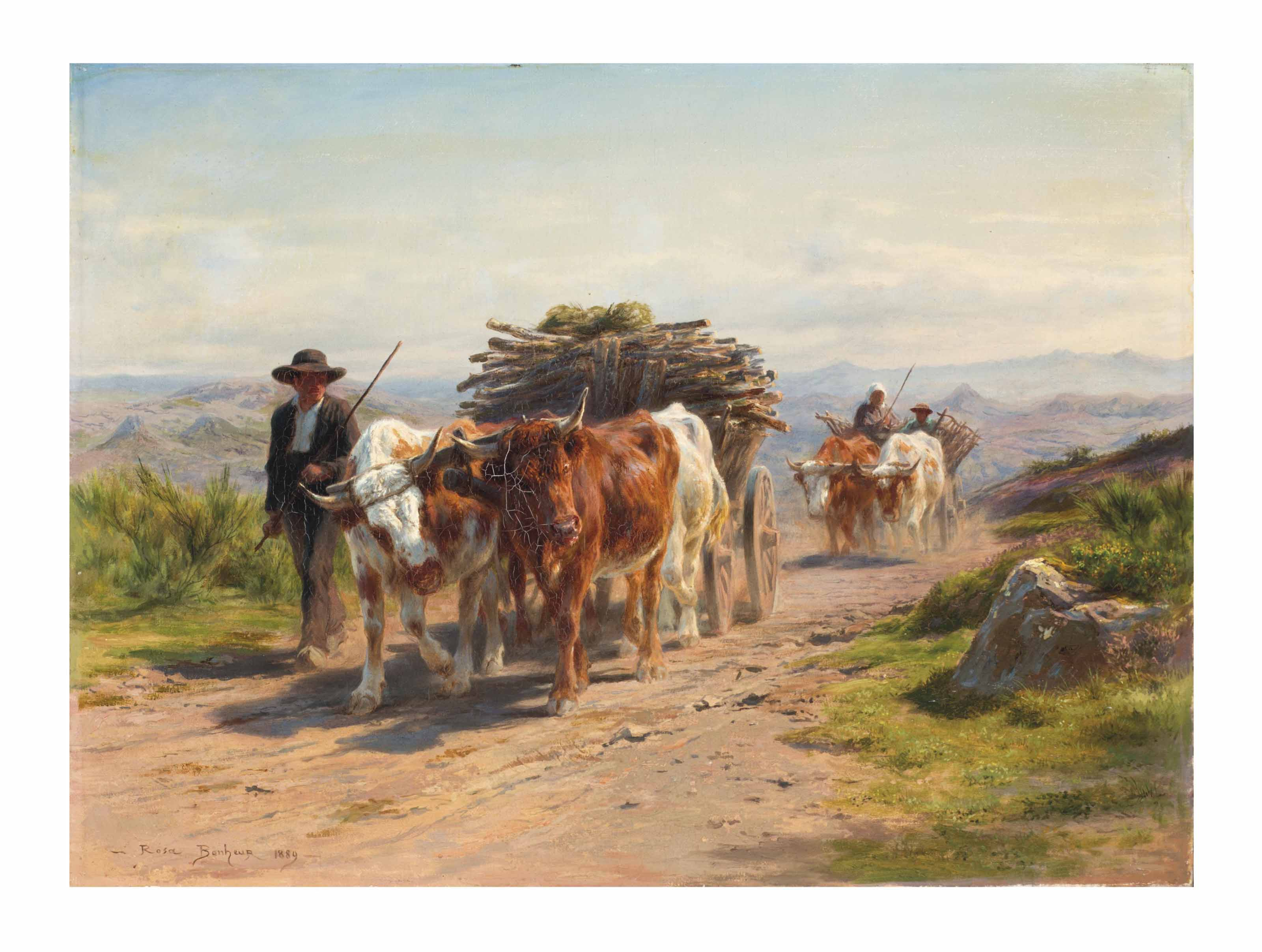
Charrette attelée de vaches, et bouvier, en Auvergne, 1889 Collection privée, Vente 2016

Avec 26 200 emplois en 2015, l'agriculture représentait 5 % des emplois régionaux (le double de la moyenne nationale : 3,1 %). En moyenne, La valeur de l’ensemble des productions agricoles approchait 2 milliards d’euros. La production de viande bovine arrive largement en tête (41 % de la production agricole auvergnate). En 2010, l’agriculture occupait plus d’1,5 million d’hectares en surface agricole utilisée, soit 57,3 % du territoire régional. Le reste du territoire est occupé par des surfaces boisées (742 000 ha) et par des friches (342 000 ha).
L'agroalimentaire est forte et a développé quatre filières d'excellence : la filière céréales qui s'appuie sur les productions de la Limagne, la filière viande avec des productions bovines reconnues (races Salers) mais aussi ovines, porcines et aviaires, la filière lait (cinq AOP fromagères) qui compte 9 000 producteurs de lait et la filière boissons (109 sources d'eaux minérales et numéro 1 en Europe avec six marques nationales ou internationales),. La sylviculture, la production de miels, de confitures et de fruits confits sont des activités anciennes mais toujours présentes.

#### Filière céréales

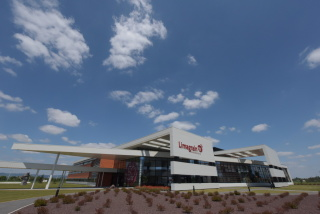
Siège de Limagrain (semences).

Dans les Limagnes on pratique les grandes cultures : céréales (blé, orge, maïs), oléagineux (colza, tournesol) et betteraves sucrières. Au total 270 000 hectares sont consacrés à la production céréalières et c'est à Clermont-Ferrand que se situait l'usine française de transformation de betteraves la plus méridionale. L’entreprise Limagrain est devenue le quatrième plus grand semencier mondial. Elle a établi son siège social à Saint-Bauzire, près de Clermont-Ferrand. Cette société dispose d'un réseau de recherche composé de 50 stations de sélection, sept laboratoires de biotechnologie et trois laboratoires de recherche sur les ingrédients. Elle investit plus de 14,6 % de son chiffre d'affaires en recherche et développement (60 millions d'euros) et emploie quelque 2 000 chercheurs, ce qui en fait, avec l'INRA et Michelin, l'un des principaux pôles de recherche de la région. Jacquet (leader français de la boulangerie industrielle) et Domagri (filiale de Limagrain) disposent d’installations ultra-modernes pour le travail du grain. Parallèlement à la production de céréales et à l'activité de meunerie, une industrie tournée vers l’alimentation animale se développe (Alivert, Jambon SA, Pet Food Plus, Thivat Nutrition Animale). Dans la Haute-Loire, la culture de la lentille verte du Puy est localisée sur les plateaux du Devès. C'est le premier légume à avoir obtenu une AOC. Dans le Cantal, la culture de la lentille blonde a été relancée sur la Planèze de Saint-Flour.

#### Filière boissons

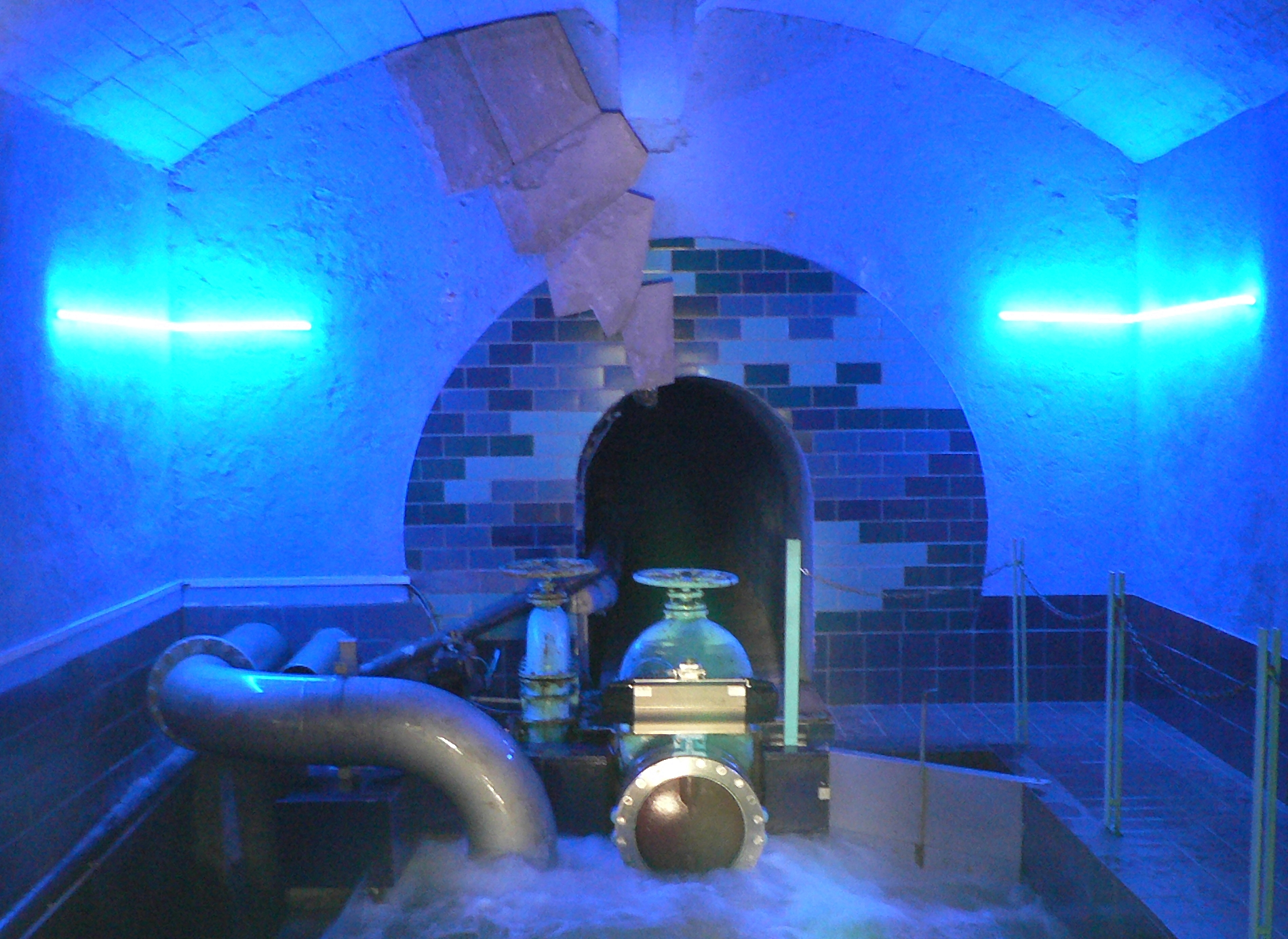
Les sources de Volvic.

L'Auvergne bénéficie de nombreuses sources d'eau minérale naturelle plate ou naturellement gazeuse, dont plusieurs sont commercialisées (Vichy Célestins et Vichy Saint-Yorre, Châteldon, Rozana, etc.). La plus connue, l'eau de Volvic, n'a jamais été utilisée en thermalisme. Très faiblement minéralisée, elle est classée eau de source aux États-Unis.Le secteur des eaux minérales est particulièrement bien représenté avec Volvic, mais aussi le Groupe Alma (Saint-Yorre, Vichy Célestins, Chateldon et Rozana), Sainte-Marguerite, Châteauneuf, Saint-Diéry, Saint-Géron, Arvie, SMDA (Mont-Dore), Aquamark (Laqueuille), etc. La société Audebert Boissons produit des colas et d'autres sodas vendus sous la marque « Auvergnat ». À Aurillac, la Distillerie Couderc produit les liqueurs de gentiane et différentes crèmes de fruits.

#### Filière viande

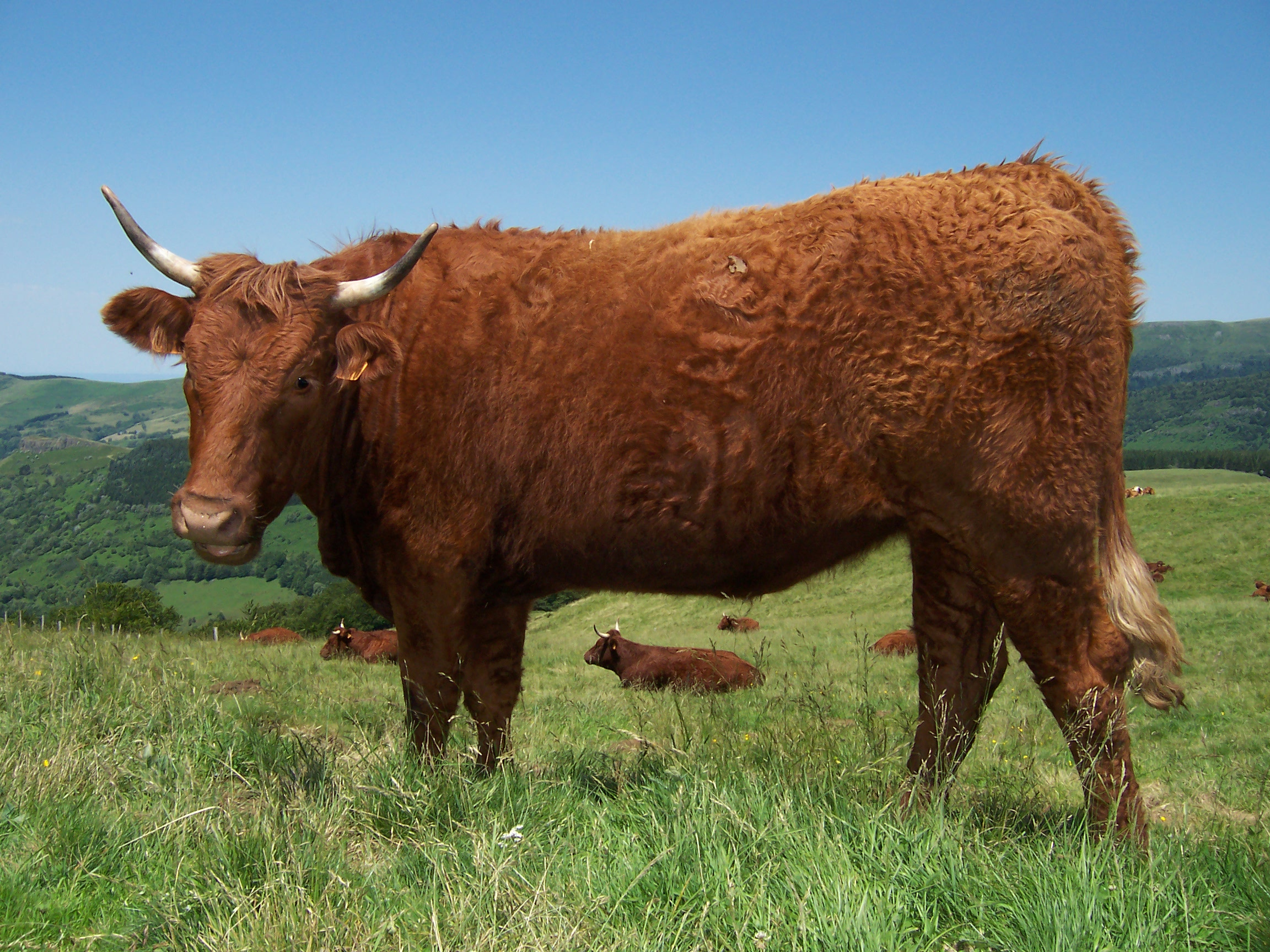
Vache de race salers.

Dans sa partie montagneuse, l'Auvergne est une région d'élevage extensif orientée vers la production de lait et de viande. C'est le berceau de la race bovine salers et dans une moindre mesure de la race aubrac (Cantal). On y élève aussi beaucoup la charolaise. La ferrandaise est une race locale ancienne qui se développe à nouveau.
Essentiellement orientée vers la viande de boucherie, l’industrie des viandes s’appuie également sur l’élevage de volailles (dix labels rouges), l'élevage porcin (appellation « Porc d'Auvergne ») et les salaisons. La production de viande bovine est bien représentée dans l'Allier, ainsi que dans les Combrailles qui s'est spécialisé ces dernières décennies dans la production de broutards de race charolaise destinés à l'exportation. Dans l'est de la Haute-Loire le Fin gras du Mézenc est une AOC de viande bouchère produite avec des animaux engraissés avec le foin des prairies d'altitude. L'Auvergne organise chaque année en octobre le « Sommet de l'Élevage » à Cournon-d'Auvergne, première manifestation de ce type en Europe.
Les quatre plus grands groupes industriels du secteur sont Arrivé Auvergne, Socopa, Doux et Celvia.

#### Filière lait

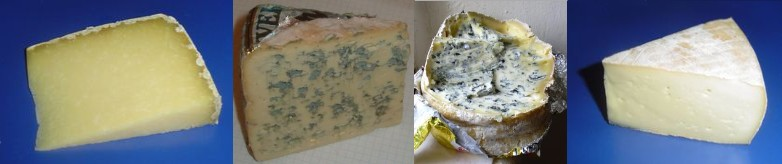
4 fromages d'Auvergne : Cantal, Bleu d'Auvergne, Fourme d'Ambert et Saint-nectaire.

L'Auvergne est une région importante pour la production de fromages. En 2011 elle produisait le quart de la production française de fromages AOP avec 50 000 tonnes. Cinq appellations agricoles fromagères bénéficient de la protection AOP : Bleu d'Auvergne, Cantal (en trois affinages : jeune, entre-deux, vieux), Fourme d'Ambert, Salers, Saint-nectaire. La production est riche et variée : le gaperon, le chèvreton du Forez, le murol, le pavin, le crottin d'Ambert, la fourme de Saint-Anthème ou le chapelou sont des produits appréciés. Les plus grandes entreprises françaises sont implantées dans la région : Sodiaal (Candia), Savencia Fromage & Dairy, Lactalis, Les Fromageries Occitanes, Société laitière des volcans d'Auvergne et d'importantes PME régionales se sont développées : Dishamp, Walchli, Garmy…

#### Sylviculture
En 2014, le secteur Bois auvergnat employait environ 12 000 personnes réparties sur environ 4 000 entreprises et comptait 7 550 salariés (7 % en exploitation forestière, 13 % en 1re transformation, 74 % en 2e transformation et 6 % en négoce).
Dans le nord de l'Allier, la forêt de Tronçais (10 400 ha) est aussi une curiosité touristique. Cette haute futaie de chênes est une des plus grandes d'Europe, elle a été créée à l'époque de Colbert pour les besoins de la marine. Elle produit un bois de très haute qualité qui est utilisé par exemple pour la fabrication des tonneaux des grands crus.

### Thermalisme

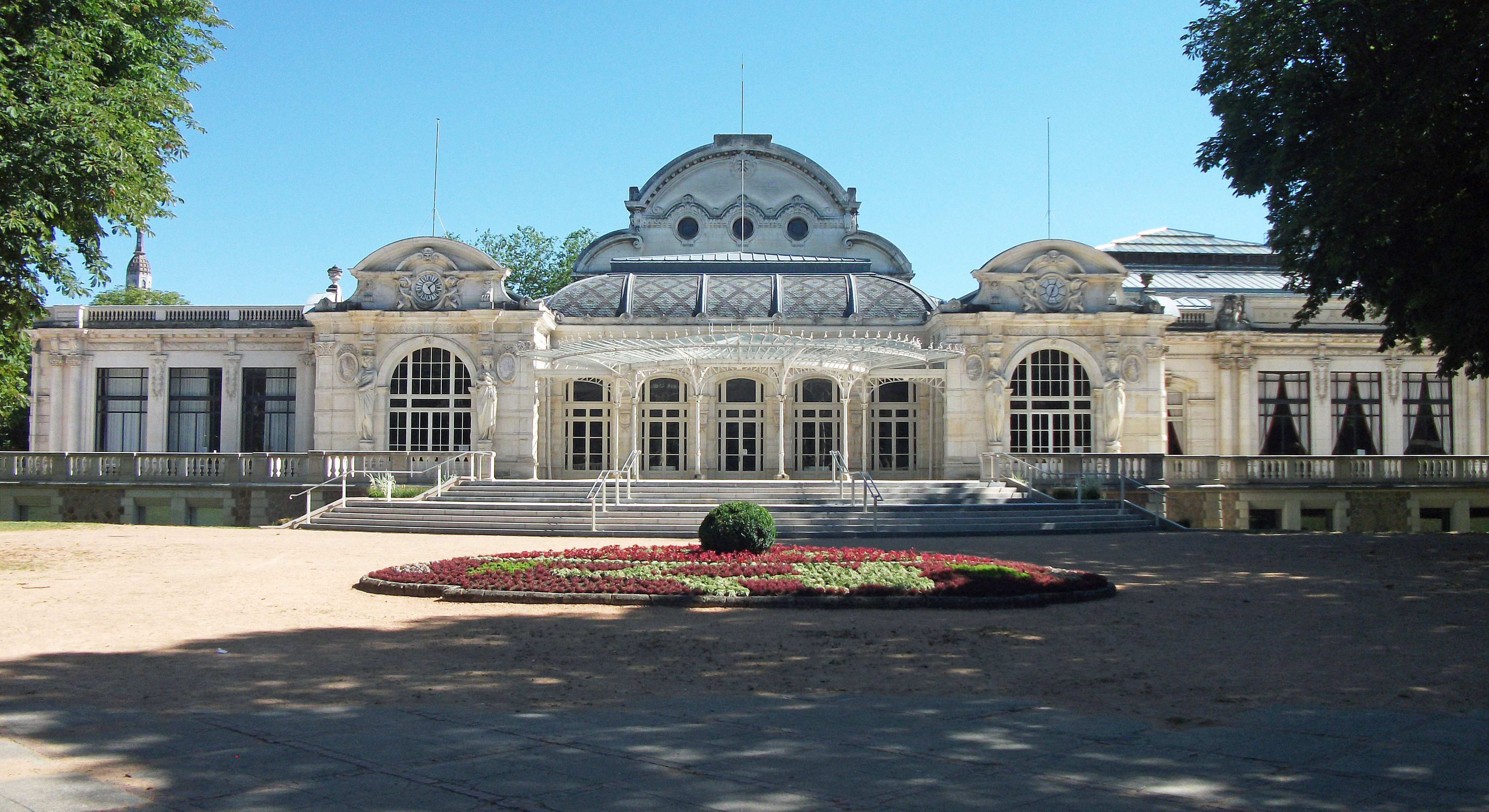
Opéra de Vichy.

L'Auvergne a aussi développé un pôle de santé et de loisirs fort avec les stations thermales de Vichy, du Mont-Dore, de Châtel-Guyon, entre autres. Elle compte dix stations thermales :
- Bourbon-l'Archambault ;
- La Bourboule ;
- Châteauneuf-les-Bains ;
- Châtel-Guyon ;
- Chaudes-Aigues ;
- Mont-Dore ;
- Néris-les-Bains ;
- Royat-Chamalières ;
- Saint-Nectaire ;
- Vichy.

L'association Thermauvergne inclut également deux stations immédiatement frontalières de l'Allier : Bourbon-Lancy, située dans le département de Saône-et-Loire, et Évaux-les-Bains, située dans le département de la Creuse (mais Saint-Nectaire ne fait pas partie de cette association). Vichy, sous l'impulsion de Napoléon III, est devenue à partir du milieu du XIXe siècle la « Reine des villes d'eaux ». La station thermale de La Bourboule dans le Puy-de-Dôme, créée en 1875 à la suite de la découverte des eaux thermales, fut un centre touristique d'importance, notamment autour de 1900, lorsque 10 000 curistes y venaient chaque année. La fréquentation est aujourd'hui bien plus faible.

### Tourisme

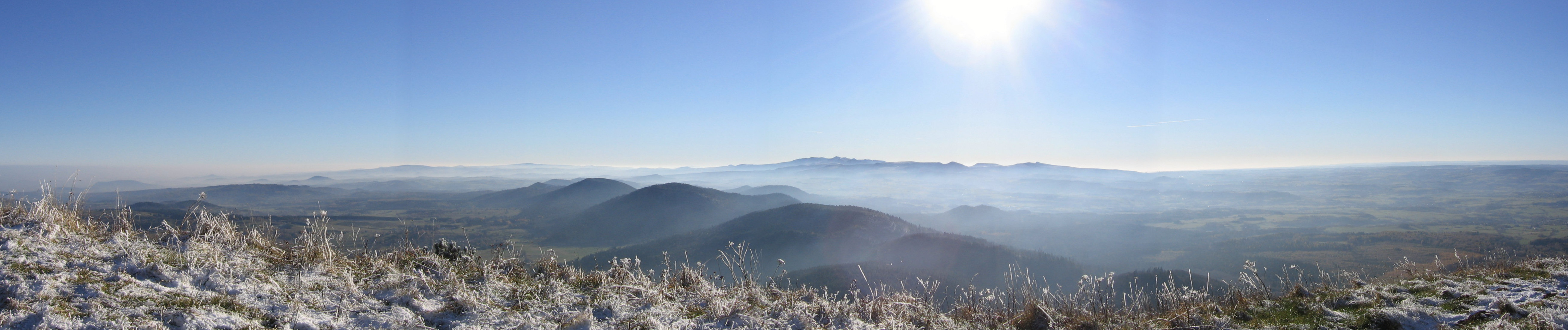
Panorama vers le sud depuis le Puy de Dôme.

En 2014 le chiffre d'affaires du tourisme auvergnat s'élevait à 2,5 milliards d'euros. On y a compté 34 millions de nuitées (dont 37 % sont des nuitées marchandes) pour 170 000 lits touristiques marchands (principalement en campings, hôtels et meublés de tourisme) et 410 000 lits en résidences secondaires.

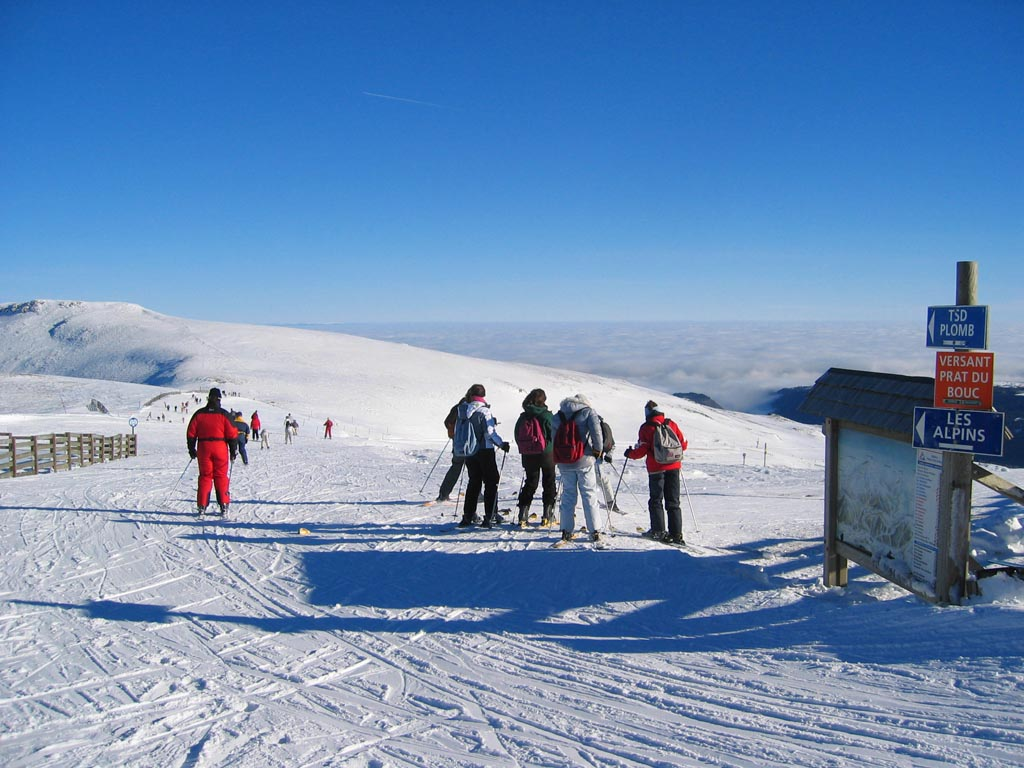
Téléphérique du Plomb du Cantal.

Chaque année, la région enregistre environ 10 à 11 millions de nuitées dans les hébergements marchands, 5 à 6 millions de nuitées en résidences secondaires, et 10 à 12 millions de nuitées réalisées chez des parents ou amis. D'après les travaux conduits par l'Observatoire régional du tourisme « SPOT Auvergne » cette clientèle touristique en séjour apporte annuellement entre 1,2 et 1,4 milliard d'euros dans l'économie régionale. La consommation touristique totale se situe entre 2,5 et 2,8 milliards d'euros et plus de 7 % du PIB régional.
L'Auvergne représente globalement entre 2,7 et 3 % de part de marché dans l'activité touristique nationale, en croissance régulière et totalise entre 12 000 et 25 000 emplois salariés liés au tourisme selon les mois, en raison de la forte saisonnalité. La clientèle néerlandaise représente 36 % de nuitées. 20 % de la clientèle française vient de l'ancienne région Rhône-Alpes et 18 % de l'Île-de-France. Trois sites majeurs accueillent un million de visiteurs chaque année

#### Tourisme vert

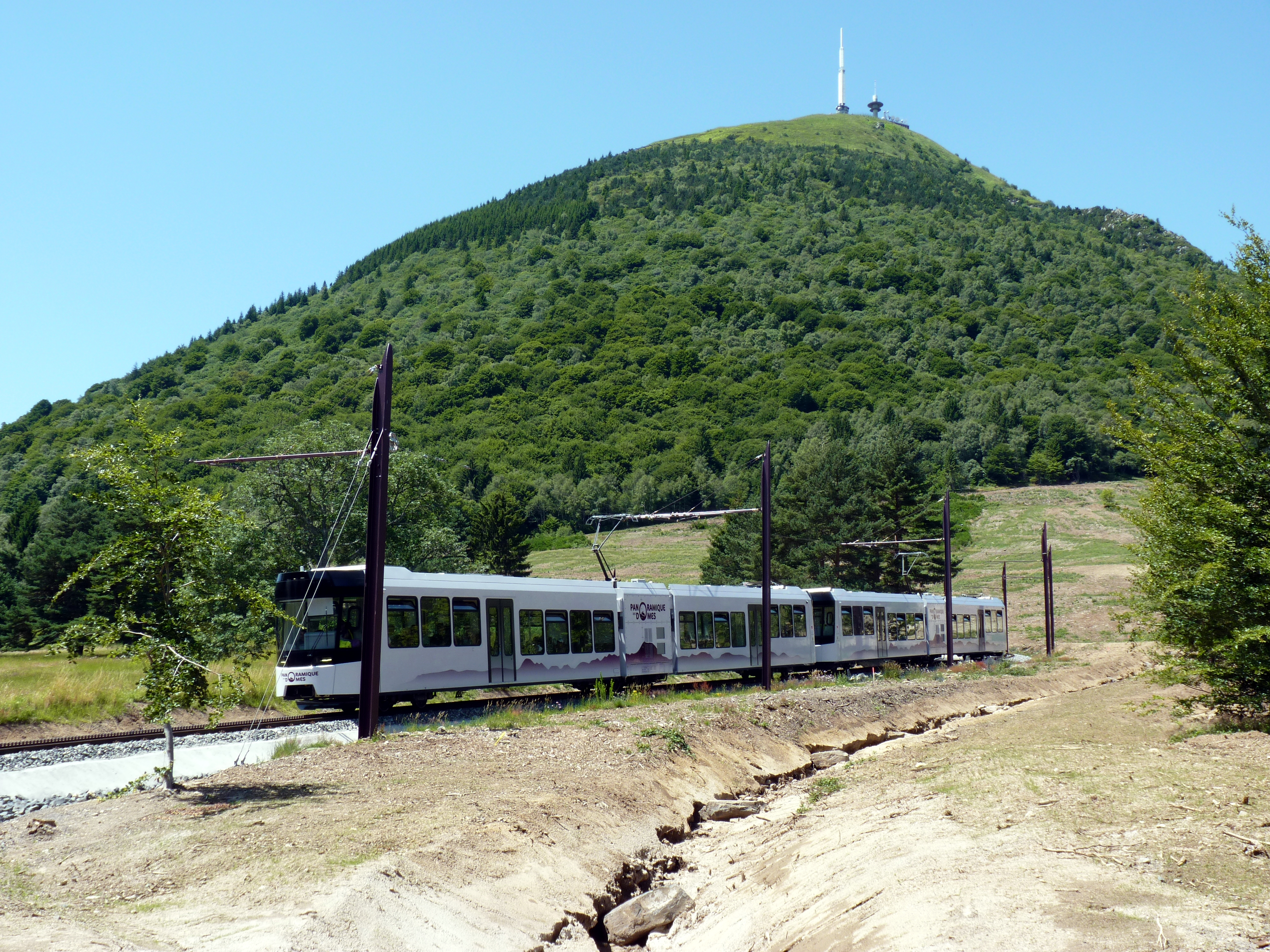
Le train Panoramique des Dômes.

Le tourisme vert est un point fort de la région. Elle compte deux parcs naturels régionaux, le parc naturel régional des Volcans d'Auvergne et le parc naturel régional Livradois-Forez, mais aussi 70 sites de baignade en plan d'eau ou rivière, douze bases de loisirs, cinq plages labellisées « Pavillon Bleu », seize sentiers de Grande Randonnée, quatorze itinéraires équestres, huit voies vertes et 4 000 km d'itinéraires VTT balisés. Des sites exceptionnels comme le puy Mary ou le Plomb du Cantal sont accessibles par téléphérique ou par la route. Le puy de Dôme est desservi par le train Panoramique des Dômes. De nombreux sentiers de randonnée pédestre, équestre, cycliste et VTT sillonnent l'ensemble des massifs. On peut aussi y pratiquer les sports aériens comme le parapente, le deltaplane, l'ULM, le saut à l'élastique, la chute-libre, le parachute ascensionnel, la pêche, la chasse, le golf, l'escalade et la via ferrata, les parcours dans les arbres, ainsi que le tourisme fluvial.
Depuis le 2 juillet 2018, le site de la Chaîne des Puys et de la Faille de Limagne sont classés sur la liste du patrimoine mondial de l'UNESCO,.
L'Auvergne possède également de nombreuses communes labellisées « Station Verte ».

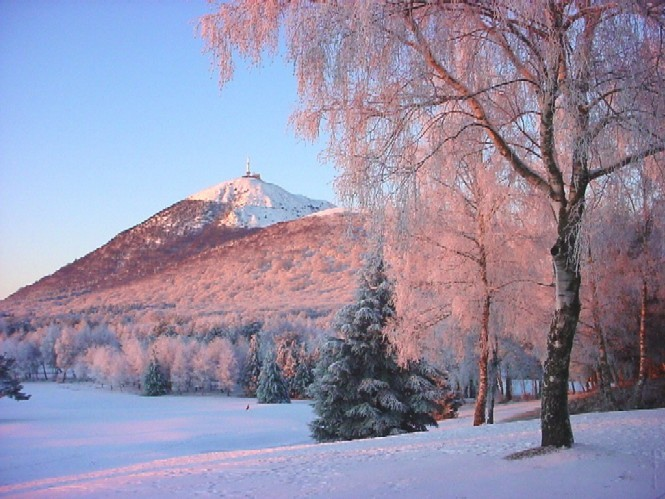
Le Golf des volcans et le Puy de Dôme en hiver.

La région compte huit routes historiques et touristiques :
- la route historique des châteaux d'Auvergne ;
- la route des forts villageois d'Auvergne ;
- la route des jardins du Massif Central ;
- la route des métiers en Livradois-Forez ;
- la route des villes d'eaux ;
- la route des fromages ;
- la route des églises peintes du Bourbonnais ;
- les chemins de Saint-Jacques.

Théodore Rousseau en Auvergne en 1830
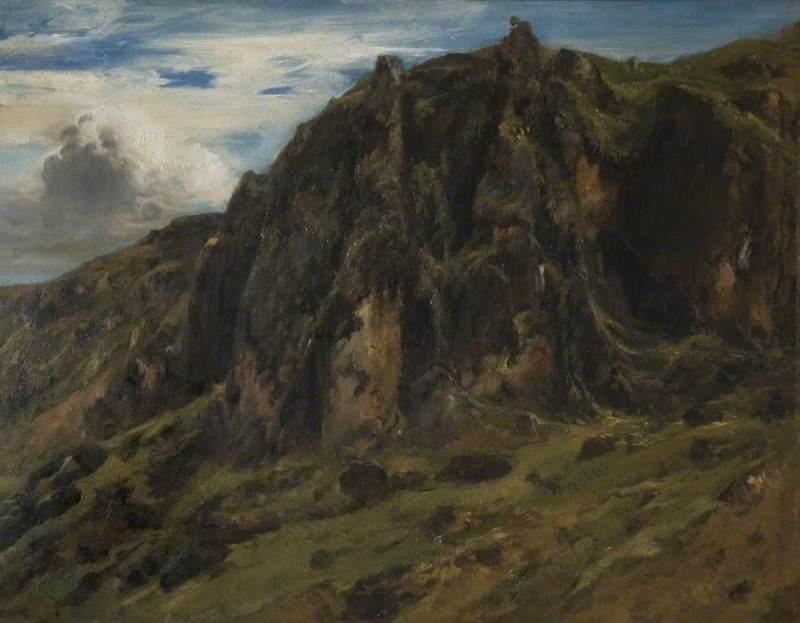
Paysage de montagne en Auvergne Barber Institute of Fine Arts
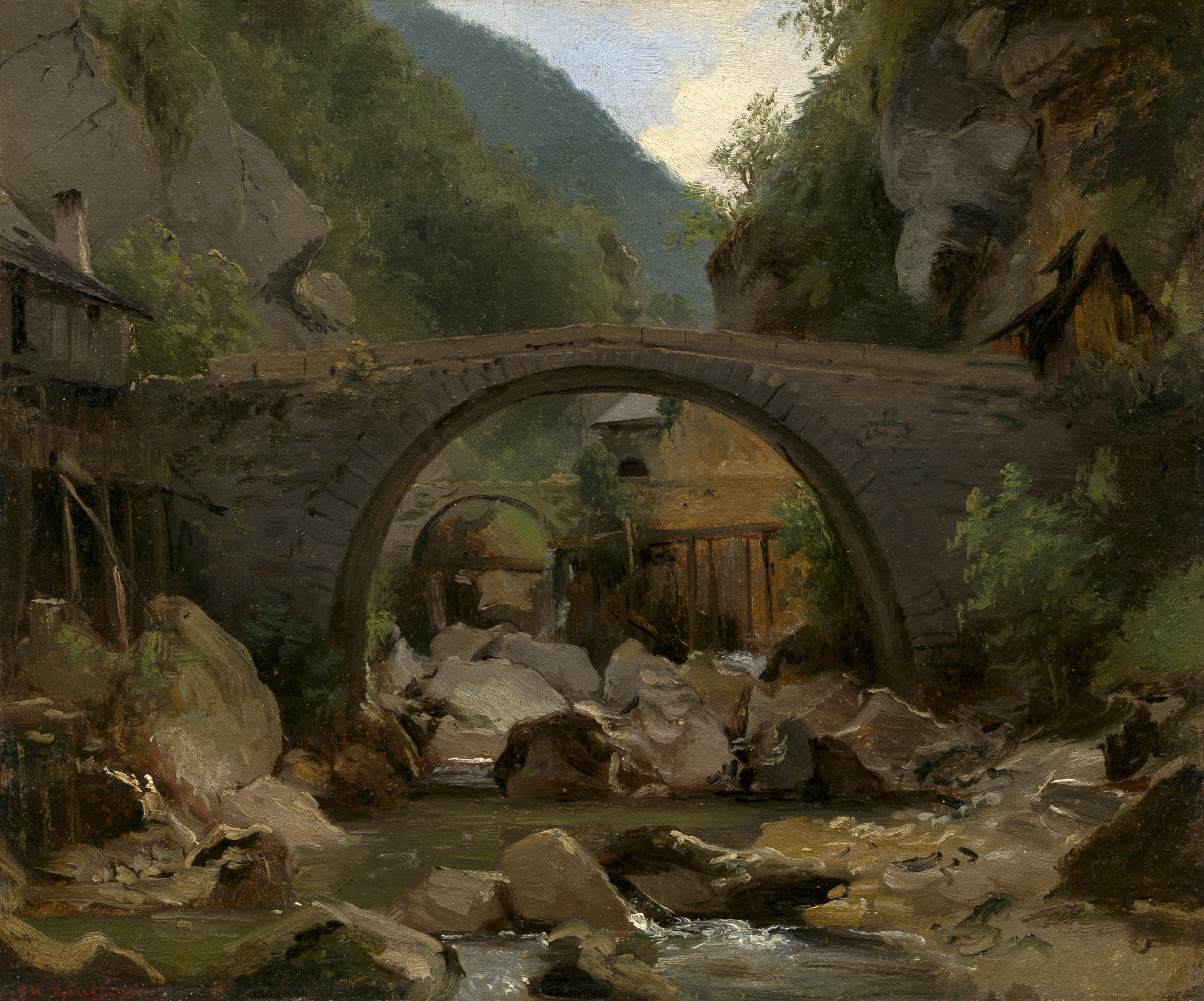
Ruisseau de montagne en Auvergne National Gallery of Art, Washington
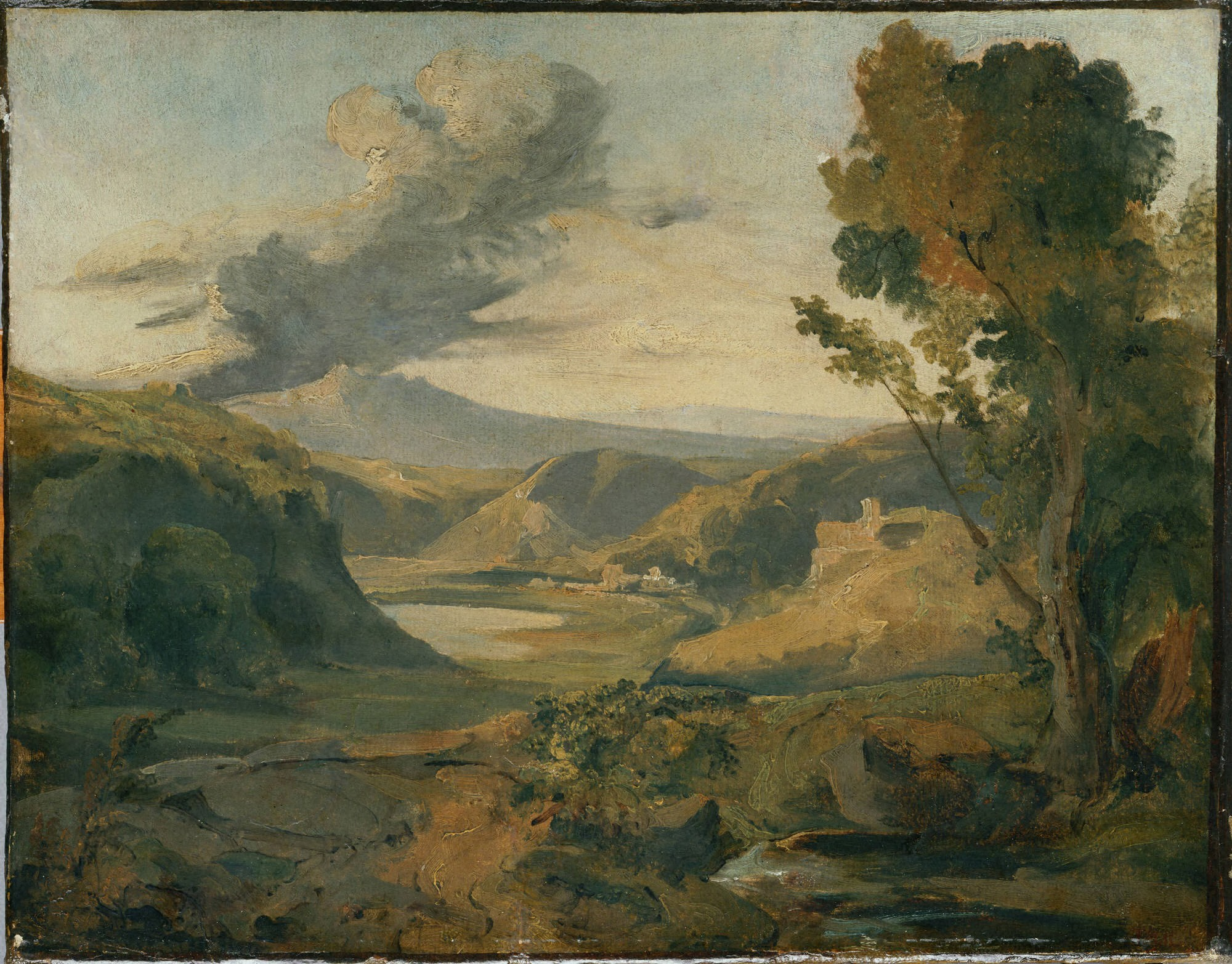
Paysage, Auvergne ? musée d'Art de l'université de Princeton
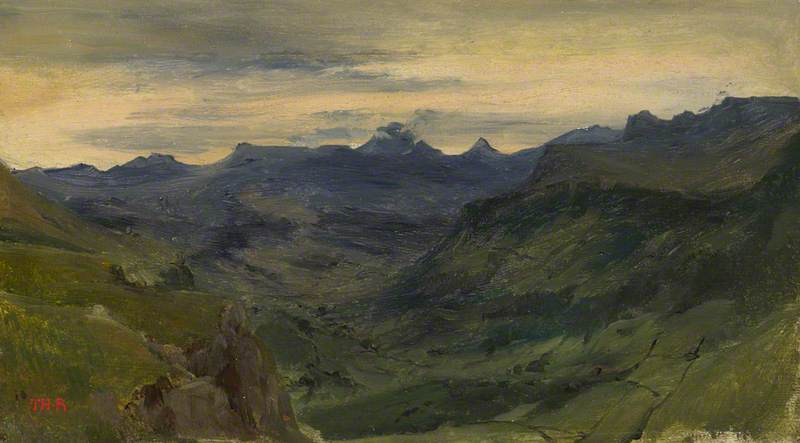
La Vallée de Saint-Vincent National Gallery, Londres
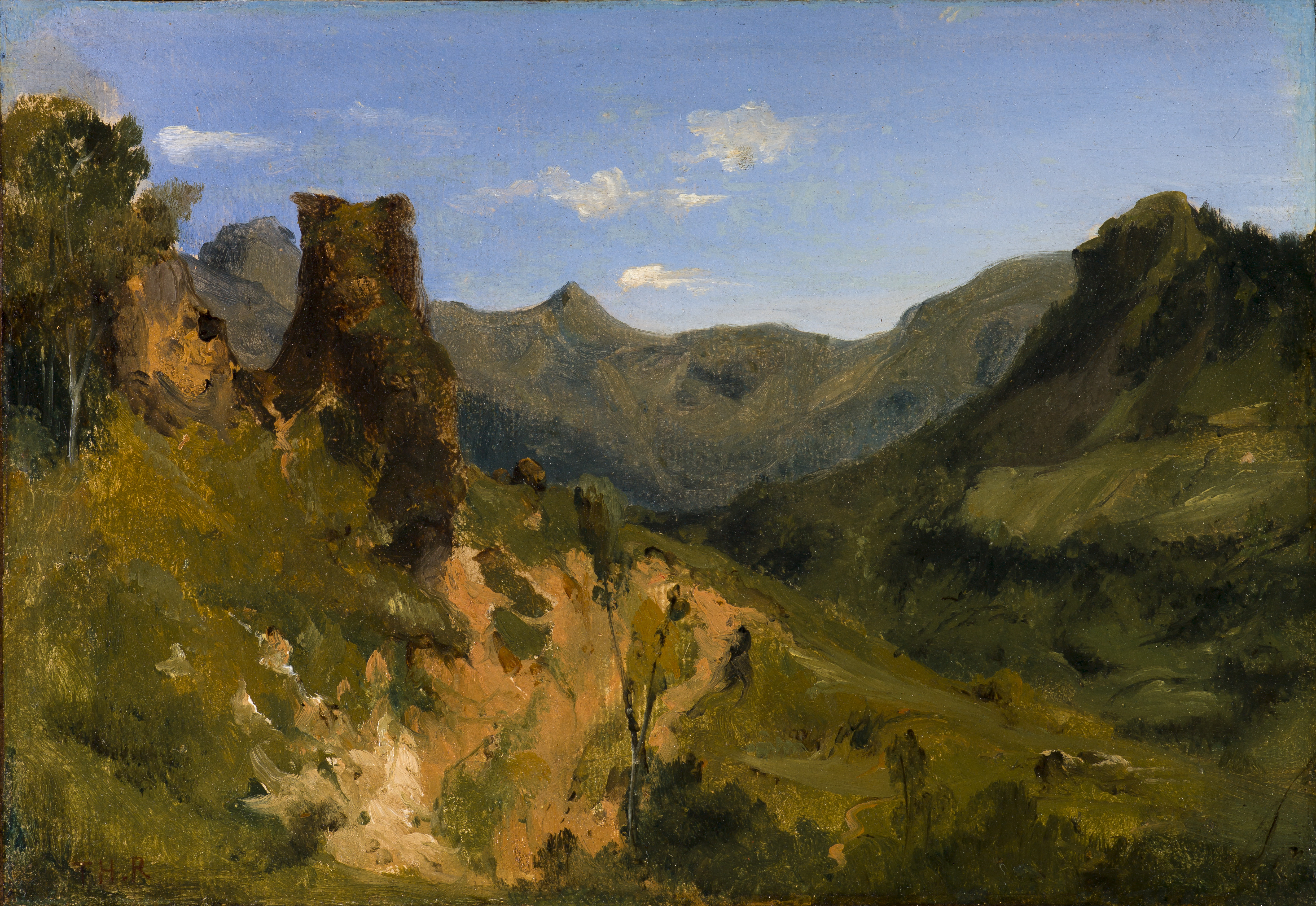
La Vallée en Auvergne Musée d'art de Saint-Louis

#### Parcs de loisirs
- Le Pal, situé vers Dompierre-sur-Besbre dans l'Allier, attire plus de 500 000 visiteurs par an en combinant les équipements d'un parc de loisirs et d'un grand parc animalier[110].
- Vulcania, parc de loisirs centré sur le volcanisme situé dans le Puy-de-Dôme, est une attraction touristique ouverte en février 2002 qui reçoit chaque année plus de 300 000 visiteurs. Trois nouveautés Sur les traces des dinosaures, Premier Envol et Bouleversements devraient encore doper la fréquentation du parc dès 2015 et dans le futur.
- Le Parc animalier d'Auvergne compte plus de 400 animaux sur 25 hectares et accueille en moyenne 83 000 visiteurs[110].
- L'Aventure Michelin est un nouvel espace patrimonial de la marque qui a été inauguré le 23 janvier 2009 par Michel Rollier, cogérant de Michelin. Situé sur le site historique de Cataroux à Clermont-Ferrand, les visiteurs peuvent découvrir les 2 000 m2 consacrés à l'histoire du groupe, de ses hommes et de ses innovations.

#### Sports d'hiver

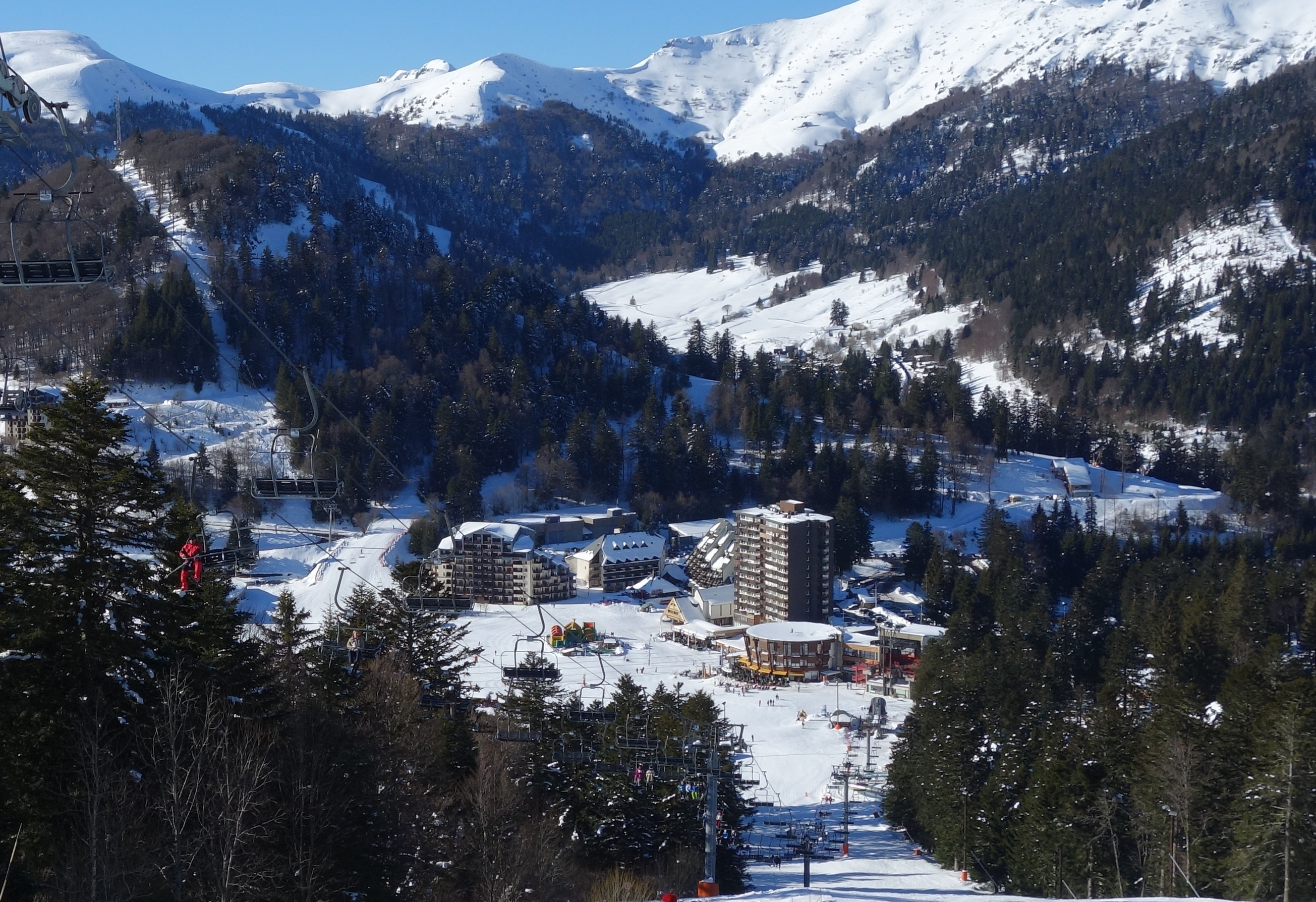
Station de ski du Super Lioran.

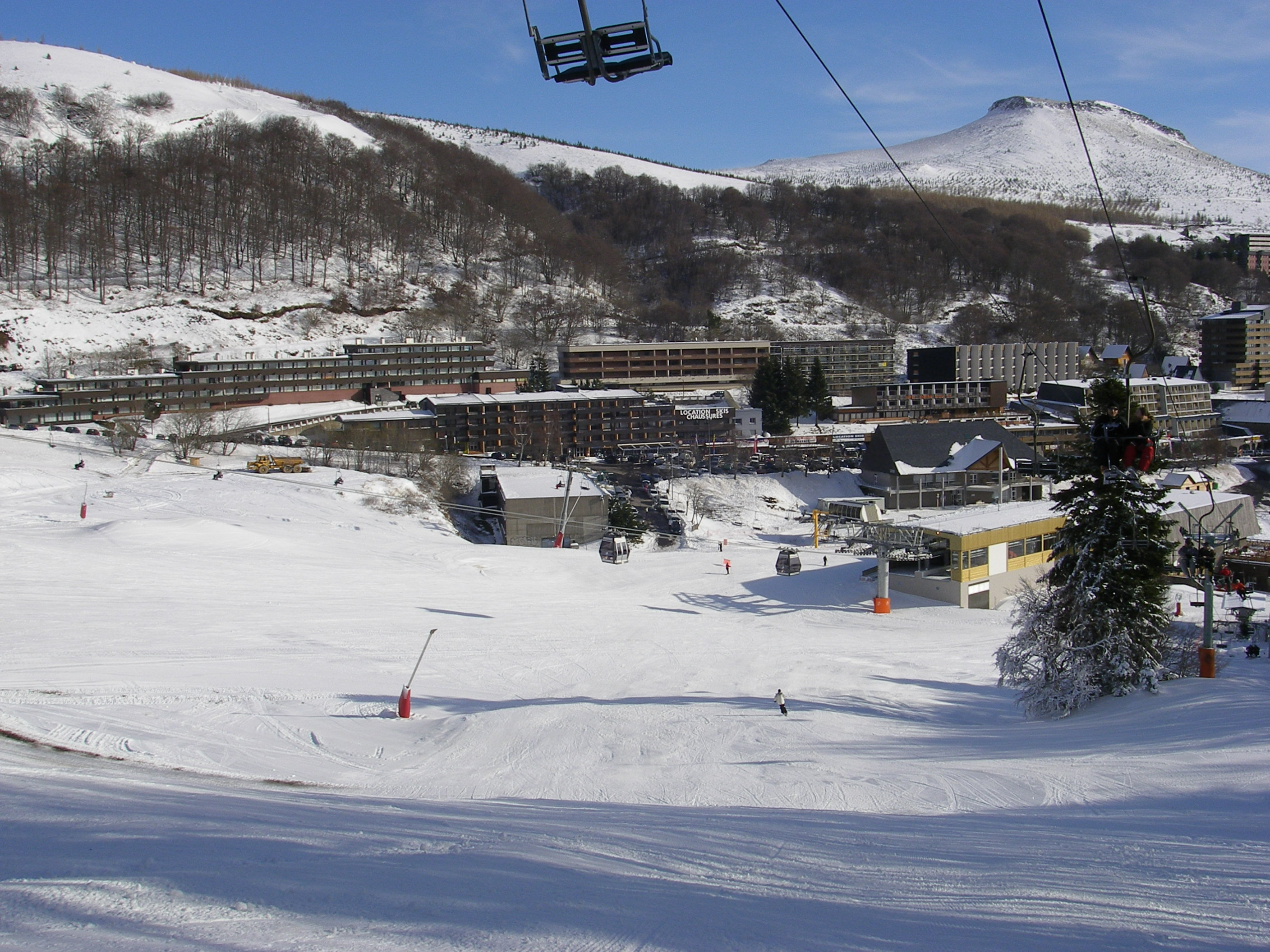
Super-Besse.

La région compte plusieurs stations de ski alpin, les principales sont Super Lioran sur le massif du Cantal (60 km, 45 pistes), Super-Besse (43 km, 27 pistes) et Le Mont-Dore (41 km, 31 pistes) dans le massif du Sancy, soit au total 144 km de pistes pour le ski alpin. L'Auvergne dispose également de 900 km de pistes nordiques réparties sur 12 domaines consacrés au ski de fond. On y pratique aussi le ski joëring, le ski de randonnée et la balade en raquettes ou en traineau.
La région possède quelques communes labellisées « Village de Neige ».
Stations de ski en Auvergne:
| Cantal | Puy-de-Dôme | Haute-Loire             | Allier               |
| --- | --- | ----------------------- | -------------------- |
| - Super Lioran - Le Lioran - Haute Planèze - Haut Cantal - Le Claux- - Puy Mary - Espace nordique de Pailherols - Col de Légal - Saint-Urcize - Saint-Projet-de-Salers - Le Falgoux | - Le Mont-Dore - Super-Besse - Chastreix-Sancy - Beaune le Froid - Crêtes du Forez - Égliseneuve-d'Entraigues - Guéry - Parrot - Pessade - Prabouré - La Tour-d'Auvergne - Picherande - Charlannes-La Bourboule | - Les Estables - Meygal | - La Loge des Gardes |

#### Festivals et points d'intérêt

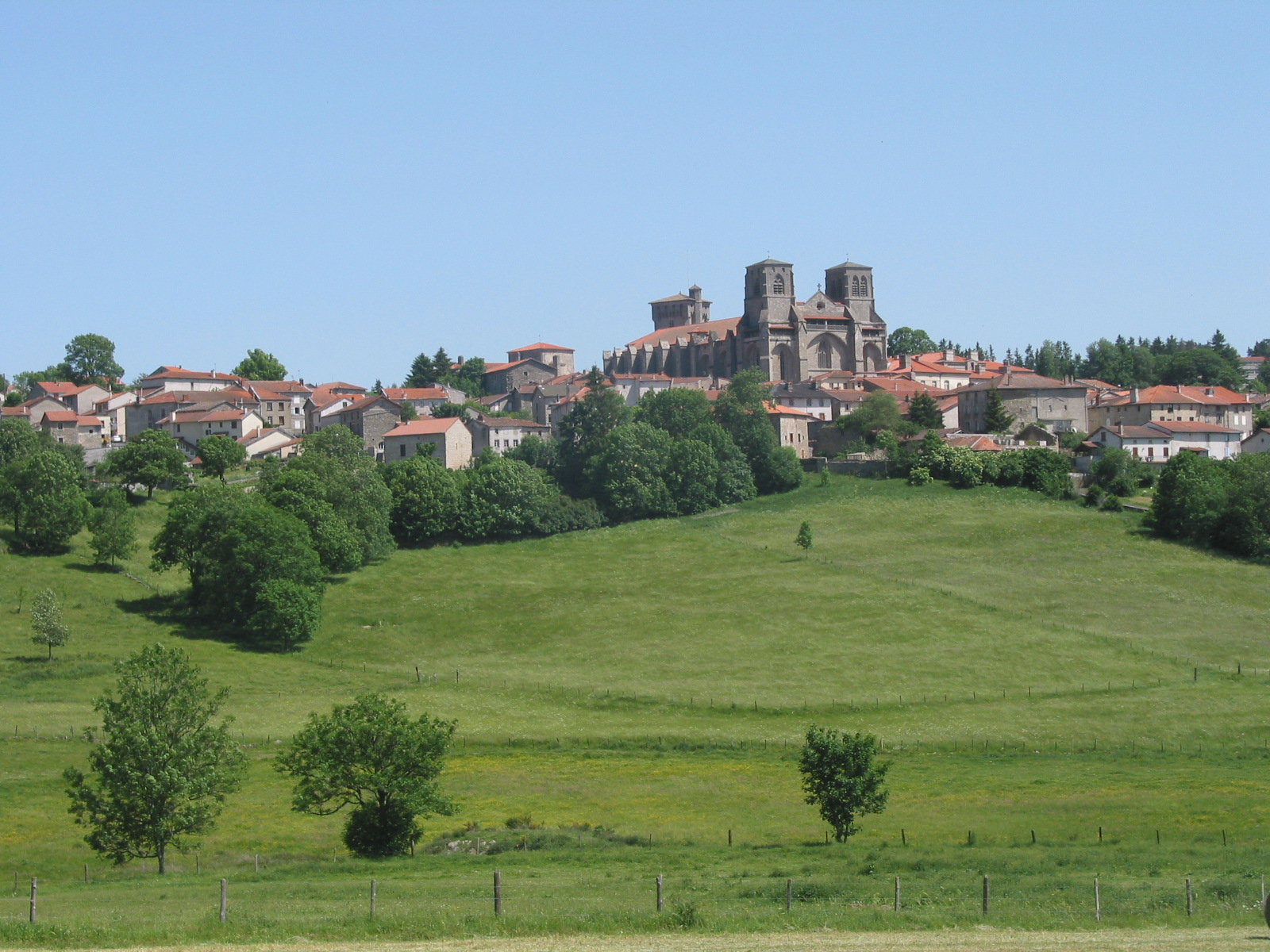
La Chaise-Dieu.

Plusieurs festivals ont obtenu une renommée internationale:
- Le Festival international du court métrage de Clermont-Ferrand est le plus grand festival de court-métrage au monde, et le deuxième festival de cinéma de France quant à la fréquentation (plus de 170 000 entrées en 2020).
- Le festival de théâtre de rue d'Aurillac, créé en 1986, est le plus grand rassemblement hexagonal des arts de la rue[114].
- Le Festival de musique de La Chaise-Dieu, créé en 1966, réunit des milliers de mélomanes et d’artistes de renommée internationale au cœur des hauts plateaux du Livradois[115].

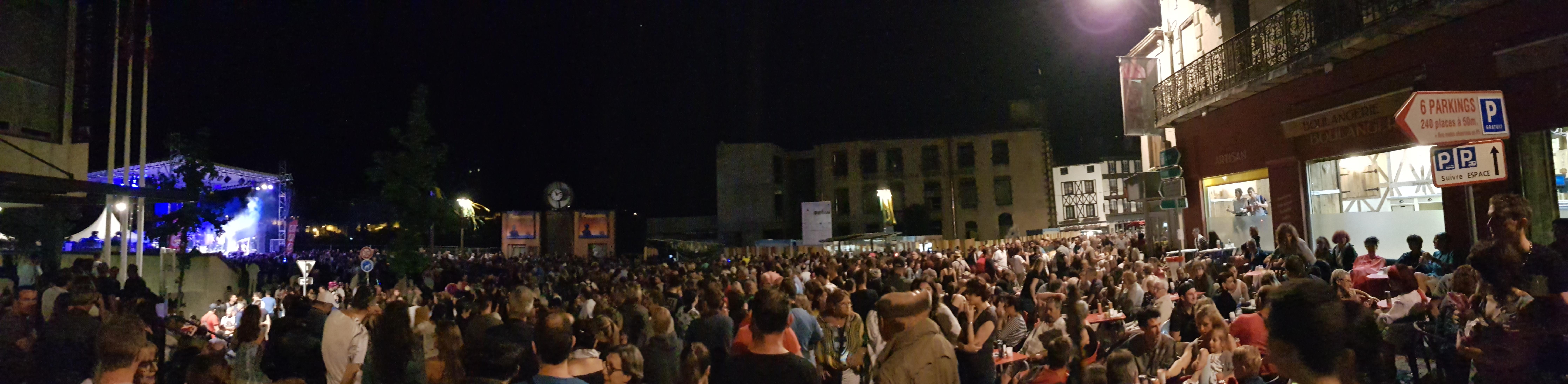
Scène principale du festival la Pamparina pour l'édition de 2019 à Thiers.

Trois autres festivals connaissent un grand succès et une forte affluence :
- le festival de folklore « Les cultures du monde », créé en 1976. Il a lieu à Gannat la 2e quinzaine de juillet. En 2016, il a accueilli 15 groupes, 450 artistes des cinq continents, 500 bénévoles et environ 65 000 visiteurs, c'est une des dix manifestations les plus importantes de la nouvelle région administrative[116] ;
- le festival de musique La Pamparina, créé en 1997. Il se déroule à Thiers au début du mois de juillet et se tient dans les rues de la cité médiévale autour d'un thème qui change chaque année (cordes, voix, percussions, danses, etc.). Il a attiré plus de 48 000 personnes en 2018 ;
- la Fête du Roi de l'Oiseau, créée en 1985, se déroule au Puy-en-Velay la 3e semaine de septembre. La fête médiévale, animée par plus de 6 000 personnes costumées, parmi lesquelles plusieurs troupes d'artistes, attire près de 100 000 personnes dont 30 000 se rassemblent pour suivre le grand défilé dominical de clôture[117].

Six territoires ont été labellisés Villes et Pays d'art et d'histoire par le ministère de la Culture et de la Communication : le Pays de Billom-Saint-Dier, le Pays du Haut-Allier, le pays d'Issoire - Val d'Allier Sud, le Pays de Riom et la ville de Thiers. Trois édifices sont classés au patrimoine mondial de l'Unesco et 2 235 Monuments historiques sont classés ou inscrits.
Le guide vert, le guide rouge gastronomique et les Cartes Michelin nés en Auvergne, contribuent depuis leur création au développement du tourisme en Auvergne et en France. En octobre 2015, le guide touristique Lonely Planet a classé l'Auvergne au sixième rang des régions incontournables à découvrir dans le monde. Qualifiée par le guide de « joyau méconnu », elle intègre ainsi le Top 10 des régions à visiter en 2016.

## Culture
L’Auvergne s’inscrit en grande partie dans l’aire linguistique de l'occitan, auquel s'ajoute des parties pour le Croissant, le bourbonnais d'oïl et le francoprovençal. Cela n'en fait pas pour autant une région véritablement méridionale. Située au centre-sud du pays, elle fait partie de la France médiane plus que de la France centrale ; c'est selon les mots de Pierre Bonnaud une terre « intermédiaire » qui se trouve à la rencontre d’influences venant aussi bien du nord que du sud. À la fois originaux et diversifiés les traits culturels caractérisant l’Auvergne dépassent largement les frontières étroites de la province historique.

### Langues régionales

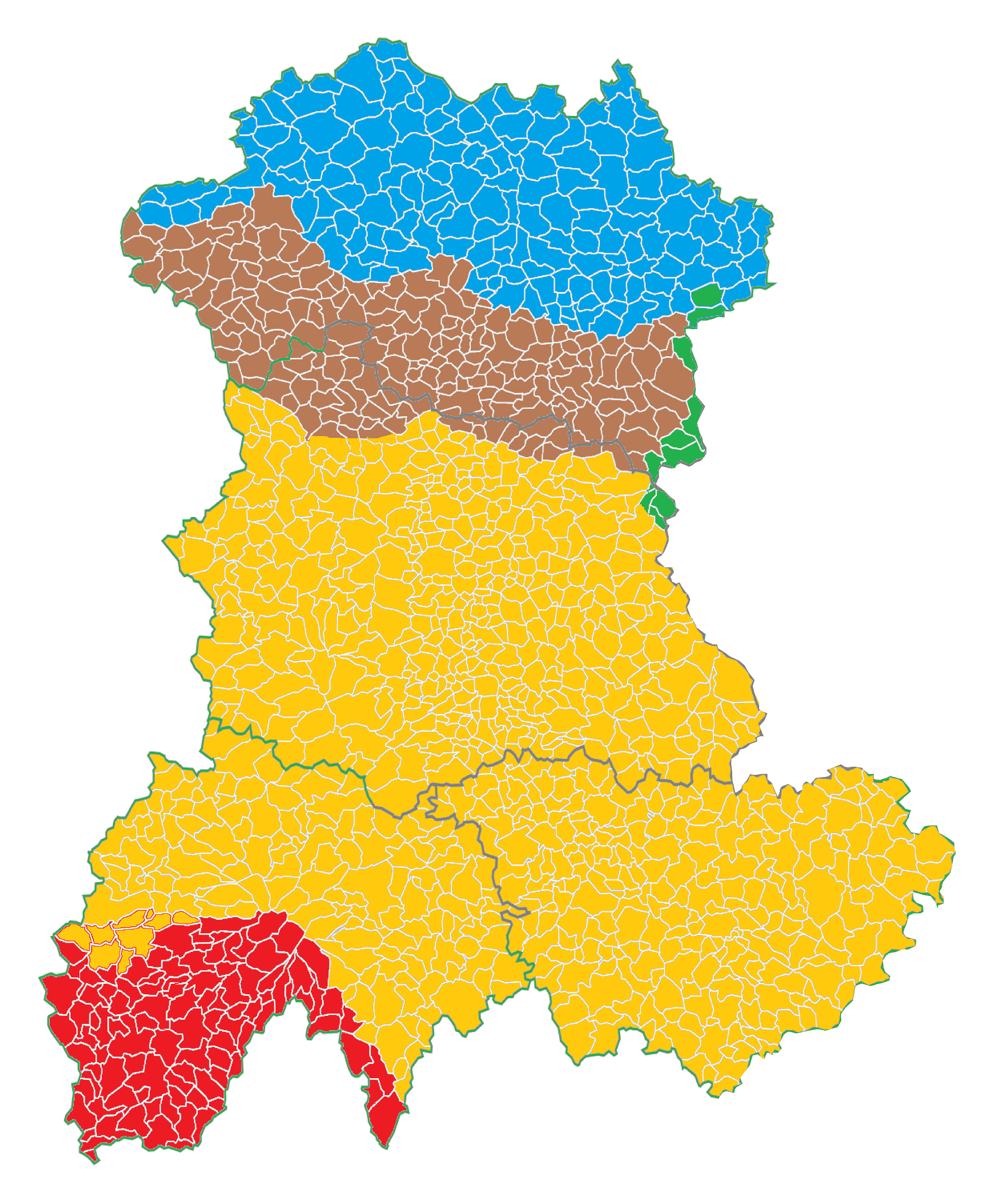
Carte des langues régionales de la région Auvergne par communes selon l'Atlas sonore des langues régionales (CNRS, 2022) :
- En bleu clair : le bourbonnais d'oïl.
- En marron : le Croissant (langue de transition).
- En jaune orangé : le nord-occitan (dont auvergnat et vivaro-alpin).
- En rouge : l'aurillacois (occitan languedocien).
- En vert : le francoprovençal (arpitan).

La quasi-totalité du territoire auvergnat s’inscrit dans l’aire linguistique de l’occitan. En plus de l’auvergnat, d’autres langues apparentées étaient parlées dans la région tels que les parlers du Croissant (arverno-bourbonnais au nord-est et marchois au nord-ouest) ainsi que l'aurillacois au sud-ouest du Cantal. On parlait le dialecte vivaro-alpin dans quelques communes du sud-est du Puy-de-Dôme. Les spécialistes classent l’auvergnat et les parlers du Croissant dans les ensembles supradialectaux du nord-occitan ou de l’arverno-méditerranéen. Ils classent l’aurillacois dans le groupe de l’occitan méridional,,,,.
Un dialecte romani propre à l'Auvergne, le romani auvergnat, est également parlé dans la région par les populations roms. Il a été étudié et codifié par Joseph Valet,.

#### Auvergnat
Les limites linguistiques de l’auvergnat ne correspondent pas à celles de l’ancienne province. On ne le parlait pas dans l’arrondissement d’Aurillac, mais il était parlé dans le sud du Bourbonnais (ligne Montluçon-Gannat-Vichy), le Velay, la moitié est de la Creuse, le Pays d'Ussel et au nord de la Lozère et de l’Ardèche. On peut utiliser deux systèmes graphiques différents pour écrire l’auvergnat : la norme classique et l'écriture auvergnate unifiée spécialement conçue pour s'adapter aux spécificités de la langue et issue des évolutions de cette dernière. On distingue deux ou trois types de nuances dialectales pour cette langue : l’auvergnat septentrional, le plus répandu géographiquement, concentre 80 % de la littérature, l’auvergnat méridional parlé dans les deux tiers du Cantal. Entre les deux, l’auvergnat médian (ou arverno-vellave) parlé de l’Artense au Velay combine de façons diverses les caractéristiques des deux groupes précédents. Plusieurs linguistes comme Henri Guiter, Hans Goebl, Jacques Allières, Jules Ronjat ou Roger Teulat choisissent de le regrouper dans la seule et unique catégorie de l’arverno-limousin,,,,,,,.

#### Vivaro-alpin
Le vivaro-alpin est un dialecte parlé de l'extrémité est de la région jusqu'aux vallées occitanes d'Italie. En Auvergne, il est parlé à l'extrême sud-est du Puy-de-Dôme et du Livradois, à l'est d'Ambert et autour d'Arlanc.

#### Aurillacois
L'aurillacois est une variété septentrionale du languedocien. Il a été nommé « Dialecte carladézien » par le mouvement du revivalisme linguistique du félibrige et guyennais par le géographe Pierre Bonnaud. Proche du rouergat, il est classé dans le groupe « occitan méridional » par Jean Lhermet.

#### Parlers du Croissant
La moitié méridionale du département de l'Allier parle une langue de transition située en l'occitan et la langue d'oïl et nommée langue du Croissant. Cette aire du bourbonnais croissantais est elle-même subdivisée. Une frange nord du département du Puy-de-Dôme y est aussi rattachée avec notamment une partie importante du canton de Saint-Eloy-les-Mines,.
L'ouest de l'Allier, autour de Montluçon, parle le marchois qui se rapproche du limousin. Les deux tiers sud-est de l'Allier autour de Vichy, de la Limagne bourbonnaise et de la Montagne bourbonnaise utilise l'arverno-bourbonnais qui est lui un parler du Croissant plus proche de l'auvergnat.

#### Situation actuelle
L'université Clermont-Auvergne propose des cours d'occitan. La recherche universitaire est assurée au sein de deux laboratoires : le Centre d'Histoire Espaces et Cultures (CHEC) et l'Institut d'Histoire des Représentations et Idées dans les Modernités (IHRIM)149. Un sondage de l’IFOP datant de 2012 indiquait que le nombre de locuteurs se situait aux environs de 80 000. Ce nombre a probablement diminué car une grande partie d'entre eux étaient des gens âgés. Les dernières générations semblaient néanmoins développer une envie d'apprendre l'occitan et se montraient favorables à la valorisation de la langue. L'UNESCO classe l'auvergnat dans la catégorie des langues sérieusement en danger.

#### Querelle linguistique
Une querelle linguistique est apparue au cours des années 1970. À cette époque le mouvement nationaliste occitan a repris l’aire linguistique de l’occitan pour asseoir ses revendications politiques. Cette idéologisation a provoqué des réactions en Auvergne. Un groupe d’érudits locaux fortement impliqué dans la défense de la langue a tenu à se détacher de cette mouvance. Autour de l’universitaire Pierre Bonnaud et de l’association le Cercle Terre d'Auvergne, il a construit une théorie tendant à prouver que l’auvergnat est une langue ayant connu un développement distinct des autres dialectes occitans,. Cette tentative est qualifiée de « sécessionnisme linguistique » par les occitanistes,,.

### Littérature

#### Littérature en latin

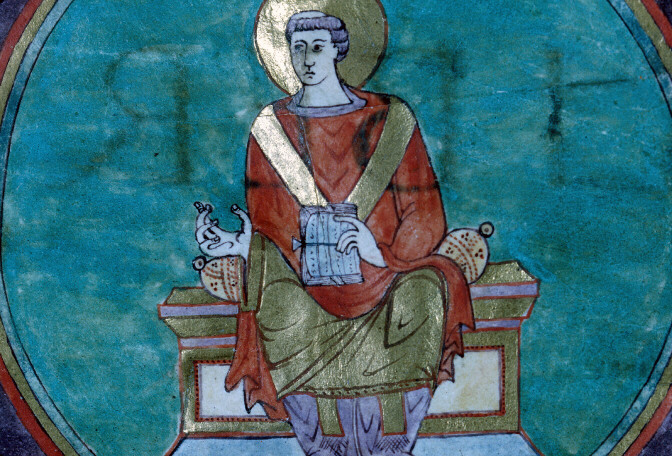
Grégoire de Tours

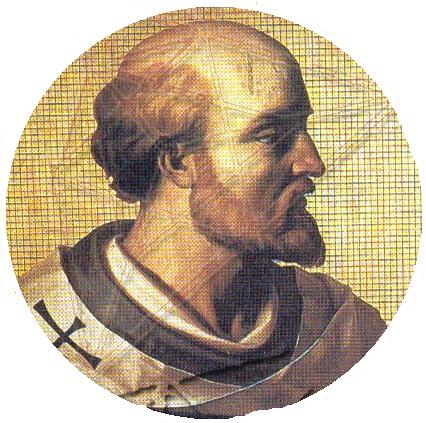
Sylvestre II

Sidoine Apollinaire naquit en 430 à Lyon dans une famille de notables gallo-romains. Il fréquenta longtemps les allées du pouvoir et ses talents de poète furent remarqués par les officiels de l'époque qui lui demandèrent de composer leurs panégyriques. Il se retira dans la propriété de sa femme à Avitacum (Aydat) et devint ambassadeur des Arvernes puis évêque de Clermont, ce qui lui donna la charge de cette province à des moments troublés. Ses éloges restent très formels et n'ont qu'une valeur documentaire, mais sa nombreuse correspondance illustre ses qualités d'écrivain et apporte un témoignage sur cette époque lointaine.
Grégoire de Tours (539-594) est né à Clermont (ou peut être à Riom). Issu d'une famille aristocratique arverne, il fut éduqué par son oncle paternel Gallus, évêque de Clermont. Il fut ordonné diacre et résida à la basilique Saint-Julien de Brioude jusqu'à son élection comme évêque de Tours en 573. Il a écrit de nombreux textes religieux, mais ce fut surtout le premier historien de France. Son œuvre majeure est l'Histoire des Francs qui raconte l'histoire du pays des origines jusqu'au VIe siècle.
Gerbert d'Aurillac (945-1003) est probablement entré comme oblat à l'abbaye Saint-Géraud d'Aurillac où il fit de brillantes études. En 999, il devient pape sous le nom de Sylvestre II. Ce fut un humaniste « complet », longtemps avant la Renaissance. Il remit à l'honneur la culture antique et fut un brillant scientifique. Parmi tous ses travaux, on lui doit des traités de mathématiques, des traités ecclésiastiques et une nombreuse correspondance révélant ses qualités humaines.

#### Littérature en occitan auvergnat

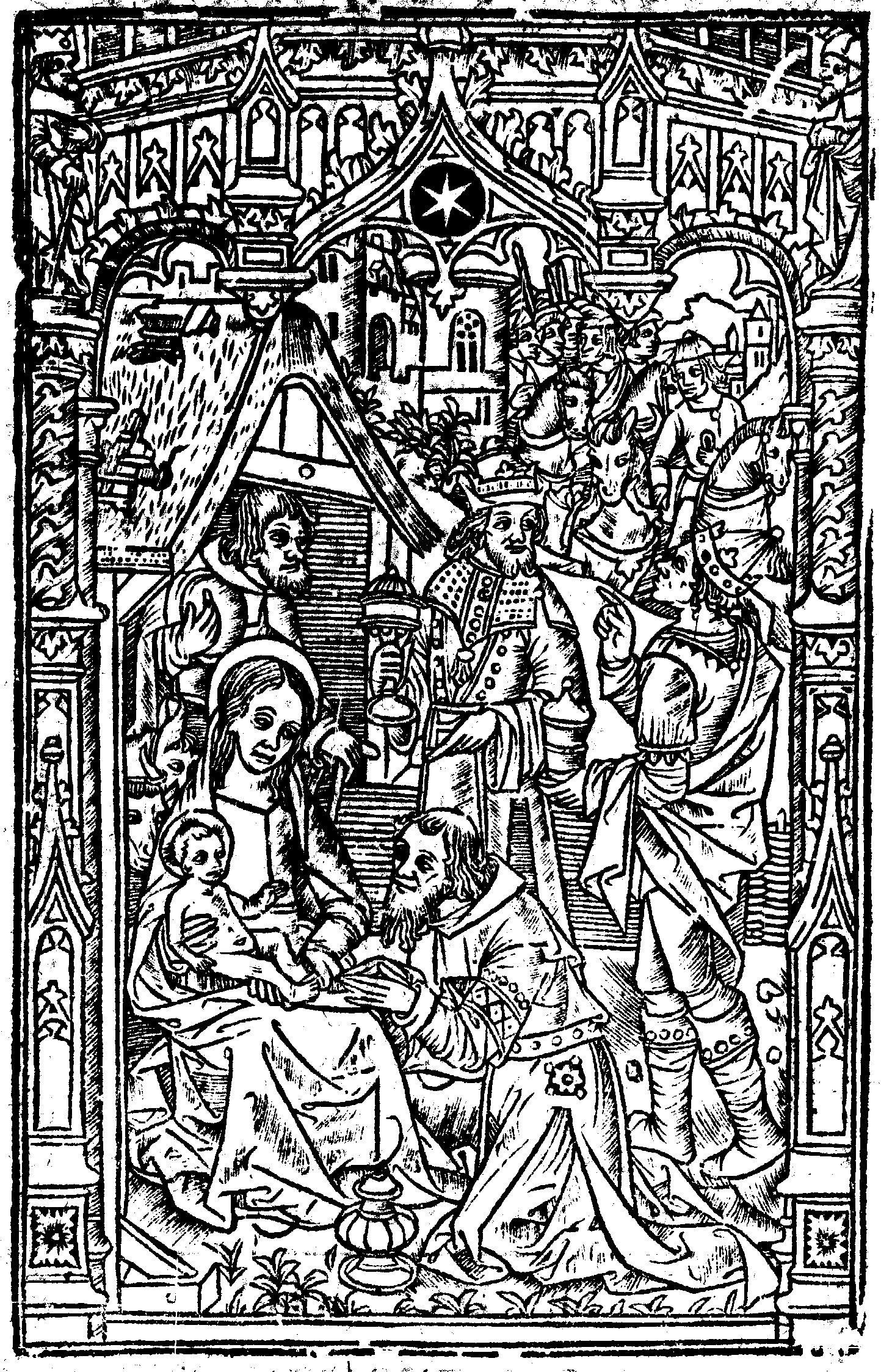
Première page de Noëls nouveaux et chant pastoral des bergers auvergnats composés en auvergnat (1653)

L'Auvergne est un des principaux berceaux de la littérature occitane et ce depuis le Moyen Âge, moment où l'occitan était aussi utilisé comme langue officielle dans les écrits. En témoignent de nombreux troubadours comme le comte Dalfi d'Auvèrnha ou encore Peire d'Alvernha.
Dès le XVIe siècle, on voit apparaître des écrits en auvergnat dans la région de Clermont, seul endroit où l'instruction est présente. Il s'agit en certains cas de textes d'imitation.
Au XVIIe siècle, les écrivains locaux, issus de la bourgeoisie, forment une confrérie Lau companhou do tour. Chaduc et François Pezant écrivent des noëls dignes d’intérêt. Ceux des frères Pasturel sont religieux et ceux des frères Laborieux sont satiriques. Ces derniers décrivent la vie du vigneron alors que les frères Pasturel écrivent des chansons et des poèmes lyriques. Ils transcrivent l'Énéide de Virgile en vers burlesques auvergnats. À la fin du XVIIe siècle et au début du XIXe siècle, les auteurs auvergnats prennent part au débat d'idées. Jacques Jarsaillon écrit cinq comédies dramatiques remarquables par leur style, dont Margoutou, L'ivrogne et Claudine. Les études sur les coutumes locales et la langue sont nombreuses (Labouderre, Murat, Vinols, Deribier de Cheysac) et concernent toutes les parties linguistiques de l'Auvergne.
De la fin du XIXe siècle jusqu'au milieu du XXe siècle, la littérature en auvergnat se rétracte dans les petites villes et diminue en qualité de forme et de fond. Les auteurs se laissent influencer par les formes languedociennes et se limitent aux idées convenues. L'ambertois Régis Michalias se distingue dans cet ensemble. Il fut le premier lyrique à la manière auvergnate, Er d'un païzan et Er de loû su évoquent la nature et font part de sentiments retenus.
Depuis 1970, le Cercle Terre d'Auvergne et sa revue Bïzà Neirà ont permis à des locuteurs de s'exprimer.

Les revues Lo Convise d’Aurillac (et leurs éditions) et Parlem! Vai-i qu'a paur! de Thiers (et les éditions de l’Institut d'études occitanes) complètent le paysage littéraire en auvergnat avec les récits d’Étienne Coudert, Josiane Guillot, Jean Roux, Félix Daval, Antoine Chapus, Hervé Quesnel et Christian Bonnet.

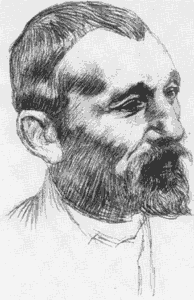
Arsène Vermenouze

#### Littérature en occitan aurillacois
La littérature en aurillacois quant à elle connait une chronologie différente de celle de l'auvergnat. Il n'y a pas eu au XVIIe siècle de bourgeoisie cultivée pour promouvoir la langue. C'est à la fin du XIXe siècle et au début du XXe siècle qu'elle connait un véritable printemps grâce à l'heureuse influence du félibrige. Le poète fondateur de la littérature de cette langue est sans conteste Arsène Vermenouze (1850-1910) qui décrit avec sensibilité le pays et les hommes de la terre d'Auvergne. À ce sujet, Pierre Bonnaud dit de son œuvre : « Dans ses alexandrins, la Haute-Auvergne déploie sa noblesse émouvante et sa simplicité majestueuse ». Vermenouze associe le talent de poète à celui de conteur et devient le chef de file incontesté des félibres cantaliens : l'Escolo Oubernhato ou Escòla auvernhata. Le capiscol du mouvement ouvre le chemin à d'autres poètes tels que l'abbé Four ou le chanoine Francis Courchinoux. Le duc de La Salle de Rochemaure écrit les Récits carladésiens. Antonin Dusserre, T. Laborie, F.Bourgade, J.-S. Mathieu ou Fernand Prax ont poursuivi le mouvement avec l'appui de la revue régionaliste « la Veillée d'Auvergne ».

#### Écrivains auvergnats
De nombreux écrivains français sont d'origine auvergnate. Leurs œuvres ne sont pas régionalistes mais elles témoignent de la vitalité intellectuelle et artistique de la région.

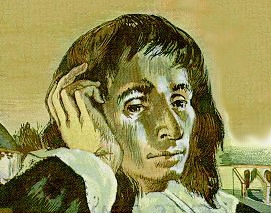
Blaise Pascal.

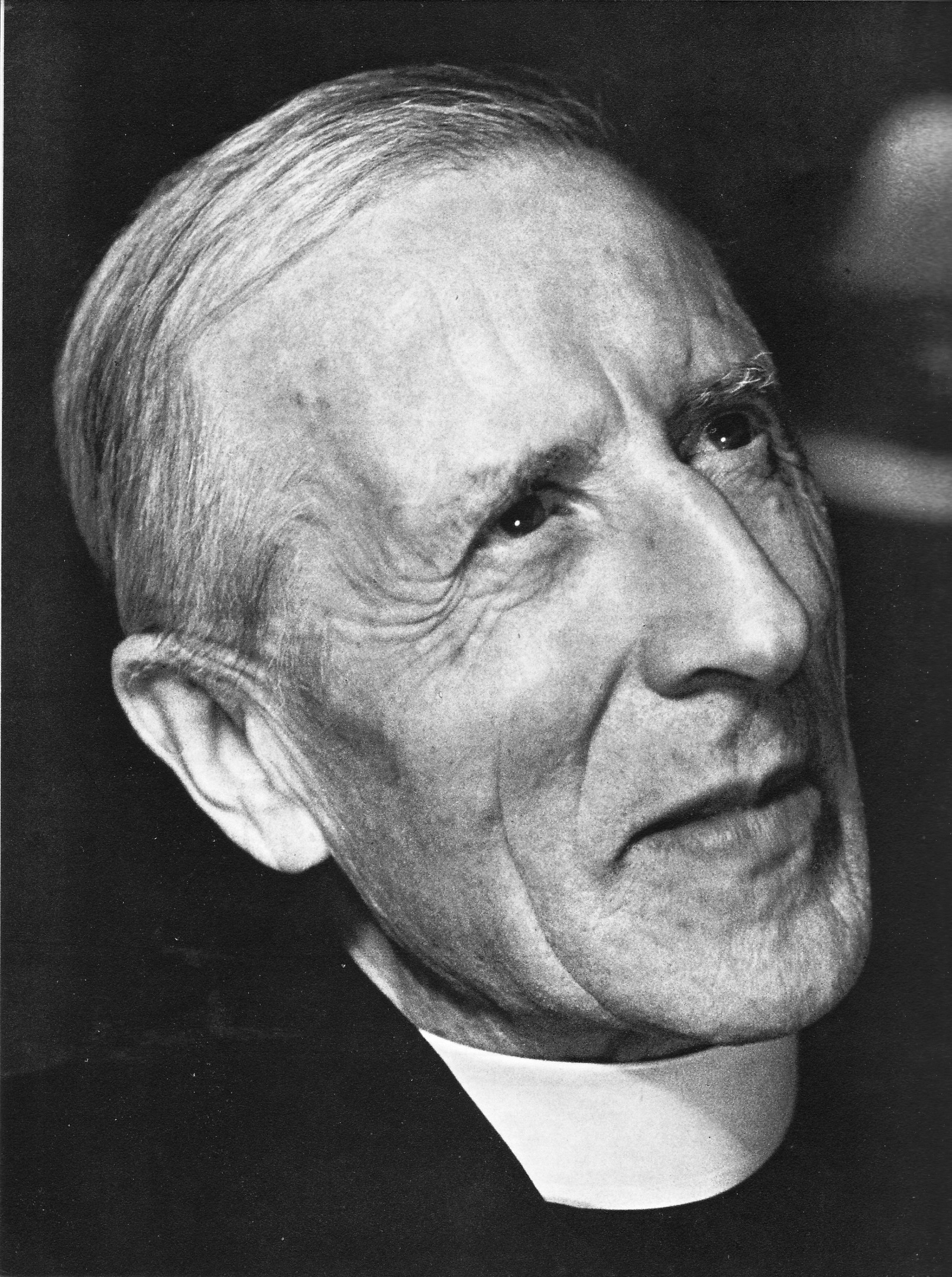
Pierre Teilhard de Chardin.

Blaise Pascal (1623-1662) est sans aucun doute le plus célèbre de tous les intellectuels auvergnats. Mathématicien, scientifique et philosophe de génie il a écrit les Pensées, œuvre considérée comme une des pièces maîtresses de la littérature française. D'autres penseurs auvergnats ont également œuvré dans le domaine de la philosophie et de la théologie : Génébrard (1535-1597) grand savant et théologien, Antonin-Gilbert Sertillanges (1863-1948) philosophe moraliste, Teilhard de Chardin (1881-1955) scientifique et philosophe ou Joseph Malègue (1876-1940) écrivain prolifique porté par la foi.
De grands hommes politiques on marqué leur époque par leurs pensée : Michel de L'Hospital (1506-1573) auteur d'épîtres, de poésies et de traités politiques, l'historien Jean Savaron (1566-1622) ou l'essayiste politique François Montlosier (1755-1838).
De nombreux écrivains auvergnats ont fait partie de l'Académie française : Jean-Baptiste Massillon (1663-1742), prédicateur qui faisait l'admiration de Voltaire, Jean-François Marmontel (1723-1799) écrivain qui a excellé dans tous les genres et les poètes François Maynard (1582-1646), Louis de Boissy (1694-1758), Dormont de Belloy (1727-1775), Jacques Delille (1738-1813), Sébastien-Roch Nicolas de Chamfort (1740-1794) et Pierre de Nolhac (1859-1936), Jules Romains alias Louis Farigoule (1885-1972).
Parmi les nombreux romanciers on pourrait choisir de citer Jules Vallès (1832-1885), Émile Clermont (1880-1916), Valery Larbaud (1881-1957), Amélie Murat (1882-1940), Paul Morand (1888-1976), Georges Bataille (1897-1962), Jean Montaurier (1906-1992), Pierre Schoendoerffer (1928-2012), cinéaste-écrivain, Georges Conchon (1925-1990), Richard Bohringer (1942-), aussi acteur.
Raymond Bruckberger (1907-1998), écrivain et cinéaste, aumônier de la Résistance, fut l'un des Cantaliens les plus bouillants de son temps.
Albert Londres (1884-1932) fut le premier journaliste moderne.

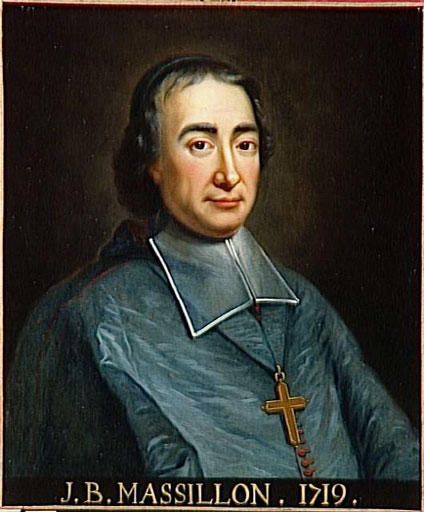
Jean-Baptiste Massillon.
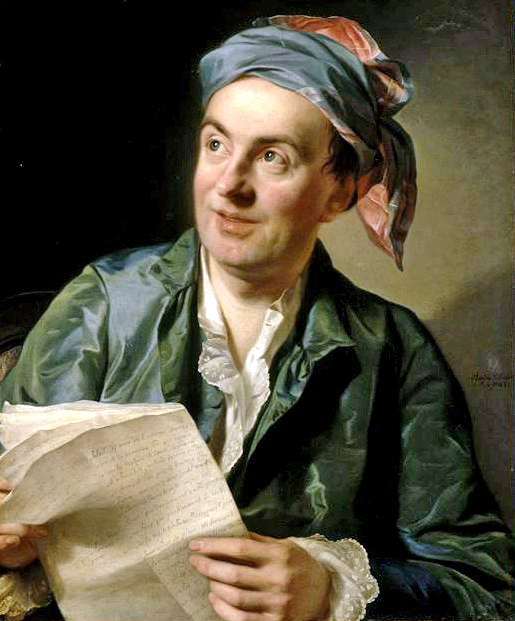
Jean-François Marmontel.
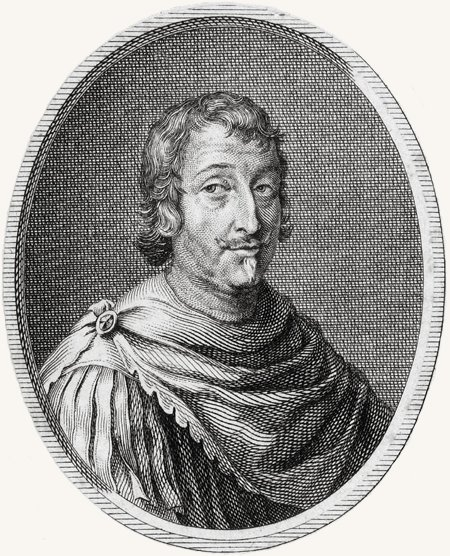
François Maynard.
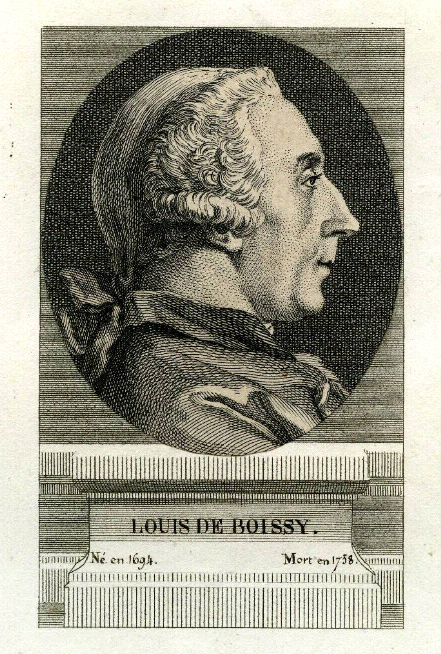
Louis de Boissy.
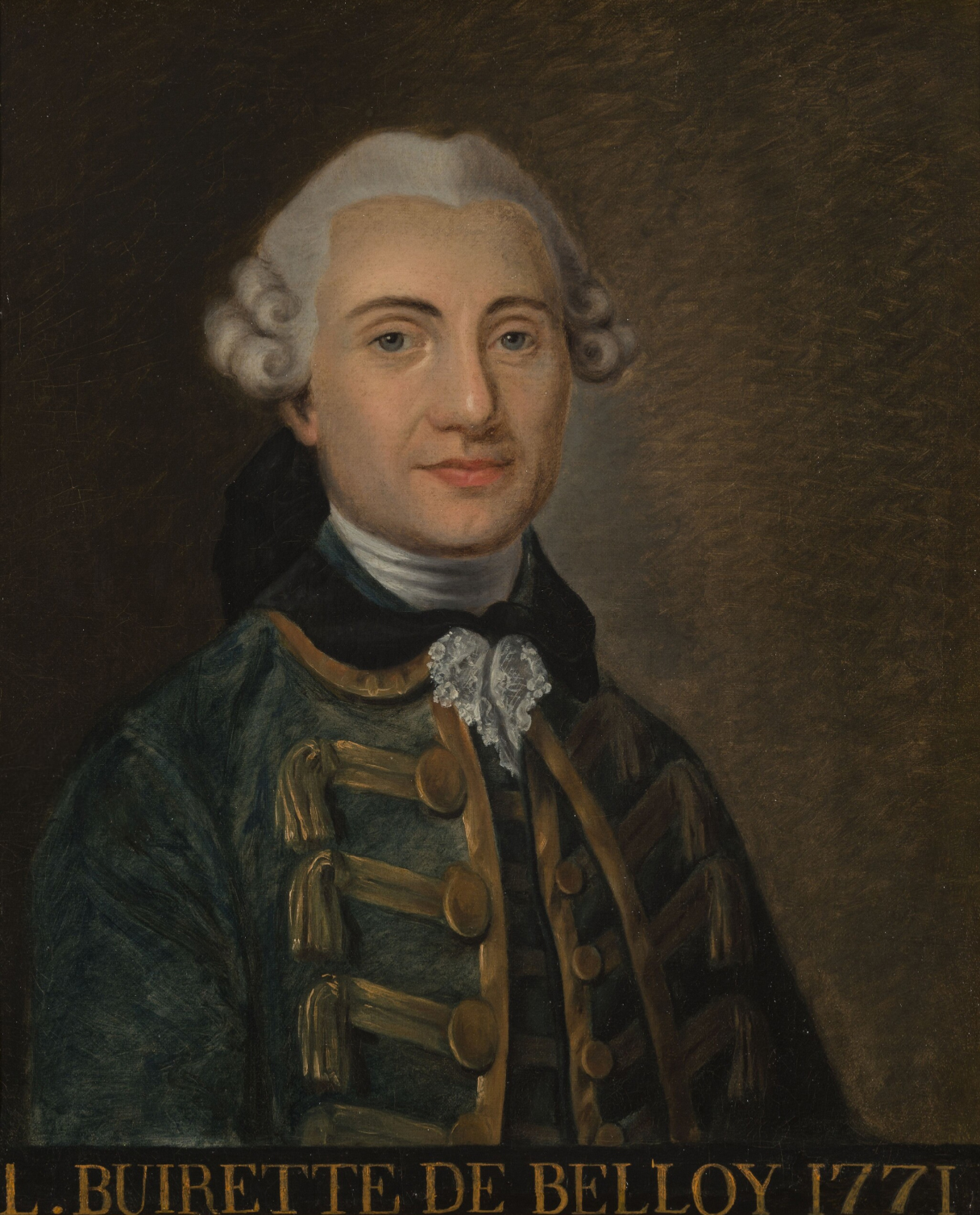
Pierre-Laurent de Belloy.
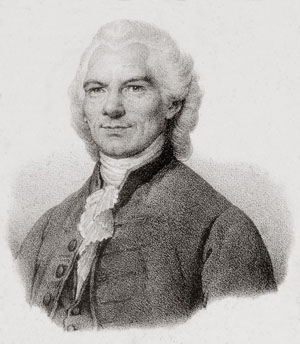
Jacques Delille.
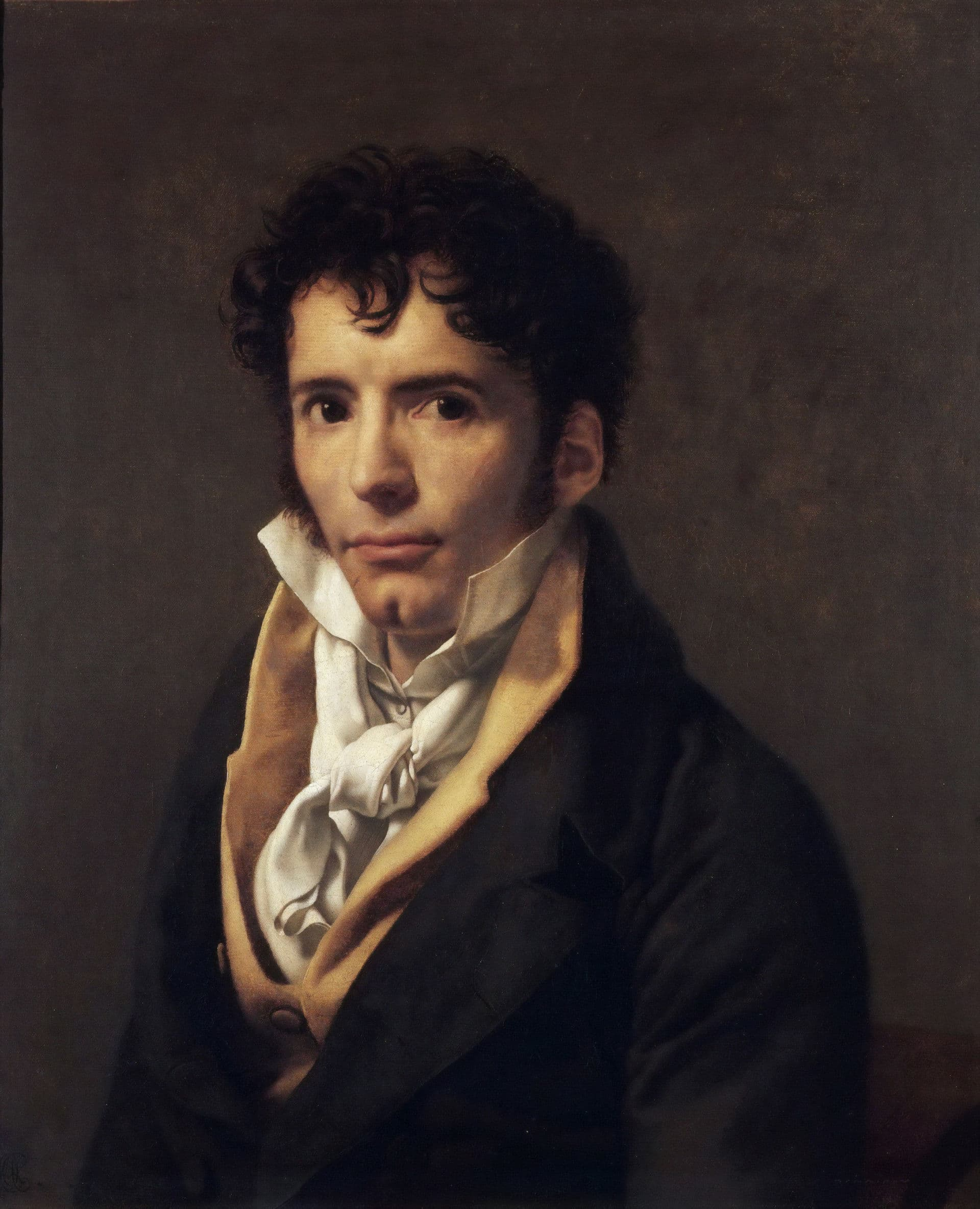
Nicolas de Chamfort.
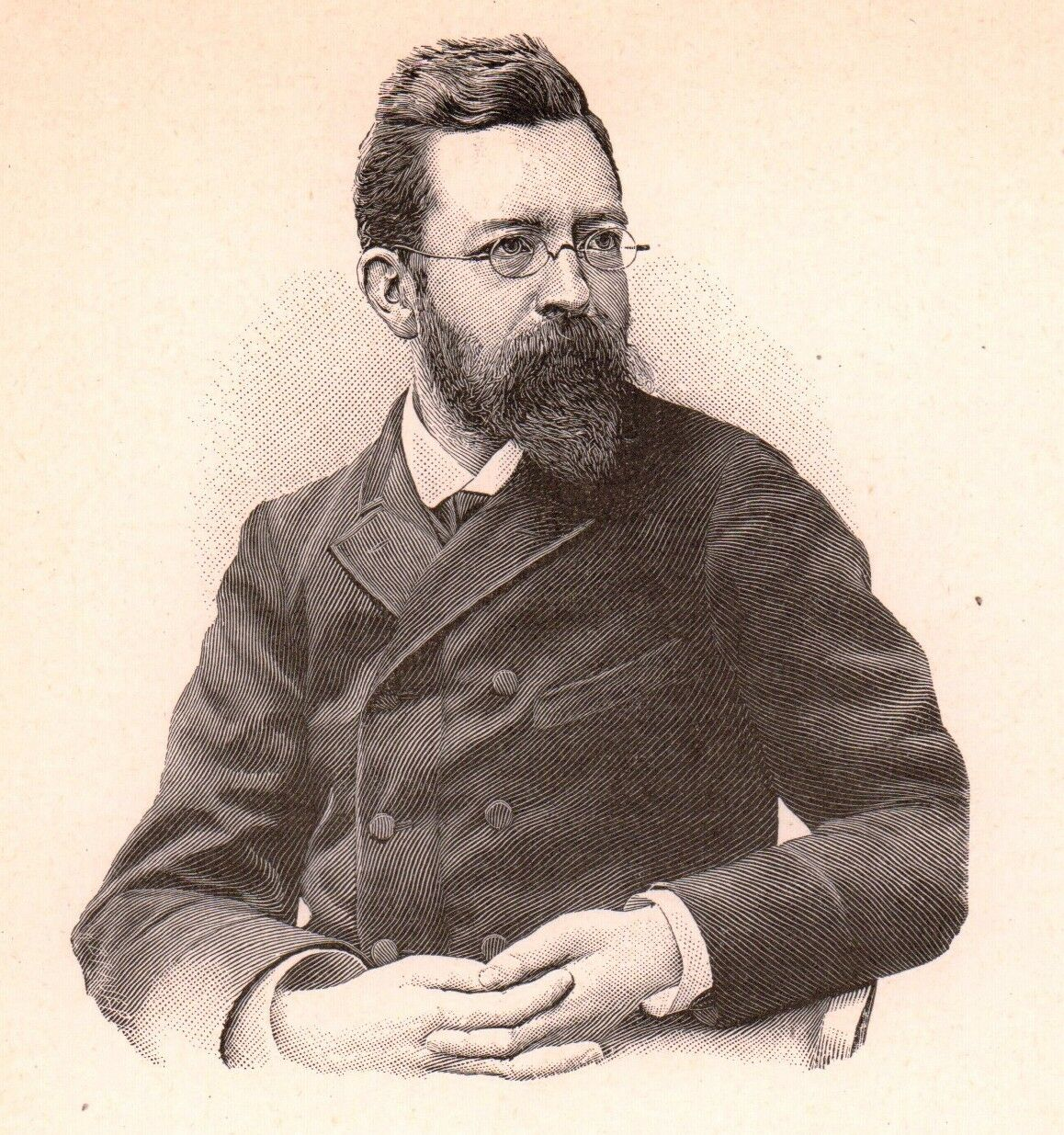
Pierre de Nolhac.

#### Auvergne et littérature française

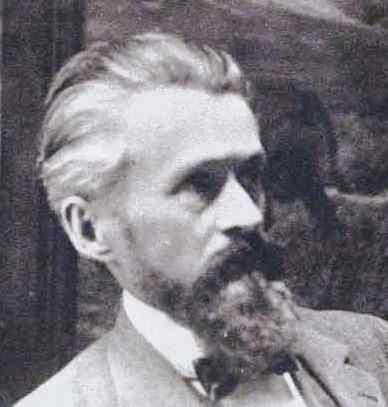
C. Gandilhon Gens d'Armes

Plusieurs auteurs, le plus souvent originaires de la région, ont mis l'Auvergne au centre de leur œuvre :
Arsène Vermenouze (1850-1910) n'a pas seulement écrit en langue d'oc, il a également écrit de nombreux poèmes en français. Son recueil Mon Auvergne fut primé par l'Académie française. Camille Gandilhon Gens d'Armes (1871-1948) a marqué son époque pars ses recueils de poèmes exaltant le patriotisme et l'amour de la terre natale.

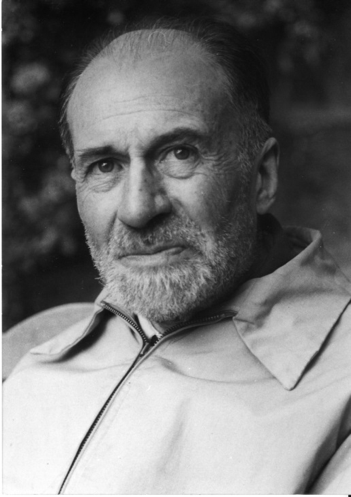
Henri Pourrat

Une des figures littéraires de l'Auvergne est certainement Henri Pourrat (1887-1959). Il a recueilli la littérature orale de l'Auvergne et a écrit des contes, des romans et des essais concernant la région. Son roman Gaspard des montagnes a connu un immense succès. Antoine Sylvère (1888-1936) doit sa célébrité à son roman Toinou : Le cri d'un enfant auvergnat.
Alexandre Vialatte (1901-1971) est à l'origine d'une œuvre universelle et originale mais il a aussi écrit de belles pages sur l'Auvergne et Lucien Gachon (1894-1984) a décrit avec réalisme l'univers paysan dans ses romans. Jean-Pierre Leclerc (1950-2011) aime dépeindre la région dans ses romans.
Léon Geneix (1905-1990) est également une figure de la poésie auvergnate, notamment par son recueil Les jours qui passent, recueil témoignant de son amour de sa région et de sa passion pour la nature.

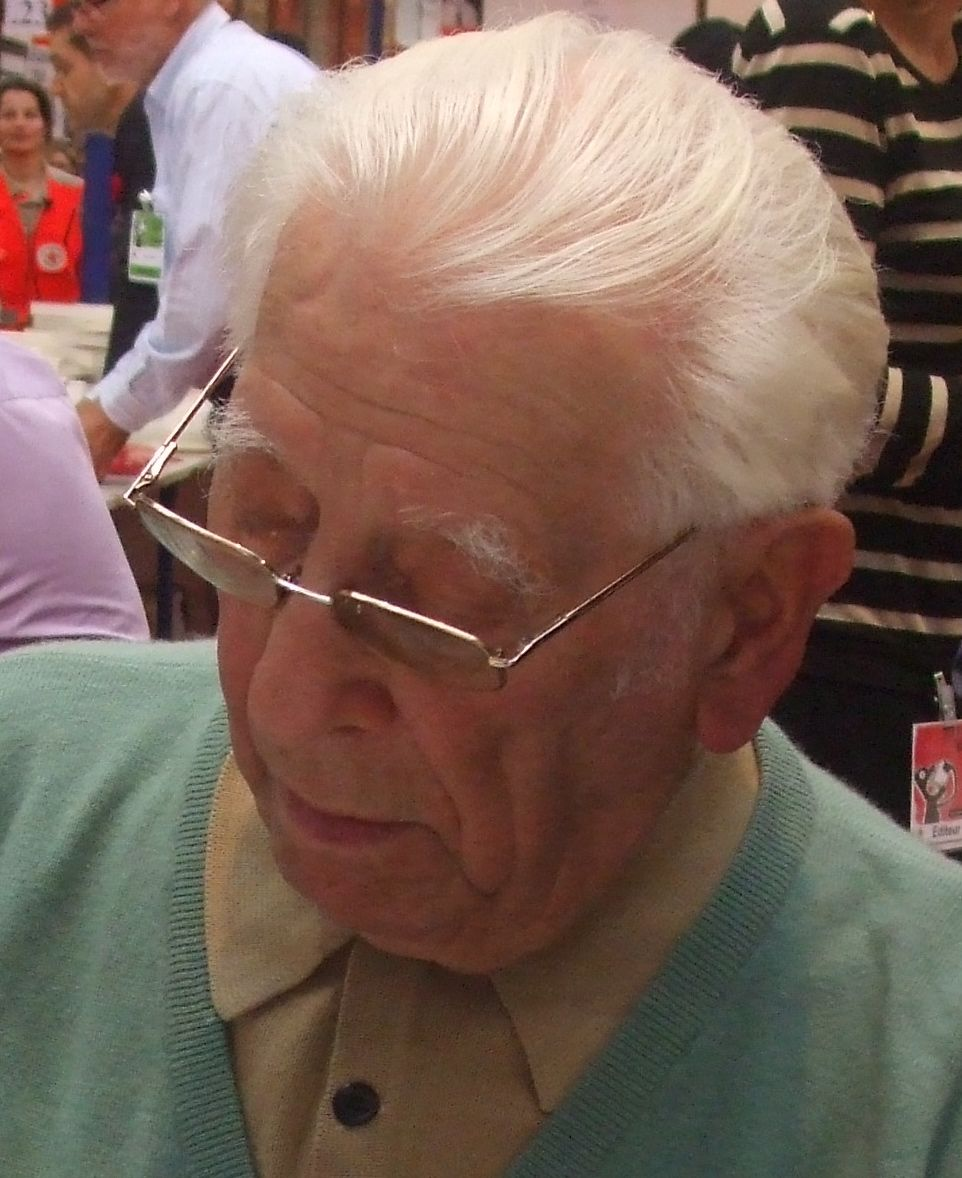
Jean Anglade

L'écrivain Jean Anglade (1915-2017) est un des plus grands porte-paroles de l'Auvergne. Certains n'ont pas hésité à l'honorer du titre de « Giono ou Maupassant d'Auvergne ». Son œuvre est volumineuse, elle se compose de romans, de biographies, d'entretiens, d'ouvrages d'histoire, d'essais, d'albums illustrés, de poésies et de théâtre.

#### Regard féminin

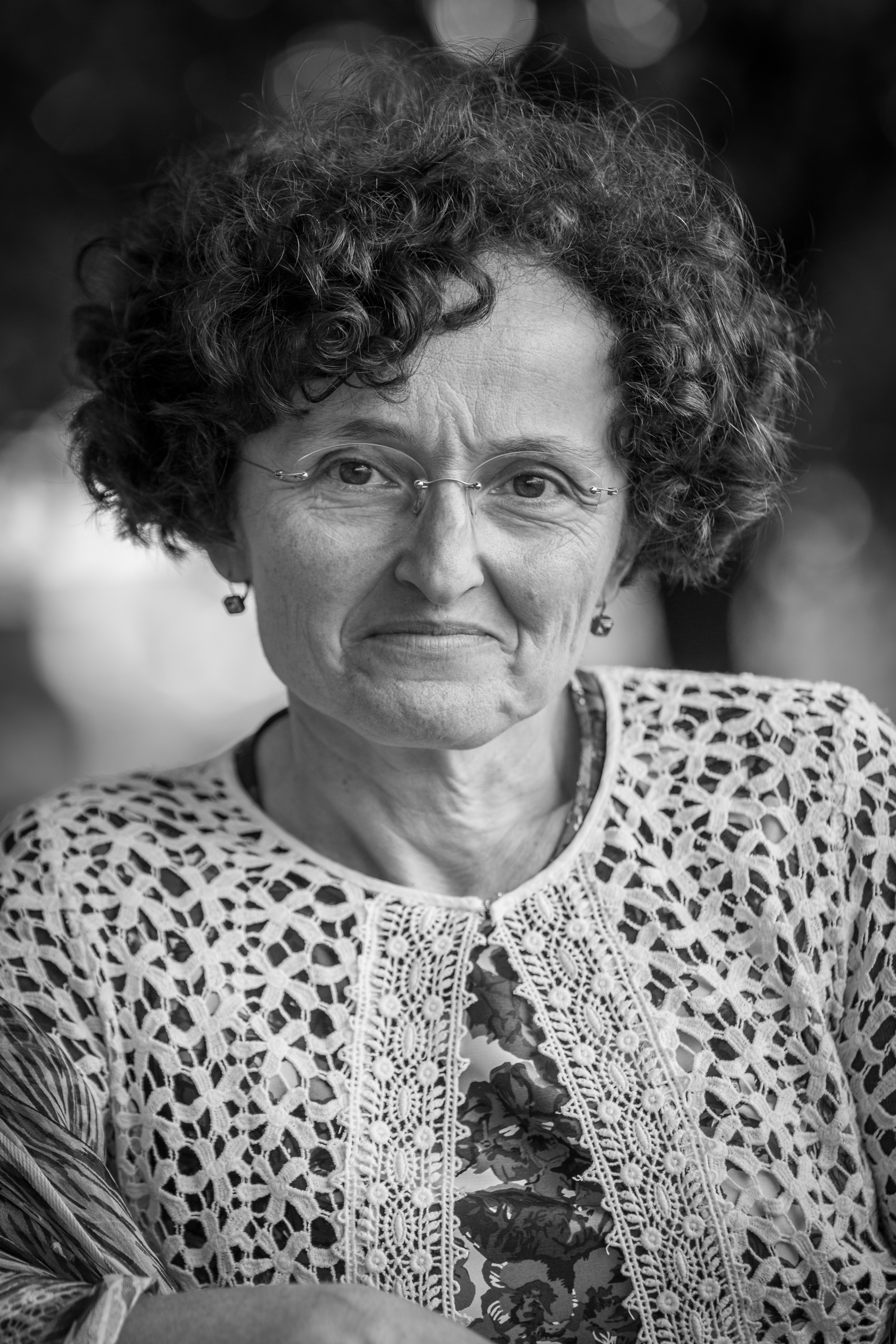
Marie-Hélène Lafon

Claude Dravaine (1888-1957) a écrit plusieurs romans dont l'action se situe dans la région d'Ambert et si Marie-Aimée Méraville (1902-1963) était institutrice, elle fut surtout romancière, auteur de nouvelles et ethnologue des contes auvergnats. Cécile Sauvage (1883-1927) a illustré le Livradois dans plusieurs de ses romans.

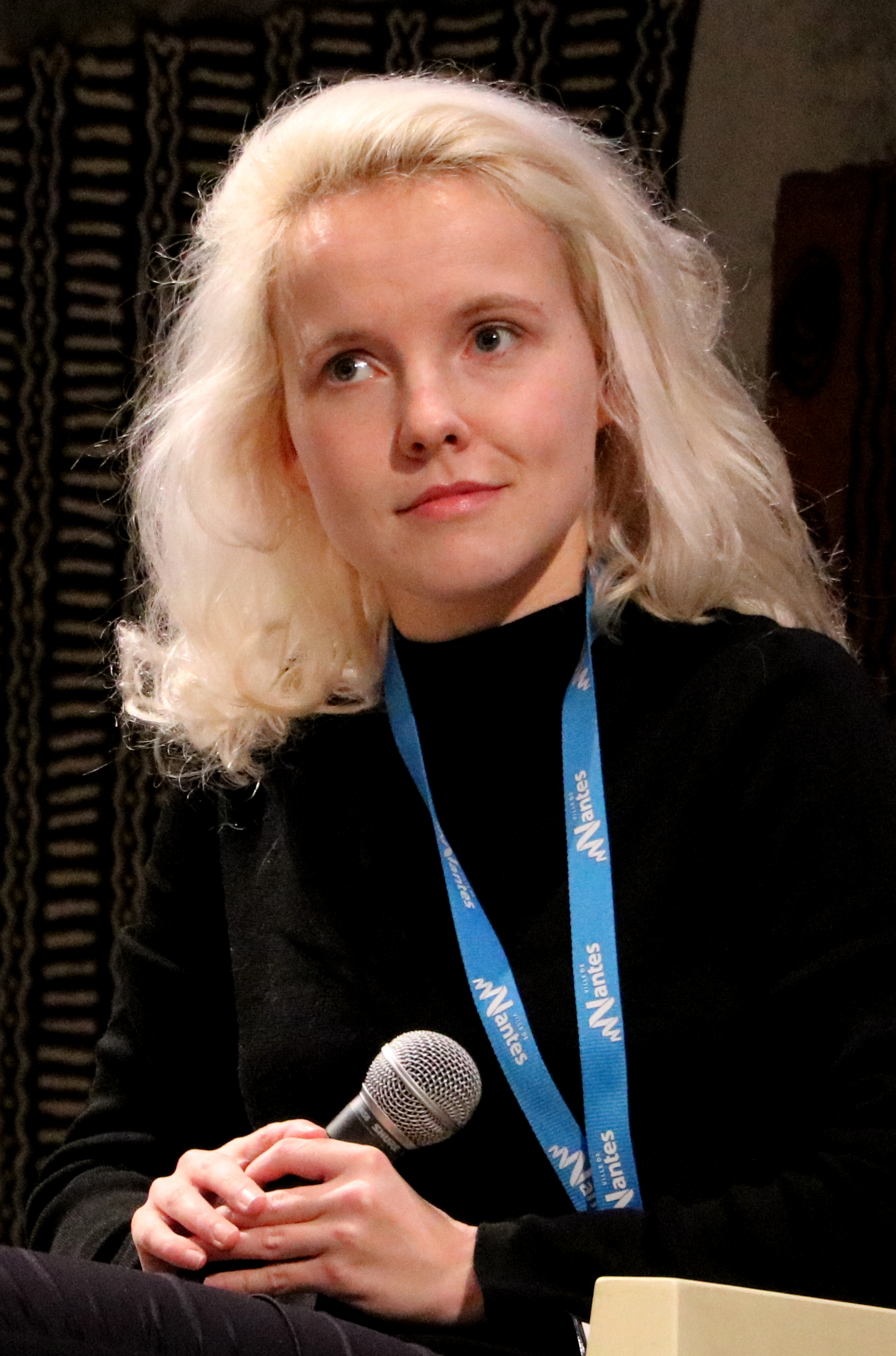
Cécile Coulon

Aujourd'hui Jeanne Cressanges (1929) est l'autrice de romans et d'essais reliés au Bourbonnais.
Cécile Beauvoir (1967) écrit ses romans de façon épurée et poétique pour rendre l'instant et les émotions dans toute leur intensité.
Marie-Hélène Lafon (1962), professeur agrégée de grammaire, est l'auteur de nouvelles, de prose poétique et de romans. Les personnages et les lieux lui sont inspirés par son pays natal situé entre monts du cantal et Cézallier. Ses ouvrages écrits dans un style sensible et affûté ont été plusieurs fois distingués notamment par le Prix Renaudot et le Prix Goncourt de la nouvelle.
Cécile Coulon (1990), romancière, nouvelliste et poétesse a publié son premier roman à l'age de 16 ans. Elle obtient depuis un succès grandissant, plusieurs fois récompensé. Elle a souvent situé ses romans en Auvergne, région où elle est née et où elle vit.

#### Auvergne et la fiction
L'écrivain américain Clark Ashton Smith, pour le besoin de ses romans de fantasy, a créé la province historique française fictive d'Averoigne. Son nom est sûrement inspiré de l'Auvergne, bien qu'il évoque également l'Aveyron.

### Liturgies régionales
Il existe depuis le Moyen Âge plusieurs formes liturgiques auvergnates. Les rares études concernant le sujet attestent dernièrement des découvertes réalisées à partir des manuscrits médiévaux et modernes. Les chercheurs comme Michel Huglo avaient commencé à analyser les différents livres liturgiques. La liturgie clermontoise rayonnait sur toute l'Auvergne médiévale. Mais d'autres grandes églises, dirigées par des chanoines ou des moines lettrés, s'étaient également dotées de liturgistes performants. Ainsi les chanoines de Brioude avaient réalisé des livres liturgiques et des pièces liturgiques différentes de celles de la cathédrale mère du diocèse. Au XVIIIe siècle, les chanoines de Clermont avaient ajouté de nombreux saints auvergnats aux calendriers liturgiques du diocèse. Cela correspond au mouvement du gallicanisme. En Velay, les liturgies du diocèse du Puy avaient adopté d'autres particularités.
Ces liturgies auvergnates étaient directement liées à la valorisation identitaire des personnages locaux et des saints locaux. Les Auvergnats ont donc prié leurs saints grâce à des pièces de chant et des oraisons composées en Auvergne par les moines de La Chaise-Dieu, de Clermont, de Brioude etc. Les liturgies en Auvergne ont favorisé la forme des églises auvergnates en particulier dans l'iconographie et dans les thèmes utilisés dans les chapiteaux sculptés.
Dans les églises romanes du diocèse de Clermont, plusieurs chapiteaux représentent le Saint-Sépulcre. Pendant des années les chercheurs ont supposé l'existence d'offices liturgiques ayant un rapport avec le tombeau du Christ à Jérusalem. Avital Heyman a repéré pour l'Auvergne, la montée de la conscience d'une libération indispensable de la Terre sainte. Comme ailleurs en Europe, la dévotion pour le Saint-Sépulcre était particulièrement en vogue. Les clercs ne participant pas aux croisades, pouvaient cependant réaliser des prières pour aider spirituellement les croisés. La libération du Saint-Sépulcre motivait toute la chrétienté et le pape également. Dans de nombreuses églises, on proposait aux pèlerins de visiter des « copies » du Saint-Sépulcre afin de satisfaire les fidèles.
À Brioude, une relique du Saint-Sépulcre était exposée dans une chapelle éponyme. Un chapiteau du Saint-Sépulcre avait d'ailleurs était placé en face d'un chapiteau représentant un croisé triomphant de l'Islam. L'analyse des bréviaires auvergnats a montré récemment que plusieurs prières surérogatoires étaient récitées dans la cathédrale de Clermont afin de « libérer » le Saint-Sépulcre et la Terre Sainte. À Brioude, les chanoines récitaient un office du Saint-Sépulcre le 4 mars de chaque année. Cet office a été effectué par les chanoines jusqu'en 1789. L'iconographie de la chapelle Saint-Michel de la basilique de Brioude reprenait également le thème de la croisade. Ainsi, en Auvergne, de nombreuses églises étaient ornées de fresques et de sculptures représentant la croisade et le Saint-Sépulcre. Ce thème était mélangé aux thèmes mythologiques et moralisateurs. Les clercs avaient ainsi répondu à la dévotion croissante pour le Saint-Sépulcre. Ils soutenaient ainsi par leur prières et par leurs monuments, la libération du tombeau du Christ.
Les formules liturgiques particulières au diocèse de Clermont étaient encore utilisées avant Vatican II. Après la réforme, de nombreux saints auvergnats ont été supprimés des calendriers liturgiques auvergnats. Le clergé clermontois avait hésité (dans les années 1970) à fabriquer un bréviaire de Clermont (comme on le faisait jadis). La liturgie clermontoise est aujourd'hui remplacée par la liturgie romaine. Un missel de Clermont existe, mais il n'est que rarement respecté. Quelques fêtes de saints auvergnats font encore l'objet de liturgies particulières : on fête la Saint-Austremoine ou la Saint-Julien. Mais beaucoup de saints auvergnats ou de vierges auvergnates, comme sainte Florine, ne sont plus fêtés. Depuis les années 2000, quelques reliques réapparaissent cependant lors des offices. Au hasard du vouloir du prêtre, il est encore possible de célébrer devant une relique d'Austremoine, etc. La rédaction des missels et des bréviaires en français n'a que très rarement intégré les anciennes liturgies « régionales » au profit du modèle romain, mais de nouvelles coutumes liturgiques naissent dans les paroisses.

### Peinture

#### École de Murol

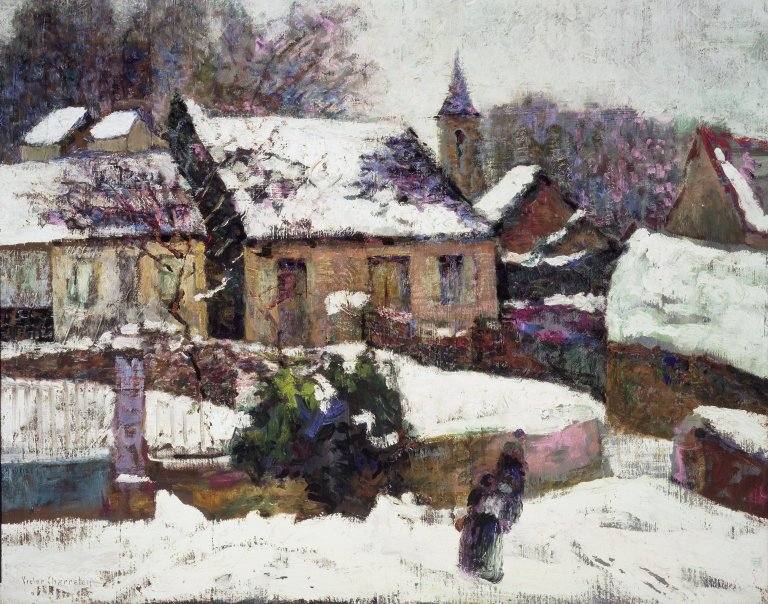
Victor Charreton
Neige mouillée en Auvergne

L’École de Murol, comme l’école de Barbizon ou l’école de Pont-Aven, présente toutes les caractéristiques des écoles de peinture du paysage du XIXe et du XXe siècle français : un artiste majeur, une unité de temps et de lieu et une inspiration unique.
L'abbé Léon Boudal, curé de Murol, est à l'origine de l'école. Il a su accueillir une cinquantaine de peintres et les rassembler dans un mouvement pictural fort. Victor Charreton fut leur chef de file. Les autres éléments majeurs de l'école furent Vladimir de Terlikowski, originaire de Varsovie, Armand Point et Mario Pérouse, un industriel auvergnat. Le peintre riomois Charles Jaffeux a également participé au mouvement. À Murol, les artistes ont été séduits par les paysages naturels de la montagne, notamment la neige et les ciels de montagne. Ils ont aussi pris comme modèles des habitants vaquant à leurs occupations. Ces peintres s'inscrivent dans un courant postimpressionniste ou parfois fauviste.

#### Peintres reconnus
- Édouard Marty (1851-1913) fit ses études à l'École des beaux-arts de Toulouse et à Paris où il enseigna. Il dessina pour des journaux illustrés et devient illustrateur d'ouvrages. Sa santé fragile l'obligea à revenir Aurillac où il fonda un atelier. Son œuvre est variée, elle se compose entre autres d’aquarelles, de dessins, de pastels, de lithographies et de peintures. Il passa la dernière année de sa vie, en 1912, à Chaudes-Aigues.
- Charles Jaffeux (1902-1941) était originaire de Riom. Élève de l’École des beaux-arts de Clermont-Ferrand, puis de Paris, il fut l'élève de Charles Waltner. Il fréquenta également l'Académie de la Grande Chaumière, et plus tard l'école de Murol. Sa carrière fut courte mais son œuvre est abondante. Dès son retour en Auvergne, il dessina des eaux-fortes des monuments de la région qu'il éditait ensuite en cartes postales, ce qui lui assurait un revenu confortable. Cela lui permit de se consacrer à la peinture des paysages de l'Auvergne mais aussi d'autres régions[170].
- Victor Fonfreide (1872-1934) était originaire de Volvic. Peintre, illustrateur et lithographe régionaliste, il a contribué à La Veillée d'Auvergne. Élève de l'École d'architecture de Volvic, des beaux-arts de Clermont-Ferrand, puis de l'ENSAD, il a également fréquenté l'école de Murol. Ses techniques sont multiples : aquarelle, sculpture, huile, céramique et plomb, mais c'est surtout avec la craie qu'il est le plus intéressant. Ses sujets sont des paysages et des monuments de l'Auvergne, des personnages et des scènes de genre qu'il traite avec un naturalisme parfois proche de l’expressionnisme.
- Élise Rieuf (1897-1990) est née à Massiac. Elle a fait l’École des Beaux-Arts de Clermont-Ferrand puis est entrée à l'Académie Lacaze à Paris. Elle y a rencontré Marguerite Jeanne Carpentier et a participé à la première école de peinture féminine. Elle enseigna à Düsseldorf et à Agen puis a suivi son mari, l'architecte Paul Veysseyre, à Shanghai où elle s'attacha a peindre la vie et les paysages chinois. Revenue en France, elle resta proche de Marguerite Jeanne Carpentier et exposa régulièrement aux salons. Elle vécut aussi à Aix-en-Provence et se retira à Massiac où elle continua à peindre l'Auvergne. Cette artiste n'a jamais vendu aucune de ses pièces ce qui a réduit sa notoriété. Son œuvre est aujourd'hui exposée dans un musée qui lui est consacré et qui peine à contenir une collection d'une très grande richesse.
- François Boucheix est un peintre surréaliste. Reconnu internationalement, il reste fidèle à sa terre natale. Un musée lui est consacré à Vichy.

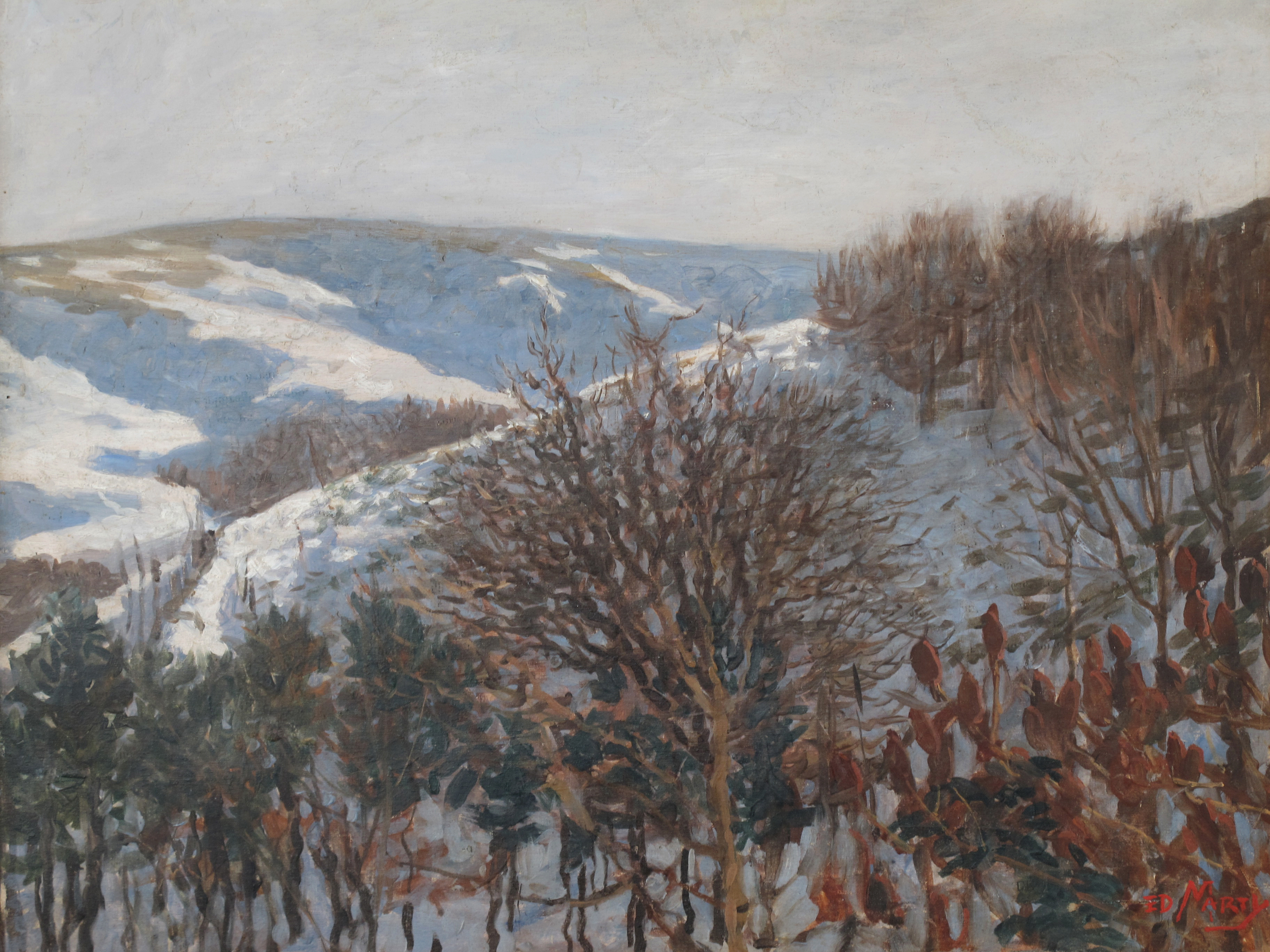
Édouard Marty La vallée de la Doire.
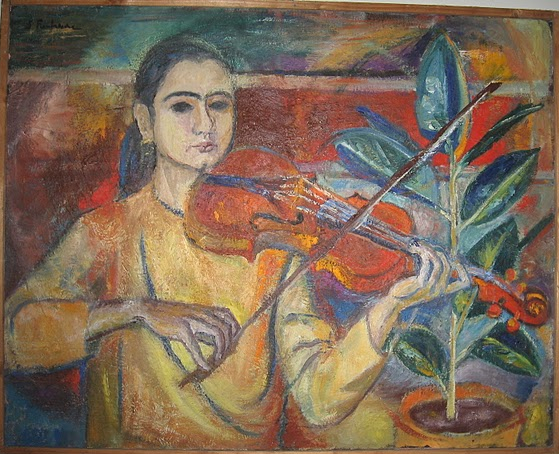
Victor Fonfreide La joueuse de violon.
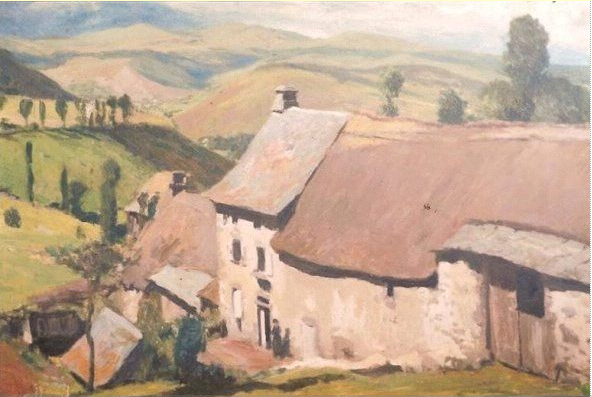
Charles Jaffeux Près de Murat.
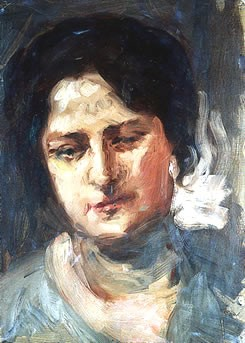
Élise Rieuf Autoportrait Musée E.Rieuf - Massiac.

### Musique

#### Musique classique

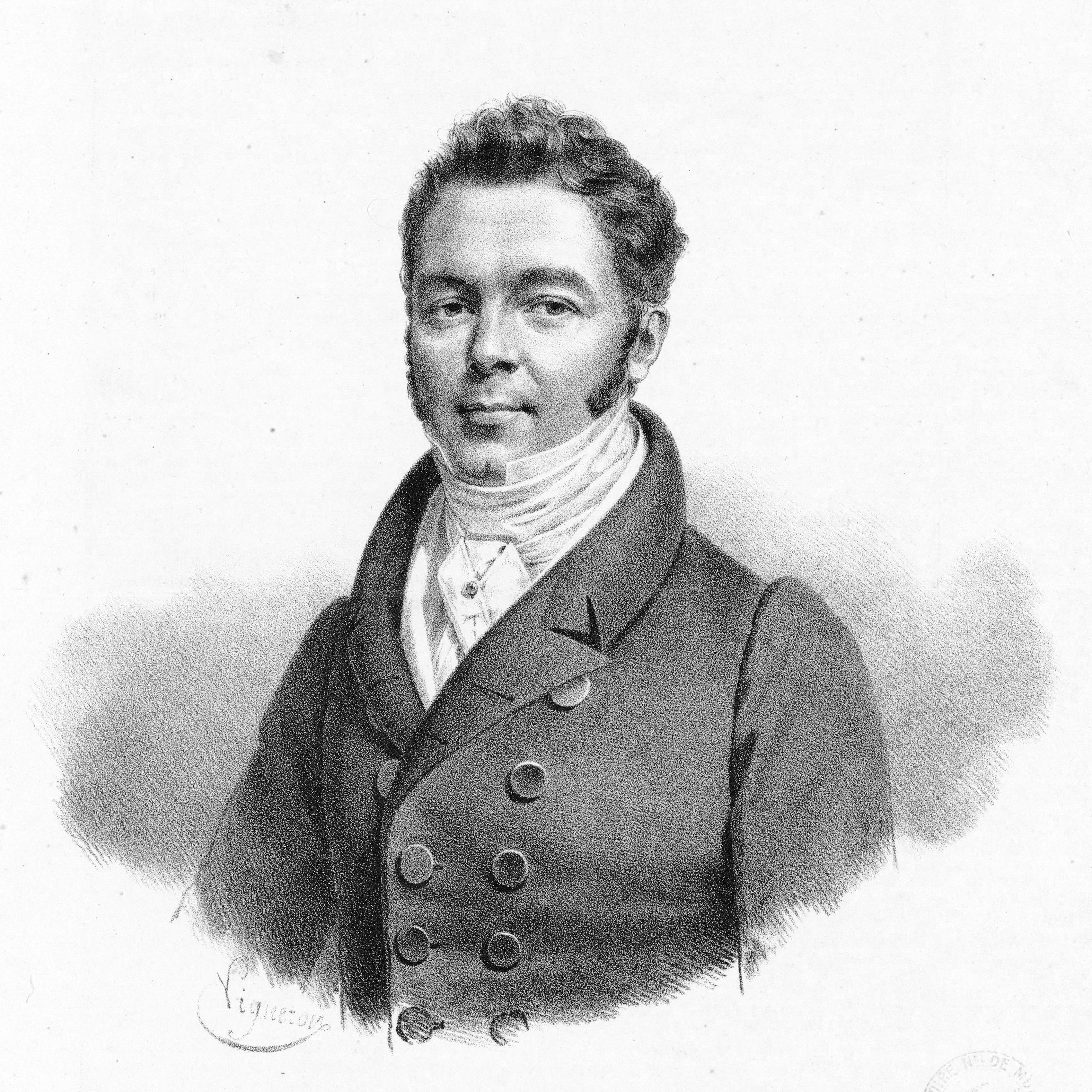
George Onslow

George Onslow est incontestablement le plus éminent des compositeurs ayant vécu en Auvergne. Né à Clermont-Ferrand (1784), il y est également décédé (1853). En dépit d'une renommée internationale, il resta toujours fidèle à sa ville natale, ce qui ne l'empêcha pas de fréquenter les plus illustres musiciens de son temps et d'être publié et diffusé partout en Europe par les plus grandes maisons d'édition. Un festival, Les Soirées Onslow, lui est consacré chaque été pendant la première semaine du mois d'août à l'initiative du Quatuor Prima Vista qui en est le fondateur.

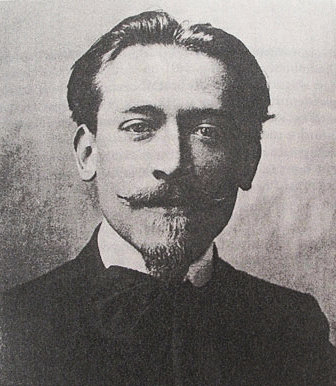
Joseph Canteloube

Dans les années 1920, Joseph Canteloube (1879-1957) collecte, harmonise, et orchestre le recueil Chants d'Auvergne. Ces chants traditionnels font partie du répertoire classique et ont été enregistrés par de nombreux chanteurs, telle la soprano Madeleine Grey qui les crée en 1926, les barytons Gérard Souzay puis Bernard Boucheix en 1966 et 2007, Victoria de los Ángeles en 1973, Frederica von Stade en 1985, etc.
Plusieurs compositeurs sont nés en Auvergne mais sont bien vite partis s’établir à Paris : Antoine Lhoyer, Emmanuel Chabrier, François George Hainl, André Messager, Antoine-François Marmontel, Roger Désormière, André Gannes et François-Bernard Mâche. Seuls quelques-uns sont originaires d’Auvergne et y ont établi leur activité : c’est le cas d’Henri Thévenin (né à Vichy), Gilles Raynal (né à Saint-Flour) et Baudime Jam (né à Clermont-Ferrand).
D'autres ont résidé pendant des périodes plus ou moins longues en Auvergne, sans toutefois s’y installer : Jean-Philippe Rameau (originaire de Dijon), Isaac Strauss (originaire de Strasbourg), Pierre Angot (originaire de Neuville-lès-Dieppe) et Dominique Jayles (originaire de Toulouse). Daniel Meier (1934-2004) était originaire de Pau mais s'est établi définitivement en Auvergne en 1975.

#### Orchestre national d'Auvergne
L'orchestre national d'Auvergne est une formation de 21 musiciens de niveau international créée en 1981 par le Conseil régional d'Auvergne et le ministère de la Culture. Il a été placé sous la direction de Jean-Jacques Kantorow puis d'Arie van Beek et enfin de Roberto Forés Veses en 2012. Il est basé à Clermont-Ferrand et se produit dans la région, dans de nombreux festivals en Europe et dans plusieurs villes du monde telles que Tokyo, Osaka, New York, Philadelphie, Baltimore, Munich, Francfort, Amsterdam, La Haye, Zurich, Genève ou Milan. Son répertoire s'étend de la musique baroque à la musique contemporaine,. Il a joué sous la conduite de chefs prestigieux comme Emmanuel Krivine, Gilbert Varga, Fabio Biondi ou Hervé Niquet.

#### Musiques et instruments traditionnels

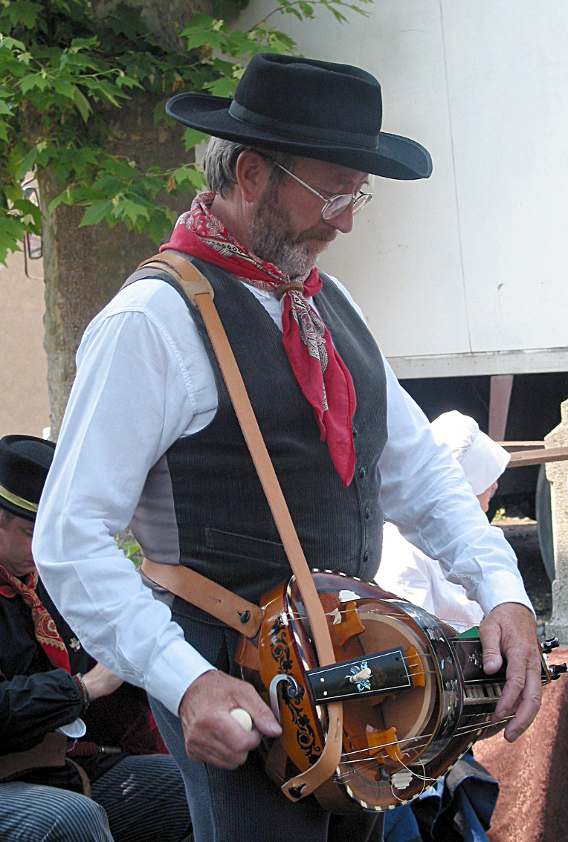
Joueur de vielle à roue à St-Jean-des-Ollières

Au Moyen Âge, on a d'abord joué de la flûte, du fifre et du tambour. La vielle à roue est arrivée ensuite. C'est un des instruments traditionnels les plus anciennement utilisés. Elle faisait office d'instrument universel car elle permettait à la fois de jouer la mélodie, l'accompagnement rythmique et l'accompagnement mélodique. Le joueur pouvait également chanter en même temps qu'il jouait. Les vielles utilisées en Auvergne sont d'abord venues de Paris et de l'est de la France. La fabrication à Jenzat d'instruments très décorés est à l'origine de sa grande diffusion dans la région. Au XVIIe siècle on voit apparaître la cornemuse, appelée chèvre, cabre ou cabrette à cause de l'outre faite en peau de chèvre. La cornemuse bourbonnaise connait un succès plus tardif en Basse Auvergne grâce à la présence d'excellents facteurs locaux. Le violon était aussi très utilisé dans les campagnes.

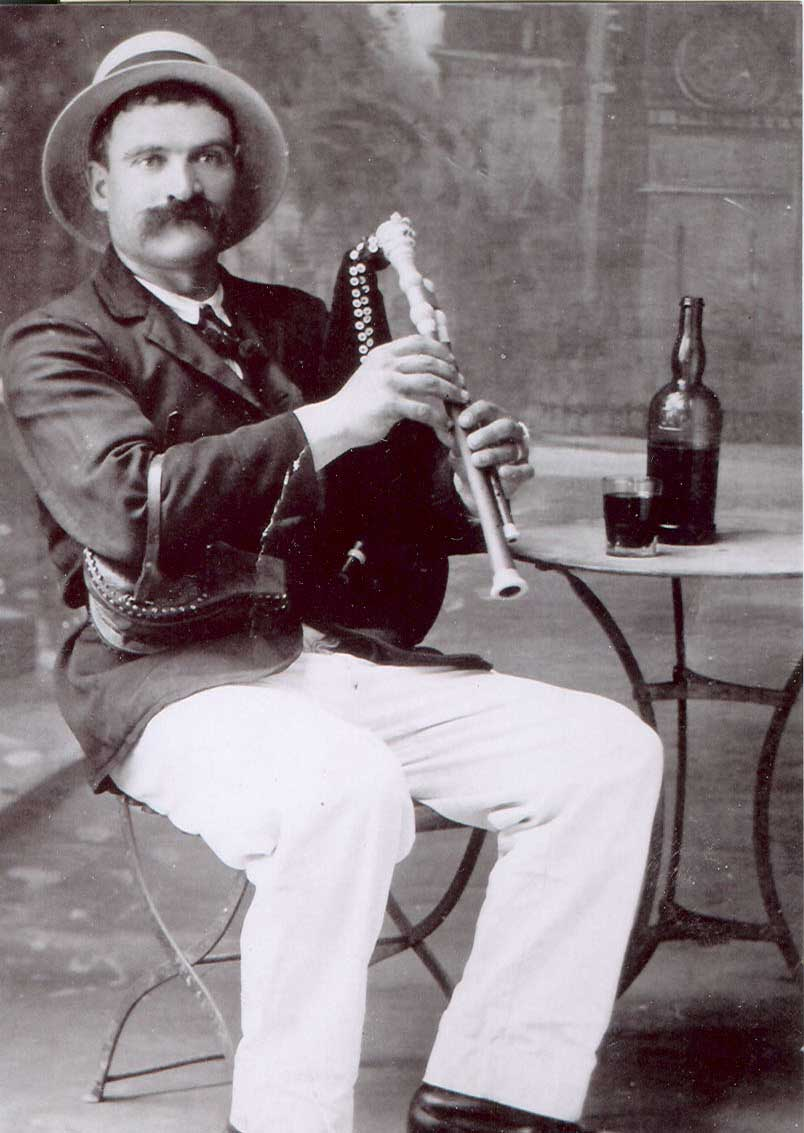
Jean Rascalou, joueur de cabrette

Une grande page de la musique auvergnate s'est écrite à Paris. Dès le début du XIXe siècle l'immigration auvergnate se développe dans la capitale. Elle prend une très large ampleur avec l'arrivée du chemin de fer dans le Massif central. Les Auvergnats s'installent dans les faubourgs miséreux comme le quartier de la Roquette ou la rue de Lappe, ils occupent des petits métiers (ferrailleurs, porteurs d'eau). C'est à cette époque que se créent les bals auvergnats. Il y a de nombreux banquets où l'on se retrouve par canton ou par corps de métier et où l'on danse la bourrée. La cabrette que l'on équipe d'un soufflet placé sous le bras devient alors un instrument extrêmement populaire. Elle a un son puissant qui s'adapte bien aux ambiances bruyantes et ses nombreuses harmoniques permettent un jeu varié.
Après la guerre de 1870 la musique auvergnate devient à la mode dans tout Paris. On finit par compter plus de 200 bals auvergnats dans la Capitale. D'abord régionale, cette musique devient alors une musique urbaine prisée de tous. Un des plus grands joueurs de cabrette de cette époque fut Antoine Bouscatel. Ce musicien originaire de la vallée de la Jordanne a connu un immense succès. Il tenait un bal « Chez Bousca » d'abord rue de Lappe puis rue de la Huchette. C'est peut-être lui qui, le premier, accepte d'associer l'accordéon à la cabrette. Cet instrument a été apporté par les immigrants italiens. Il a d'abord été accueilli avec réticence dans la communauté auvergnate mais le goût du public fut le plus fort. La présence de la manufacture Dedenis à Brive-la-Gaillarde a accéléré la diffusion de l'instrument dans le Massif central.

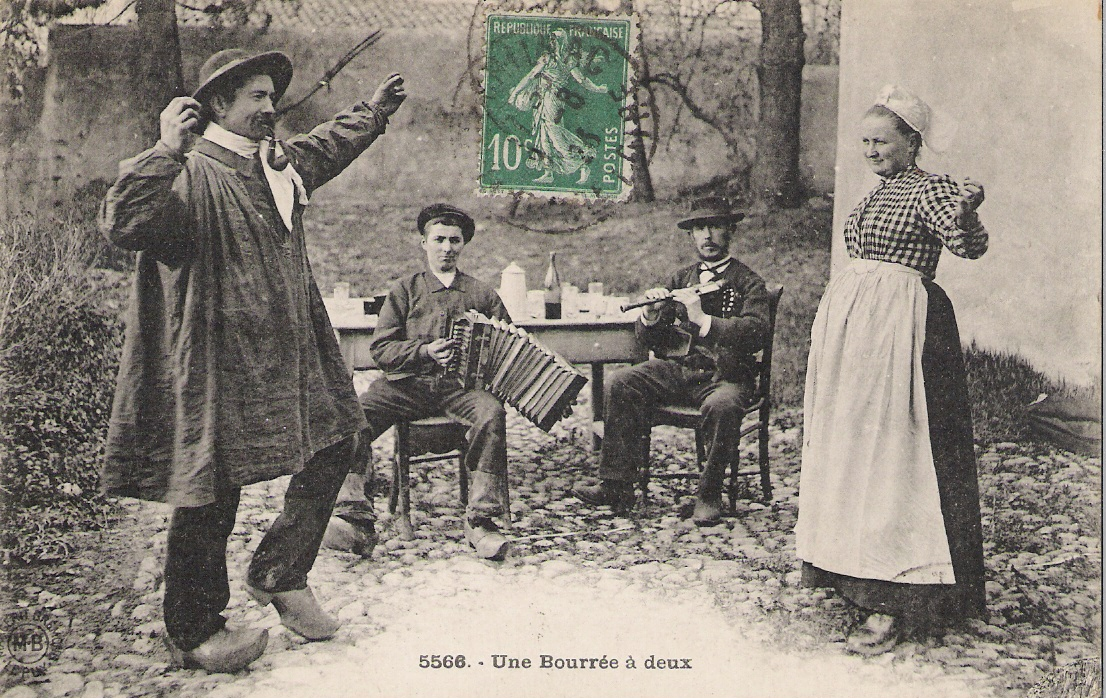
Bourrée à deux et joueurs d'accordéon et de cabrette

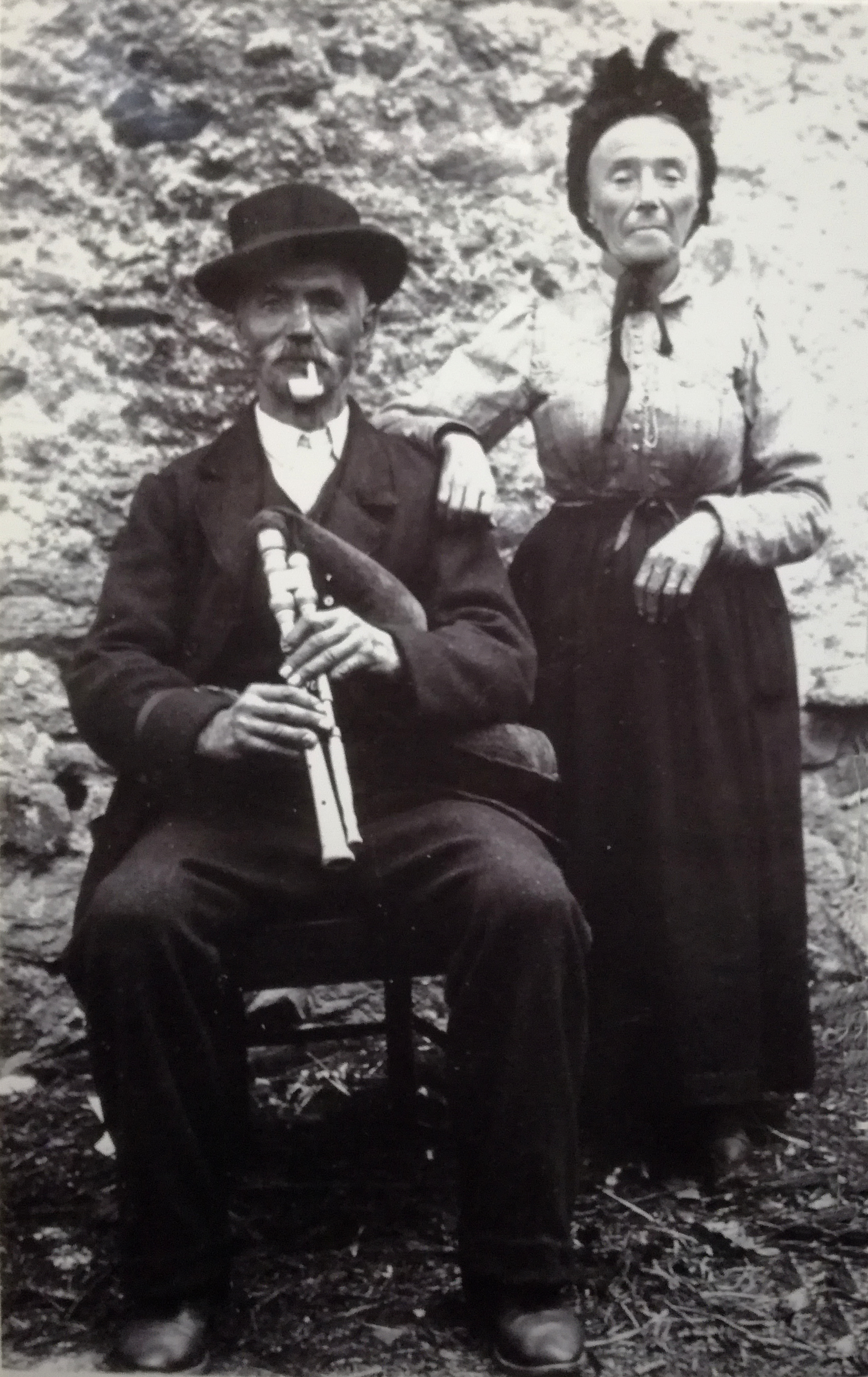
Joueur de cabrette et son épouse à Auriac-l’Église vers 1905

Un autre grand acteur de cette histoire musicale fut Martin Cayla. Ce joueur de cabrette était originaire de Sansac-de-Marmiesse. Il créa la maison de disques spécialisée dans la musique auvergnate « Les disques du soleil ». Son magasin de disques était le plus grand de Paris. Il signa tous les artistes auvergnats de l'époque et ses enregistrements, revenus dans les campagnes, servirent de modèle à tous les musiciens du Massif central. Cela produisit un phénomène d'unification et de standardisation du répertoire.
Après 1918 la musique jouée dans les bals auvergnats se métisse ; on joue des valses, des polkas, des mazurkas... La cabrette est peu à peu reléguée aux bals strictement régionaux. C'est la naissance d'un nouveau genre de musique : le musette. En Auvergne, jusque dans les années 1960, on aime écouter les deux styles de musique et l'on ne se demande pas lequel est le plus authentique car les deux proviennent de la même source. L'accordéoniste Jean Ségurel a connu un grand succès et aujourd'hui encore des artistes comme Sylvie Pullès poursuivent la tradition.
Depuis les années 1970, lors de la vague folk, la musique de tradition orale est collectée, enregistrée et mise à disposition du plus grand nombre pour que ce patrimoine soit le ferment de nouvelles créations. Aujourd'hui de nombreux groupes assurent des bals, concerts, spectacles comme Bouffard en trio, l'Auvergne Imaginée, Le Comité, La Compagnie Léon Larchet, La Chavannée, La Pastourelle de Roannes Saint Mary, Les Brayauds, Le Duo Artense, Virginie Basset, Anne-Lise Foy, Traucaterme ou encore Alain Bruel. Vielle, accordéons diatonique ou chromatique, cabrettes, violons et cornemuses se mêlent aux trombones à coulisse, trompettes, basses, batteries pour le plaisir de danser des polkas, mazurkas, valses, bourrées à 2 ou 3 temps.

#### Chants
Les plus anciens chants d'Auvergne sont probablement les « Chants de Plein Vent ». Il s'agit de simples mélodies psalmodiées sur des onomatopées qui variaient selon la saison ou le moment du jour. Ils accompagnaient les moments de la vie rurale. Les « Grandes » servaient à encourager les animaux à travailler. On note que certains d'entre eux sont composés sur une gamme différente de la gamme moderne ou des gammes antiques grecques ou romaines. Ce système musical original provient probablement de l'époque celtique. Les « chants de moisson » comportaient des paroles.
Les « Baïleros » étaient des psalmodies au rythme libre qui permettaient aux bergers de communiquer entre eux à grande distance.
Les « Révéliés » étaient chantés par les enfants de maison en maison la nuit du 1er mai ou au moment des fêtes religieuses pour obtenir de petites récompenses.
Les « Regrets » sont des chants mélancoliques comparables à ceux du troubadour Austan d'Orlhac.
Une grande part des chansons traditionnelles de la région sont simplement des versions arvernisées des chansons communes aux provinces paysannes françaises.

#### Conservation du patrimoine immatériel
Depuis 1985 l’Agence des Musiques des Territoires d’Auvergne (AMTA) collecte le patrimoine oral de l’Auvergne (musiques traditionnelles, chants mais aussi contes, légendes, danses, langue…) ; elle a constitué un fonds documentaire qui, en 2016, représente plus de 1 000 heures d’enregistrements sonores, plus de 800 heures de films, 10 000 photos, etc..

### Danse

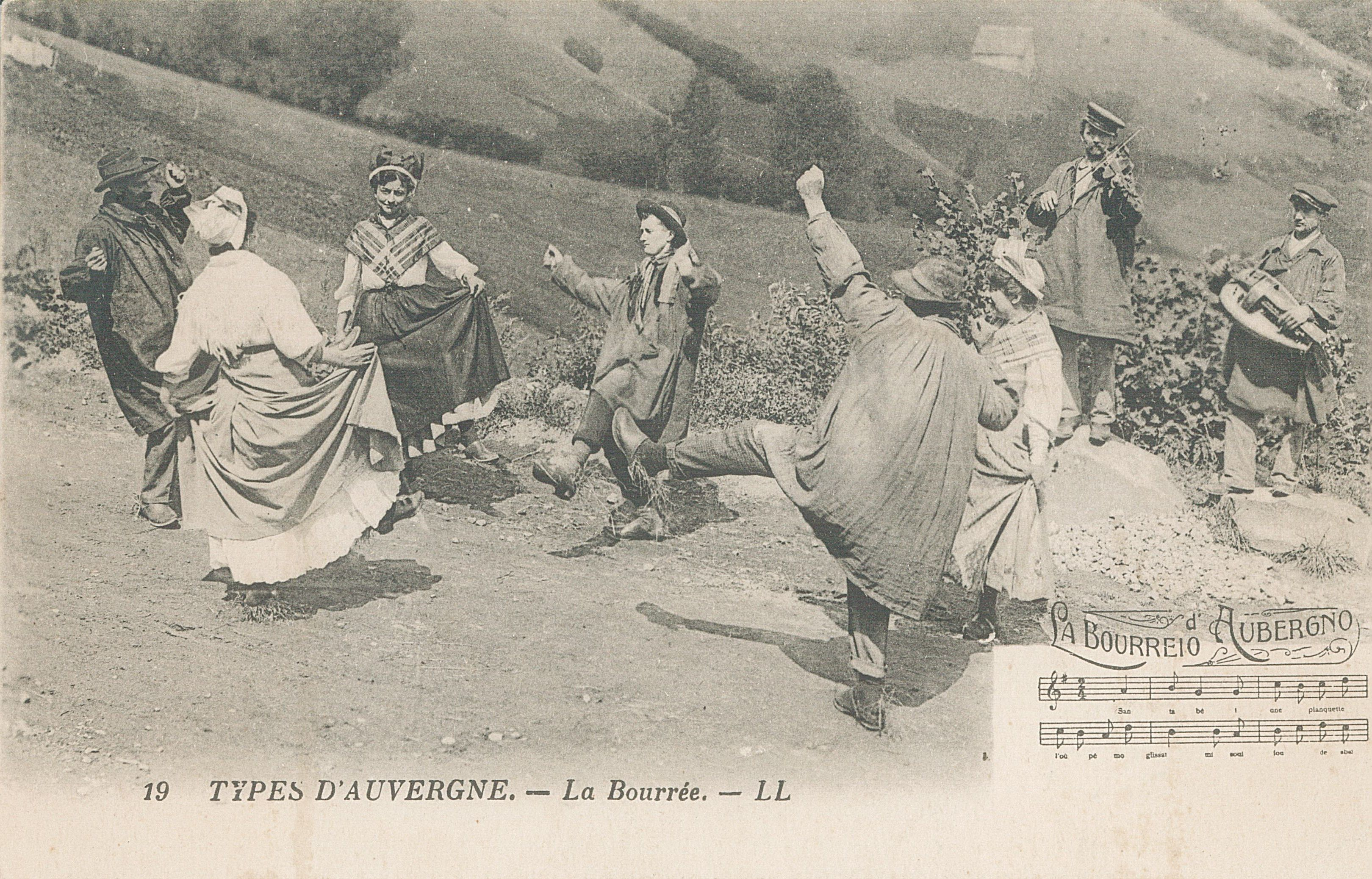
Bourrée d'Auvergne (carte postale du début du XXe siècle)

La bourrée est la plus fameuse des danses d'Auvergne. Aux XVIIe et XVIIIe siècles, Lully, Rameau ou Bach en firent des arrangements pour la cour, Madame de Sévigné raconte l'avoir vu à Vichy. Traditionnellement elle se dansait entre hommes ou entre femmes. Au début du siècle on la dansait souvent en tenant un bâton. La bourrée auvergnate a un rythme ternaire. Les pas sont glissés et ponctués de frappés, les danseurs ne se rencontrent pas. Les hommes se tiennent droit, un peu inclinés en arrière et la tête en avant, et gardent les poings relevés. Les femmes gardent le buste immobile en tournoyant, leurs bras restent en bas et le mouvement des pieds se fait discret sous les jupes.
La bourrée entre homme et femme conçue comme une poursuite galante serait plus récente. Au XVIIe siècle, Fléchier fut choqué par l’indécence d'une de ses variantes appelée la « goignade ». Il raconte que les danseurs font « des figures très hardies, des pas déréglés et toutes les parties du corps se démontent d'une manière très indécente ».

### Costume régional

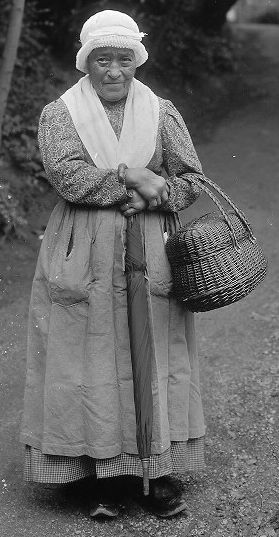
Costume traditionnel auvergnat (Limagne).

Très longtemps le costume paysan est resté simple et peu différent de ceux des autres provinces. Les vêtements étaient faits de chanvre que l'on cultivait sur place ou de laine marron, noire ou grise dans le bas pays. On portait des sabots en boulot ou en vergne dans les montagnes ou en noyer dans les plaines. Les hommes se coiffaient d'un chapeau de feutre à large bord. En Pays Brayaud ils portaient un tricorne de feutre noir. L'hiver on se couvrait d'une mante à cape qui descendait jusqu'aux chevilles appelée la « coubarte » ou la « saïle ».
Au XIXe siècle le costume régional s'individualise. Dans les montagnes les éleveurs adoptent la blouse de lin bleu ou noir comme dans d'autres parties du massif central. Les femmes se montreront plus conservatrices et seront les dernières à abandonner le costume régional. C'est certainement la coiffure qui était l'élément le plus original de leur tenue. La coiffe variait considérablement d'un pays traditionnel à l'autre. De nombreuses nuances de forme et de port permettaient à la porteuse de signifier son état, comme le deuil. En Limagne les femmes portaient un bonnet rond à bordure tuyautée très enfoncé. Les plus jeunes le portaient plus relevé sur le front, sans bordure mais avec un large ruban posé en papillon.

### Habitat traditionnel

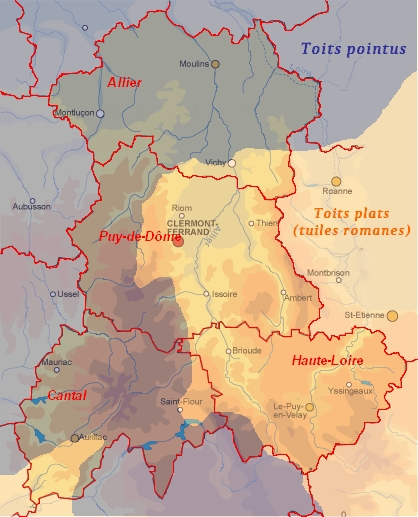
Carte des toits en Auvergne. Bleu : toits pointus, orange : toits plats à tuile romane.

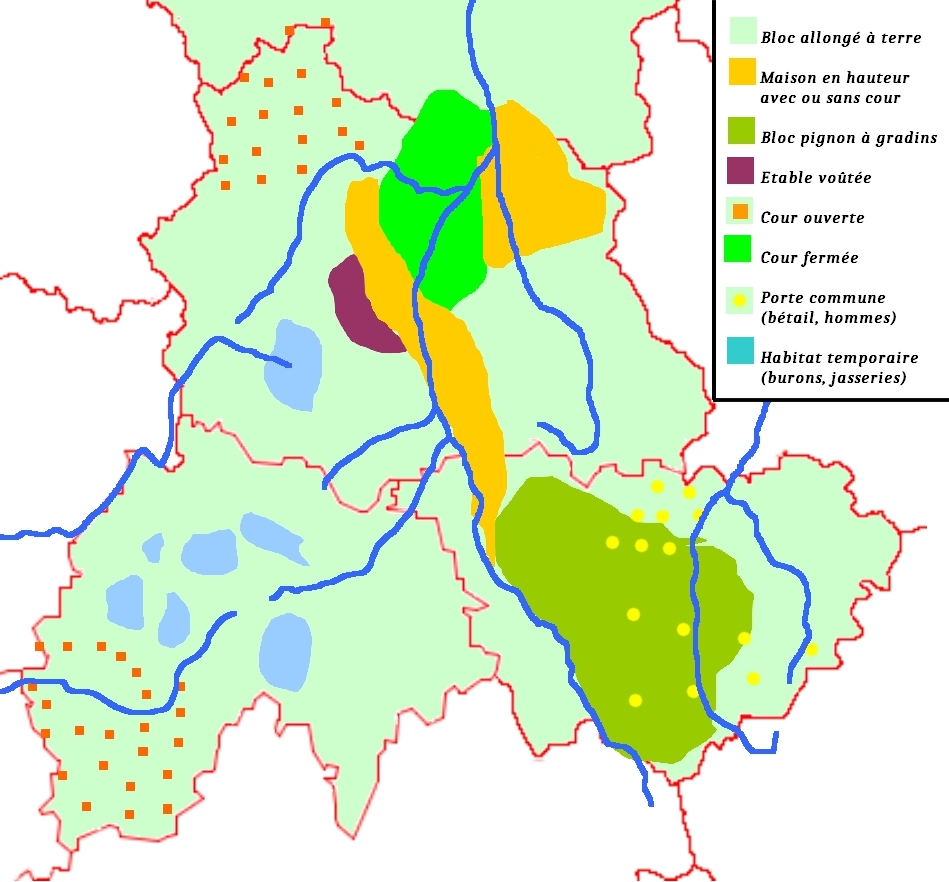
Forme des maisons paysannes en Auvergne.

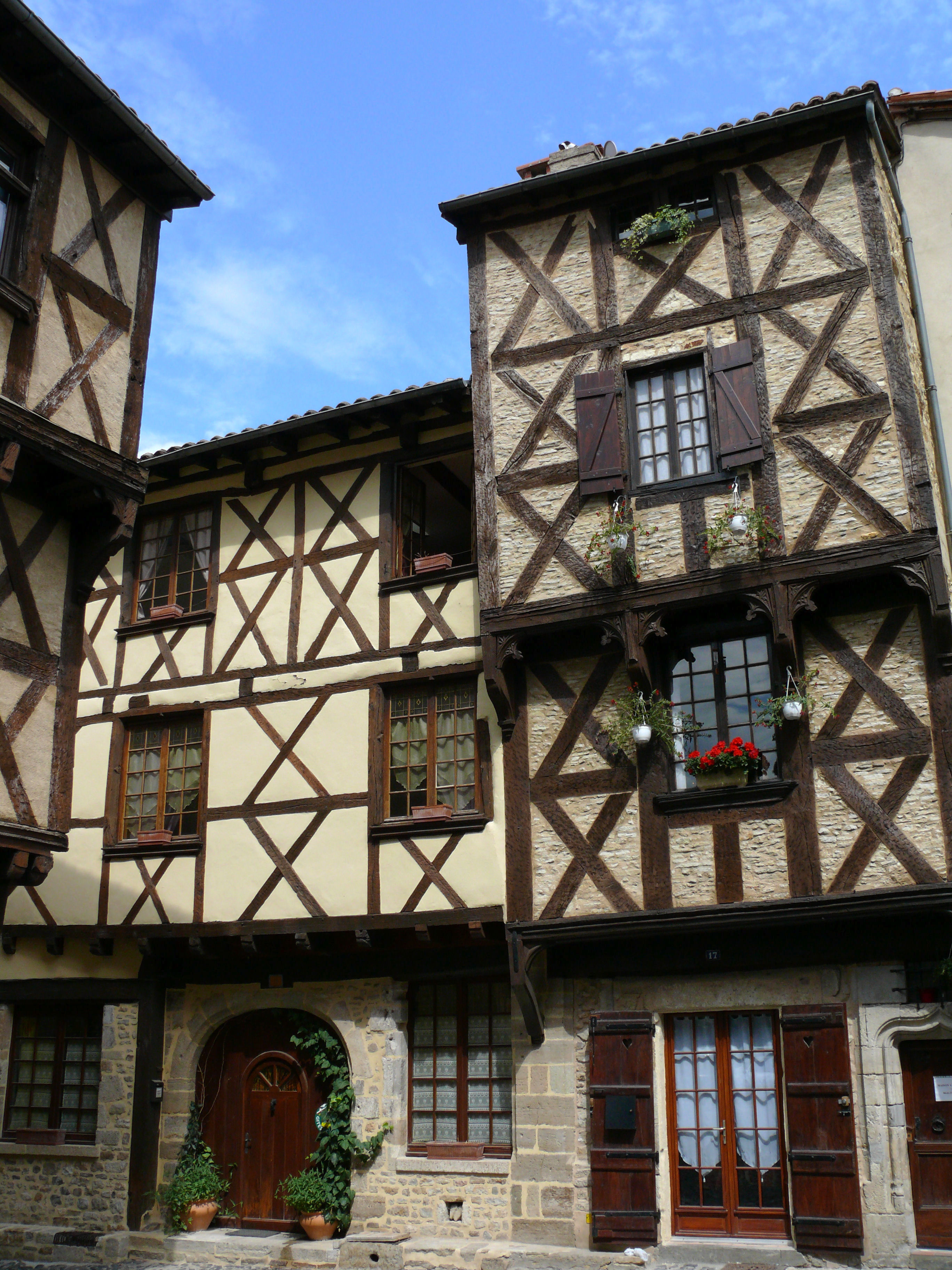
Façades d'habitations médiévales à Billom

Située à la confluence d'influences provenant de toutes les parties de la France, l'Auvergne présente tous les types d'habitats traditionnels mais dans des proportions différentes pour chacun des quinze pays traditionnels.
Dans les Limagnes et la Planèze de Saint-Flour et dans une moindre mesure sur les plateaux défavorisés de la Margeride l'habitat est regroupé en villages. Partout ailleurs l'Auvergne se caractérise par un habitat dispersé. La structure la plus fréquente est celle du hameau de cinq à six maisons d'habitation, accompagnées de leurs granges et dépendances,. L'habitat permanent ne dépasse pas les 1 000 mètres d'altitude (1 200 sur les versants est des massifs). Au-delà les bâtiments sont dévolus à des utilisations saisonnières (burons, granges). Dans le Cantal la date de construction, voire le nom du propriétaire, figurent fréquemment sur le linteau de la porte. En montagne, le « couderc », espace ouvert et commun, est l'un des éléments importants des villages. Les villages à « barriades » sont constitués de groupes linéaires de maisons jointives. En montagne on retrouve quatre types de maisons :
- La maison élémentaire de l'ouvrier agricole : sans étage et de plan carré, ses matériaux sont d'une relative pauvreté.
- La « borde » ou « bourioto »[182], maison des petits et moyens exploitants : au sol ou non, avec ou sans étage, sa taille reflète l'importance de l'exploitation.
- La borie, maison de fermier dépendant d'un domaine bourgeois ou noble : les dépendance (granges, pigeonnier) indiquent l'importance du domaine.
- La maison de maître souvent isolée par rapport à l'exploitation se distingue par sa situation dominante, son volume important et son architecture ordonnancée.

Dans les Limagnes les maisons sont regroupées et ont plusieurs étages. L'étable et les cuves de vin sont au rez-de-chaussée, la cave est au sous-sol. On monte à l'étage par un escalier extérieur qui donne sur un balcon, « l'estre », lui-même couvert d'un petit toit, le « courcour ». Les fermes isolées ont leurs bâtiments disposés en équerre ou en carré autour d'une cour.
La région se trouve à la rencontre de l'aire des « toits aiguës » et de l'aire des « toits plats ». Les toits « pointus » et à forte pente correspondent aux anciennes toitures en chaume. Elles sont maintenant couvertes de lauzes, d'ardoises ou, éventuellement, de tuiles plates dans le Bassin d'Aurillac. Les toits à faible pente sont les toits « méridionaux », leur couverture est constituée en tuile canal. On les retrouve principalement dans les Limagnes et la moitié est de l'Auvergne. Entre les zones on trouve fréquemment une étroite zone de transition où les deux types de toit se côtoient.

### Gastronomie
La cuisine auvergnate traditionnelle a gardé la réputation d’être simple et roborative. D'origine paysanne, on y trouve souvent des plats à base de choux. Avec les cochonnailles, ce légume est à l'origine de plats tels que la potée, le chou farci, la pintade fermière aux choux, ou la saucisse de choux. Dans l'Aubrac, la soupe au fromage revient à la mode. Les tripous d'Auvergne se composent d'une farce (20% de fraise de veau, 80% de pansette de veau ou d'agneau, oignon, ail, persil, épices) roulée dans une pansette de mouton, le tout cuisiné au vin blanc. On les accompagne de pommes de terre, carottes ou lentilles…

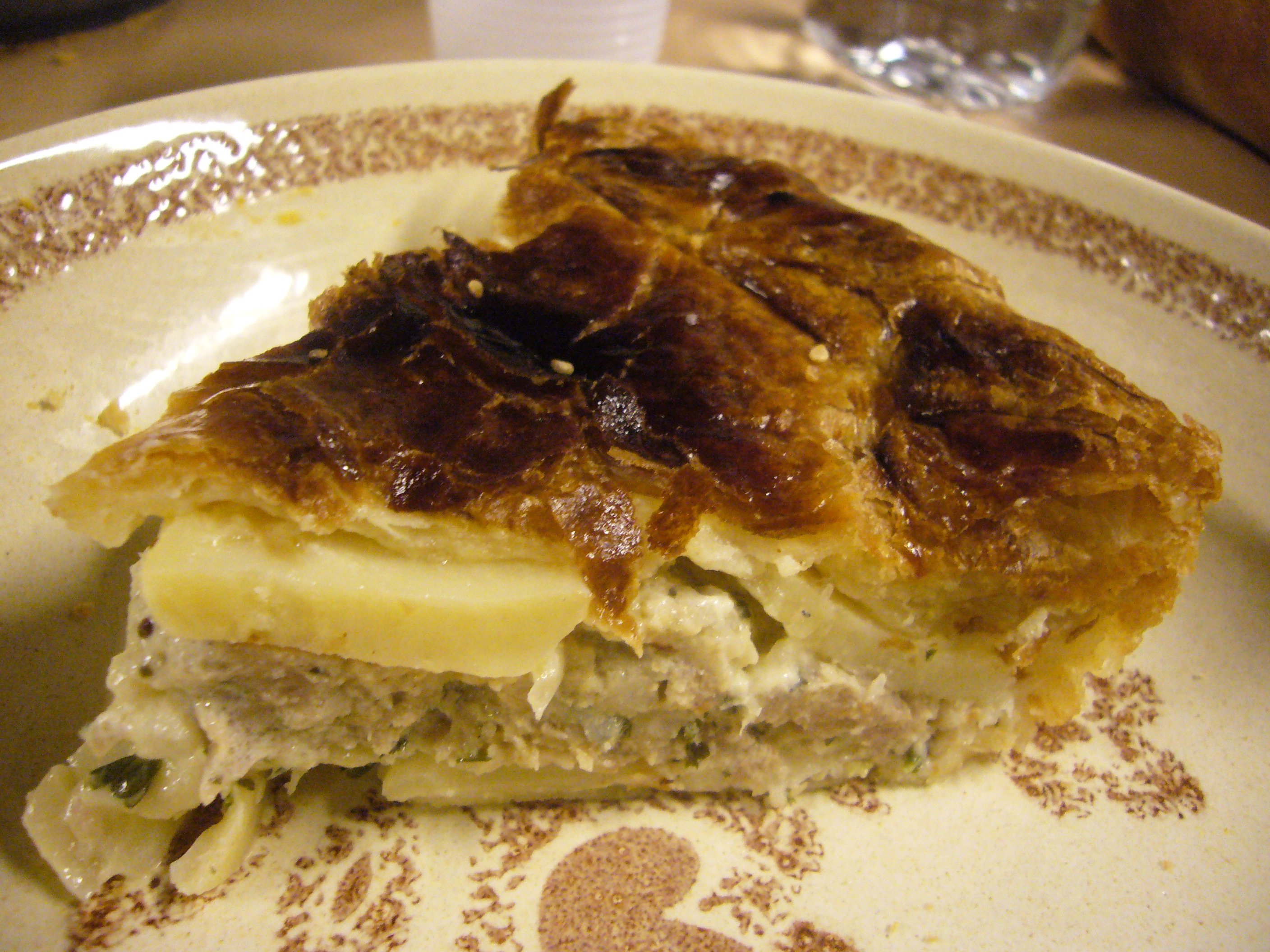
Pâté de pommes de terre.

Les salaisons auvergnates ont une réputation de grande qualité : le jambon d’Auvergne et les saucisses et saucissons secs d'Auvergne bénéficient d'une IGP depuis 2016. Le petit salé peut être accompagné de lentille vertes du Puy (AOP) ou de lentilles blondes de la Planèze. Parmi les charcuteries, les pieds de porc panés ou au vin blanc sont des mets réputés, ainsi que l'andouillette de Saint-Pourçain et le pâté thiersois. Le coq et le chapon fermiers au vin de chanturgue, le gigot brayaude, la truite au lard (fario de la Sioule ou de la Cère), entourée ou farcie d'un morceau de poitrine fumée, ou les rillettes de canard sont des grands classiques de la table auvergnate.

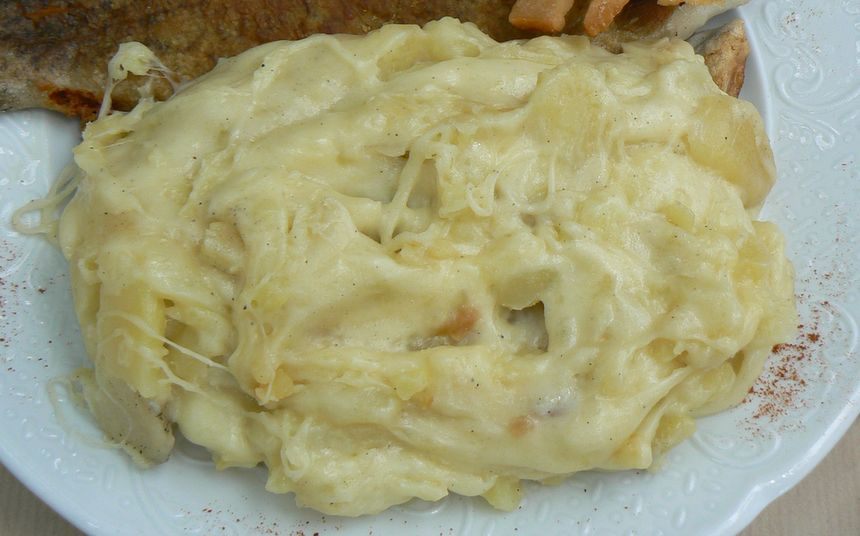
Truffade.

Les bourriols sont des petites galettes composées pour moitié de farine de sarrasin et de farine de blé alors que la pachade est une sorte de crêpe épaisse et croustillante cuite dans une poêle avec du beurre. Les rissoles de Saint-Flour quant à elles sont fourrées avec une préparation à base de cantal entre-deux et de fromage blanc.
L'ail rose de Billom est réputé pour son goût incomparable. Il est produit dans une aire géographique qui s'étend autour des communes de Billom, Reignat, Espirat et Glaine Montaigue.

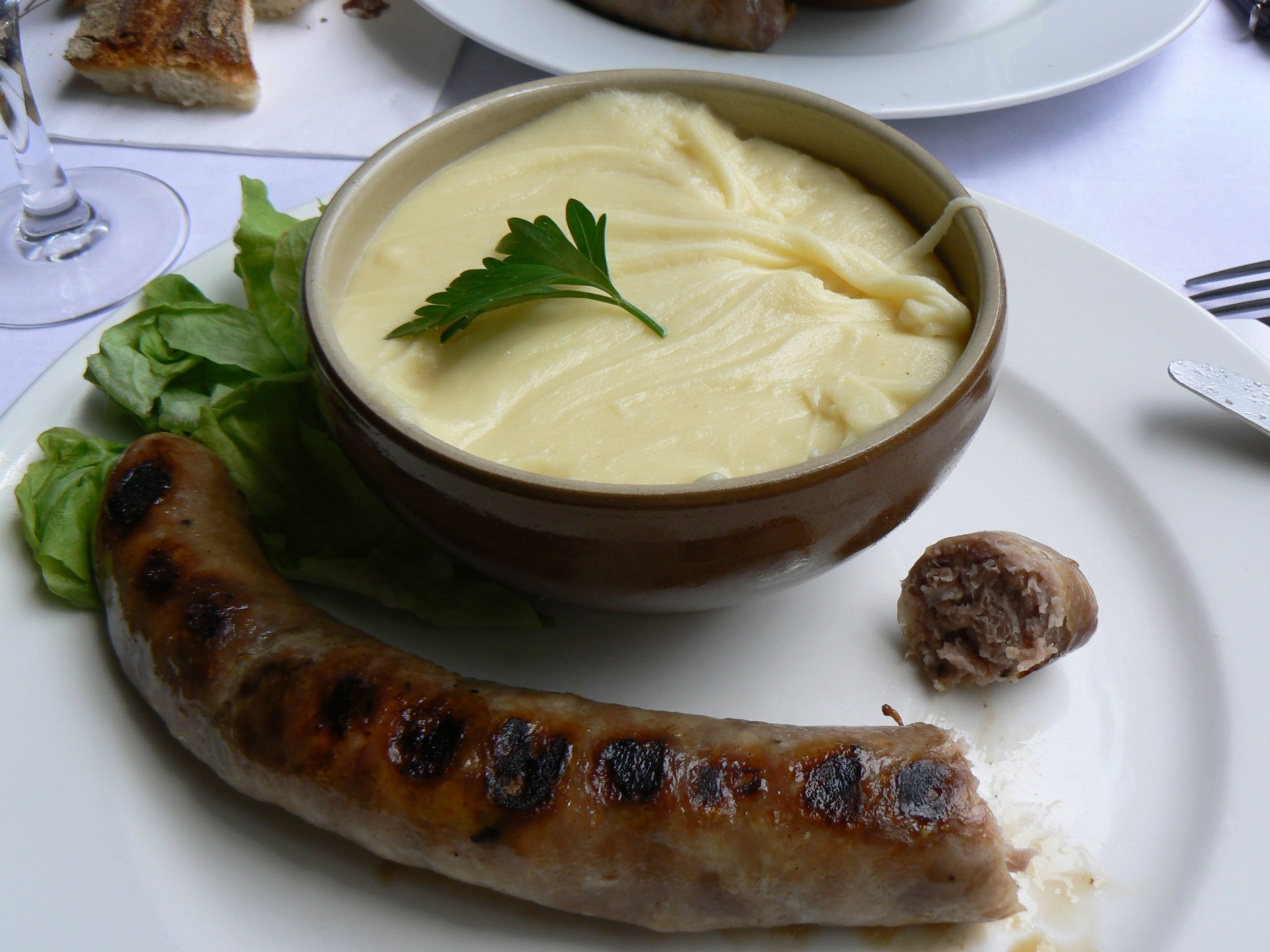
Bol d'aligot.

La pomme de terre, à la culture adaptée au climat d'altitude, est à l'origine de plats tels que la truffade, un plat composé de pommes de terre sautées et de tome fraîche de cantal. L’aligot est une purée faite avec la tome du même fromage et de l’ail. Le pounti est un pâté sucré-salé du Carladès et de la Châtaigneraie. La patranque est un plat à base de cantal doux et de pain de campagne. Ces spécialités se retrouvent aussi en Margeride dans le sud de l'Aubrac et en Viadène. La patia, plat type de la jasserie, est un gratin de patates cuit au chaudron avec ail, oignon, crème fraîche, sel et poivre.

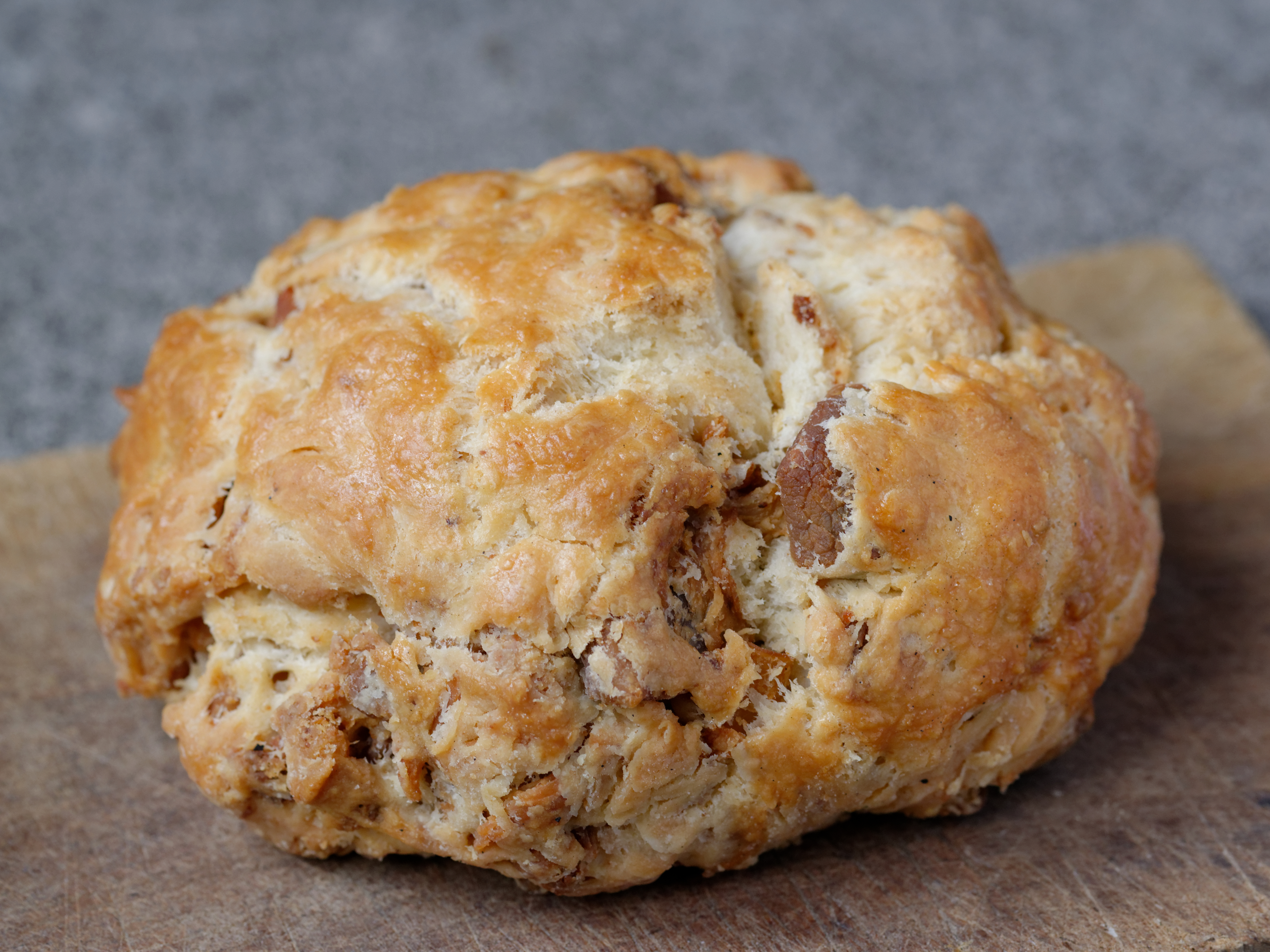
Pompe aux grattons.

Parmi les nombreux desserts, la pompe aux pommes, les cornets de Murat fourrés à la crème fraîche et les carrés de Salers, sont les plus connus. La fouasse du Cantal est une grosse brioche au levain parfumée à l'eau de fleur d'oranger. La tarte à la tomme de Vic-sur-Cère est une spécialité locale mais les pâtisseries auvergnates les plus classiques sont le milliard aux cerises et les tartes aux myrtilles du pays. Les friandises les plus fameuses sont bien sûr les pâtes de fruits d'Auvergne, les fruits confits et les confitures artisanales de la Limagne et de Clermont mais aussi les croquets de Mauriac, les macarons de Massiac, les volcans du lac Pavin, les pralines de Randan et d'Aigueperse, les massepains d'Aigueperse, les tourtes macarons-myrtilles, l'aliéné de l'Allier, les noisettes de Salers, les chocolats de Royat, les chocolats à la verveine du Puy, les nougats, les miels artisanaux et les pains d'épices locaux.
Certaines appellations d'origine dans le domaine viticole d'Auvergne bénéficient de la protection de l'AOC : Côtes-d'auvergne, Madargue, Châteaugay, Chanturgue, Corent et Boudes sont les cinq dénominations locales. Il se produit aussi des bières, hydromels et cidres de façon artisanale ou fermière. Les eaux minérales sont nombreuses et variées. Les liqueurs de gentiane (Salers, Avèze, Gentiane d'Or, gentiane d'Aurillac…) sont devenues emblématiques de la région comme la Verveine du Velay en Haute-Loire et les apéritifs et liqueurs à base de châtaigne (comme le birlou, le Tonton) dans l'ouest du Cantal. Le Marc d’Auvergne a obtenu une Indication géographique protégée en janvier 2015. Les distilleries Pagès, Balthazar et Couderc sont renommées dans le domaine des liqueurs.
Le Bourbonnais a aussi ses spécialités : le pâté aux pommes de terre aussi appelé « pâté bourbonnais » est préparé avec de la crème fraîche, la pompe aux grattons, le piquenchâgne, la moutarde de Charroux, les dindes de Jaligny, le parfait de Charolais, le canard à la Duchambais, le fromage de Chambérat, les sucreries (pastilles et sucres d'orge de Vichy), les palais d'or de Moulins, les vérités de Lapalisse, les crottes de marquis de Lurcy-Lévis, l'aliéné de l'Allier. Côté boissons, on trouve le vin de Saint-pourçain, qui détient l'AOC depuis 2009 et qui possède un cépage qui lui est propre, le tressalier. La production est actuellement d'environ 31 000 hl par an pour 640 ha cultivés. De petits agriculteurs producteurs se sont également lancés dans la fabrication fermière de bière, de whisky bourbon ou d'absinthe notamment.
Marie Quinton (1854-1933), dite « La Mère Quinton » ou « La Belle Meunière », de Royat est l'ambassadrice de la gastronomie auvergnate et l'aubergiste auvergnate la plus connue au monde avec son cabaret Belle Meunière à l'exposition universelle de Paris 1900 : la truite au bleu, le coq au vin de Chanturgue, ses omelettes, la truite ou la sole « Belle Meunière ».

## Patrimoine bâti

### Art roman auvergnat
Aux XIe et XIIe siècles l'Auvergne a connu une remarquable efflorescence spirituelle et artistique. On ne compte pas moins de deux cent cinquante édifices religieux romans datant de cette époque et constituant un patrimoine culturel exceptionnel. Alors que les régions du nord de la France ont rapidement évolué vers l'art gothique, l'Auvergne a connu un développement plus lent et plus tardif, qui a légué des édifices romans de taille importante et de belle qualité. Cinq édifices situés autour de Clermont-Ferrand sont appelés « les églises majeures » du fait de l'homogénéité de leur architecture : Notre-Dame-du-Port, Saint-Nectaire, Saint-Austremoine d'Issoire, Notre-Dame d'Orcival et Saint-Saturnin. Elles ont toute l'apparence d'édifices construits en une seule campagne, probablement à partir du modèle de l'ancienne cathédrale romane de Clermont aujourd'hui disparue. Ils présentent une synthèse architecturale complexe, précise et tout à fait exceptionnelle dans l'art roman,.

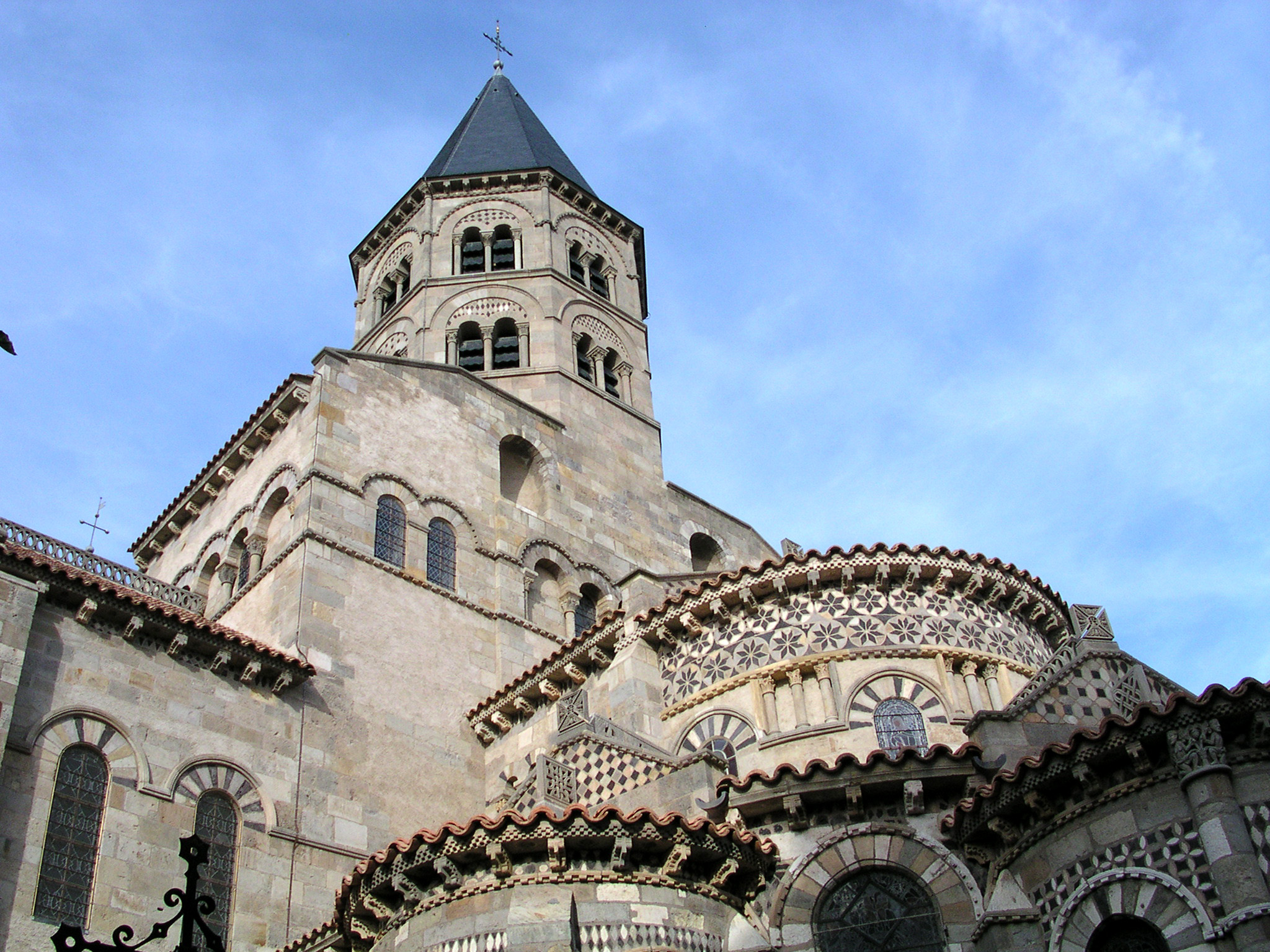
Notre-Dame-du-Port (Clermont-Ferrand).
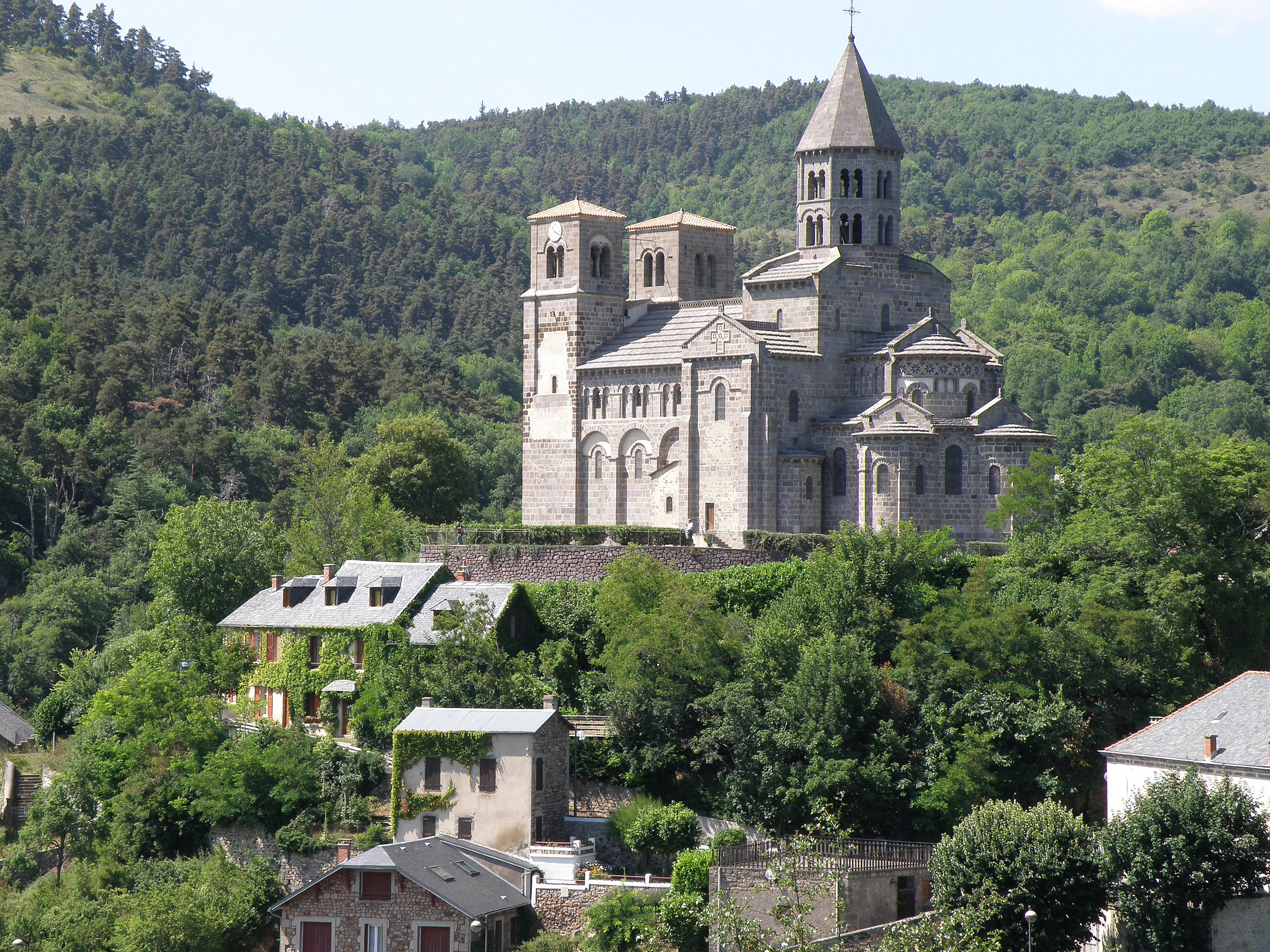
Saint-Nectaire.
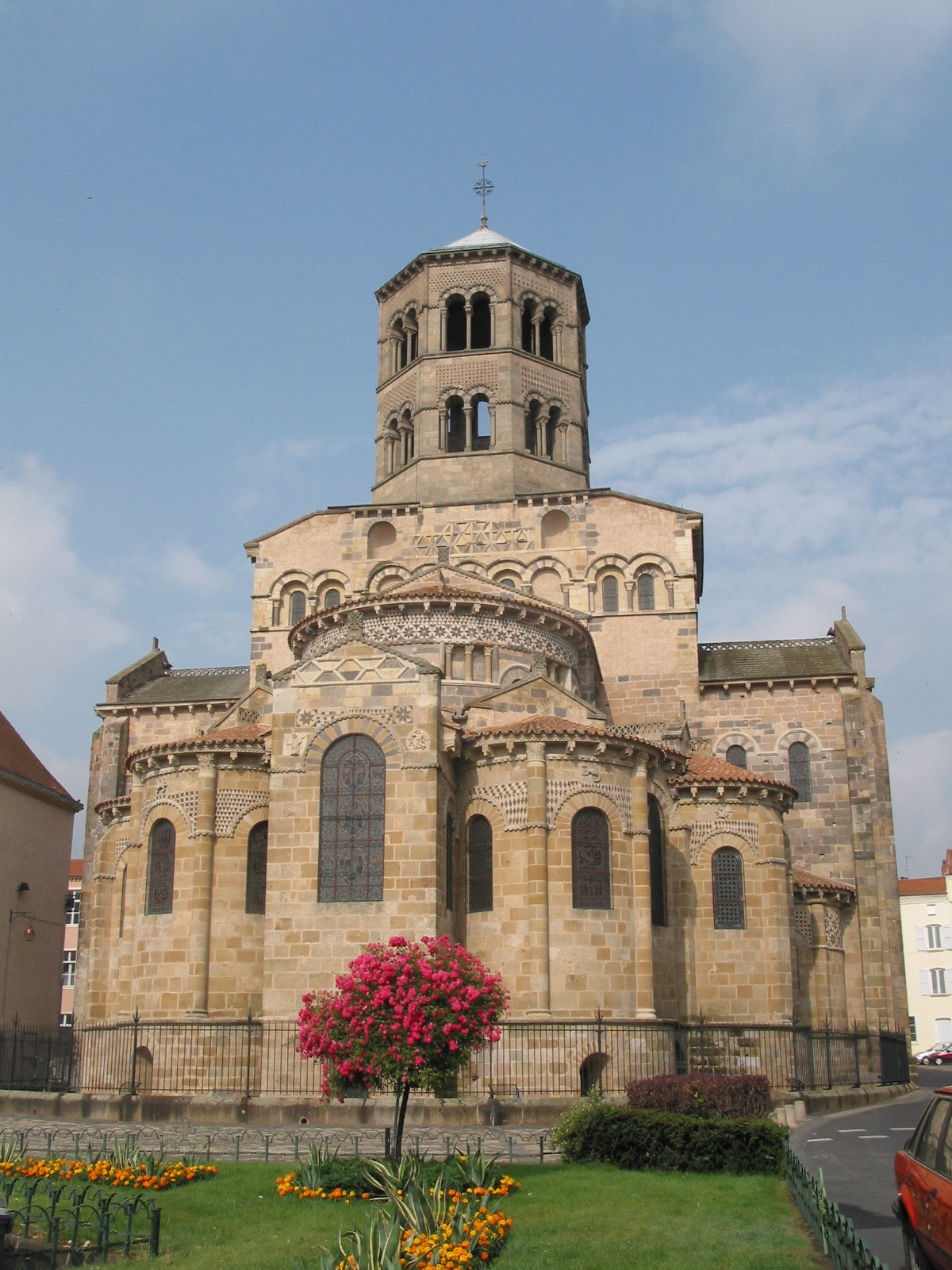
Saint-Austremoine d'Issoire.
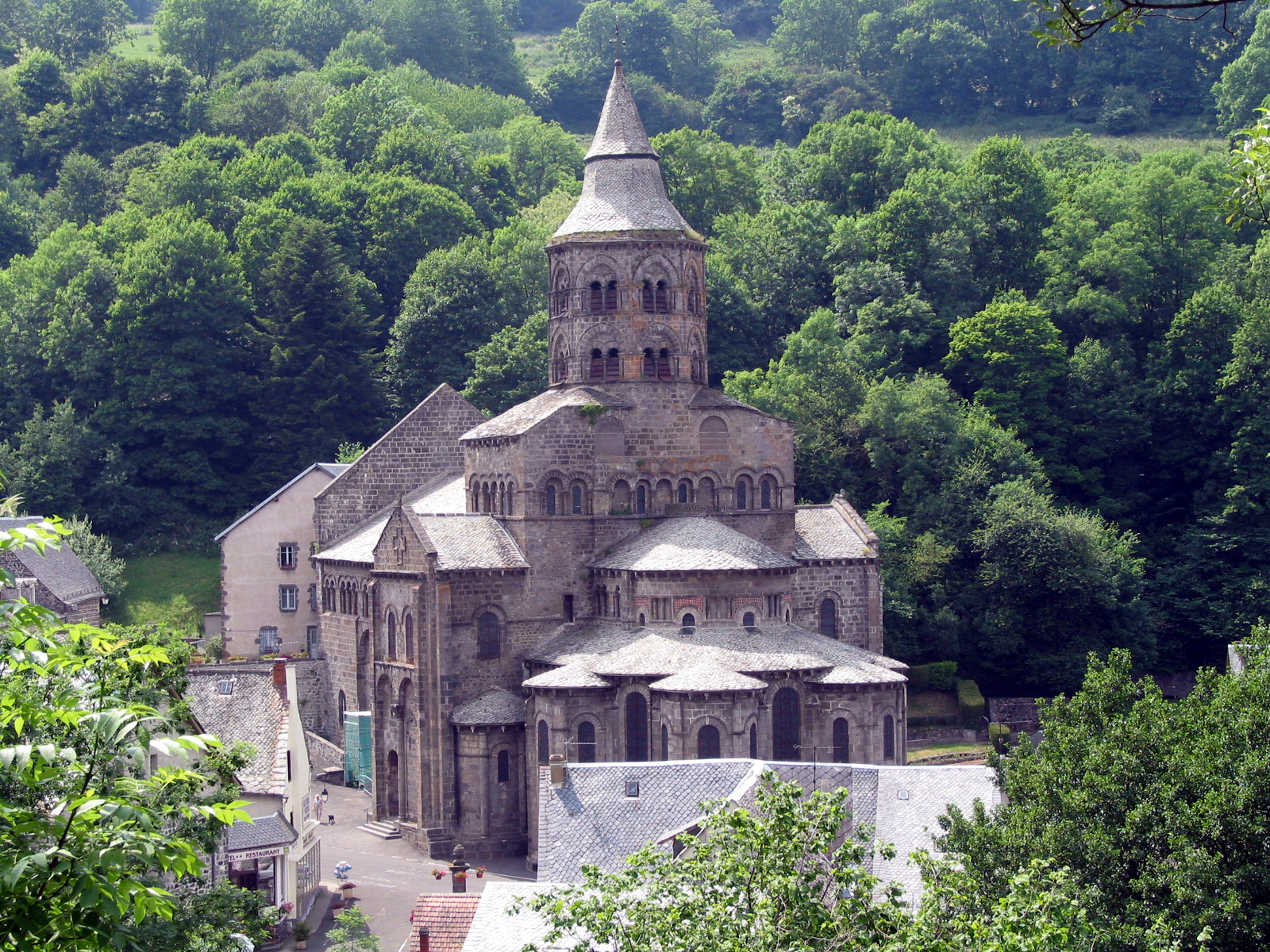
Notre-Dame d'Orcival.
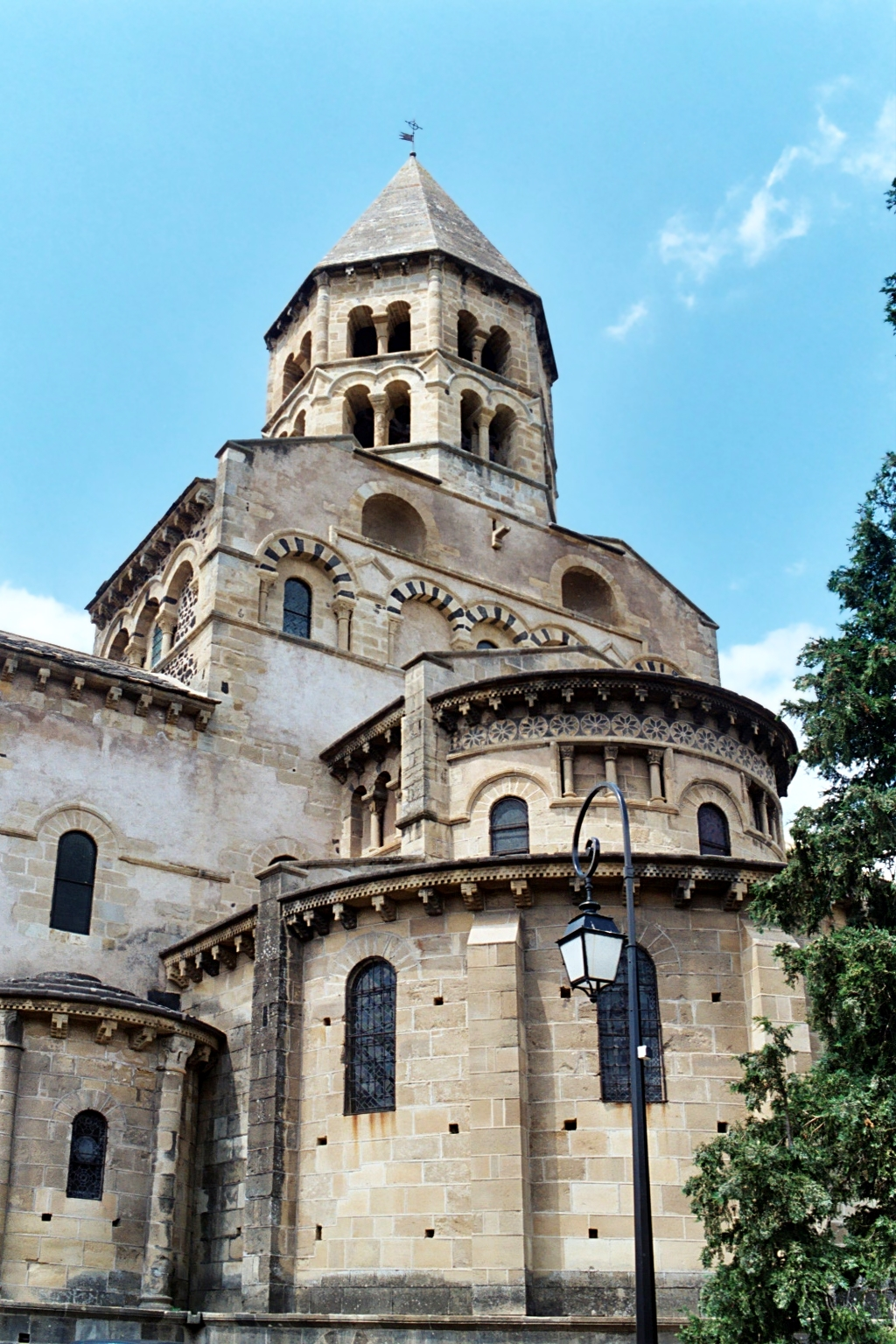
Notre-Dame de Saint-Saturnin.

### Villes et villages pittoresques
L'Auvergne compte un grand nombre de villages et villes pittoresques. La majeure partie de la province, notamment la partie montagneuse, est restée à l’abri de l'industrialisation et a connu un fort exode rural ; cela explique pourquoi de très nombreux villages sont restés préservés et ont gardé toute leur authenticité. Neuf d'entre eux (Arlempdes, Blesle, Charroux, Lavaudieu, Montpeyroux, Pradelles, Salers, Tournemire et Usson) ont obtenu le label « Plus Beaux Villages de France ». Il est difficile de citer tous ceux qui peuvent retenir l'attention du visiteur : Brioude, Lavoûte-Chilhac, Saint-Arcons-d'Allier, La Chaise-Dieu, Chanteuges, Saugues, Chaudes-Aigues, Murat, Murol, Ébreuil, Saint-Saturnin, Saint-Floret, Champeix, Saurier, Courpière, Billom, Marcolès, Maurs-la-Jolie ou Besse-et-Saint-Anastaise en sont quelques-uns.
Dans la capitale, le centre ancien de Clermont et le vieux quartier de Montferrand sont dignes d’intérêt. De nombreuses villes ont gardé un centre particulièrement bien préservé, c'est le cas de Thiers avec ses maisons à colombages, Riom, ancienne capitale ducale, Billom, siège d'une université au Moyen Âge, Le Puy-en-Velay, Aurillac, Moulins ou Saint-Flour, ville épiscopale.

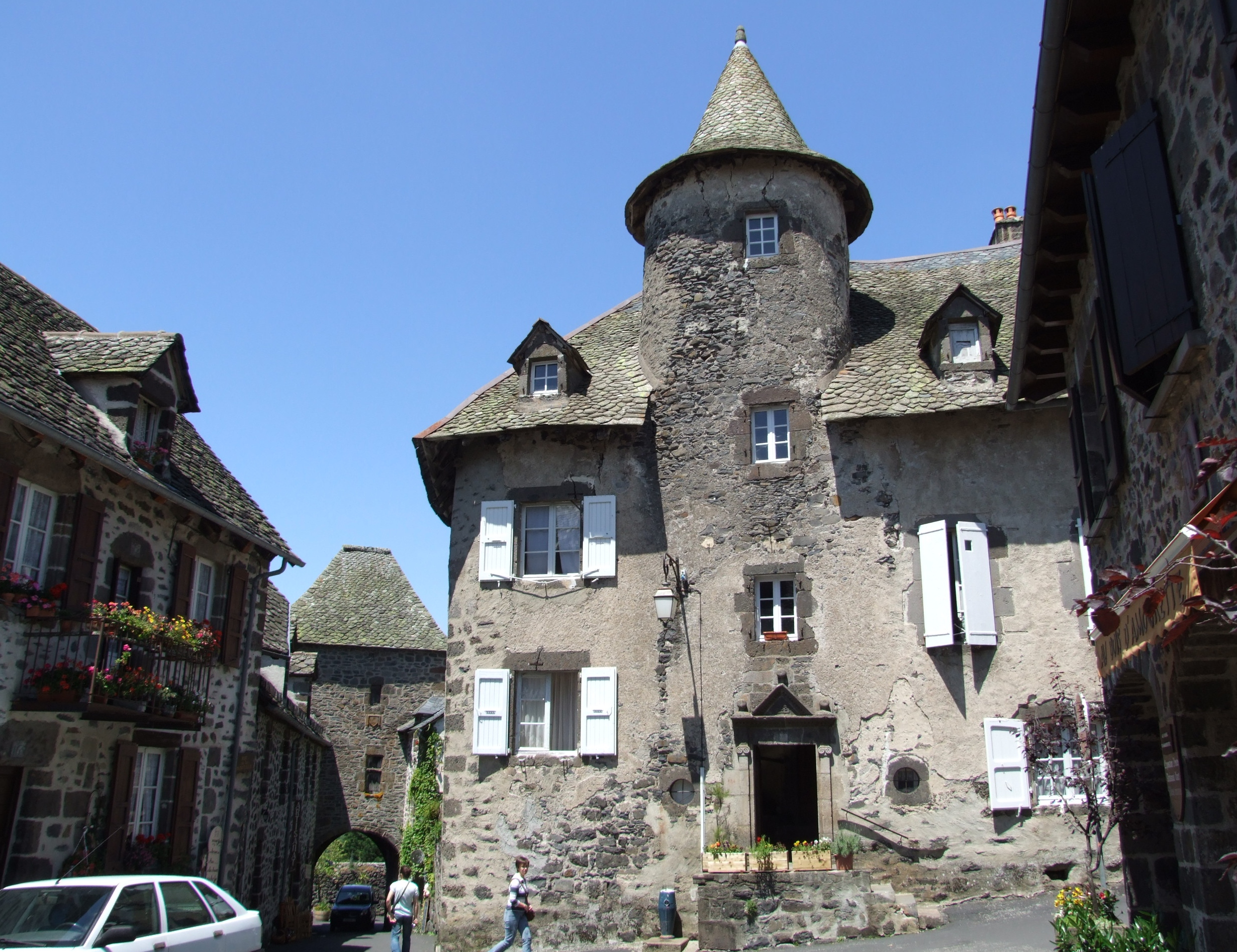
Salers.
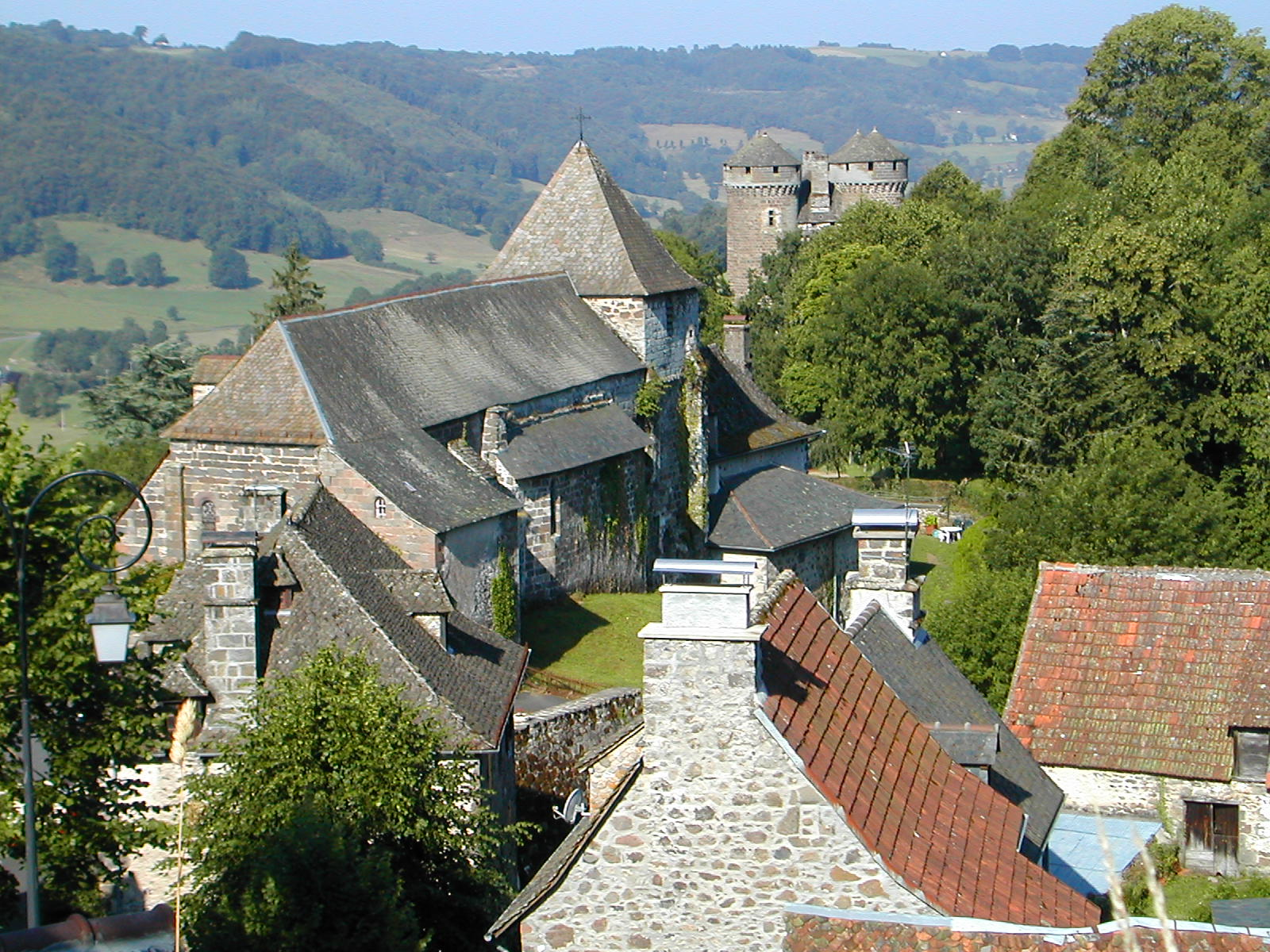
Tournemire.
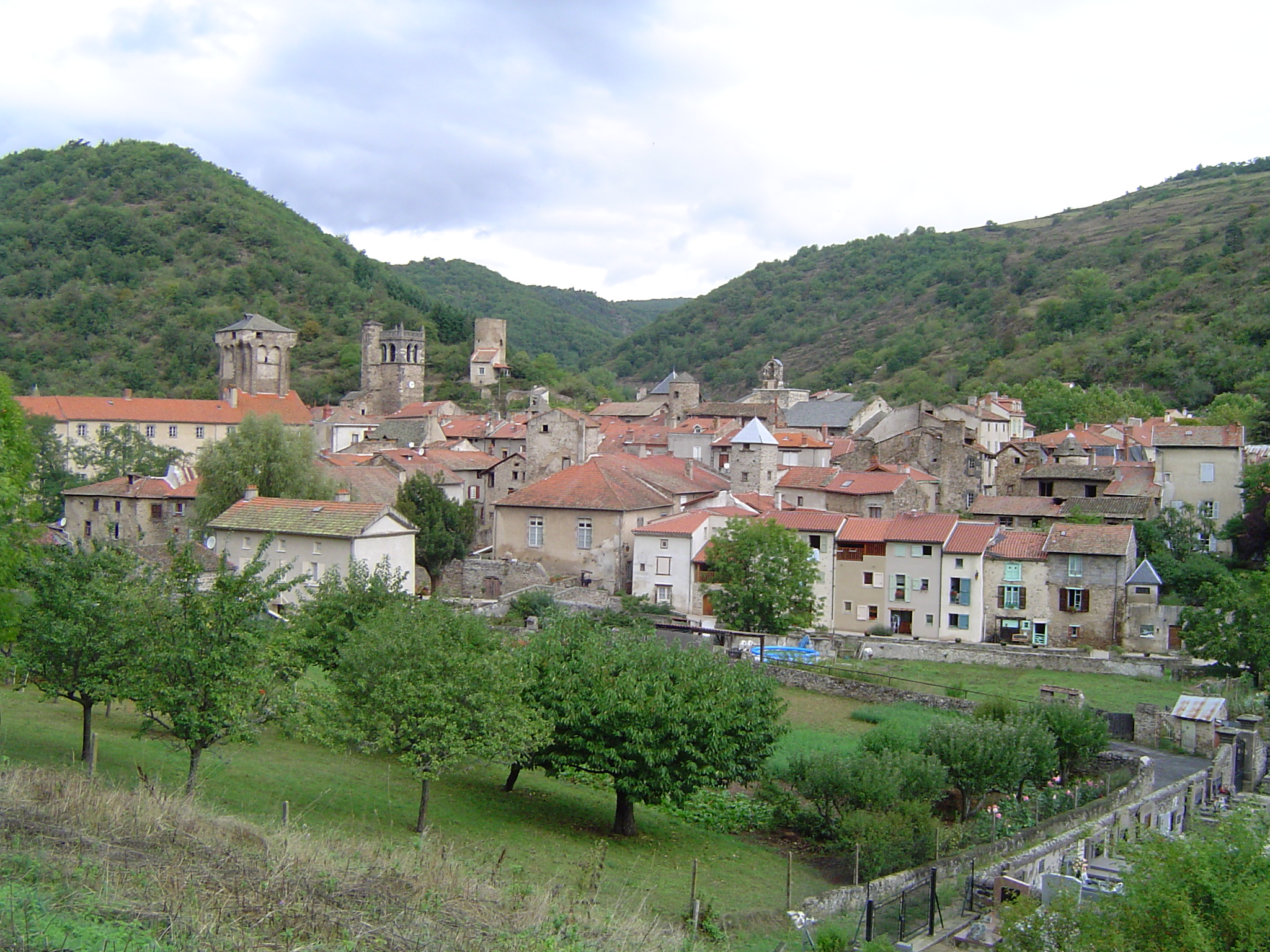
Blesle.
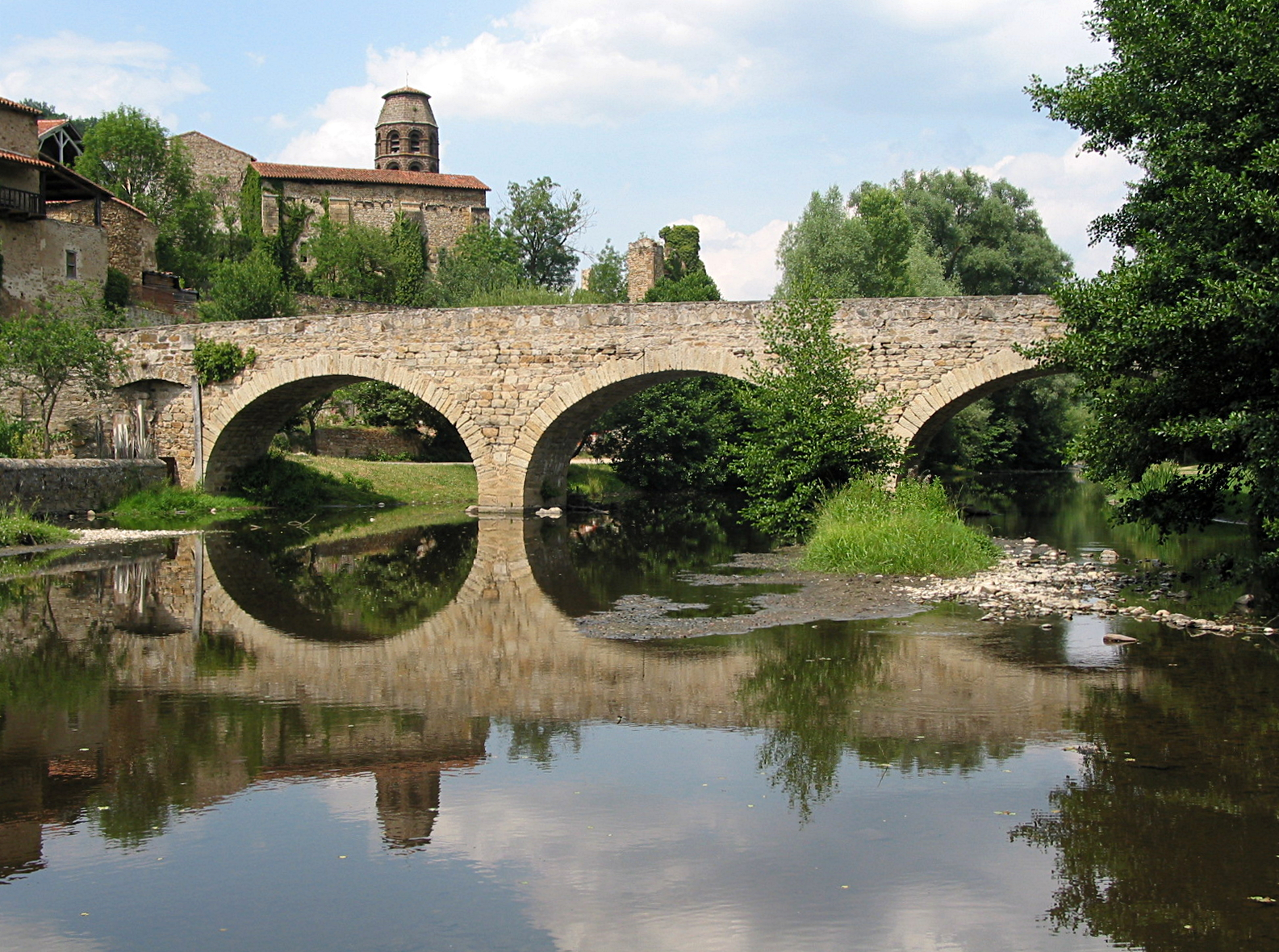
Lavaudieu.
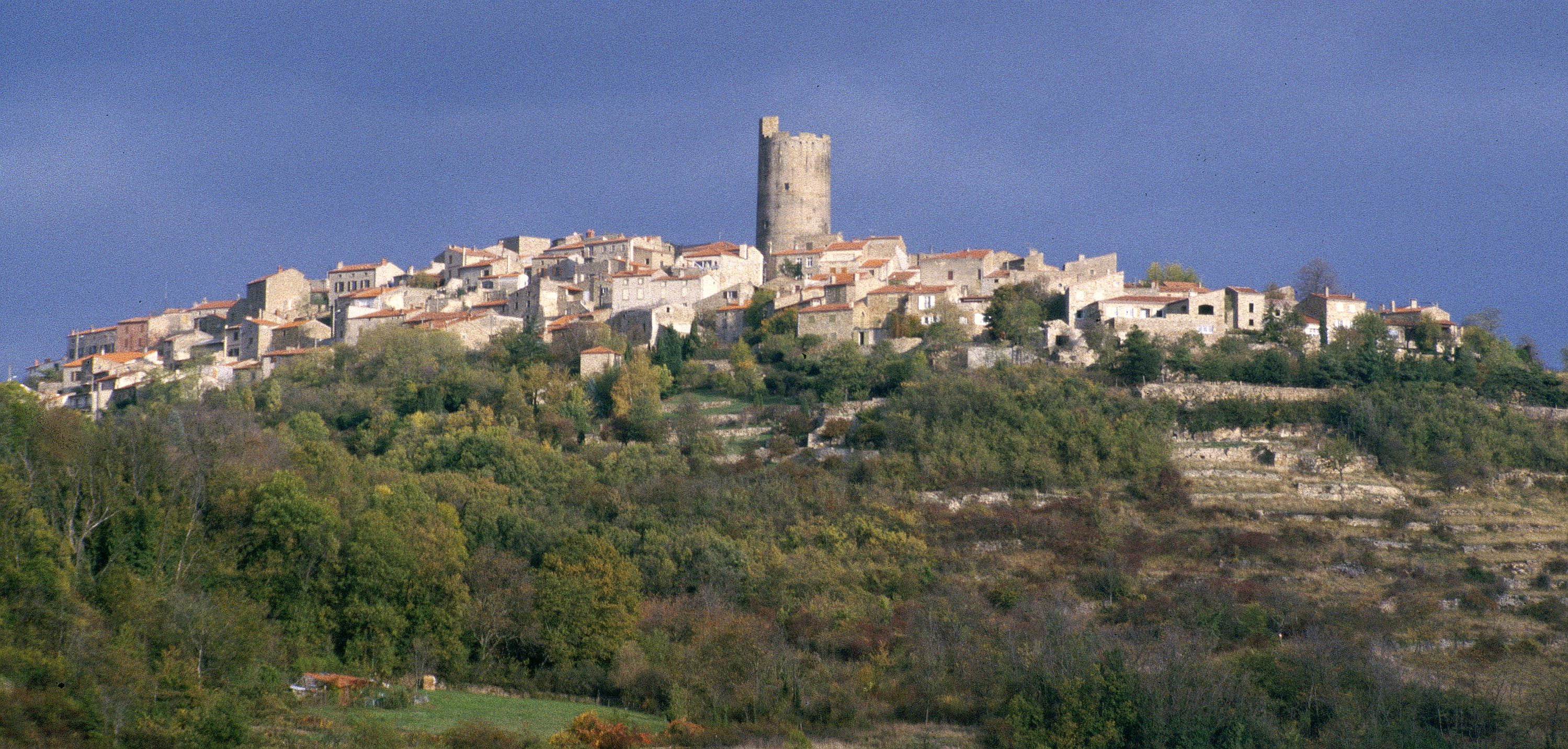
Montpeyroux.
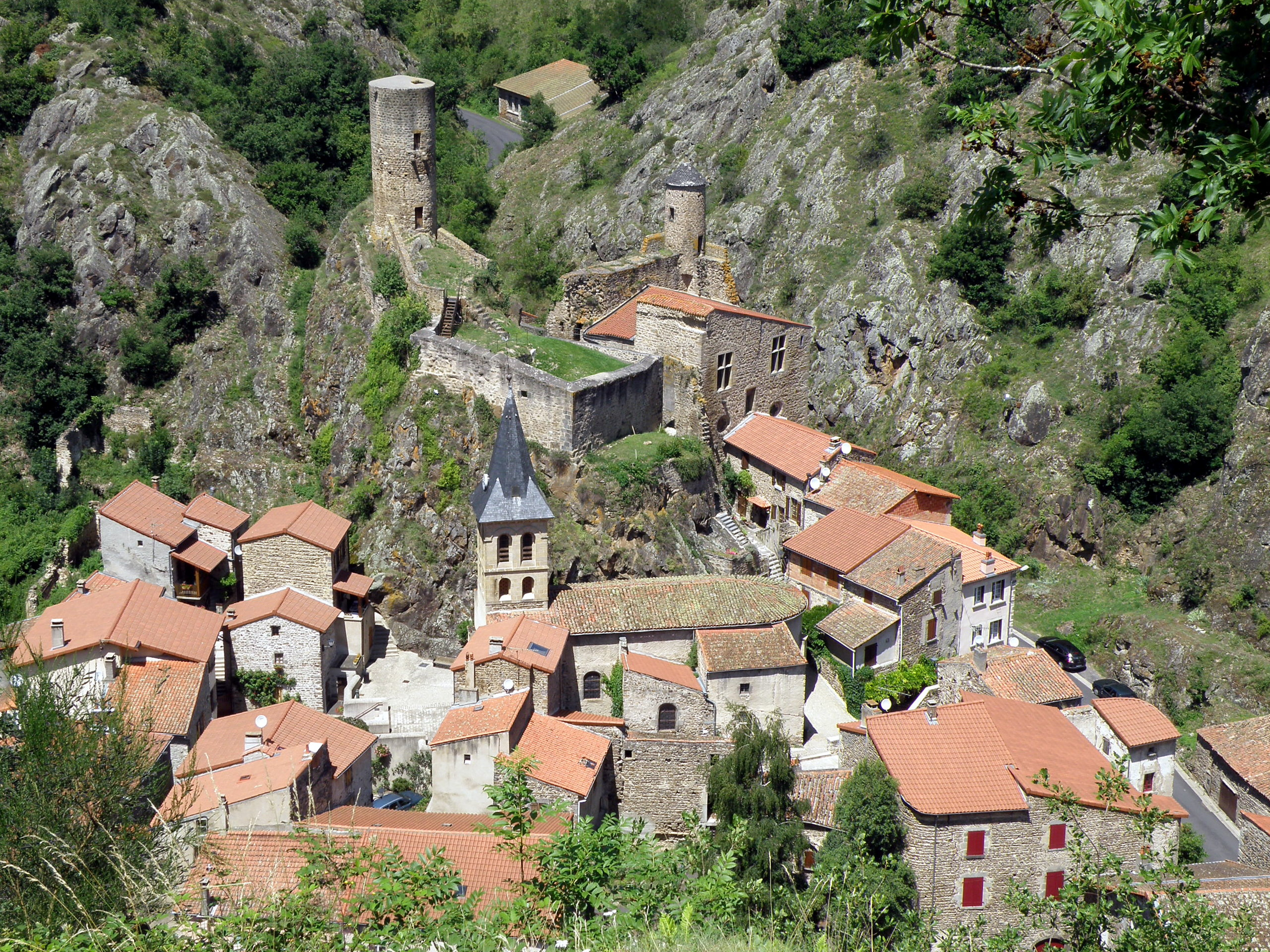
Saint-Floret.
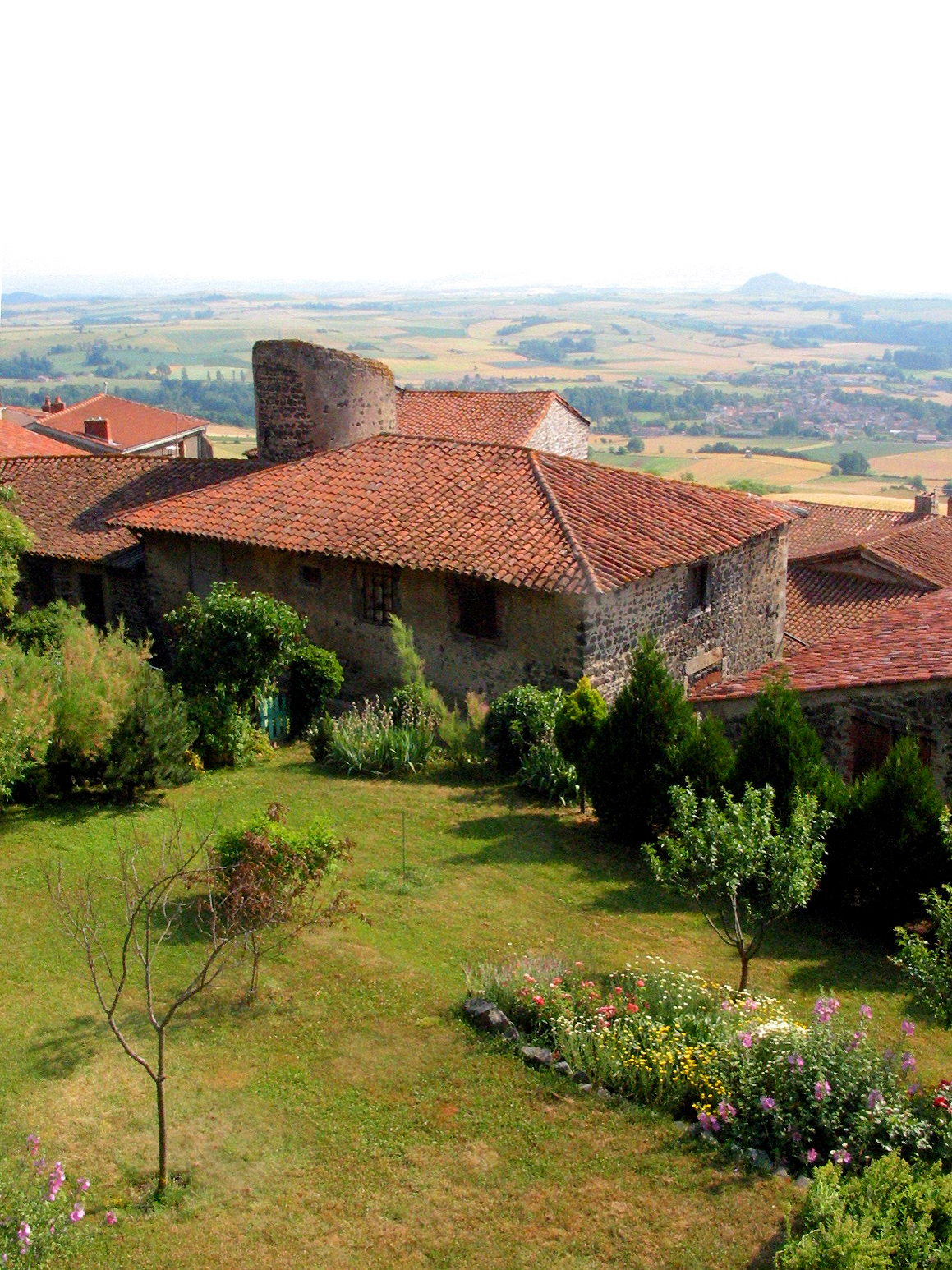
Usson.
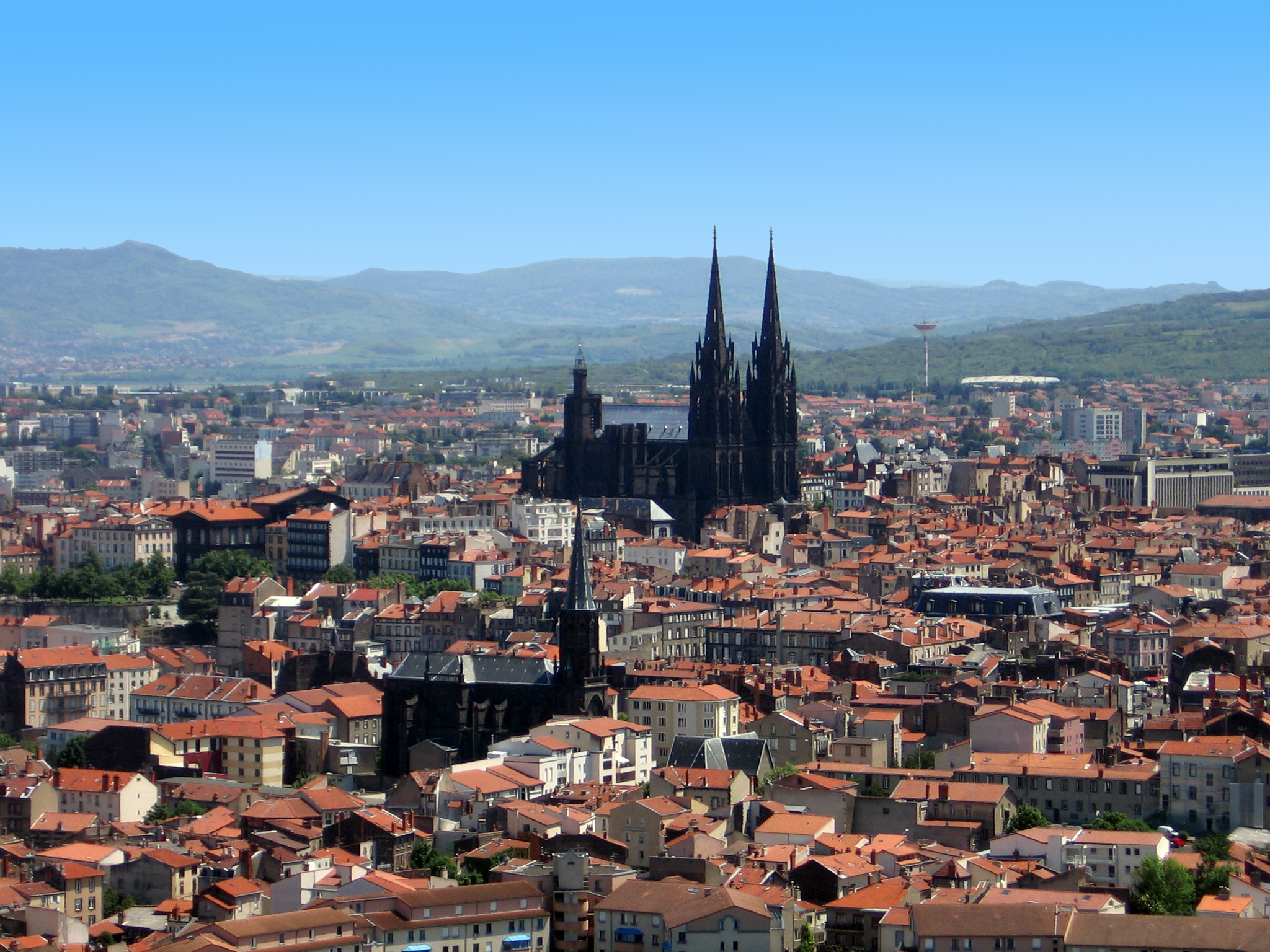
Clermont-Ferrand.
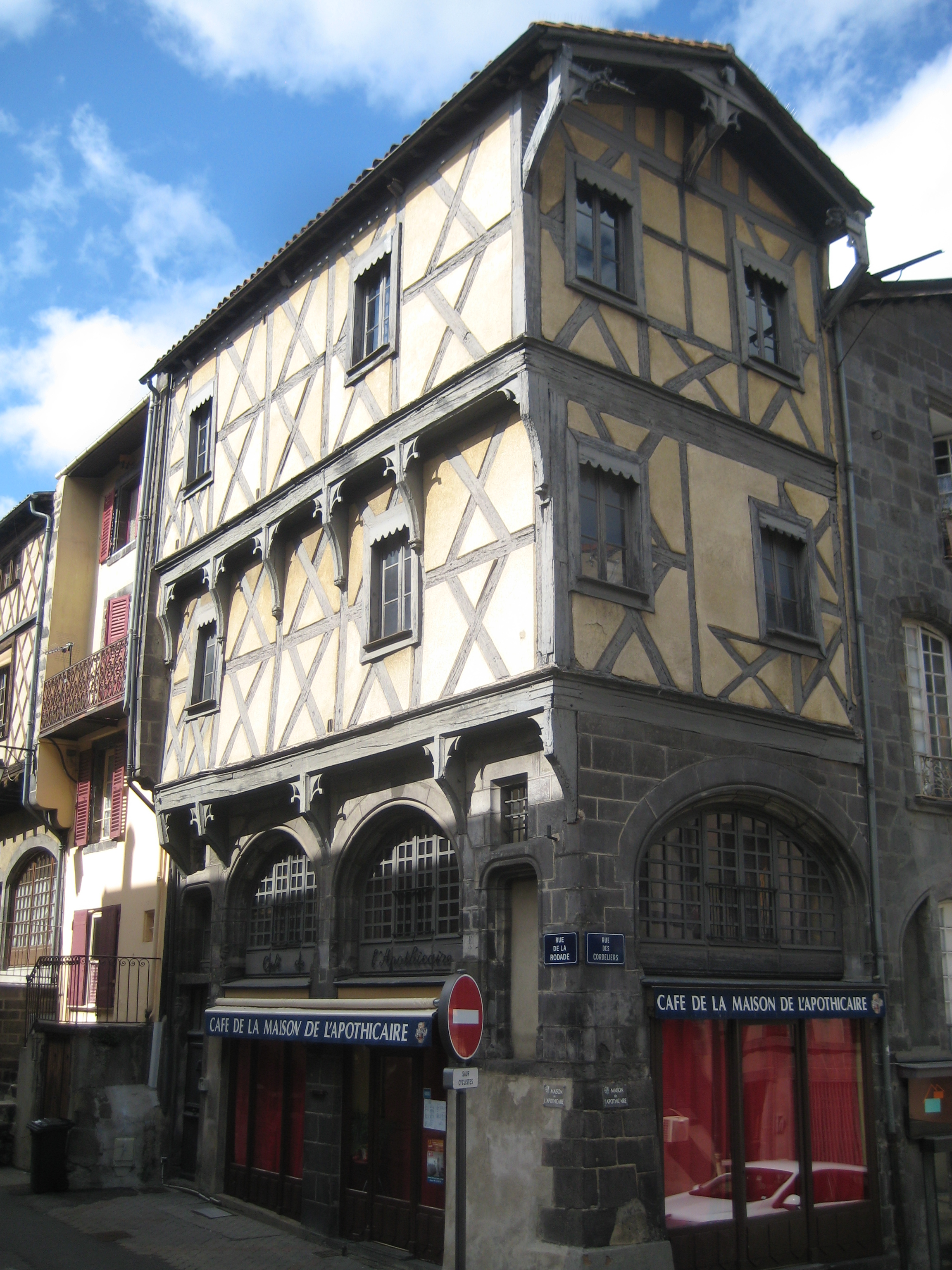
Montferrand.
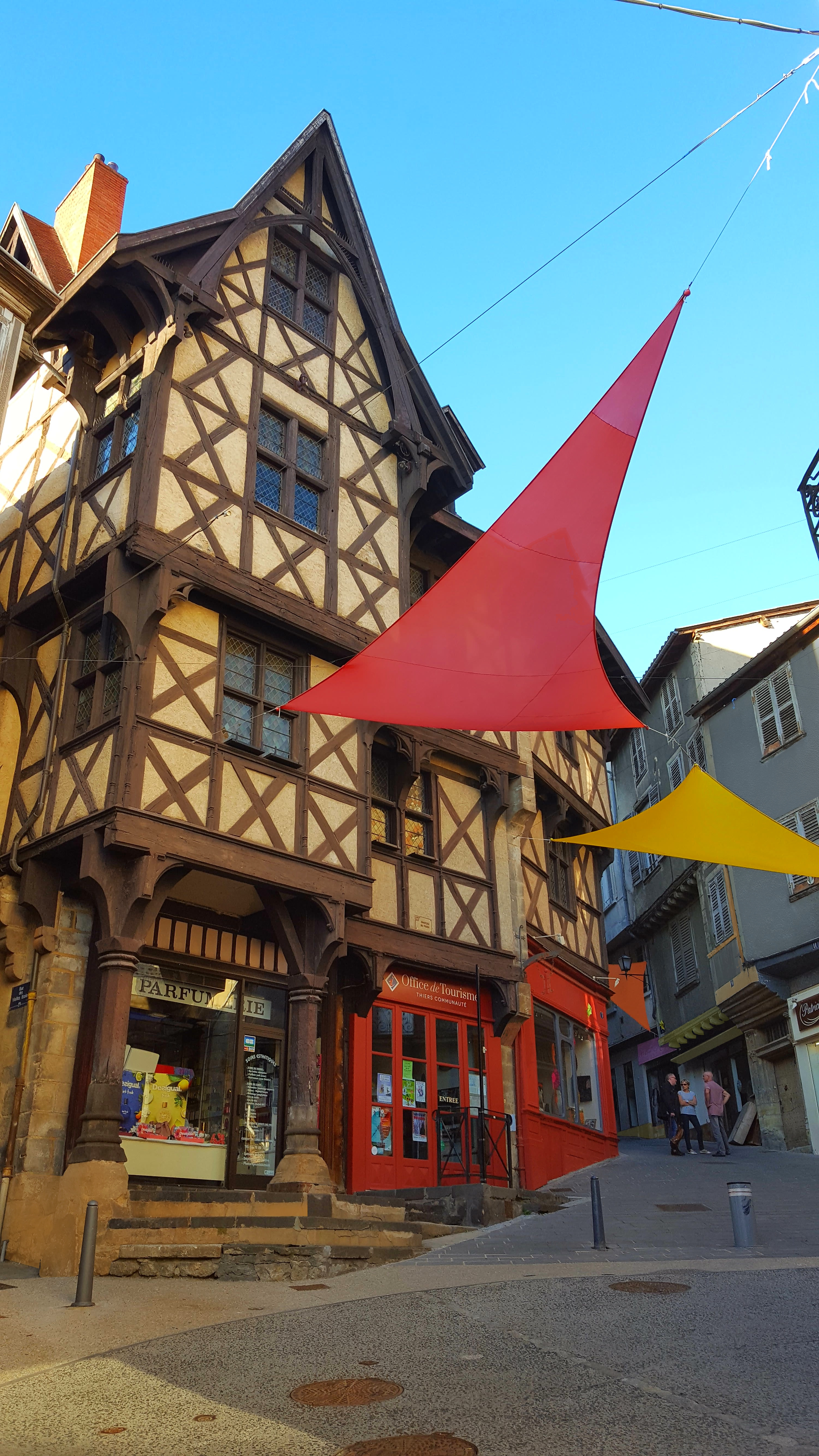
Thiers.
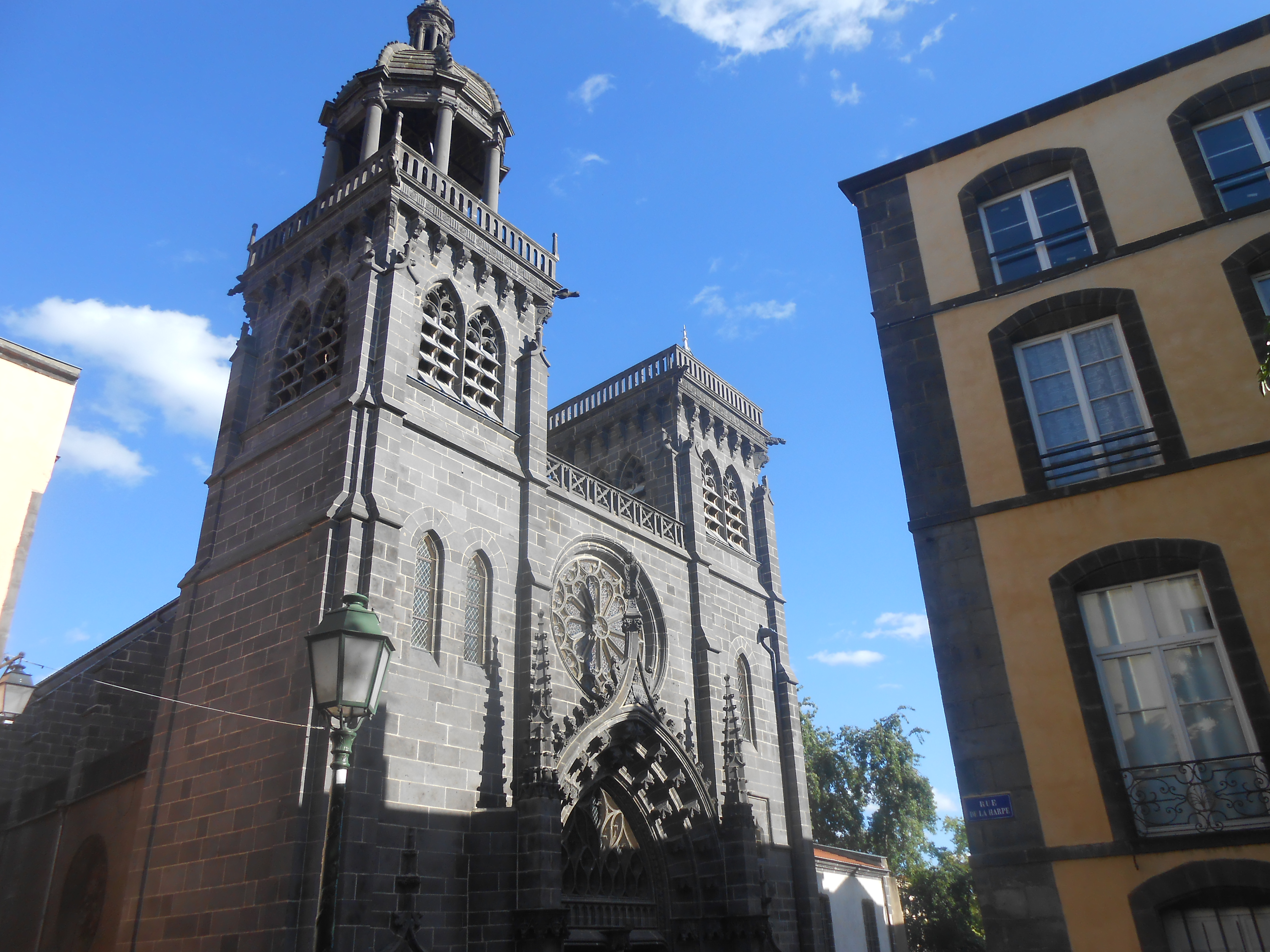
Riom.
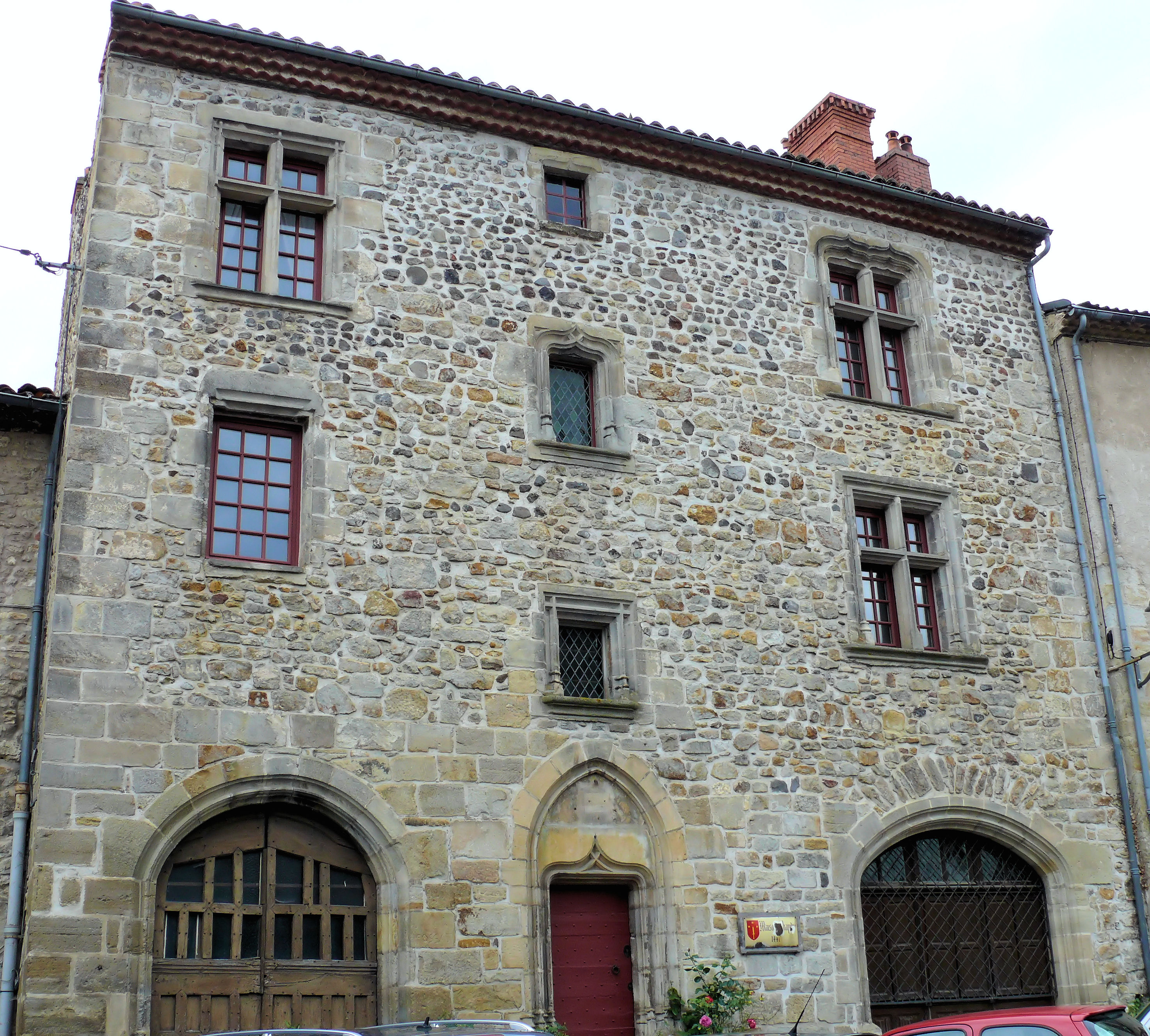
Billom.
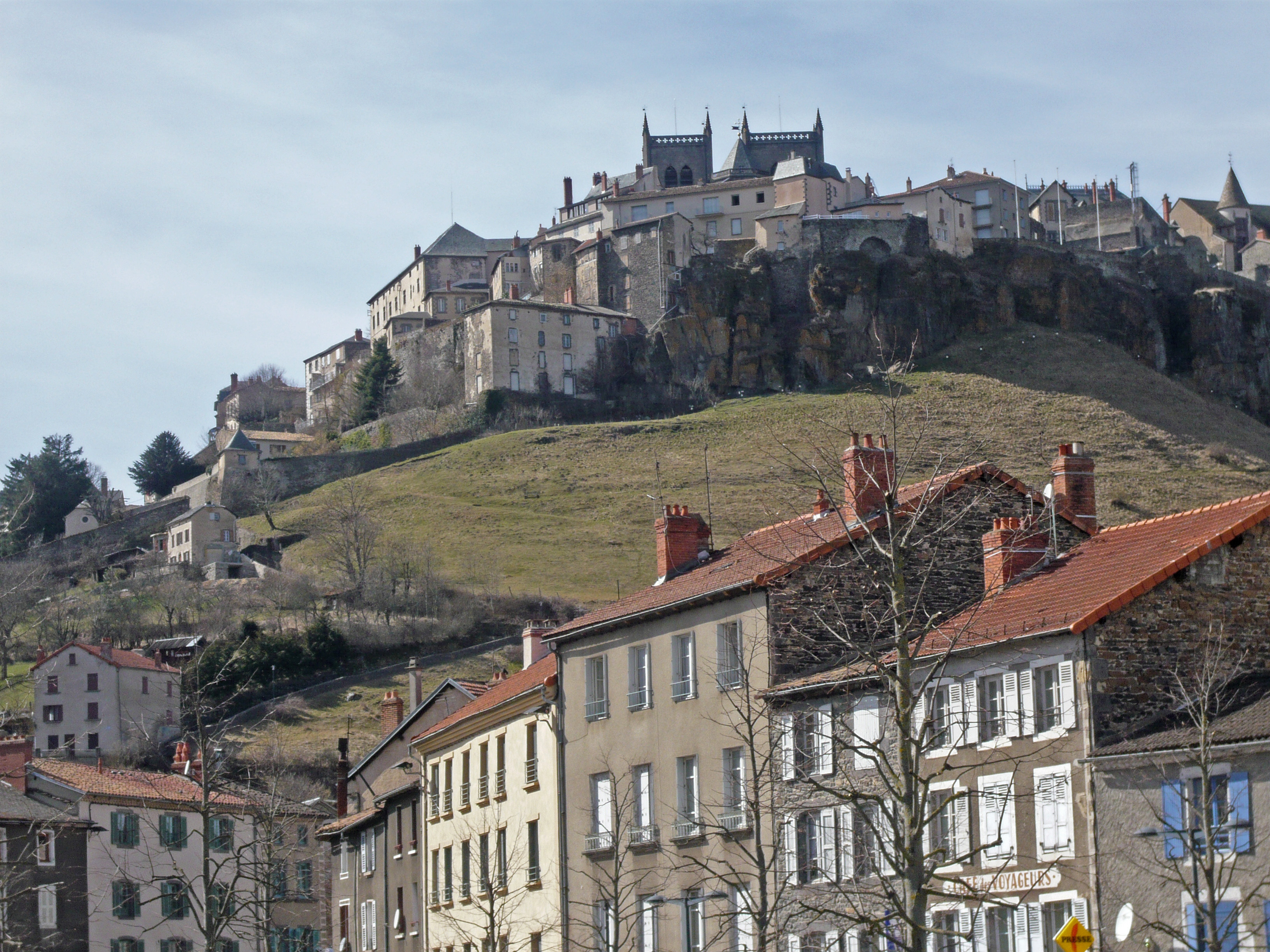
Saint-Flour.

### Patrimoine civil et militaire
À l'apogée de la féodalité, l'Auvergne s'est couverte de châteaux, les vicomtes de Clermont, les seigneurs de Mercœur, les barons de Latour et de Polignac et les sires de Bourbon firent construire de nombreuses forteresses. Depuis le XIIIe siècle, ces bâtiments ont successivement subi les assauts de Philippe Auguste, de la guerre de Cent ans, des villageois, des guerres de Religion, de Richelieu, de Louis XIV et enfin de la Révolution. Avec un peu d'imagination, on ressent la puissance que représentaient au Moyen Âge les châteaux d'Anjony, d'Alleuze, de Léotoing dans les montagnes d'Auvergne ou de Chavaniac dans le Brivadois ou Mauzun dans le Livradois. Le château de Châteaugay a conservé son beau donjon et ceux de Murol et de la Roche résistent au temps. Le château de Tournoël entre Limagne et Monts Dôme a connu de grandes pages d'histoire.
À la Renaissance, les places fortes se transforment en demeures charmantes et deviennent la propriété de bourgeois ou de gens de robe. Le château de Pesteils garda une fonction de surveillance. Les châteaux de Davayat ou d'Effiat ont un beau style Louis XIII. Le château de Cordes dans les Monts Dore reçoit un jardin dessiné par Le Nôtre, celui de Chazeron dans les Combrailles est agrémenté d'un perron et d'une galerie d'honneur. Si le château de Villeneuve-Lembron fait transition entre Moyen Âge et Renaissance, celui de Parentignat prend un tour très classique et celui de La Bâtisse se remarque par la splendeur de ses jardins.

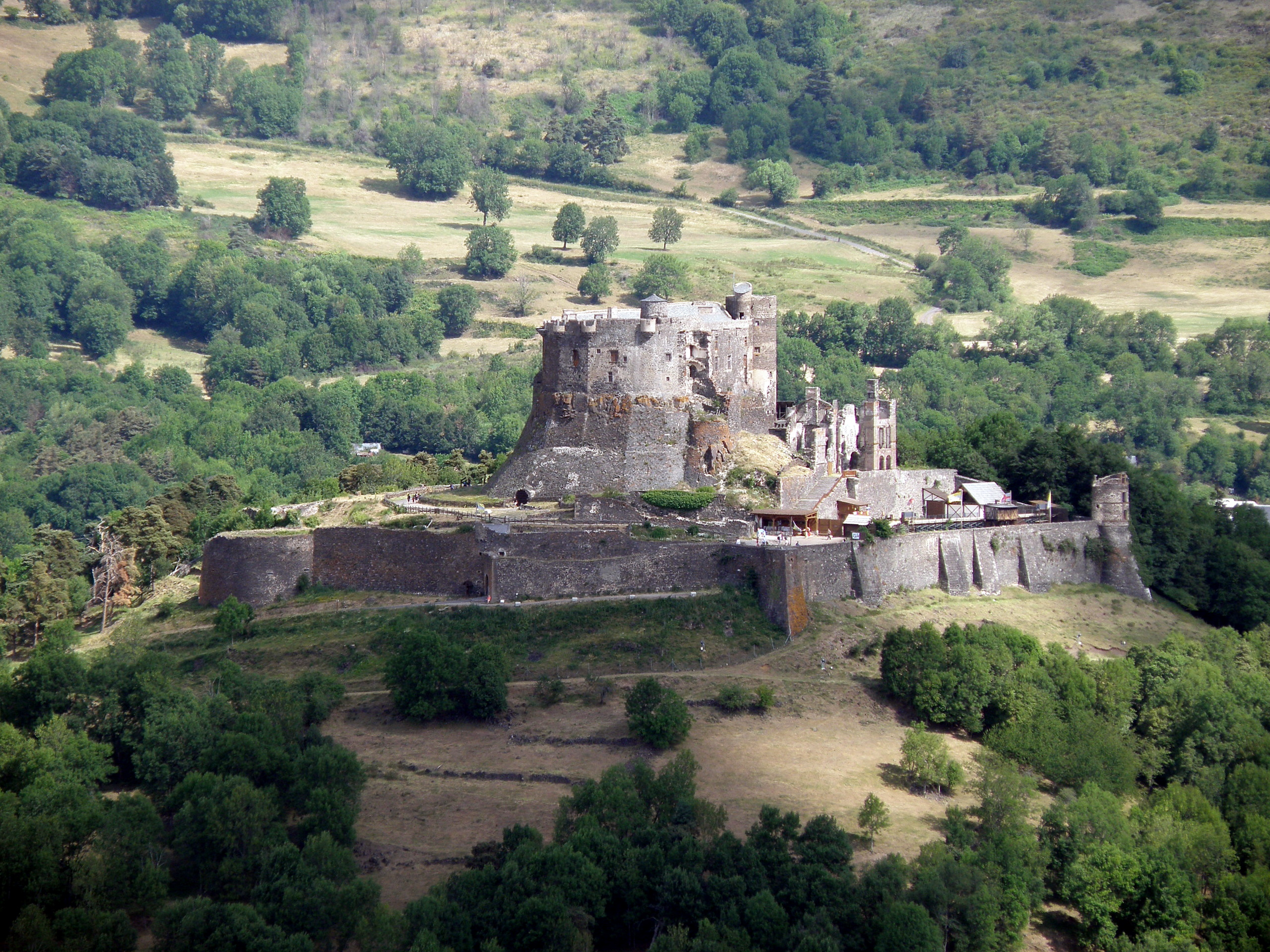
Murol.
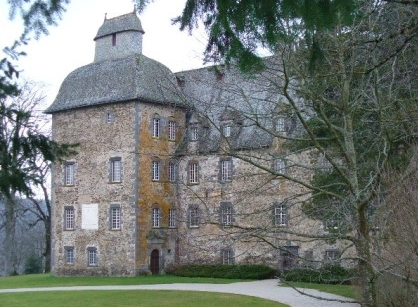
Conros.
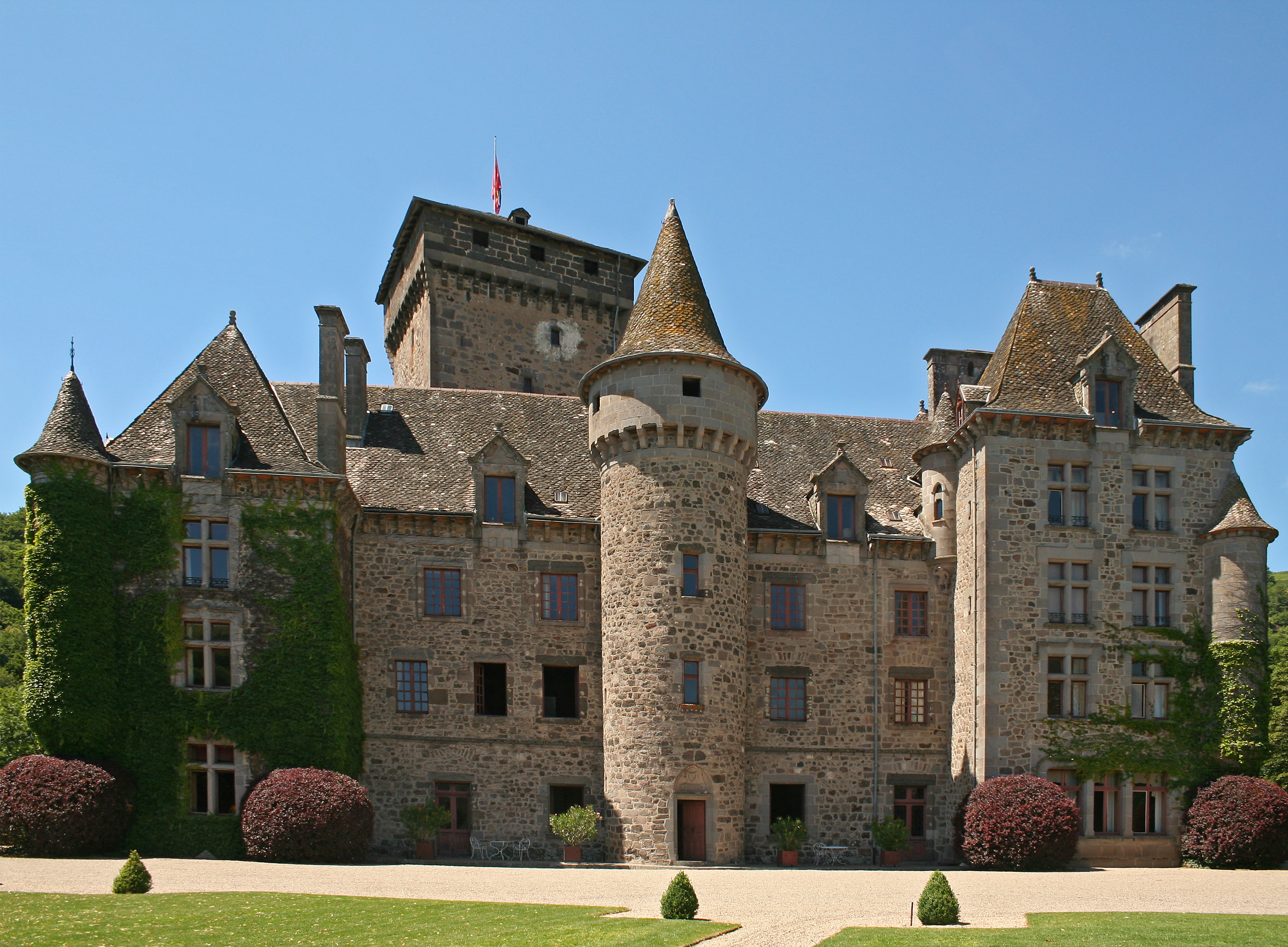
Pesteils
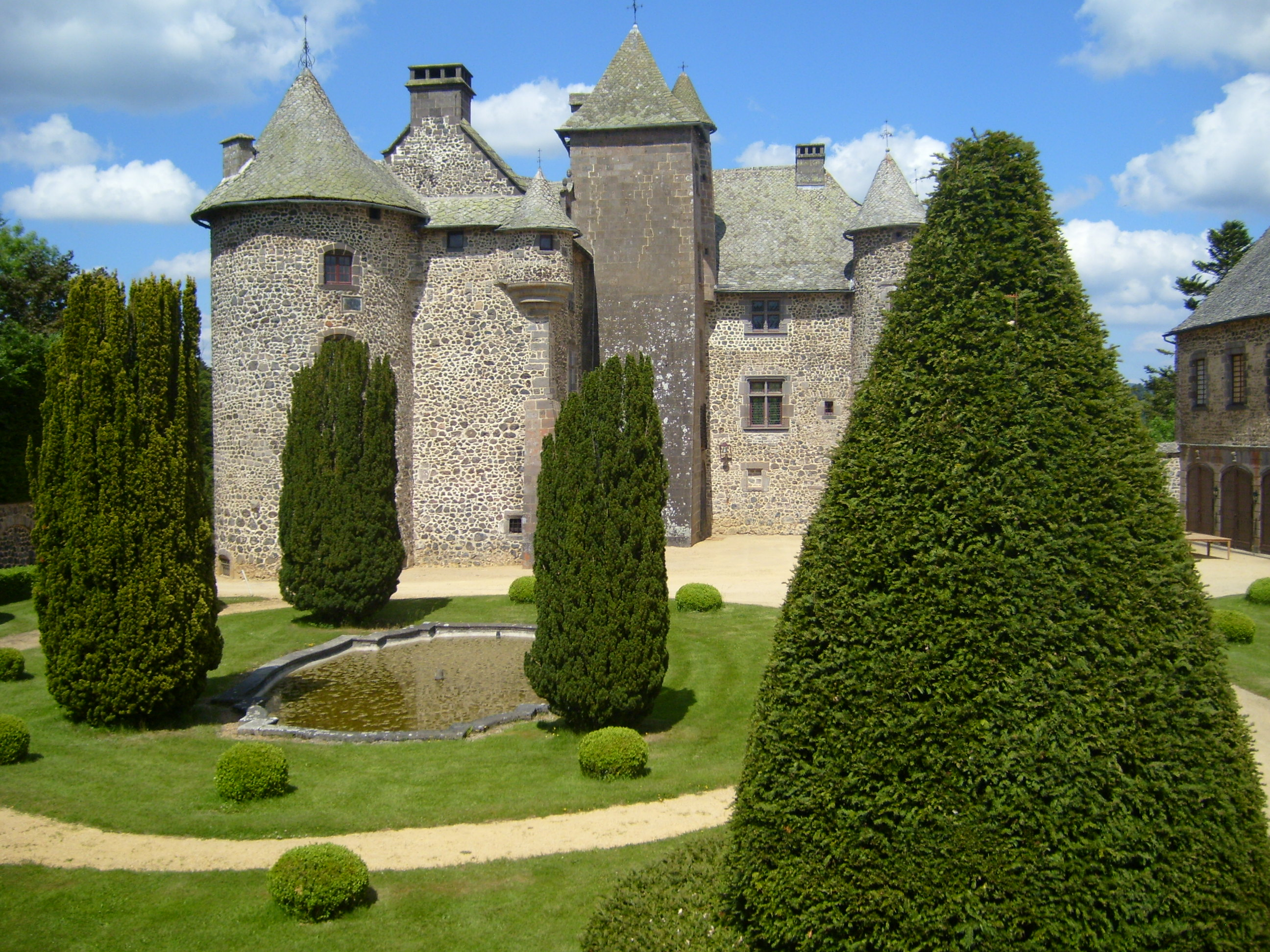
Cordes.
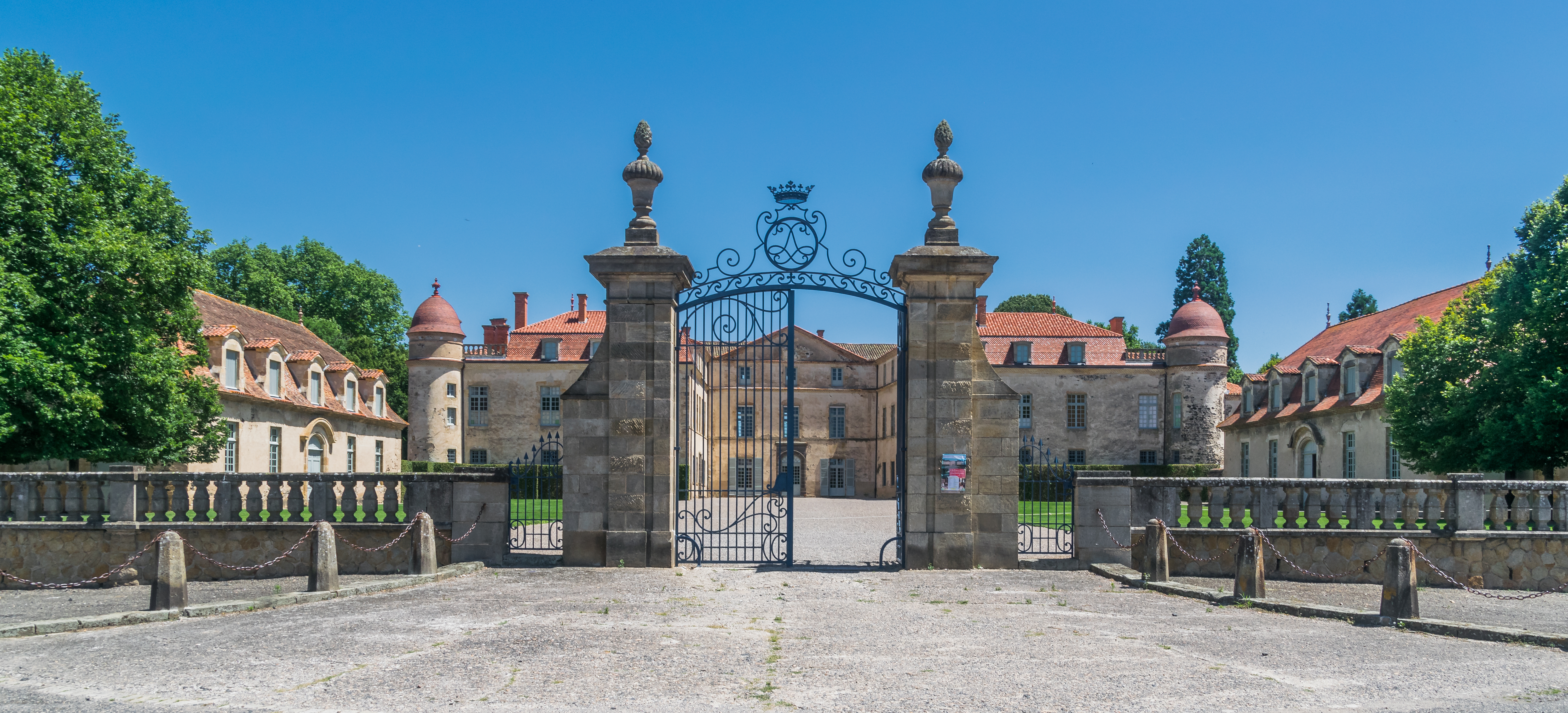
Parentignat.
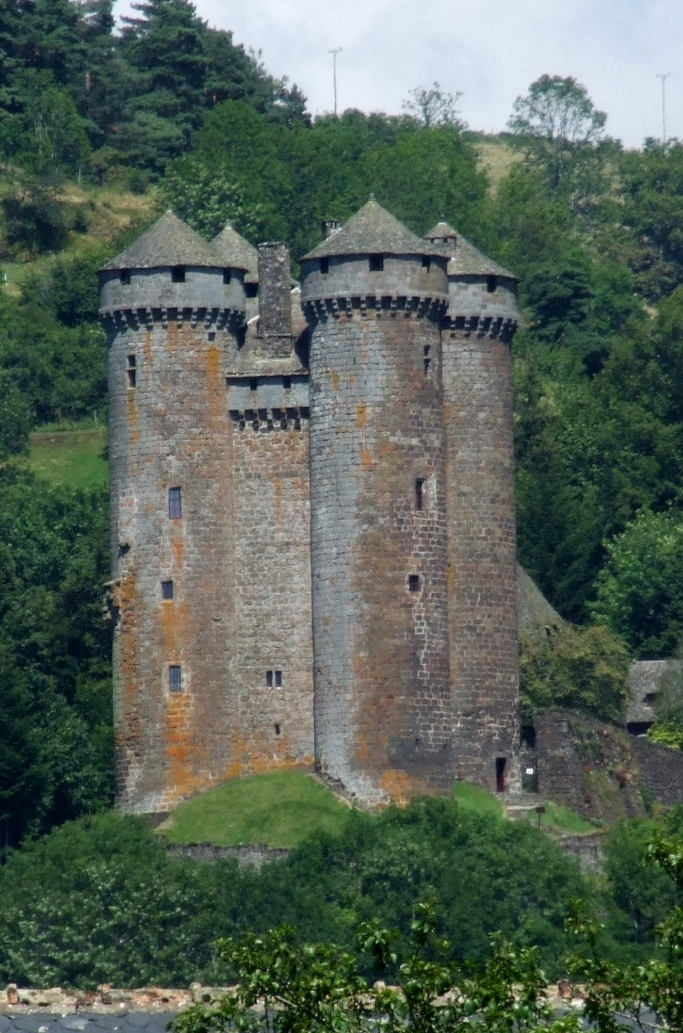
Anjony

### Ouvrages d'art
L'établissement de voies de communication modernes au travers des montagnes d’Auvergne a nécessité la construction d'importants ouvrages d'art. Certains, comme le viaduc de Garabit, sont devenus des emblèmes de la région.

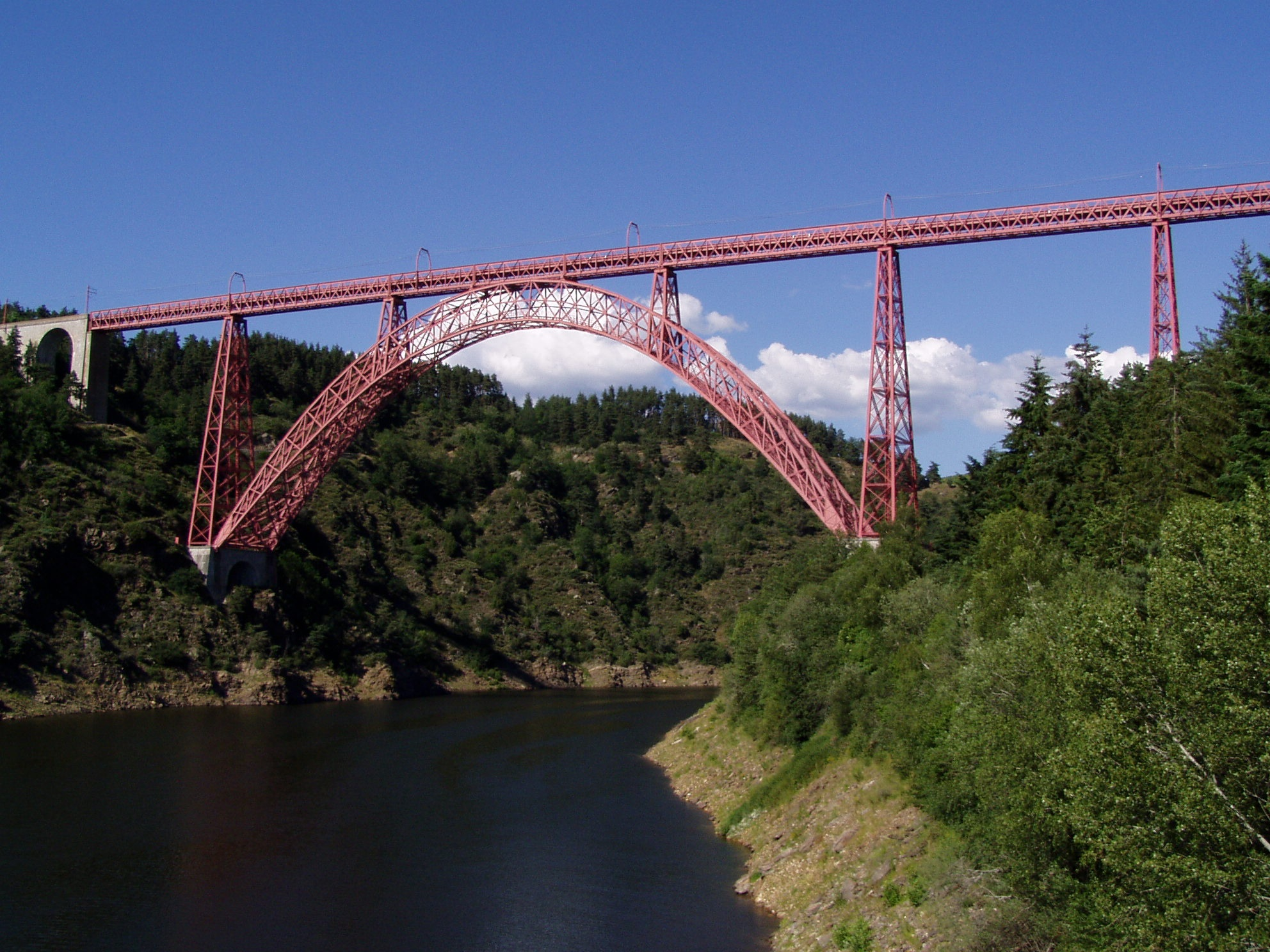
Viaduc de Garabit.
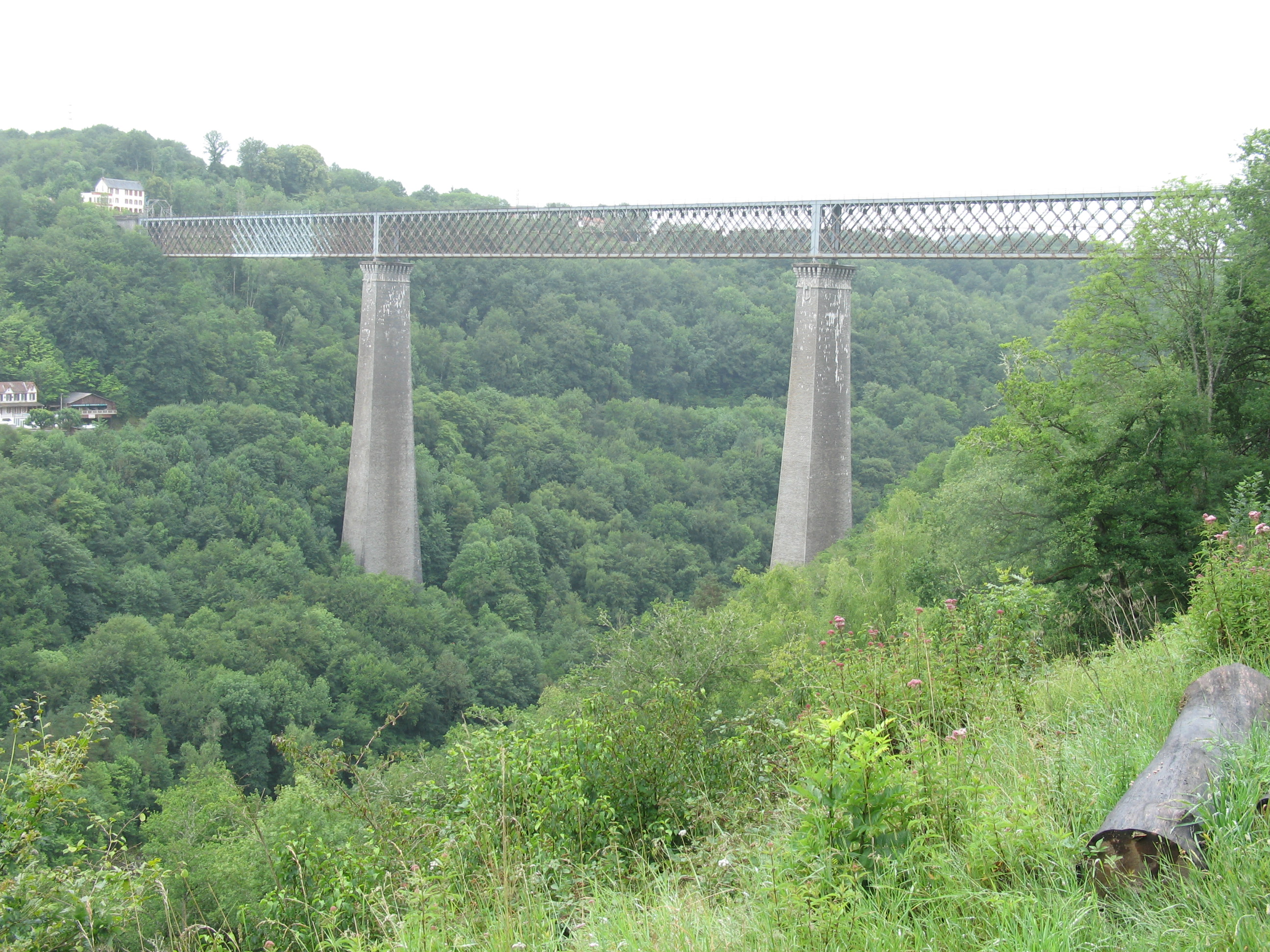
Viaduc des Fades.
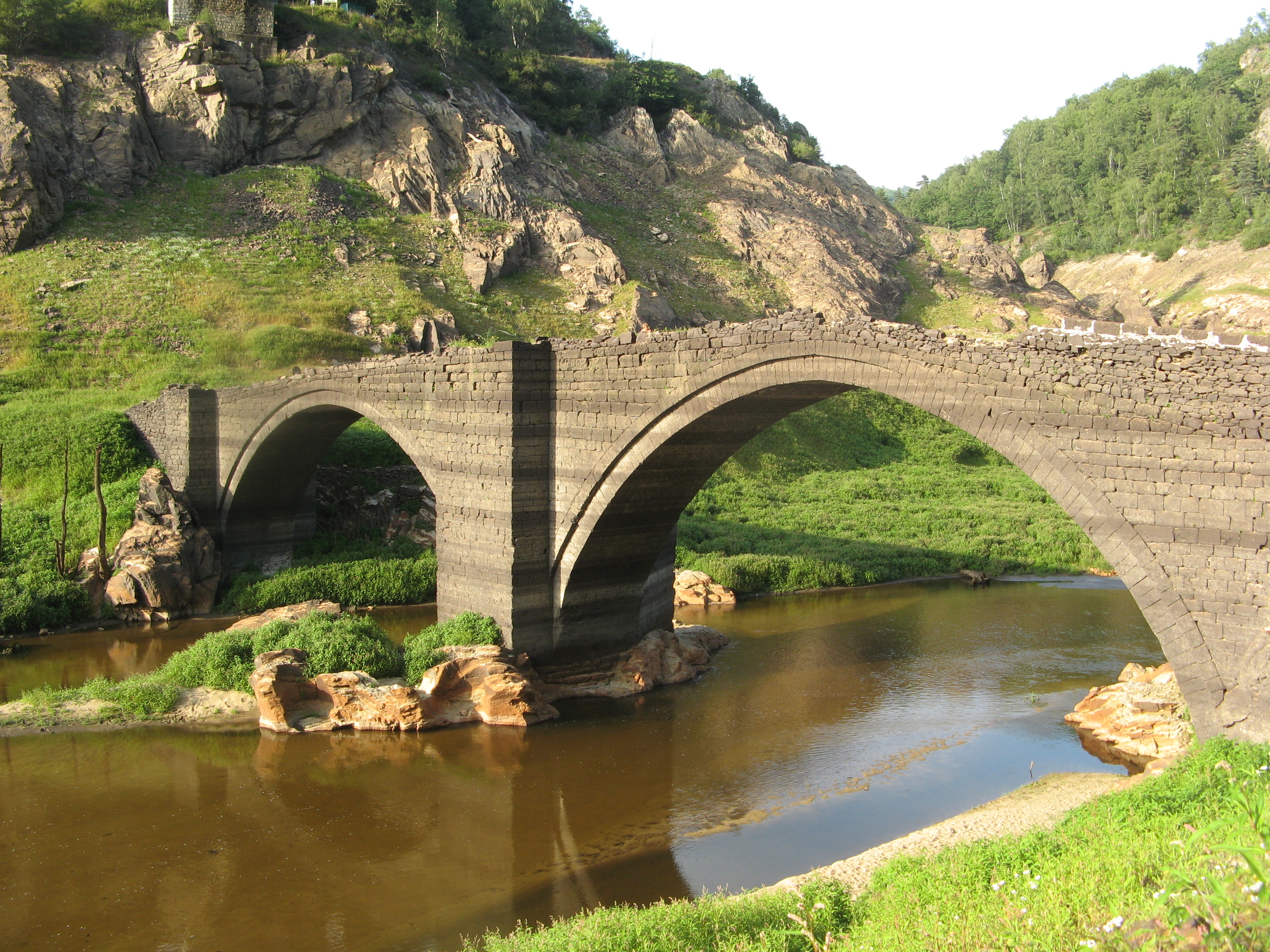
Pont de Tréboul.
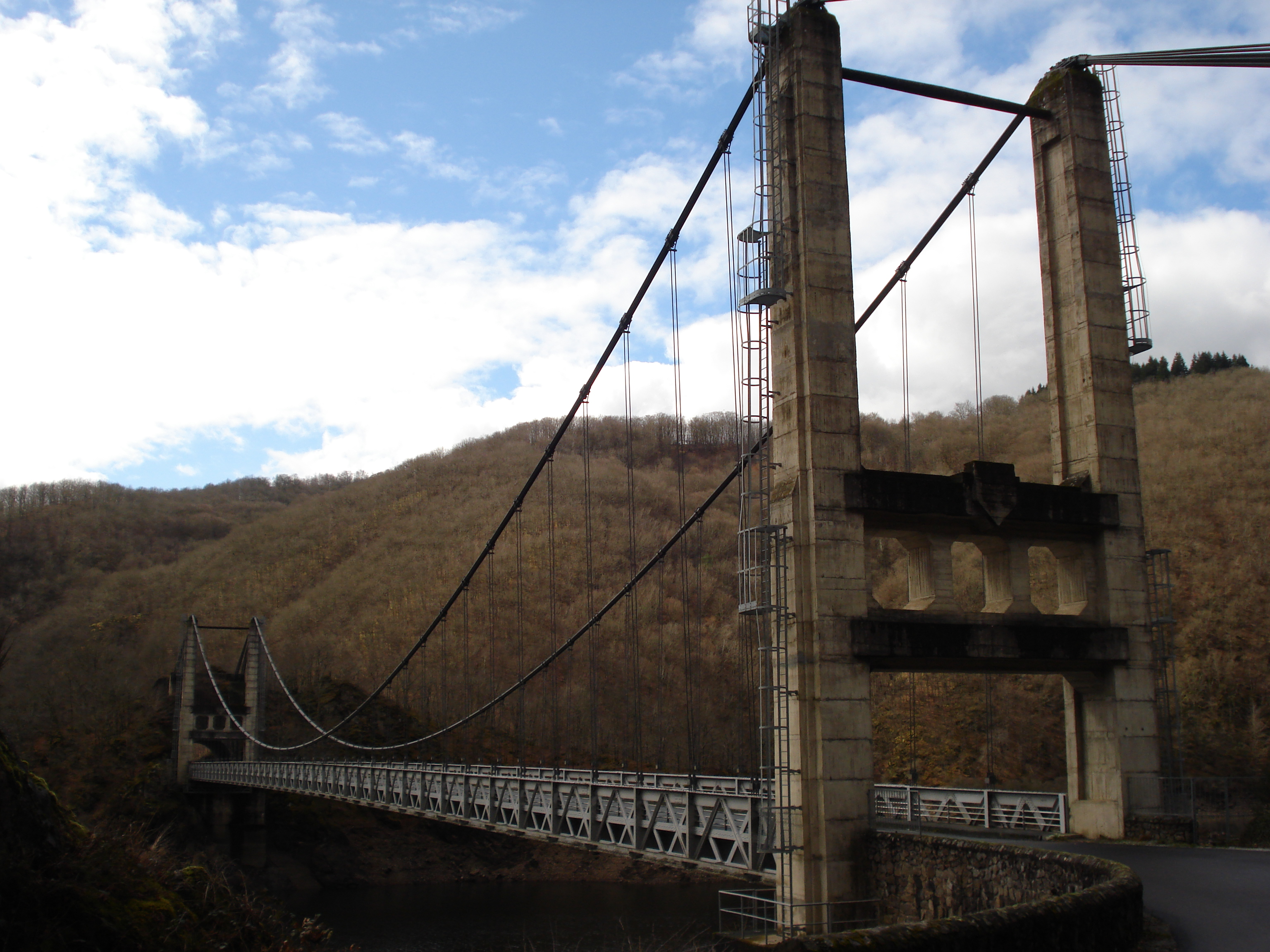
Pont de Saint-Projet.
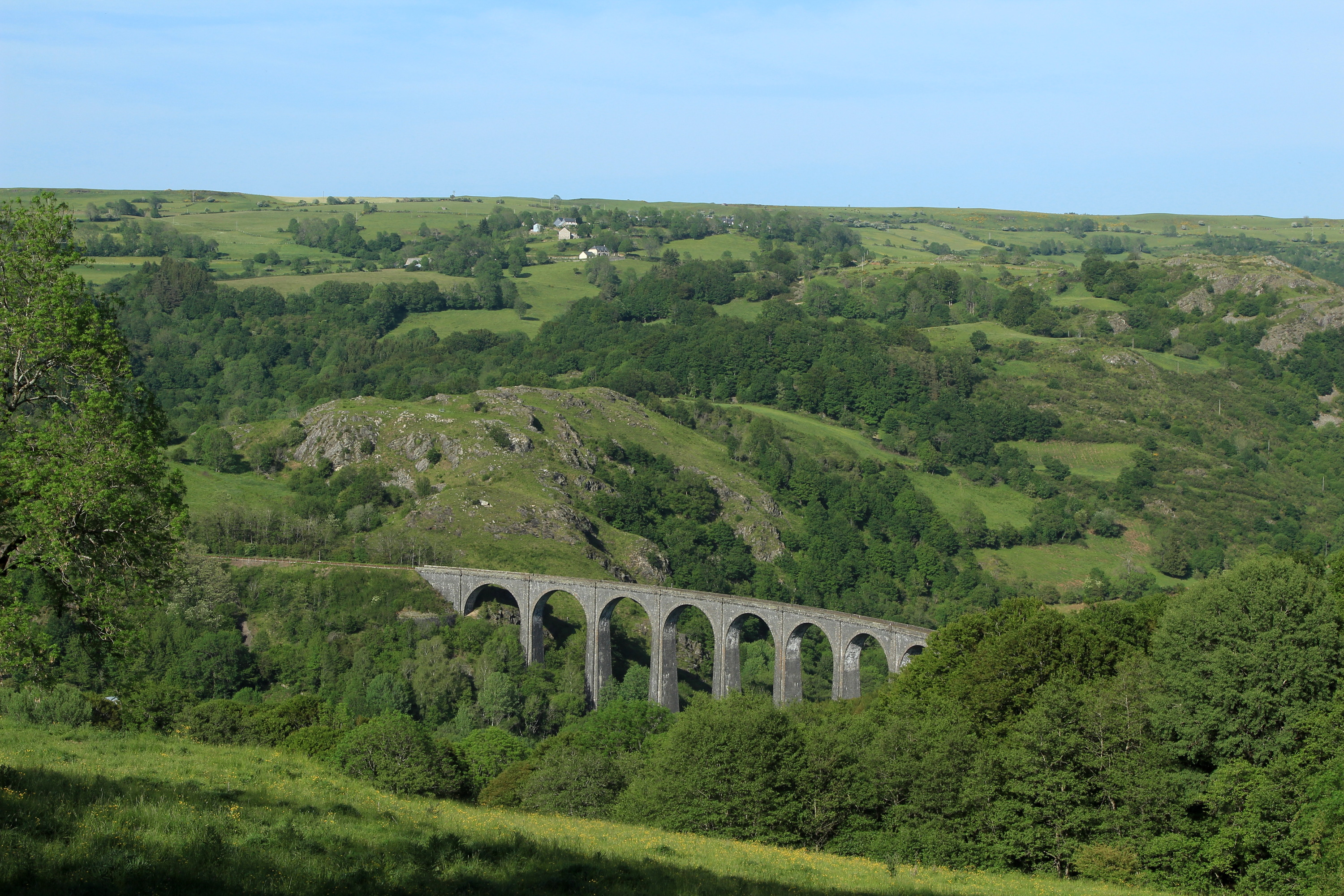
Viaduc de Barajol.

## Honneur
L'astéroïde (22827) Arvernia porte le nom latin de la région.